# Empire néo-assyrien
Pour un article plus général, voir Assyrie.
Sauf précision contraire, les dates de cet article sont sous-entendues « avant l'ère commune », c'est-à-dire « avant Jésus-Christ ».
934 av. J.-C. – 609 av. J.-C.
Entités précédentes :
- Royaume médio-assyrien
- Royaume d'Israël (Samarie)
- Élam

Entités suivantes :
- Mèdes
- Empire néo-babylonien

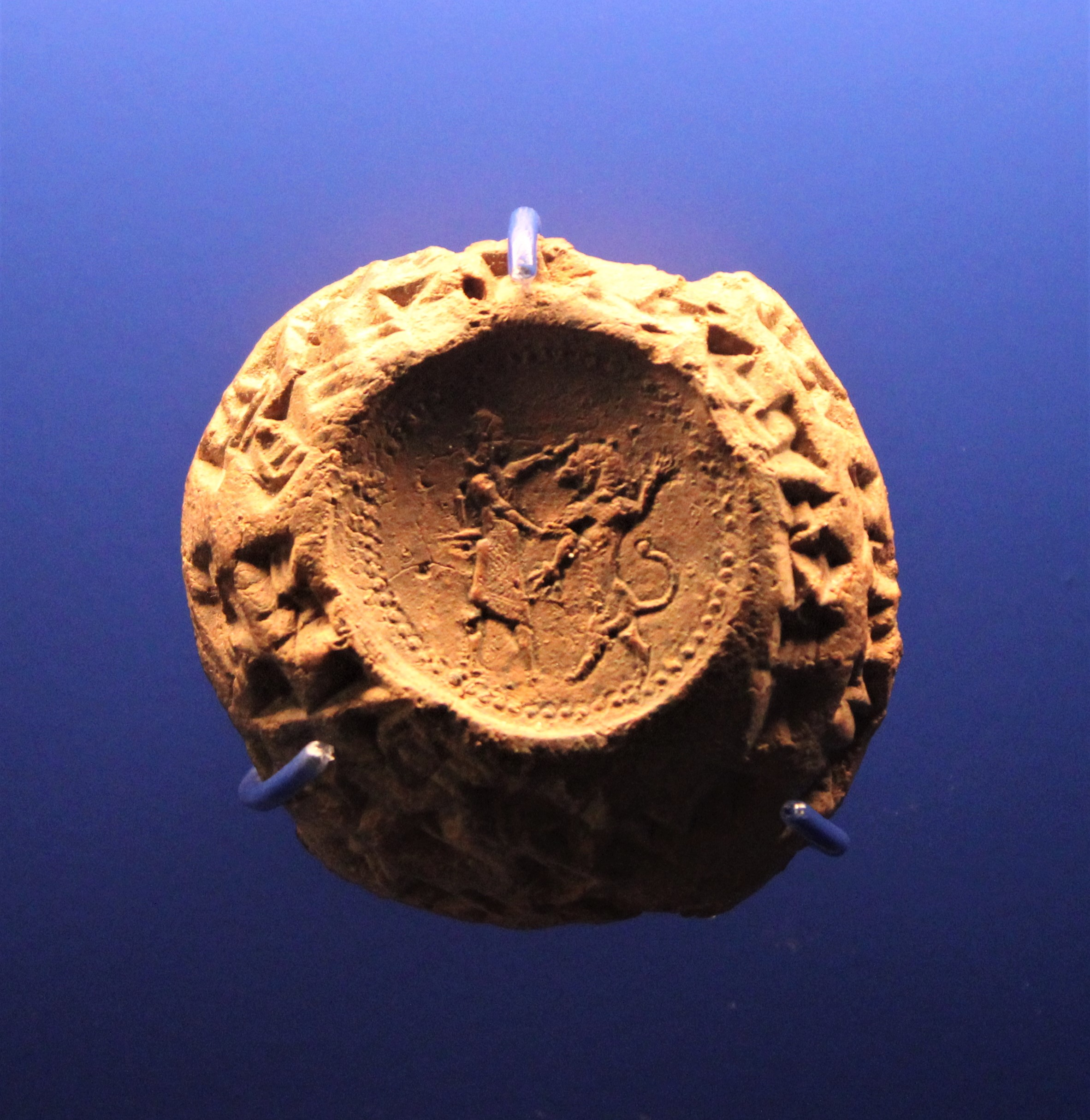
Impression sur argile du sceau royal assyrien, représentant le souverain poignardant un lion. Nimroud, Ashmolean Museum.

L'Empire néo-assyrien était un Empire mésopotamien de l'âge du fer qui a existé entre 934 et 609 av. J.-C., et qui a été le plus grand empire du monde jusqu'à cette époque. Les Assyriens ont mis en place une machine de guerre sans rivale à sa taille pendant trois siècles et perfectionné les techniques de gouvernement impérial, dont beaucoup sont devenues la norme dans les empires ultérieurs.
Au sortir d'une période de crises, au milieu du Xe siècle av. J.-C. l'Assyrie a perdu la majeure partie des territoires qu'elle possédait au début du siècle précédent à l'époque du royaume médio-assyrien, quand elle dominait la Haute Mésopotamie. La première étape de l'histoire néo-assyrienne est une phase de reconquête qui va de 934 à 830 av. J.-C. Comme son nom l'indique, a lieu une nouvelle expansion qui permet au royaume de retrouver ses frontières passées, sous la conduite d'une série de rois énergiques qui mettent en place une politique de campagnes régulières afin d'affaiblir leurs adversaires et de réaffirmer en permanence leur hégémonie. Ils sont guidés en cela par une idéologie expansionniste, qui proclame qu'ils soient mandatés par le dieu Assur, véritable souverain du royaume, afin de dominer le monde et de le mettre en ordre. Une série de secousses internes conduit à une phase d'arrêt de l'expansion, de 830 à 745 av. J.-C., marquée par des tendances décentralisatrices. Les rois de la période sont pour la plupart des figures effacées, alors qu'un groupe de magnats ayant des bases provinciales s'arroge des prérogatives royales.
Les frontières du royaume sont cependant préservées et ses structures internes consolidées, ce qui sert de base à une nouvelle phase d'expansion, de 745 à 705 av. J.-C., durant laquelle l'empire néo-assyrien pratique une politique d'annexions plus systématique, étendant ses limites de la Méditerranée au golfe Persique, en même temps que le pouvoir se concentre à nouveau autour du roi. L'Assyrie devient alors maîtresse d'un empire « universel », sans équivalent aux époques antérieures. La phase suivante, qui va de 705 à 640/630 av. J.-C., voit l'apogée territorial de l'empire assyrien, illustré par ses victoires contre l'Égypte et l'Élam. C'est alors une superpuissance dominant le Moyen-Orient depuis sa vaste capitale, Ninive. Néanmoins divers points faibles déstabilisent le royaume, notamment la récurrence des crises successorales à la tête de l'empire et l'incapacité des rois à trouver une manière de dominer durablement la région de Babylone, qui reste farouchement indépendantiste.
C'est la conjugaison de ces deux problèmes qui plonge l'empire dans sa crise finale. Un pouvoir indépendant se reconstitue à Babylone dans les années 620, profitant d'une guerre civile entre Assyriens. Puis il parvient, avec l'appui des Mèdes, à envahir l'Assyrie et à détruire ses capitales dans les années 614-612. L'empire assyrien est définitivement anéanti en 609, et ne se reconstitue pas. Sa place est prise par l'empire néo-babylonien, qui étend sa domination sur ses anciennes provinces et conforte le principe d'une domination impériale sur ces régions, comme le font moins d'un siècle plus tard les Perses Achéménides. En cela l'empire néo-assyrien peut être vu comme le « prototype » des empires de l'Antiquité.

## Les sources et leur exploitation
Les sources sur l'Assyrie se répartissent entre sources écrites, images et vestiges archéologiques.
Les sources écrites secondaires, c'est-à-dire les documents écrits dans l'Antiquité par des témoins directs ou indirects et transmis jusqu'à l'époque moderne, sont d'un secours limité pour reconstituer l'histoire de l'Assyrie antique. Plusieurs livres de la Bible hébraïque comprennent plusieurs mentions des relations des royaumes d'Israël et de Juda avec l'empire assyrien, qui ont trouvé des échos dans les textes mis au jour en Mésopotamie, bien que leur période de rédaction finale ait lieu bien après les faits. En revanche les textes d'auteurs grecs faisant référence à l'Assyrie reprennent des éléments essentiellement folkloriques sur les rois assyriens, que l'on retrouve également dans une littérature antique en araméen connue seulement par quelques papyri mis au jour en Égypte.
Les textes cunéiformes mis au jour dans les territoires dominés par l'Assyrie, et avant tout ses capitales (Assur, Kalkhu, Ninive) constituent le principal type de source permettant de reconstituer l'histoire assyrienne. Il s'agit surtout de tablettes d'argile, et aussi d'inscriptions sur pierre. Ce sont donc initialement des sources mises au jour lors de fouilles archéologiques, et leur contexte de découverte, quand il est connu, éclaire leur compréhension. Elles ont été redécouvertes lors des fouilles archéologiques entreprises à partir du milieu du XIXe siècle av. J.-C., qui ont fourni les premières « moissons » de tablettes et inscriptions, aujourd'hui surtout au British Museum, mais aussi au Musée du Louvre. Les découvertes se sont poursuivies depuis, à un rythme inégal en fonction de la situation politique des régions fouillées (situées majoritairement en Irak et en Syrie). Les textes ont généralement été publiés sans projet cohérent, jusqu'à la fin du XXe siècle qui a vu l'apparition de projets de publication complets et cohérents,.

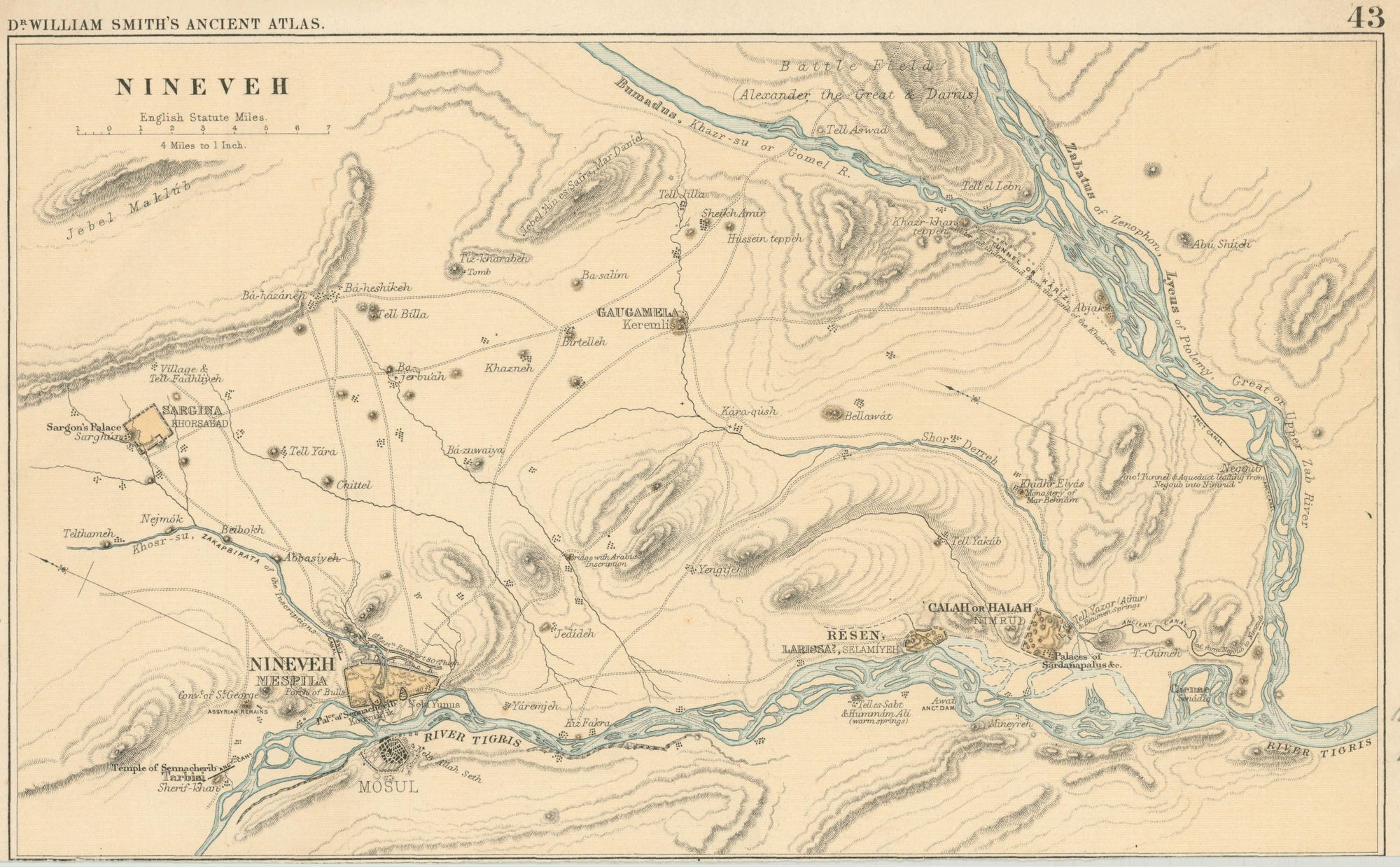
Carte de la région de Ninive vers le milieu du XIXe siècle, avec divers sites assyriens : Ninive, Nimroud, Khorsabad, Balawat, Sharif Khan, Tell Billa. W. Smith, Atlas of ancient geography, biblical and classical, 1874.

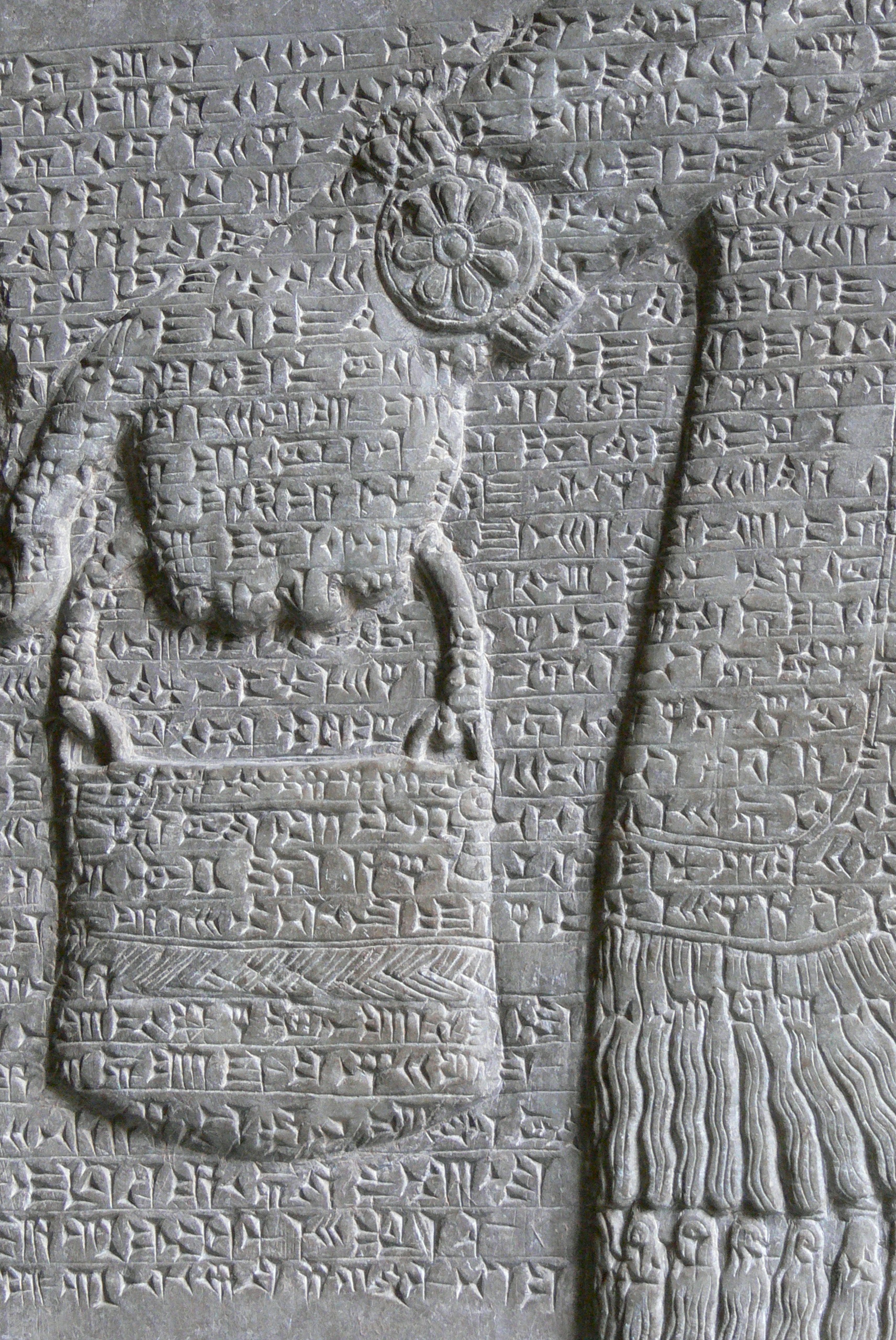
Détail d'un passage d'une inscription royale d'Assurnasirpal II (« Inscription standard »), sur un bas-relief du Palais nord-ouest de Nimroud. Pergamon Museum.

Des listes de rois et d'éponymes, et des chroniques historiques, fournissent les grandes lignes de la chronologie de la période,. Les inscriptions royales décrivant les hauts faits des rois, surtout leurs campagnes militaires, constructions et chasses, permettent de donner une vision plus précise de l'histoire de la période. Parce qu'elles relèvent du discours officiel, elles sont aussi une source essentielle sur l'idéologie royale. Elles doivent évidemment être lues avec le recul critique nécessaire, car souvent elles exagèrent ou édulcorent la réalité, mais elles ne comportent pas d'inventions. Les inscriptions royales ont fait l'objet d'un projet de (re)publication systématique en anglais, Royal Inscriptions of Assyria, dans le cadre d'un projet plus large de publication des inscriptions des rois mésopotamiens. Le projet n'est pas encore achevé mais couvre la majeure partie des rois néo-assyriens, et a fait l'objet d'une publication en ligne.

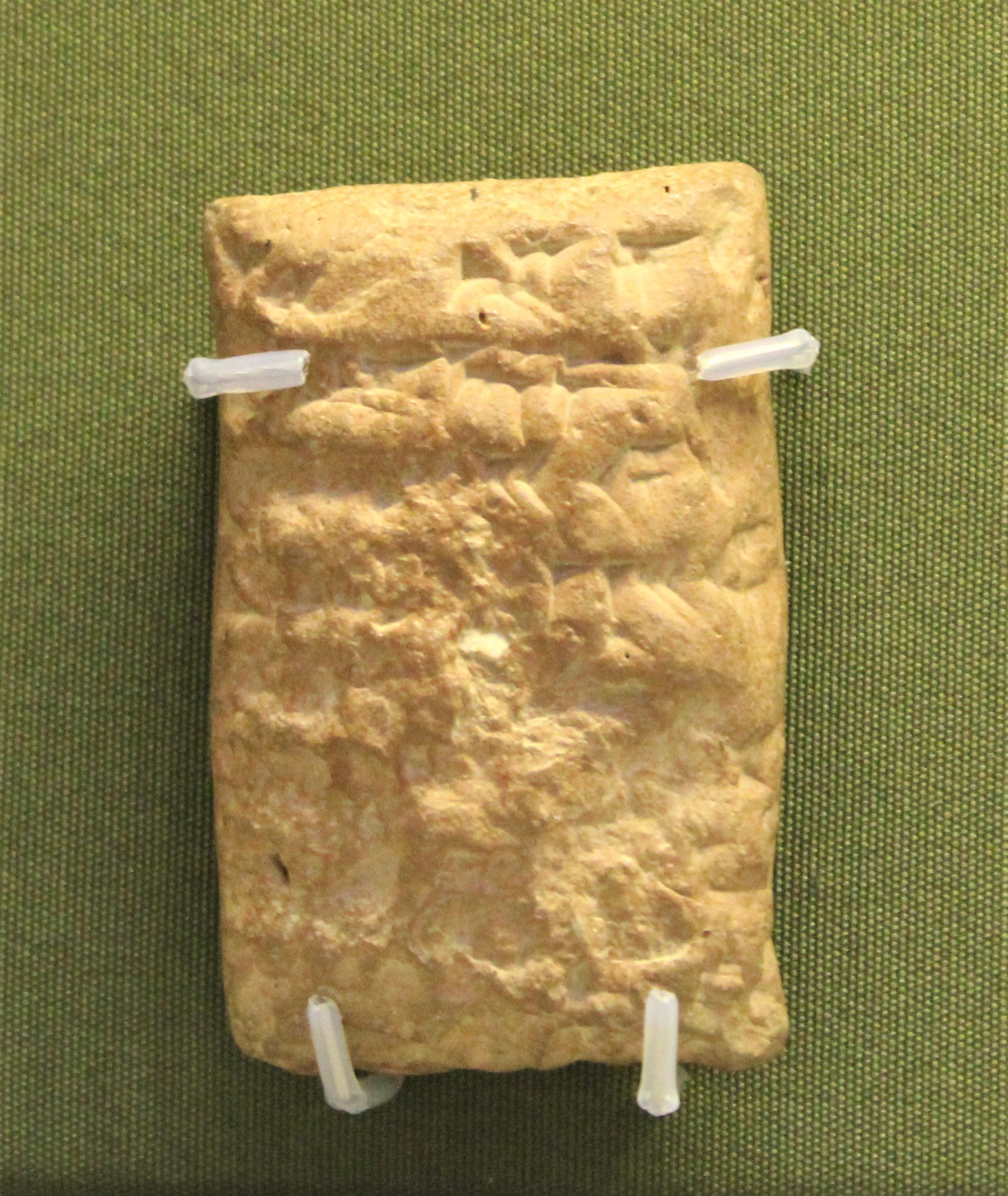
Lettre de la correspondance royale de Ninive : lettre adressée au roi Assarhaddon par son fils, le futur roi Assurbanipal. British Museum.

Les archives administratives et privées provenant des sites assyriens sont une documentation abondante et très utile pour documenter le fonctionnement quotidien de l'empire assyrien et de sa société. Elles sont environ au nombre de 6 000 et proviennent surtout de Ninive, de Nimroud et d'Assur, mais des corpus ont été mis au jour sur plusieurs sites de Haute Mésopotamie. Elles comprennent des documents de gestion, des documents juridiques (donations et décrets royaux, contrats de vente, traités de paix) et environ 3 000 lettres de la correspondance du roi et d'autres personnages importants de l'empire, ces dernières étant un apport inestimable pour les historiens.
Les textes savants mis au jour dans les bibliothèques assyriennes (textes rituels, techniques, scientifiques, mythologiques, épiques, etc.), sont le corpus le plus vaste en quantité et ont été fondamentaux pour la redécouverte de la culture mésopotamienne antique. Le principal corpus, et de loin, est constitué par plusieurs milliers tablettes et fragments provenant des bibliothèques des palais et des temples de Ninive (la « bibliothèque d'Assurbanipal »),,.
Les tablettes provenant des palais et temples de Ninive et de Nimroud font l'objet d'un projet de publications dirigé par S. Parpola de l'Université d'Helsinki, Neo-Assyrian Text Corpus Project, qui produit des éditions de textes, des études, des outils de travail et une revue, qui ont fortement fait progresser la compréhension de l'empire néo-assyrien. Parmi ce projet, la série des State Archives of Assyria (SAA) concerne les archives de l’État assyrien (correspondance royale, textes juridiques et administratifs, etc.). Les traductions ont été publiées en ligne. Le site Archival Texts of the Assyrian Empire réunit les traductions d'archives administratives et juridiques mises au jour sur différents sites de l'empire.
L'iconographie, l'étude des images, est un autre champ d'études important. Les représentations visuelles se trouvent surtout sur des sceaux-cylindres et des dalles en pierre (orthostates) sculptées et autres sculptures. Des figurines et autres objets (surtout en terre cuite, pierre, métal, ivoire) proviennent de bâtiments administratifs, de maisons, de tombes. Le matériel le plus riche, et de loin, provient des tombes des reines de Nimroud,. Dans le contexte néo-assyrien, l'analyse des images royales et les rapports entre les images et les textes sont des champs d'études importants.

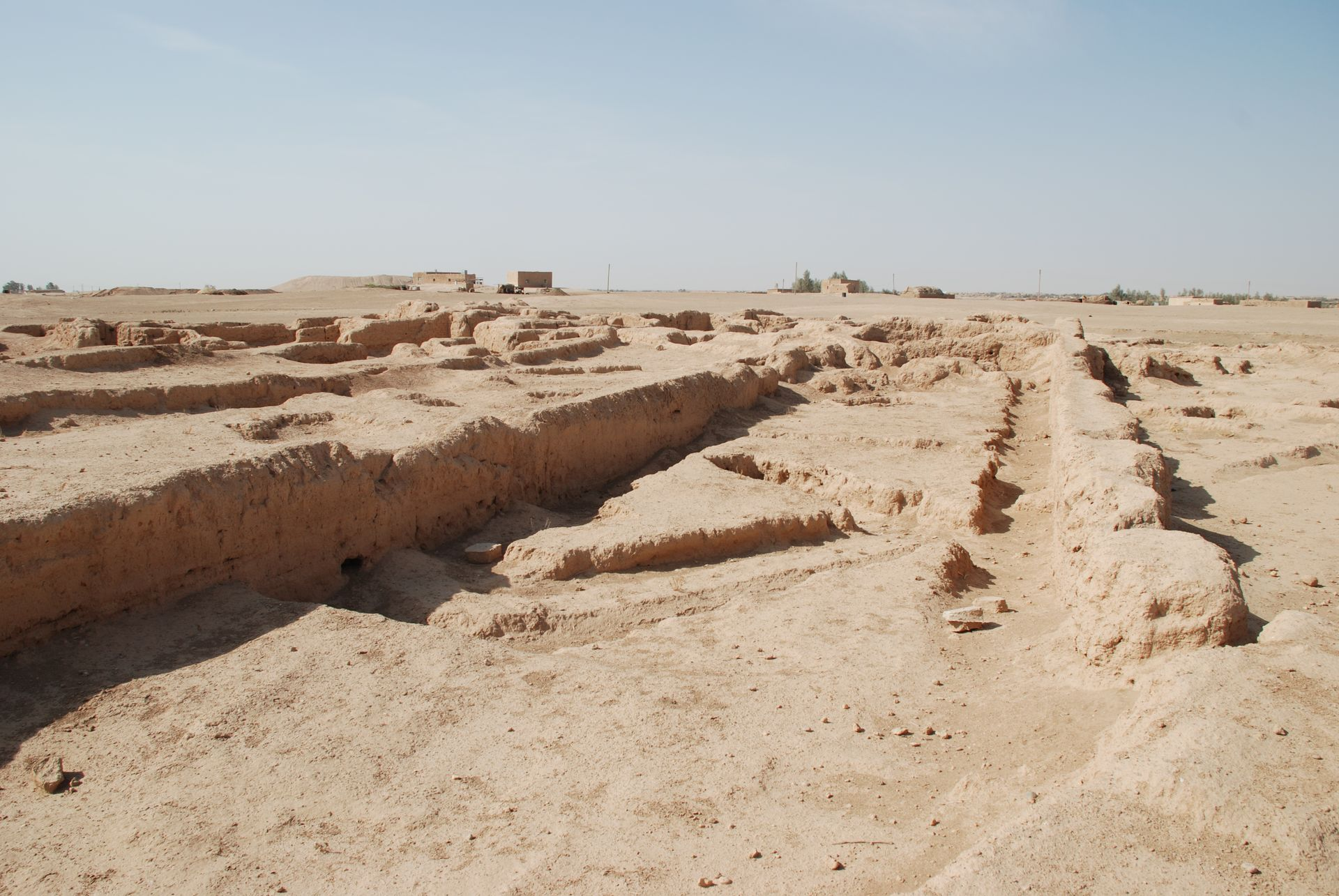
Ruines du palais néo-assyrien de Tell Sheikh Hamad (Dur-Katlimmu/Magdalu) en Syrie.

Les fouilles des bâtiments construits à l'époque néo-assyrienne, aussi bien dans le centre de l'empire que dans les sites des provinces situées au-delà, sont d'autres sources permettant d'éclairer l'histoire de l'empire néo-assyrien. Les prospections au sol permettent de localiser des sites occupés durant cette période, et l'analyse des images satellites et photographies aériennes offre des pistes supplémentaires, notamment pour retrouver le tracé des canaux et routes antiques,,.
L'histoire de l'Assyrie a d'abord été étudiée par le prisme de la Bible : il s'agissait de reconstruire l'histoire d'un ennemi des royaumes d'Israël et de Juda, de chercher des parallèles entre sa culture et celle de l'Israël antique (comme l'illustre le grand écho qu'a rencontré la publication de la « tablette du Déluge » de l’Épopée de Gilgamesh en 1872). Quant à l'art assyrien, il était jugé au regard de ceux de la Grèce et de Rome, mais implicitement bien reçu par certaines élites pays occidentaux colonialistes en raison de son caractère impérialiste. D'un autre côté, les Assyriens ont été vus sous un jour négatif en raison de la mise en scène de leurs actes de cruauté dans leurs textes et images. Le XXe siècle voit l'Assyrie devenir progressivement un objet d'étude pour elle-même. Le développement des approches culturelles à partir des années 1970 permet des regards moins négatifs, de mieux comprendre la religion, les savoirs, la société, l'économie, aussi à mieux apprécier l'impact et l'influence de l'empire néo-assyrien dans l'histoire.
Des sites Internet en anglais ont également été constitués pour éclairer les dossiers les plus importants et les tablettes publiées, en lien avec les découvertes archéologiques : Nimrud: Materialities of Assyrian Knowledge Production sur l'époque de la fondation de Kalkhu et les premiers rois néo-assyriens, Assyrian empire builders sur l'époque de la construction impériale de la seconde moitié du VIIIe siècle av. J.-C., et Knowledge and Power in the Neo-Assyrian Empire sur les rapports entre pouvoir et savoirs dans la première moitié du VIIe siècle av. J.-C.

## Histoire

### Les années d'éclipse
De toutes les grandes puissances de l'âge du Bronze récent (Babylone, Hittites, Égypte), l'Assyrie est celle qui résiste le plus longtemps durant les années d'« effondrement » qui marquent la transition vers le début de l'âge du fer. En effet, les premières décennies du XIe siècle y sont marquées par les ambitieuses entreprises militaires de Tiglath-Phalasar Ier et de son fils Assur-bel-kala. Mais le royaume lâche progressivement prise durant les années suivantes face aux assauts des tribus araméennes, qui se font de plus en plus entreprenantes dans la Djézireh, et sont sans doute de mieux en mieux organisées. Le détail de l'évolution militaire est obscur faute de sources attestant des expéditions militaires assyriennes entre 1030 et 934, et les sources postérieures sembleraient avoir retenu que la période la plus difficile qu'ait traversée l'Assyrie se situe dans les décennies autour de 1000, en gros entre 1030 et 970 (période pour laquelle il n'y a du reste quasiment pas d'inscriptions royales). Les Araméens constituent durant ces années-là des royaumes là où se trouvaient auparavant des provinces assyriennes, provoquant la fuite de populations assyriennes, par exemple celles des moyennes vallées du Tigre et de l'Euphrate, qui se réfugient dans les montagnes voisines où elles se trouvent au moment de la reconquête. Néanmoins, la débâcle assyrienne n'est pas totale. Les régions occidentales n'ont pas totalement été perdues, car le roi de Shadikanni, dans la vallée du Khabur, se reconnaît comme vassal de l'Assyrie autour de 970, et il est possible qu'une majeure partie du cours inférieur du Khabur soit encore sous autorité assyrienne (comme Dur-Katlimmu, où aucune trace de domination araméenne n'a été identifiée), formant une zone-tampon face aux tribus araméennes. En Assyrie même, la succession royale se poursuit apparemment sans heurts, avec plusieurs règnes longs, le cœur du royaume, un triangle situé entre Assur, Ninive et Arbèles, restant manifestement sous contrôle. C'est sur cette base que la reconquête peut s'effectuer à compter de la fin des années 930,,,.

Carte des États néo-hittites et araméens vers 900-800 av. J.-C.

La situation géopolitique du Moyen-Orient est alors marquée par la fragmentation, par contraste avec la période précédente qui voyait la domination d'une poignée de grandes puissances. Dans les piémonts du Taurus se trouvent des espaces dominés par les Araméens, qui s'appuient sur plusieurs cités où sont installées des dynasties (Nasibina, Bit Bahiani, Bit Zamani). On trouve également des entités politiques araméennes plus au sud dans la moyenne vallée de l'Euphrate (pays de Suhu et de Laqe), moins structurées et moins bien connues. À l'ouest de l'Euphrate, dans le pays appelé « Hatti » par les Assyriens, correspondant à la Syrie du nord, se trouvent d'autres royaumes, aux structures manifestement plus solides, dirigés par des dynasties araméennes (Sam'al, Bit Adini (en), Bit Agusi) mais aussi « néo-hittites », populations qui parlent (ou du moins écrivent) en fait le louvite, une des langues de l'ancien empire hittite, ou mixtes (Karkemish, Melid, Kummuhu, Unqi/Pattina, Gurgum, etc.).
On date classiquement le début de la période néo-assyrienne de 934, début du règne du premier reconquérant, Assur-dan II. Mais plusieurs des caractéristiques de l'âge néo-assyrien se mettent en place plus tôt : ainsi par bien des aspects les pratiques militaires et le discours officiel de Tiglath-Phalasar Ier posent les jalons de ceux des grands conquérants néo-assyriens, et du point de vue culturel la transition entre la langue et l'écriture médio-assyriennes et néo-assyriennes s'effectue à partir de la même période (phénomène visible dans les archives de Giricano). La rupture est cependant indéniable, comme l'illustrent notamment les évolutions des formes et de la terminologie des documents juridiques, économiques et administratifs entre les deux époques. La rétraction marquée de l'administration et des transactions durant les « âges obscurs » a créé une coupure, malgré quelques traits communs de base qui montrent qu'il n'y a pas eu d'interruption totale de production de ce type de document durant cette période, même si aucun n'a été retrouvé à ce jour. Malgré tout, les éléments de continuité entre le royaume médio-assyrien et les premiers temps de l'empire néo-assyrien ne doivent pas être négligés : les institutions assyriennes résistent mieux qu'on ne l'a longtemps pensé, et assurent la persistance des traditions assyriennes. Cela se voit aussi bien dans le domaine matériel, que culturel ou idéologique. Et durant le premier siècle de l'époque néo-assyrienne au moins, les rois assyriens vont avant tout s'atteler à reconstituer le royaume de leurs prédécesseurs,. Selon B. Brown : « Au milieu du Xe siècle, les Assyriens ne contrôlaient à nouveau que des territoires situés au cœur du pays traditionnel – mais, après les expériences des trois siècles précédents, ils possédaient également une idéologie « universelle », un noyau solidement constitué, une histoire de conquête dans toute la région et des poches isolées de culture assyrienne vivant dans diverses zones « périphériques », notamment dans la vallée de Khabur. C'est avec ces avantages que l'État assyrien entame à la fin du Xe siècle sa deuxième grande période d'expansion dans toute la région, qui aboutira cette fois à l'empire. »

### Les débuts de l'empire néo-assyrien (934-827)
Le premier acte de l'époque néo-assyrienne consiste en la reconquête (les historiens emploient parfois le terme de « Reconquista » pour désigner cette période) des territoires perdus face aux Araméens dans la Djézireh, et plus généralement la reprise de la politique expansionniste des derniers grands conquérants médio-assyriens, donc le rétablissement de la puissance assyrienne. Cela se voit notamment dans le fait que les souverains de cette période reprennent souvent les noms de leurs plus illustres prédécesseurs, et clament à de nombreuses reprises dans leurs inscriptions qu'ils ramènent dans le giron assyrien des contrées et populations qui lui avaient été auparavant soumises, et n'auraient jamais dû cesser de l'être. Cette régénération est possible même si l'Assyrie a connu un déclin marqué, car à la différence des autres grandes puissances de la période précédente elle a tenu bon, survécu et conservé une base de puissance.
Assur-dan II (934-912) est considéré comme le premier roi néo-assyrien. Ses annales sont certes connues dans un état fragmentaire, mais on y trouve déjà les éléments caractéristiques de la phase de reconquête. Il conduit plusieurs campagnes contre des pays et groupes qui ont pris et pillé les territoires appartenant par le passé à l'Assyrie, notamment dans les régions hautes situées au nord du royaume ; sa principale victoire semble être contre le pays de Katmuhu, dont il exécute le roi et le remplace par un vassal à sa solde. Il réinstalle d'ancien sujets de l'Assyrie qui avaient fui la famine sous ses prédécesseurs, ou du moins les descendants de ceux-ci, et entreprend aussi une chasse royale et des travaux dans sa capitale Assur,.
Adad-nerari II (911-891), dont le règne est bien mieux documenté, conforte le retour de la puissance assyrienne. Il s'étend vers le sud-est, où il affronte le roi de Babylone pour l'hégémonie sur les régions situées entre le Petit Zab et la Diyala. Il parvient à prendre la ville d'Arrapha, et conclut un accord avec son homologue Nabû-shuma-ukin, conforté par une alliance matrimoniale. Vers l'ouest, il parvient à étendre la zone d'influence assyrienne sur le triangle du Khabur, où plusieurs royaumes araméens deviennent ses vassaux (Nasibina, Guzana). Vers la fin de son règne il conduit ses troupes jusqu'à l'Euphrate sans rencontrer de résistance et en collectant le tribut des souverains locaux, démonstration de force qui confirme le retour de l'hégémonie assyrienne.

L'empire assyrien à l'époque de la reconquête (934-830 av. J.-C.) : en foncé, les territoires dans la mouvance assyrienne au début de la période ; en clair, les territoires incorporés à l'empire à la fin de la période.

Le règne de Tukulti-Ninurta II (891-884) ne semble pas marqué par des conquêtes significatives de nouveaux territoires. Mais il consolide les positions assyriennes dans les régions de piémont à l'est, et dans la Djézireh, où il mène comme son père une démonstration de force, en commençant cette fois-ci à longer l'Euphrate, affronte les Mushki (peuple souvent rapproché des Phrygiens) en Cappadoce, et revient par la région du Khabur. Au sud, il avance les positions assyriennes face à Babylone, recevant le tribut du roi de Suhu, dans la région du Moyen-Euphrate.
Assurnasirpal II (883-859) marque une nouvelle étape dans l'affirmation de la puissance assyrienne. Ce royaume prend clairement le dessus sur ses opposants, qui ne sont pas en mesure de s'opposer à lui frontalement. Son règne semble aussi systématiser l'emploi de mesures de répression brutales contre les pays refusant de se soumettre au joug assyrien. Le roi mène au moins quatorze campagnes, aussi bien au nord (Nairi, Urartu), à l'est (Zamua), au sud-ouest (Suhu, Hindanu, Laqe) et à l'ouest. Dans cette dernière direction, il a maille à partir avec le roi Ahuni du Bit Adini (en), qui domine la région de la boucle de l'Euphrate, et qu'il ne parvient pas à soumettre durablement. Assurnasirpal mène une campagne jusqu'à la Méditerranée, qu'aucun roi assyrien n'avait atteinte depuis Tiglath-Phalasar Ier (1114-1076), et il reçoit le tribut de plusieurs souverains de Syrie et de Phénicie (Karkemish, Tyr, Byblos, etc.). Même si son autorité sur ces régions est fragile et rapidement contestée, ses victoires militaires permettent un afflux de richesses sans précédent vers l'Assyrie, qu'il mobilise pour la construction d'une nouvelle capitale à Kalkhu (Nimroud),.

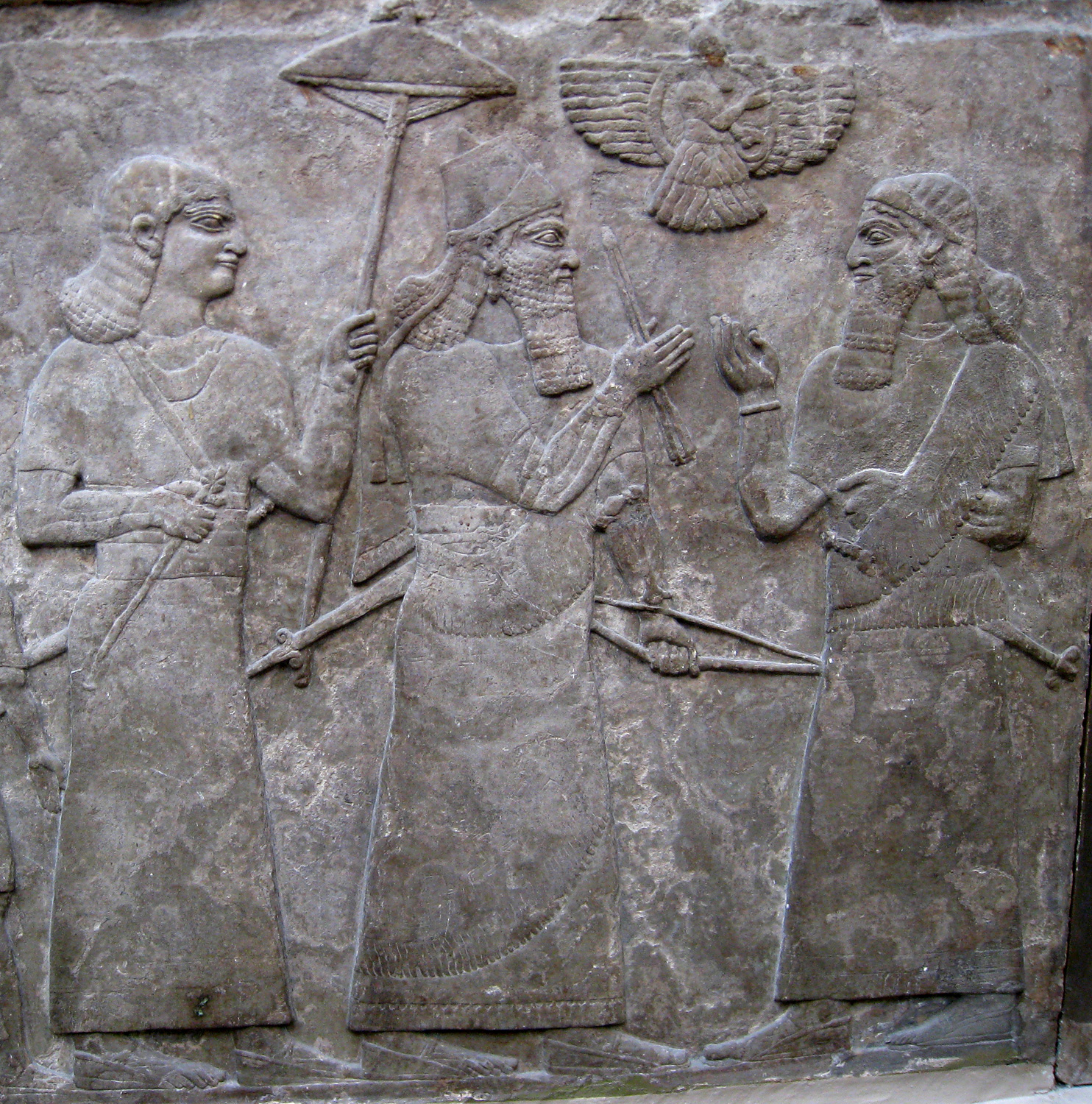
Bas-relief du Palais nord-ouest de Nimroud représentant Assurnasirpal II et des dignitaires, surplombés par le disque solaire ailé symbolisant le dieu Assur ou Shamash. British Museum.

Avec le long règne de Salmanazar III (858-824), la phase de reconquête à proprement parler s'achève et bascule vers une expansion sur des contrées jamais soumises à des rois assyriens par le passé. Les campagnes militaires sont menées plus loin qu'auparavant, elles sont tout autant agressives et plus ambitieuses. Le Bit Adini est finalement soumis et annexé après plusieurs campagnes difficiles. Cela s'inscrit plus largement dans une dynamique de renforcement du contrôle assyrien sur la Djézireh, qui est alors essentiellement constituée de provinces sous administration directe après l'élimination des royaumes vassaux. Au nord, l'Urartu s'affirme comme un rival menaçant pour l'Assyrie, en s'inspirant largement de son modèle. Il conteste son hégémonie sur le Haut Tigre et la Syrie du nord. Après plusieurs affrontements limités, Salmanazar mène une campagne jusqu'au cœur du royaume ennemi, près du lac de Van, sans parvenir à l'affaiblir durablement. Cela lui laisse au moins les mains libres en Syrie, où il fait face à une coalition de cités menées par les rois de Damas et de Hamath, qui se conclut par la bataille de Qarqar (853), revendiquée comme une victoire par le roi assyrien, mais probablement un affrontement sans réel vainqueur. Salmanazar intervient ensuite en Babylonie à la demande de son allié le roi Marduk-zakir-shumi qui fait face à une révolte, et il mène campagne contre les tribus chaldéennes. Par la suite, il revient en Syrie avec une armée conséquente, parvient à obtenir la soumission de plusieurs rois, jusqu'à Jéhu d'Israël, mais il n'est pas en mesure de mettre au pas durablement ses deux principaux opposants, Damas et Hamath. La domination assyrienne sur l'ouest est donc précaire. À l'est, les Assyriens rencontrent pour la première fois en 835 des tribus mèdes, avec lesquelles les rapports semblent plutôt commerciaux,.

### L'âge des «magnats» (826-746)
Le second acte de l'époque néo-assyrienne est marqué par un ralentissement voire un arrêt de l'expansion. Des troubles politiques perturbent le pouvoir royal, qui semble moins puissant à cette période, avec des rois peu remarquables, en raison de l'influence forte de certains magnats, notamment dans les provinces, qui semblent s'approprier des prérogatives royales. Il n'empêche que l'essentiel de la puissance assyrienne est préservé, et certains historiens voient même cette période comme une phase de consolidation des conquêtes précédentes.

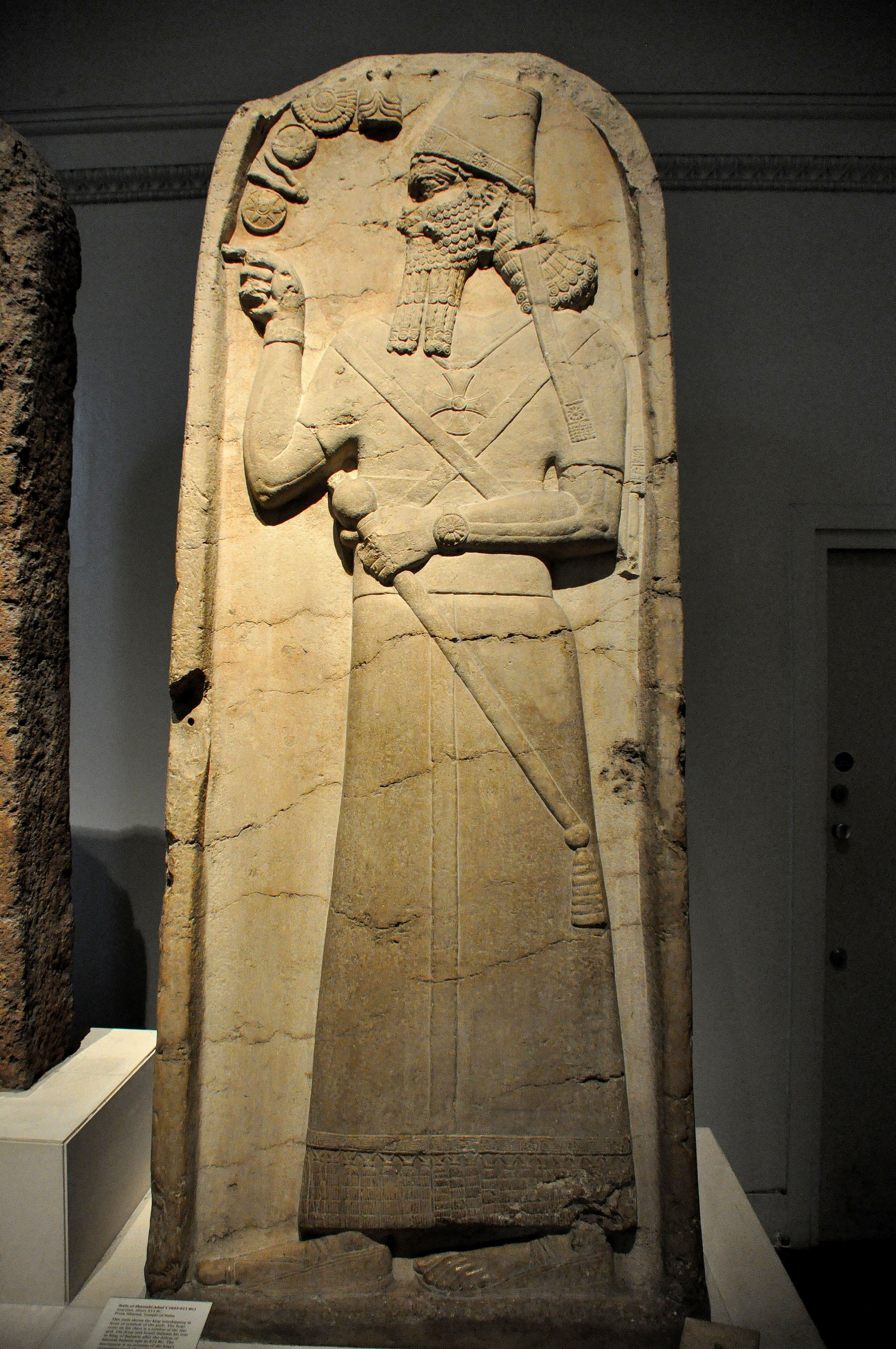
Stèle de Shamshi-Adad V mise au jour dans le temple de Nabû à Nimroud. British Museum.

La fin de règne de Salmanazar III est un temps de difficultés. Le roi semble moins en mesure d'exercer sa fonction, puisque les inscriptions indiquent que les campagnes sont menées à partir de 830 par son Grand général, Dayyan-Assur. Cette situation, inhabituelle dans les discours officiels qui se présentent du point de vue du roi, pourrait indiquer que cette personne a pris un grand rôle dans la direction des affaires du royaume. En 826 une guerre civile éclate l'instigation du prince Assur-daʾʾin-apli, qui a été dépossédé de son statut de prince héritier au profit d'un autre fils du roi, Shamshi-Adad. Il reçoit le soutien de plusieurs villes importantes du royaume, à commencer par Assur et Ninive, bénéficie de la mort de Dayyan-Assur dès les premières années du conflit, mais échoue finalement. Quand Shamshi-Adad V monte sur le trône en 824, il n'exerce plus un rôle dominant dans les affaires du royaume, les magnats occupant le devant de la scène.
Les campagnes militaires qui ont lieu sous son règne sont moins ambitieuses que par le passé. Shamshi-Adad V a pris le pouvoir avec l'appui du babylonien Marduk-zakir-shumi, ce qui le met en position de faiblesse face au voisin méridional. L'Iran occidental et la frontière avec l'Urartu sont d'abord visées, puis la Syrie du Nord, où les armées assyriennes essuient un échec, ce qui incite plusieurs rois à ne plus verser de tribut à l'Assyrie. Une révolte doit être écrasée en Assyrie même, à Tillê. Mais en 815-812 le roi assyrien rétablit la balance en sa faveur face à Babylone, en défaisant et faisant prisonnier son nouveau roi, Marduk-balassu-iqbi, puis en battant à son tour son successeur Baba-ah-iddina. Les frontières du royaume sont alors repoussées plus au sud.
Quand Shamshi-Adad meurt en 811, son héritier désigné Adad-nerari III est manifestement jeune, et le pouvoir est détenu par le Grand général Nergal-ila'i, et la reine-mère Sammuramat. Cette dernière en particulier semble avoir joué un rôle important, puisqu'elle est associée à son fils dans une inscription où l'Assyrie garantit la frontière entre les royaumes de Gurgum et Kummuhu. Son pouvoir semble avoir donné naissance à la légende de la reine Sémiramis, connue par des récits grecs.
Adad-nerari III doit ensuite composer avec d'autres magnats, dont Nergal-eresh, gouverneur de la vaste province de Rasappa, puis le grand général Shamshi-ilu, en poste à partir de 787 au moins. Les armées assyriennes remportent plusieurs succès, notamment en Syrie où elles infligent une défaite au puissant royaume d'Aram-Damas. En revanche la situation reste perturbée dans l'Iran occidental et en Mésopotamie moyenne (où sévissent les tributs d'Itu'éens), régions où plusieurs campagnes sont menées sans parvenir à stabiliser l'emprise assyrienne.
Les rois suivants, Salmanazar IV, Assur-dan III et Assur-nerari V, trois fils d'Adad-nerari III, ont laissé très peu d'inscriptions. Ils semblent avoir eu peu de marge de manœuvre face au pouvoir du grand général Shamshi-ilu, et aussi au héraut du palais Bel-Harran-belu-usur. L'Assyrie fait alors face à la montée en puissance de l'Urartu, qui menace son hégémonie en Anatolie du sud-est et en Syrie du Nord, et aussi en Iran occidental. Plusieurs campagnes sont menées contre cet adversaire, Shamshi-ilu obtenant une victoire importante en Iran en 774, qu'il célèbre dans sa propre inscription. L'année suivante il défait le royaume de Damas. Son pouvoir semble avoir atteint son paroxysme dans les années suivantes. Une grande révolte secoue le royaume en 763, probablement une réaction contre Shamshi-ilu, et n'est éteinte que cinq années plus tard. La situation du royaume semble alors chaotique (une chronique évoque une famine). Les armées assyriennes sont très peu entreprenantes dans les années qui suivent. L'autorité du royaume est de plus en plus secouée par l'Urartu, dont le roi Sarduri II proclame avoir remporté une grande victoire contre l'Assyrie. Au sud du royaume, les gouverneurs du Suhu semblent alors agir en souverains indépendants, ce qui conforte l'idée d'un affaiblissement de l'Assyrie.

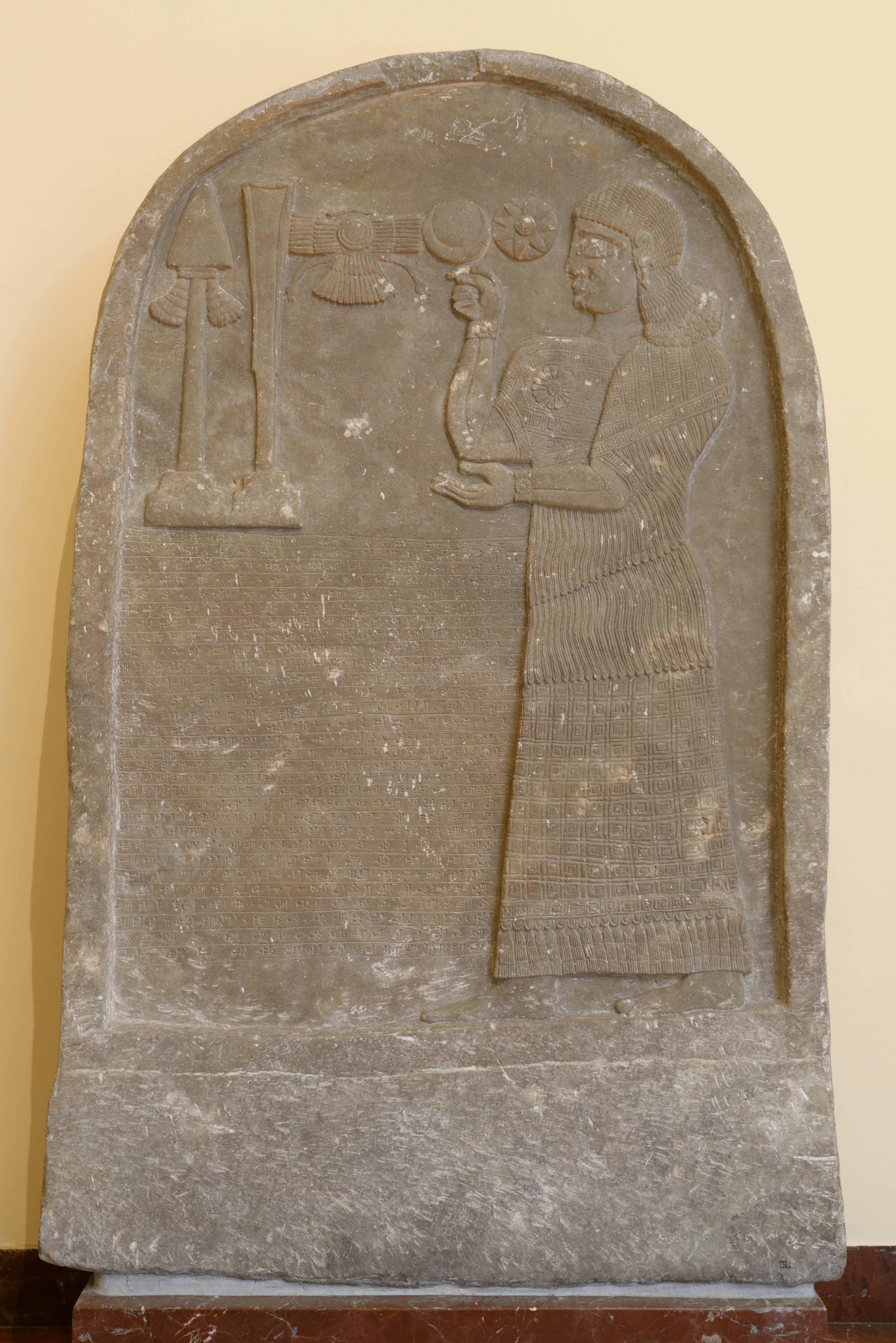
Stèle de Bel-Harran-beli-usur, représenté dans la pose des rois assyriens, mais sans barbe (indication de sa condition d'eunuque) ni couvre-chef, devant des symboles divins, commémorant la fondation de la ville à son nom, Dur-Bel-Harran-beli-usur, mise au jour à Tell Abda. Musée archéologique d'Istanbul.

Un fait paraît difficilement contestable concernant cette période : les « magnats », en particulier les quatre plus importants d'entre eux (Dayyan-Assur, Nergal-eresh, Bel-Harran-beli-usur et Shamshi-ilu), occupent une place très importante dans l’édifice politique assyrien de cette période. Alors que les inscriptions officielles des autres phases de l’époque néo-assyrienne sont écrites par les rois et font comme si ceux-ci dirigeaient seuls les affaires de l’État, on trouve des inscriptions royales mettant en avant des magnats et surtout des inscriptions au nom de ceux-ci, dont des stèles les représentant. Dans ces discours, les rois ne sont donc plus présentés comme les seuls aux commandes. Reste à interpréter cela. La vision de la situation politique de la période qui s'est imposée en premier a vu dans ce phénomène une appropriation des prérogatives royales par les membres de la haute administration assyrienne, et donc une période générale d’affaiblissement du pouvoir royal, ce qui explique pourquoi il est plus discret que durant les autres périodes de l’histoire néo-assyrienne,. Étant donné que plusieurs de ces magnats sont actifs dans une province, ce serait aussi une période de décentralisation ou de féodalisation, durant laquelle le pouvoir central a moins d’emprise sur les provinces. Plusieurs historiens ont vu dans cette période une « crise de croissance » succédant à la phase de reconquête et d'expansion tous azimuts du royaume : les magnats ont acquis de grands pouvoirs et récupéré une partie des dividendes des conquêtes, et sont donc en mesure d’empiéter sur le pouvoir royal, voire pour certains (surtout Shamshi-ilu, souvent présenté comme une sorte de « roi sans couronne ») de le mettre sous tutelle. Le fait qu’il y ait plusieurs révoltes venues de l'intérieur du royaume durant la période, alors qu’on n’en connaît pas pour la précédente, semble bien révéler un temps de difficultés pour le pouvoir royal.
Mais ce tableau négatif est désormais nuancé, voire remis en cause,,. Si les magnats semblent plus puissants, aucun ne cherche à renverser de roi. Il n’y a donc apparemment pas de crise de légitimité du pouvoir royal. La fragmentation du pouvoir ne se traduit du reste pas forcément par un affaiblissement de l’empire assyrien. Elle pourrait au contraire résulter d’une volonté des rois de placer des hommes forts en des points sensibles du royaume, en partageant le pouvoir pour mieux contrôler les territoires de leur royaume. Les gouverneurs participent en effet activement à la défense et au développement de leurs provinces, sans doute en profitant de plus grandes marges de manœuvre que par le passé. Et l’arrêt des conquêtes ne se traduit pas non plus par un recul territorial. Cette période voit donc une forme de consolidation et de pérennisation de l’emprise de l’Assyrie sur les pays conquis précédemment, qui aurait préparé la nouvelle période d’expansion et de renforcement du pouvoir royal qui la suit.

### La construction d'un empire «universel» (745-705)
La seconde partie du VIIIe siècle av. J.-C. voit l'empire néo-assyrien reprendre son expansion et raffiner sa structuration, sous les règnes de deux usurpateurs issus de la famille royale, Tiglath-Phalazar III et Sargon II. Au terme de ces deux règnes, l'Urartu et Babylone sont lourdement vaincus et ne sont plus en mesure de rivaliser avec l'Assyrie. Cette quarantaine d'années est décisive dans la construction de l'empire néo-assyrien : de plus en plus de royaumes vassaux sont convertis en provinces sous administration directe, ce qui conduit à une forte expansion du « pays d'Assur ». Même s'il semble désormais acquis que la période précédant le règne de Tiglath-Phalazar III a vu la consolidation des positions assyriennes, il reste couramment admis que les victoires et les réformes entreprises par ce roi et son second successeur achèvent de donner à l'empire néo-assyrien son caractère d'empire « universel », le premier du genre dans l'histoire mondiale, car sa stature et son organisation le différencient fortement des structures antérieures que l'on qualifie aussi d'« empires ». Selon E. Frahm : « l'énorme taille que l'État assyrien avait atteint en 729 et sa sphère d'influence encore plus grand, les mécanismes complexes de contrôle politique et économique établis dans tout le royaume, le caractère multiethnique et multilingue de l’État, et le déséquilibre osmotique entre le centre et la périphérie – toutes ces caractéristiques justifient d'appeler l'Assyrie, de l'époque de Tiglath-Phalazar, un empire stricto sensu, peut-être le premier empire de l'histoire mondiale ».
Cette période est bien mieux documentée que la précédente. En plus des sources déjà présentes auparavant (inscriptions royales, images exposées surtout dans les palais et temples, bâtiments dégagés lors de fouilles), le corpus documentaire de la période comprend des centaines de tablettes et fragments de correspondance royale de l'époque, répartis entre environ 200 tablettes provenant du Palais nord-ouest de Nimroud et datées des règnes de Tiglath-Phalazar III et de Sargon II, et surtout 1 200 lettres du règne de Sargon II mises au jour à Ninive,. Elles fournissent un éclairage sur le gouvernement assyrien, ayant peu d'équivalents pour le Proche-Orient ancien, et aucun dans le reste du monde antique.
Tiglath-Phalazar III prend le pouvoir en 745 à la faveur d'un coup d’État qui renverse Assur-nerari V. C'est probablement un membre de la famille royale mais pas forcément le fils ou le frère de son prédécesseur. On ne sait pas le rôle joué par le grand général Shamshi-ilu dans ces événements, et il est peut-être déjà mort, en tout cas il subit une damnatio memoriae et sa fonction sera affaiblie par les rois dans les années suivantes. L'Assyrie n'est alors plus la puissance hégémonique qu'elle était depuis sa défaite face à l'Urartu. Le nouveau roi entreprend une politique d'expansion ambitieuse, qui débute par la création de deux provinces dans les contreforts du Zagros, sans doute pour sécuriser les routes commerciales vers le plateau Iranien. Puis il mène une campagne en Babylonie, région qui ne pose pas de menace car elle est en proie à des divisions internes. Il peut donc faire marcher ses troupes vers la Syrie en 743. Les Assyriens affrontent à nouveau une coalition de rois syriens appuyée par l'Urartu, mais cette fois-ci l'affrontement tourne en leur faveur. Signe du changement de politique assyrien, le territoire d'Arpad, fer de lance de l'opposition à l'Assyrie, est annexé. Dans les années suivantes les troupes assyriennes affrontent les souverains du Levant qui s'opposent à leur expansion, avant tout Hamath et Damas, et constituent de nouvelles provinces en Syrie. Il faut une dizaine d'années de conflits pour que les deux principaux rivaux soient définitivement soumis, et à leur tour annexés, en 732. En 735 une campagne a été menée jusqu'au cœur de l'Urartu, sans parvenir à prendre sa capitale, mais elle a confirmé la suprématie assyrienne. En 731, Tiglath-Phalazar retourne en Babylonie, qui a été unifiée par le chef chaldéen Nabû-mukin-zeri. Celui-ci s'enfuit face aux troupes assyriennes. Tiglath-Phalazar choisit là encore de placer la région sous son contrôle direct, mais pas en la transformant en province, puisqu'il choisit de devenir roi de Babylone en 729, où il est connu sous un nom de trône différent, Pulû. Les territoires sous son autorité directe s'étendent alors du golfe Persique jusqu'à la Méditerranée,.

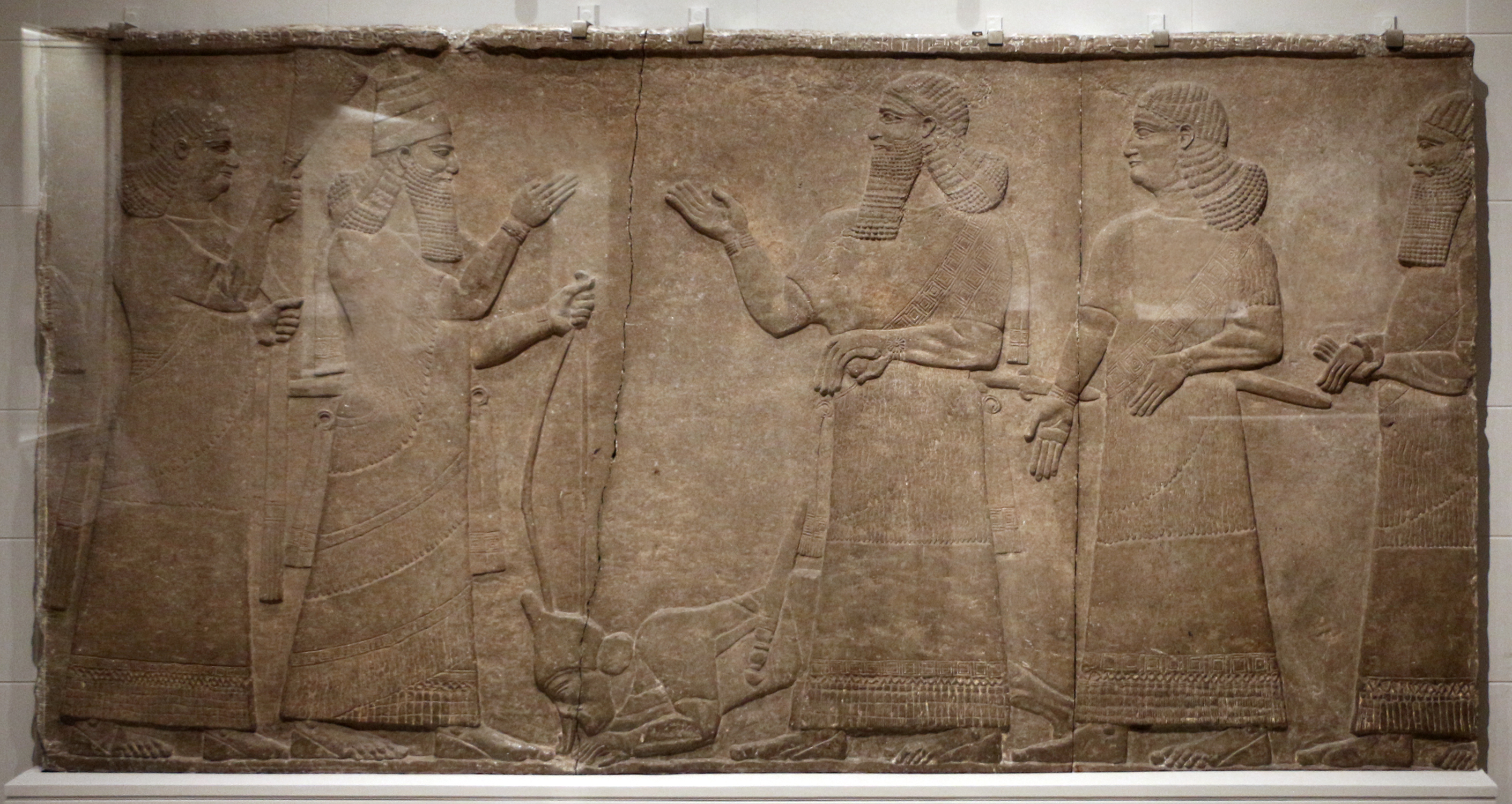
Tiglath-Phalazar III recevant l'hommage de ses sujets. Bas-relief de Kalkhu. Detroit Institute of Arts.

Carte de l'expansion de l'empire assyrien entre 745, 727 et 705 av. J.-C.

Peu de choses sont connues du règne bref de Salmanazar V, qui s'achève par son renversement par Sargon II, ce qui expliquerait pourquoi il n'a pas laissé d'inscription royale. Il est l'héritier désigné de son père et prédécesseur, et apparaît dans des lettres sous le nom d'Ululayu (Salmanazar étant son nom de trône choisi lors de sa prise de fonction royale). Il est généralement considéré que c'est sous son règne que le royaume d'Israël est annexé, et c'est peut-être aussi le cas de ceux de Sam'al et Que,.

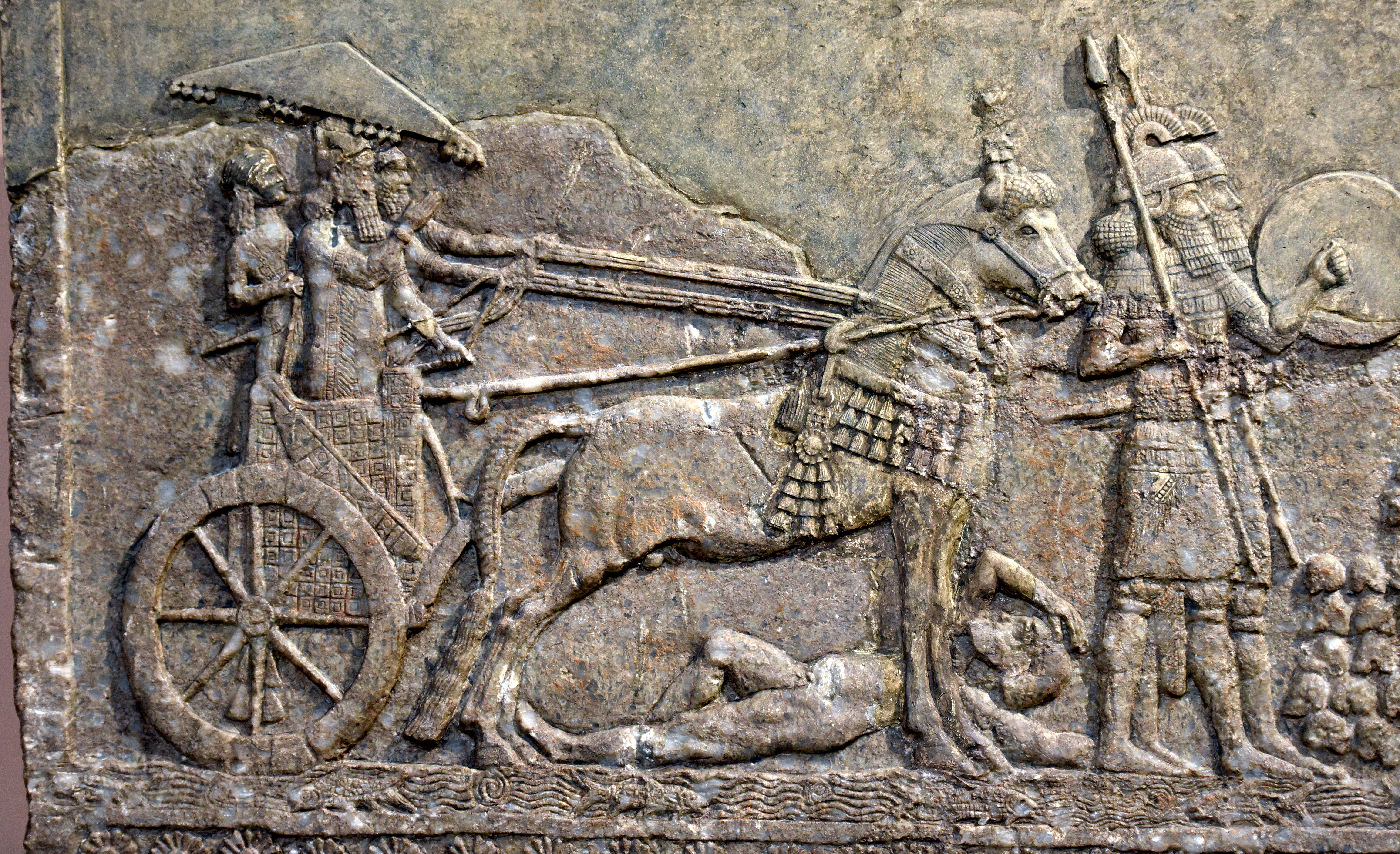
Sargon II, sur un char écrasant un ennemi, regardant l'assaut d'une cité ennemie. Bas-relief du palais de Dur-Sharrukin, musée national d'Irak.

Sargon II, qui est apparemment un fils de Tiglath-Phalazar III, prend le pouvoir en 722, après un coup d’État selon l'opinion majoritaire des historiens. Son début de règne est en tout cas marqué par d'importantes révoltes dans le cœur même de l'Assyrie, et une de ses inscriptions attribue à son prédécesseur direct des actes malveillants contre la ville d'Assur. Les troubles ayant lieu en Assyrie ont incités plusieurs régions vassales à se soulever. En Babylonie, le roi chaldéen Marduk-apla-iddina II (Mérodach-baladan) monte sur le trône de Babylone, s'allie aux Élamites et tente de chasser les Assyriens, ce à quoi il semble être parvenu dans un premier temps. À l'ouest Ya'ubi'di de Hamath monte une coalition, lance une révolte anti-assyrienne, mais il est vaincu et les révoltés sont sévèrement réprimés. Sargon mène ensuite des campagnes en Iran occidental, dans le pays des Mannéens, puis en Anatolie à Shinuhtu, avant de conquérir Karkemish en 717 et d'annexer son territoire. C'est à la suite de ce triomphe qu'il fonde une nouvelle capitale à Dur-Sharrukin près de Ninive, dont le chantier dure une dizaine d'années. Entre 716 et 713, il dirige ses troupes contre l'Urartu, auquel il parvient à infliger une défaite importante en 714, lors de sa huitième campagne, qu'il commémore dans une longue lettre adressée au dieu Assur. Sur le retour il pille le sanctuaire du grand dieu urartéen Haldi à Musasir. Les troupes assyriennes combattent alors sur d'autres fronts, face aux tribus arabes qui sont apparues depuis le désert syro-arabes, face aux pirates Ioniens en Cilicie, face aux Mèdes en Iran. Ashdod se révolte en 711 et sa défaite se solde par l'annexion des territoires côtiers du Levant méridional. L'année suivante Sargon retourne en Babylonie, où Marduk-apla-iddina, n'est plus en mesure de résister à son avancée, mais parvient tout de même à lui échapper. Il reste en Babylonie jusqu'en 707. Il a alors reçu les hommages de nombreux souverains vivant bien au-delà des frontières de son empire : les rois de Chypre, Dilmun (Bahrain), Osorkon IV de Tanis en Égypte, Mita de Mushki (probablement le roi Midas de Phrygie bien connu des Grecs). En 706, il inaugure sa nouvelle capitale, et l'année suivante il part en Anatolie du sud-est, au Tabal, une région qui lui résiste depuis plusieurs années. La campagne se termine en désastre : il est tué lors d'une attaque de son campement, et son corps n'est jamais retrouvé, ce qui est considéré comme une infamie pour la mentalité antique qui veut que tout défunt reçoive une sépulture,.

### Un empire sans rival (704-640)
Les victoires militaires et réformes administratives de Teglath-Phalasar III et Sargon II ont abouti à la constitution d'un empire sans équivalent dans le monde antique de l'époque. Les rois de la dynastie des « Sargonides », qui comprend Sargon et ses descendants, sont donc les personnages les plus puissants du monde de leur temps et la période est couramment considérée comme l'apogée de l'empire. Ils poursuivent l'expansion de l'empire, et parviennent à affirmer leur suprématie jusqu'en Égypte et en Élam. Ils échouent cependant à trouver une solution en mesure de leur assurer durablement la domination de la Babylonie. L'autre point de faiblesse majeur de l'empire se trouve à son sommet, secoué par plusieurs révoltes qui déchirent la famille royale.

Extension de l'empire assyrien sous les Sargonides. Les territoires en orange correspondent aux provinces à l'époque d'Assarhaddon. Les territoires inclus dans les espaces en pointillés sont ceux qui ont eu un statut de vassal de l'Assyrie sous les Sargonides.

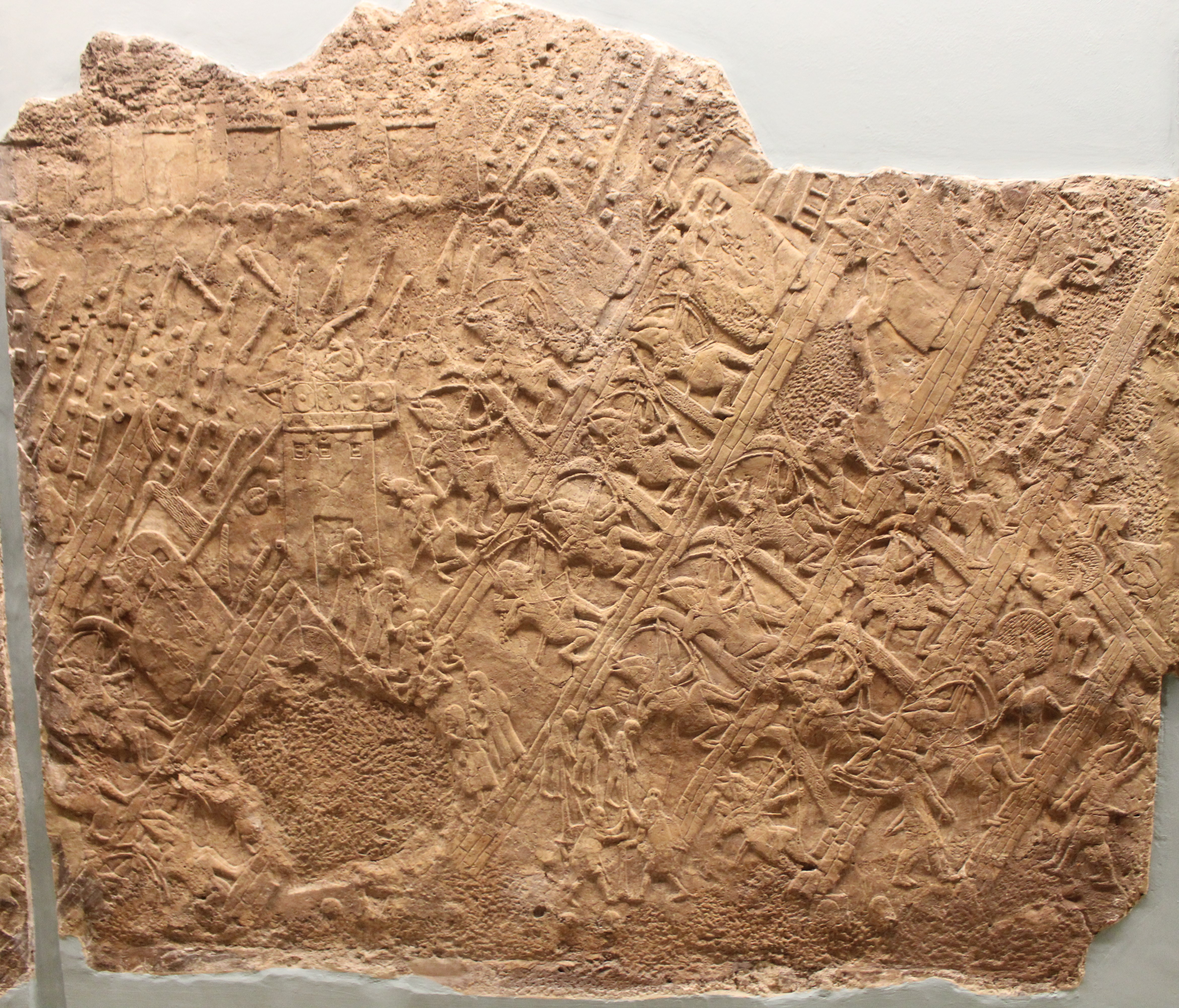
Les troupes assyriennes à l'assaut des murailles de la ville de Lakish, en 671. Bas-relief du Palais sud-ouest de Ninive. British Museum.

Sennachérib prend le pouvoir dans des circonstances difficiles, l'Assyrie perdant une partie de ses possessions en Anatolie du sud-est à la suite de la mort de Sargon II. Mais c'est un homme déjà expérimenté dans l'exercice du pouvoir car il seconde son père depuis longtemps. Une de ses premières décisions est de quitter la capitale de son père pour en fonder une nouvelle à Ninive. Il doit assez vite se rendre en Babylonie, région qui va l'occuper durant le reste de son règne. Marduk-apla-iddina y est encore actif, et il a gagné le soutien constant des Élamites, en plus des groupes chaldéens, araméens et arabes de la région. Il faut deux ans pour les vaincre. Les troupes assyriennes doivent ensuite réprimer un soulèvement au Levant, campagne évoquée dans la Bible car elle ravage une partie du royaume de Juda (notamment le siège de Lakish ; mais la capitale Jérusalem n'est pas prise). Rapidement la Babylonie revient au cœur des préoccupations du roi assyrien : une révolte y éclate, à nouveau (et pour la dernière fois) à l'instigation de Marduk-apla-iddina, elle est matée et Sennachérib décide de placer son fils Assur-nadin-shumi sur le trône babylonien. Quelques années plus tard une campagne est menée sur les côtes élamites, sans succès, et provoque une réplique sans précédent : les Élamites envahissent la Babylonie, les habitants de Babylone lui livrent Assur-nadin-shumi, qu'ils emportent dans leur pays, sans doute pour le mettre à mort. La guerre fait rage dans les années suivantes, et se conclut par la destruction de Babylone par Sennachérib en 689, acte qui devait être extrêmement controversé en raison du caractère sacré de la cité. Les années suivantes sont plus pacifiques dans l'empire. Les troubles viennent du sommet de l’État : vers 683, Sennachérib choisit un nouveau prince héritier, Assarhaddon, à la place d'Urdu-Mulissu (ou Arda-Mulissu) qui avait ce statut jusqu'alors. Les tensions liées à ce changement se concluent par l'assassinat de Sennachérib en 681 à l'instigation de l'héritier déchu,
Assarhaddon parvient à vaincre les révoltés après une guerre difficile, les régicide prenant la fuite. Le roi en garde une grande méfiance envers l'élite dirigeante de l'empire, et il élimine ceux qui sont impliqués dans la conspiration. Il doit ensuite restaurer l'autorité de l'Assyrie au nord et à l'ouest. En Anatolie du sud-est, la Cilicie soulevée est vaincue, les Cimmériens qui attaquent la région sont défaits, le pays de Shubria est annexé. Au Levant, un soulèvement en Phénicie est réprimé, et une nouvelle province est formée autour de Sidon. Ce sont les derniers gains territoriaux significatifs de l'empire assyrien à proprement parler. La paix est conclue avec l'Élam en 674, et Assarhaddon choisit l'apaisement en Babylonie en entreprenant la reconstruction de Babylone. Les troupes assyriennes combattent ensuite en pays mède à l'est, contre les Arabes au sud-ouest, puis un conflit s'engage contre l'Égypte dont les rois tentent de perturber la domination assyrienne au Levant sud. L'armée assyrienne envahit la vallée du Nil, et prend Memphis en 671. Les différents rois qui se partagent ce pays deviennent vassaux de l'Assyrie. Ce succès sans précédent pour un royaume mésopotamien est perturbé par la découverte de conjurations en Assyrie, ce qui conduit à une nouvelle épuration de l'élite impériale et renforce la paranoïa du monarque. Affaibli par les maladies, il a alors préparé sa succession en nommant son fils Assurbanipal successeur en Assyrie, et un autre de ses fils Shamash-shum-ukin (l'aîné du précédent) prince héritier de Babylone. Les dignitaires de l'empire doivent prêter un serment dans lequel ils promettent de respecter cette décision. Alors qu'il prépare une nouvelle campagne en Égypte, où la domination assyrienne a rapidement été secouée, il trouve la mort sur le chemin de la vallée du Nil en 669,.

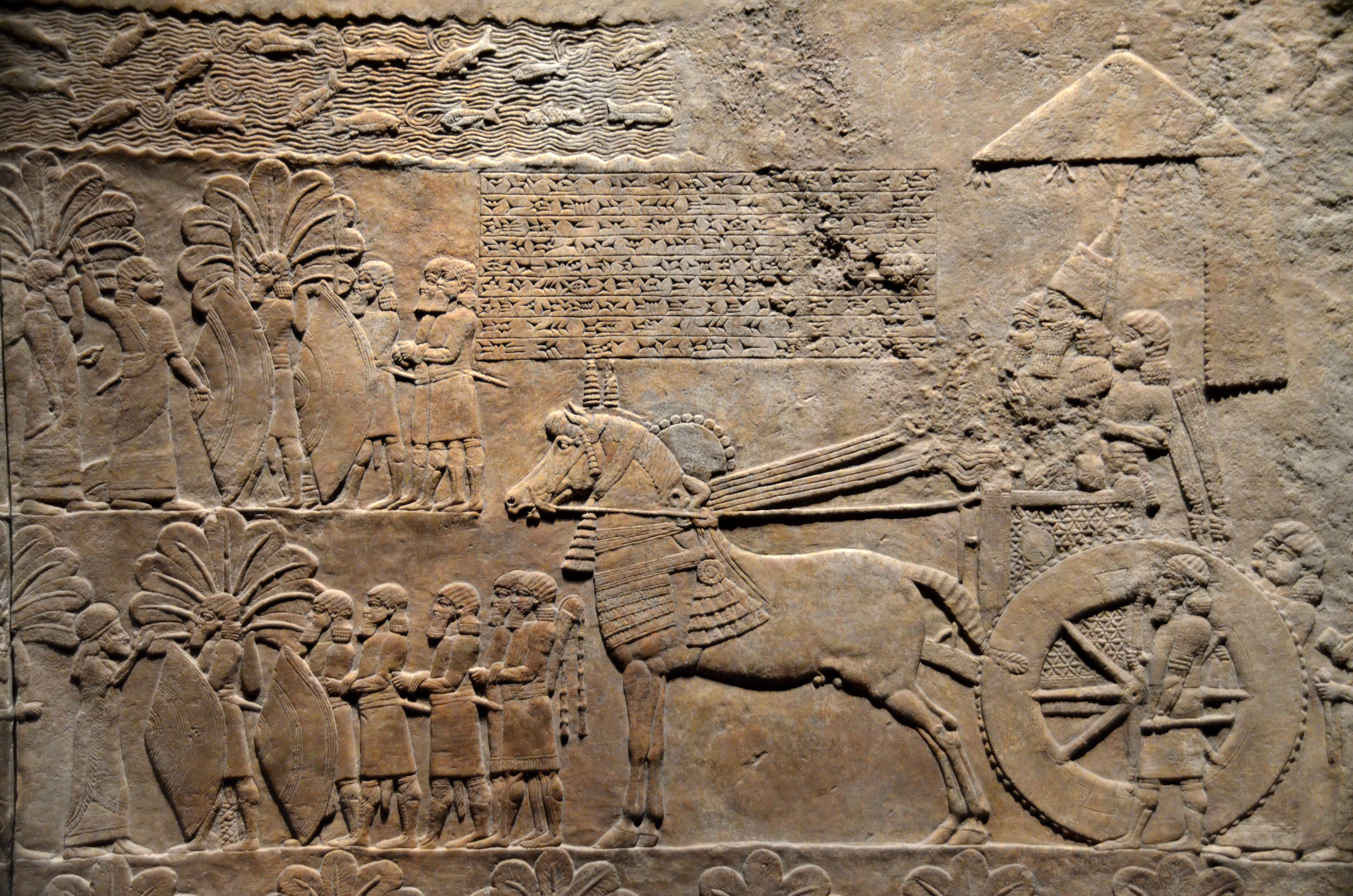
Assurbanipal sur son char, derrière ses troupes, passant en revue le butin et les prisonniers après la défaite de son frère et la prise de Babylone en 648. Bas-relief du Palais nord de Ninive, British Museum. L'inscription dit : Moi, Assurbanipal, roi de l'univers, roi du pays d'Assur, qui, sur l'ordre des grands dieux, a réalisé les désirs de son cœur : les vêtements et les ornements - l'insigne royal de Shamash-shum-ukin, l'infidèle frère - son harem, ses officiers, ses troupes de combat, son char (de combat), son char de procession - son véhicule d'État -, toutes les provisions qui se trouvaient dans son palais, les gens, hommes et femmes, grands et petits – ils ont fait passer devant moi.

Assurbanipal monte sur le trône assez jeune, et la transmission du pouvoir est assurée sa grand-mère Naqi'a / Zakutu (les deux noms qui lui sont connus, signifiant « Pure », respectivement en araméen et assyrien) qui a joué un rôle de premier plan dans l'empire sous le règne d'Assarhaddon. Elle fait passer un nouveau serment de loyauté concernant la passation du pouvoir. Shamash-hum-ukin monte en même temps sur le trône de Babylone, dans une position de vassal. Sur les champs de bataille, l'armée assyrienne paraît encore invincible et parvient à étendre son emprise plus loin que jamais sous Assurbanipal. L'Égypte fait l'objet de nouvelles campagnes, et en 664 Thèbes est investie. La même année l'Élam rompt le traité de paix, déstabilisant à nouveau le sud-est de l'empire. Après plusieurs campagnes difficiles, en 653 l'Assyrie remporte une victoire importante en pays élamite, sur la rivière Ulai, mais les différents rois élamites restent indépendants. L'année suivante Shamash-shum-ukin se révolte contre son frère, et reçoit le soutien des Élamites et d'une partie des cités de Babylonie. Le conflit est marqué par des affrontements très violents, et dure plus jusqu'en 648, quand Babylone tombe, Shamash-shum-ukin trouvant alors la mort. Il est remplacé par Kandalanu, un souverain fantoche aux origines indéterminées, qui reste fidèle à l'Assyrie. L'Élam subit ensuite la vengeance assyrienne : sa principale ville, Suse est prise et pillée en 647. C'est un autre exploit sans précédent pour les troupes assyriennes, mais l'Égypte a alors échappé au joug assyrien puisque son roi Psammétique Ier a réunifié le pays et s'est dégagé de son statut de vassal, mais reste un allié de l'empire. Durant ces mêmes années plusieurs campagnes sont menées contre les tribus arabes. Après 639, les informations sur le règne d'Assurbanipal se tarissent, ce qui semblerait indiquer qu'une crise grave a démarré,,

## Les rois et leur mission

### Traits généraux
L'idéologie de la royauté assyrienne s'est constituée à l'époque médio-assyrienne, qui a vu le pouvoir des monarques assyriens s'affirmer considérablement. Elle repose sur les bases habituelles de la royauté mésopotamienne, à savoir une légitimité reposant à la fois sur l'élection divine et la succession dynastique de père en fils, l'accomplissement des fonctions de chef des armées, du culte, aussi de la justice, plus généralement de protecteur du royaume et de ses sujets ainsi que de garant de leur prospérité, aussi l'organisation de grands chantiers de construction (murailles, palais, temples, parfois des villes nouvelles entières). Une spécificité de la monarchie assyrienne qui ressort à cette époque est le lien particulier entre le roi et le dieu Assur (que l'on peut du reste faire remonter encore plus haut, à la période paléo-assyrienne), vu comme le véritable maître du pays, dont le roi est aussi le grand prêtre. Un autre trait caractéristique de l'Assyrie est l'affirmation des aspects militaires de la fonction royale, avec un programme politique reposant sur la domination de la Haute Mésopotamie, l'extension des frontières du royaume, et le combat contre les ennemis du dieu Assur, sur le commandement de celui-ci, afin d'instaurer l'ordre dans le monde. Selon les mots de F. M. Fales, il existait en Assyrie un « lien organique qui unissait le Cosmos et le dieu national, le dieu national et l’État, l’État et l’action militaire, l’action militaire et le discours idéologique de la conquête. » La dynastie sargonide semble en plus voir les rois accorder une plus grande importance aux disciplines savantes, et une nouvelle facette intellectuelle est ajoutée à la figure du roi idéal, doué de sagesse et d'expertise.
Les rois assyriens se succèdent de père en fils, avec peut-être un principe qui avantagerait l'aîné, qu'aucune source écrite ne confirme explicitement. En tout cas plusieurs rois ne se sont pas privés pour désigner un autre fils que leur aîné pour leur succéder, comme Salmanazar III, Sennachérib et Assarhaddon. Le fait qu'à chaque fois cela ait dégénéré en conflit fratricide pourrait confirmer par défaut qu'il existait bien un principe de primogéniture.

### Les serviteurs du dieu Assur
Le pouvoir royal assyrien a traditionnellement des aspects qui ont pu être qualifiés de « théocratiques », puisque l'idéologie du pouvoir propre à ce pays fait du dieu Assur le roi de l'Assyrie, et le roi humain n'est alors que son « vicaire », qui gouverne parce qu'il a été choisi par le dieu. Plus généralement le dieu, sa ville et le royaume portent le même nom Aššur et se confondent. Les textes assyriens désignent leur royaume, ou du moins son espace central (c'est-à-dire sous administration directe) comme le « pays d'Assur » (māt Aššur), écrit dans de nombreux cas, mais pas toujours, avec le déterminatif de la divinité devant le terme Assur, indiquant qu'on fait alors référence au « pays du dieu Assur »,. Quoi qu'il en soit, ce concept renvoie en gros à ce que l'on désigne dans la littérature moderne comme l'« Assyrie ». La souveraineté du dieu Assur sur les régions dominées par les rois assyriens se manifeste depuis l'époque médio-assyrienne par le fait que chacune des provinces doit fournir à tour de rôle les offrandes alimentaires qui sont faites quotidiennement dans le temple du dieu dans la cité d'Assur,,.
Le roi occupe donc une place à part, sorte d'intermédiaire entre les mondes humain et divin, exécutant des ordres des dieux. Il répond de ses actes uniquement auprès de ceux-ci, ce qui rend ses ordres à ses subordonnés, la « parole royale » (abat šarri), incontestables. Il doit néanmoins faire preuve d'une conduite juste. Cela se retrouve dans l’« Hymne de couronnement » du roi Assurbanipal (la dénomination est due aux historiens modernes), un texte qui a sans doute été rédigé pour un rite de couronnement, dont on ne sait pas s'il a lieu uniquement lors de l'intronisation d'un roi, ou bien s'il est répété chaque année. Le texte paraphrase à plusieurs reprises un texte plus ancien de rituel de couronnement, d'époque médio-assyrienne, mis au jour à Assur, notamment par la répétition de la formule « Assur est roi ! » Cet hymne peut être vu comme une synthèse de l'idéologie royale assyrienne sur la domination et la mise en ordre du monde. On y trouve le souhait que le roi reçoive en don « commandement, attention, vérité et justice ». Ce texte « cristallise la chaîne opératoire de l'interaction du roi avec ses sujets, le roi gagnant à la fois leur attention (šemû) et l'obéissance (magāru) de ses vassaux par son commandement (qabû), établissant ainsi l'ordre et la stabilité du cosmos (kittu) , ainsi que l'ordre social intérieur (mīšaru) et la paix (salīmu) » (B. Pongratz-Leisten). D'après le texte, le règne de la concorde et de la prospérité dans le pays se traduit concrètement par de justes prix pour les produits de base que sont le grain, l'huile et la laine.

### Étendre le royaume et mettre en ordre le monde
Instrument aux ordres du dieu Assur, le roi est chargé d'accomplir la volonté divine et de matérialiser sur terre la puissance du dieu Il tâche donc de le faire reconnaître comme le plus puissant des dieux en conquérant de nouveaux territoires pour son compte, étendant ainsi le « pays du dieu Assur ». Les inscriptions royales rappellent à plusieurs reprises que le roi part en campagne sur l'ordre ou par le mandat du dieu Assur, qu'il remporte ses victoires grâce à l'aide du dieu, et pour faire reconnaître sa splendeur par le reste du monde. Il s'agit certes d'une forme de « guerre sainte » ordonnée par une puissance divine, mais pas une « guerre de religion » qui viserait à répandre la foi en Assur et à éliminer les cultes des autres dieux, notion absente des polythéismes. Même quand un sanctuaire ennemi est saccagé et que la statue de son dieu est emportée en Assyrie pour être placée dans le sanctuaire du dieu Assur, c'est une manière de faire reconnaître la suprématie du dieu Assur sur le dieu étranger, qui est accueilli comme une sorte d'otage dans la résidence terrestre du dieu assyrien. Les Assyriens ne tentent pas d'implanter le culte de leur dieu national dans les pays conquis. Ce dieu n'a d'ailleurs qu'un seul lieu de culte connu pour la période, celui de la cité d'Assur. D'autres divinités peuvent également venir en appui de la mission de conquête, surtout celles qui ont des attributs liés à la royauté ou à la guerre (Ishtar, Adad, Ninurta, Shamash, Nergal). Des emblèmes divins accompagnent d'ailleurs les armées en campagne,.
Cette injonction à élargir le royaume est souvent une prétention à la domination universelle, donc une ambition « impériale ». Celle-ci est attestée en Mésopotamie depuis bien avant les rois néo-assyriens, qui la reprennent à leur compte, et dans les inscriptions d'Assurnasirpal II toute la panoplie de la titulature à prétention universelle mésopotamienne est attestée. Les titres universels traditionnels sont « Roi des quatre contrées (ou rives) » (šar kibrāt arb'i), « Roi/Seigneur des pays » (šar/bēl mātātē), « Roi/Seigneur de l'Univers » (šar/bēl kiššati), plus novateur est le « Roi des rois » (šar šarrani ; on trouve aussi « Seigneur des seigneurs », bēl bēlē) destiné à être employé par les rois Perses. Cette volonté d'étendre le royaume et de dominer le monde se double souvent d'une volonté de surpasser les rois antérieurs, constante dans les inscriptions assyriennes : il faut conquérir de nouveaux territoires, aller plus loin que les autres, construire des édifices plus vastes et somptueux que ceux qui existent déjà,.
Le corollaire de la conquête du monde est sa mise en ordre, et constitue le but ultime de la mission des rois assyriens, avec un aspect cosmique puisqu'il s'agit plus généralement de combattre le chaos perturbant l'ordre de l'univers. Les peuples non dominés sont donc vus comme mal organisés, parce que mal gouvernés. Ils sont souvent présentés comme un ensemble pluriel, bigarré, désordonné, alors que le pays d'Assur est tout uni derrière son dieu et son roi, qui imposent un ordre juste. Il faut donc soumettre ces pays au « joug d'Assur » (nīr Aššur, expression courante dans les inscriptions royales assyriennes). En pratique, cela se traduit par l'organisation du territoire, avec l'embellissement ou la construction de capitales dans le cœur du royaume, l'aménagement des campagnes et plus généralement la transformation physique des paysages, la constitution et l'organisation de provinces avec leurs propres capitales, la gestion des hommes et ressources par la taxation, le tribut, les corvées, la pratique des déportations, et l'organisation d'un réseau de communications,.

### Discours et images du pouvoir

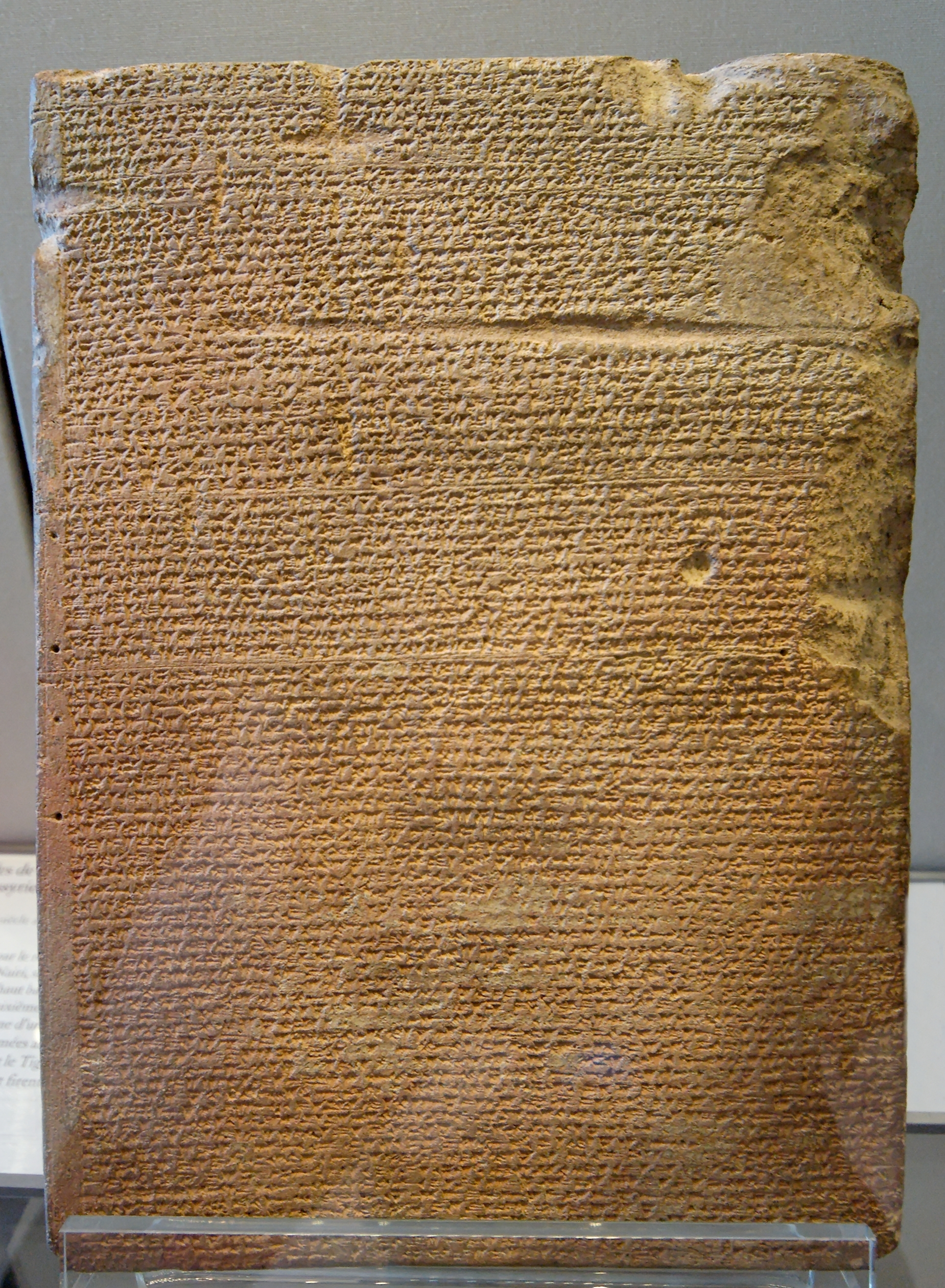
Tablette des Annales de Tukulti-Ninurta II (890-884) relatant une campagne menée contre l'Urartu. Musée du Louvre.

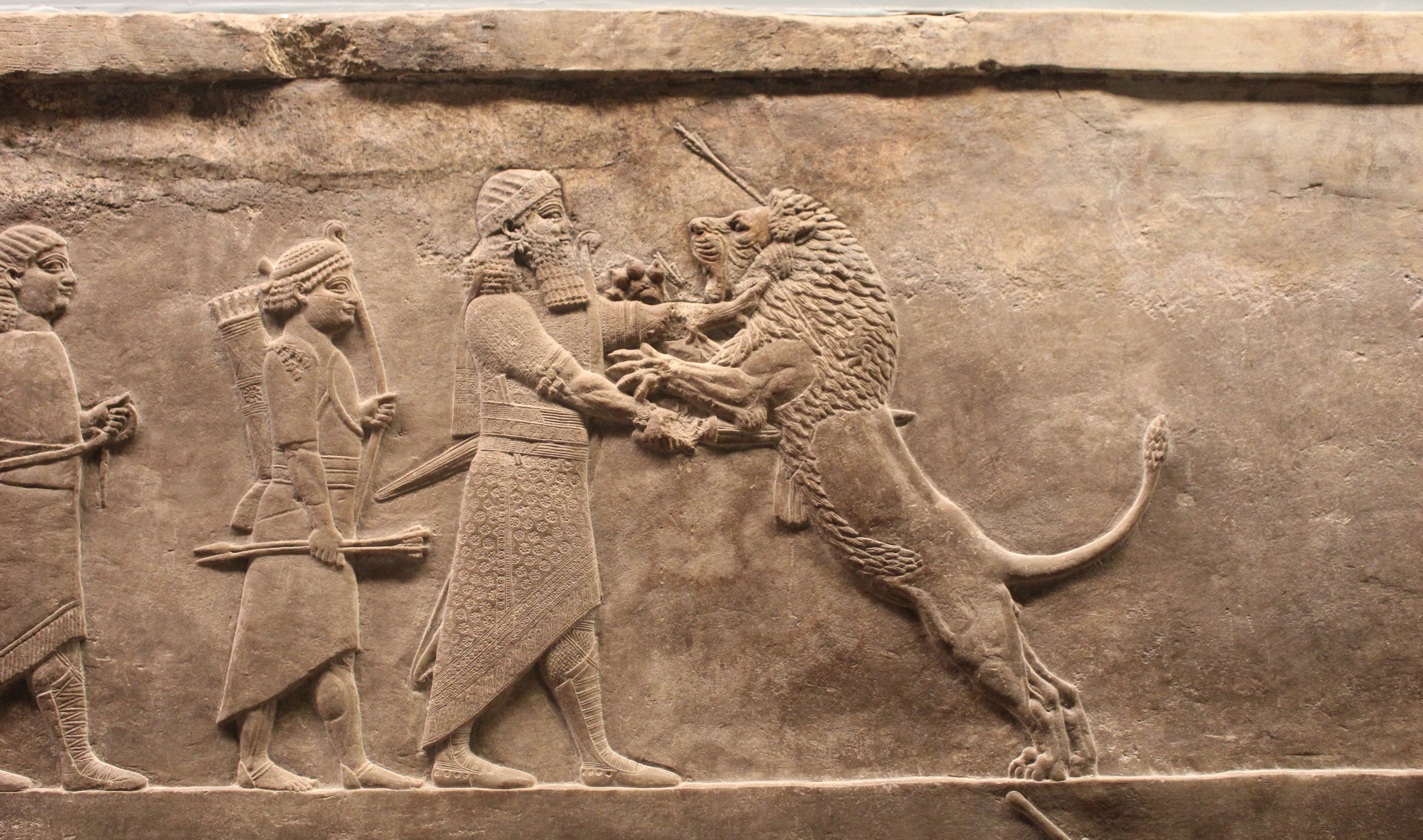
Assurbanipal poignarde un lion bondissant sur lui. Bas-relief du Palais nord de Ninive, British Museum.

Les rois assyriens ont développé une « propagande » ou un « plan de communication » particulièrement élaboré, reposant sur des textes et des images, souvent de concert. On en retient avant tout l'orientation à destination d'un public humain, à savoir rappeler la puissance du roi et celle du dieu Assur aux sujets, auxquels des textes des accomplissements royaux étaient lus publiquement lors de festivités célébrant plus largement la puissance du royaume (des sortes de « triomphes », impliquant peut-être des défilés avec du butin et des captifs), ou du moins à l'élite (lettrée et « alphabétisée ») qui a plus facilement accès aux textes et images officiels. Elle viserait de plus à dissuader ceux qui caresseraient l'idée de secouer le joug assyrien (notamment les ambassadeurs des pays vassaux). Les rois s'adressent aussi à la postérité, en particulier leurs successeurs, dont ils espèrent bien être un modèle, comme eux-mêmes se sont inspirés de leurs prédécesseurs et ont cherché à les surpasser. Mais ces discours sont aussi destinés aux dieux, puisque si les rois reçoivent leurs directives, ils doivent en retour les tenir informés des suites de leurs demandes, et leur fournir des sortes de compte-rendus de leurs accomplissements. D'ailleurs des récits de campagnes militaires adressés directement par un roi au dieu Assur, le « rapport royal » et la « lettre au dieu », sont produits à l'époque néo-assyrienne, et ils ont pour contrepartie quelques lettres que le dieu adresse au roi en réponse pour lui confirmer son soutien,.
Les rois assyriens font rédiger des inscriptions commémorant leurs hauts faits, avant tout la conquête de nouveaux territoires, et la construction de temples, de palais, voire de villes entières. On peut distinguer : des inscriptions de fondation, commémorant la construction ou la restauration d'un édifice, et généralement enfouies sous ceux-ci, pour être découvertes par les futurs restaurateurs du bâtiment ; des inscriptions « triomphales », visibles, sur des stèles, statues, murs, etc., souvent associées à des images (mais qui ne renvoient pas forcément à leur contenu), plus ou moins longues ; des récits plus développés, les « annales », genre qui a pris forme à l'époque médio-assyrienne, ses caractéristiques générales étant en place sous Tiglath-Phalazar Ier, décrivant dans un ordre chronologique les campagnes militaires et autres faits significatifs du règne d'un roi, en principe entamées au début du règne d'un roi et complétées jusqu'à sa mort,. Ce sont des sources partiales, exagérant les accomplissements des rois, gonflant probablement les chiffres des troupes mobilisées, des vaincus exécutés et déportés (c'est discuté), tandis que leurs revers sont occultés ou transformés en succès. Mais elles reposent sur une base factuelle fiable.
Le début de l'époque néo-assyrienne voit le développement d'un art monumental exaltant la royauté, avant tout par le biais de sculptures. Il s'exprime en premier lieu dans le décor des palais royaux. Ce phénomène semble connaître un premier développement aux XIe – Xe siècle av. J.-C. (notamment sous Tiglath-Phalazar Ier), mais il prend des proportions bien plus importantes à l'époque néo-assyrienne. Il faut également prendre en considération le fait que les scènes sculptées se trouvent souvent dans les parties « privées » des palais, et ne servent donc pas qu'à impressionner les visiteurs, mais peuvent aussi servir au bon plaisir du souverain et de ses proches qui se rappellent leurs exploits et leur grandeur.

### Une vie ritualisée
Par son positionnement à la jonction entre le monde des humains et celui des dieux, le roi mène une vie très codifiée et ritualisée.
Le commun des mortels n'a pas accès au roi, et même pour les courtisans cela peut s'avérer difficile. Des fonctionnaires sont assignés à la surveillance de l'accès au roi, une audience particulière avec celui-ci nécessite la présentation d'un document officiel frappé du sceau royal valant convocation, et un rite divinatoire devait confirmer que la rencontre avec le roi était approuvée par les dieux. Durant l'audience, le roi n'est pas visible directement. Le sujet introduit devant lui doit manifester son respect par la gestuelle, allant jusqu'à la prosternation (les proches du roi pouvant se contenter d'un geste de salutation). Il est également difficile de lui écrire directement, seule une minorité ayant ce privilège. En revanche il se met en scène lors d'événements savamment orchestrés où il apparaît dans toute sa majesté : des triomphes militaires, des chasses royales, et surtout les audiences et réceptions des vassaux et ambassadeurs étrangers dans sa salle du trône, où il faut traverser la pièce en longueur avant de parvenir au roi, assis sur son trône, lui-même installé sur une estrade afin qu'il surplombe les visiteurs, qui doivent se prosterner devant lui,,,.

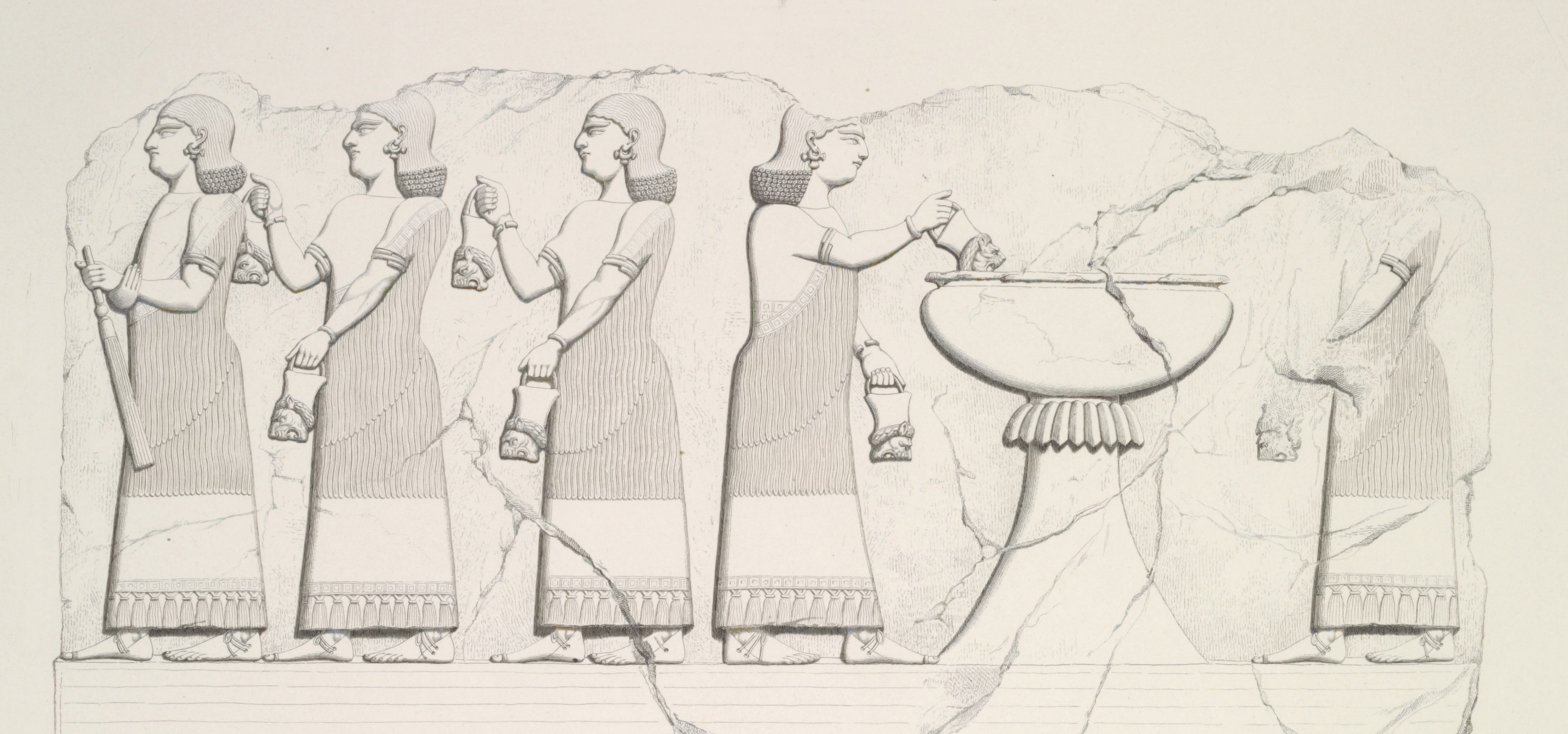
Serviteurs remplissant des rhyta dans un bassin, pour servir les convives lors d'un banquet royal. Copie d'un bas-relief du palais de Dur-Sharrukin par Eugène Flandin (1849).

Les banquets royaux, associant le roi et ses principaux dignitaires, sont régis par un protocole précis, connu par une tablette : le roi s'installant en premier, devant l'entrée, de la sorte qu'à chaque fois qu'un convive rentre il doit lui rendre hommage ; chacun des dignitaires rentre dans un ordre défini et s’assoit à une place assignée en fonction de son rang. Ils sont « un produit de l'appareil d’État — politique autant que cérémoniel — communiquant à la fois sur les différences de statut, la générosité du roi, le pouvoir, et l'abondance » (I. Winter),.
Tout un ensemble de rituels religieux émaillent la vie du roi, en tant que vicaire et grand prêtre du dieu Assur. En raison de ses nombreuses obligations, le roi ne peut être présent physiquement à toutes les cérémonies qu'il devait normalement diriger. Il peut cependant se faire représenter par son manteau (kuzippu) ou par un prêtre.
La communication entre le roi et les dieux est donc primordiale. Afin de connaître les volontés divines, le roi est entouré de devins, qui procèdent à des rituels divinatoires, notamment d'hépatoscopie ou extispicine (lecture dans les foies et entrailles d'agneaux de messages envoyés par les dieux Shamash et Adad qui gouvernent cet art) ou bien observent les présages, notamment astrologiques, et il se tient au courant des vaticinations des prophètes de certaines divinités (notamment Ishtar d'Arbèles) et des rêves prémonitoires des spécialistes d'oniromancie. Quand un malheur est annoncé, il faut procéder à des rituels pour les déjouer, ce qui est le rôle des exorcistes et des lamentateurs. Ces spécialistes ont un rôle semblable à celui des gardes du corps devant protéger le roi. Quand il accomplit les directives divines (guerre, construction de temple), le roi en informe les dieux, notamment par le biais de lettres qui leur sont adressées.

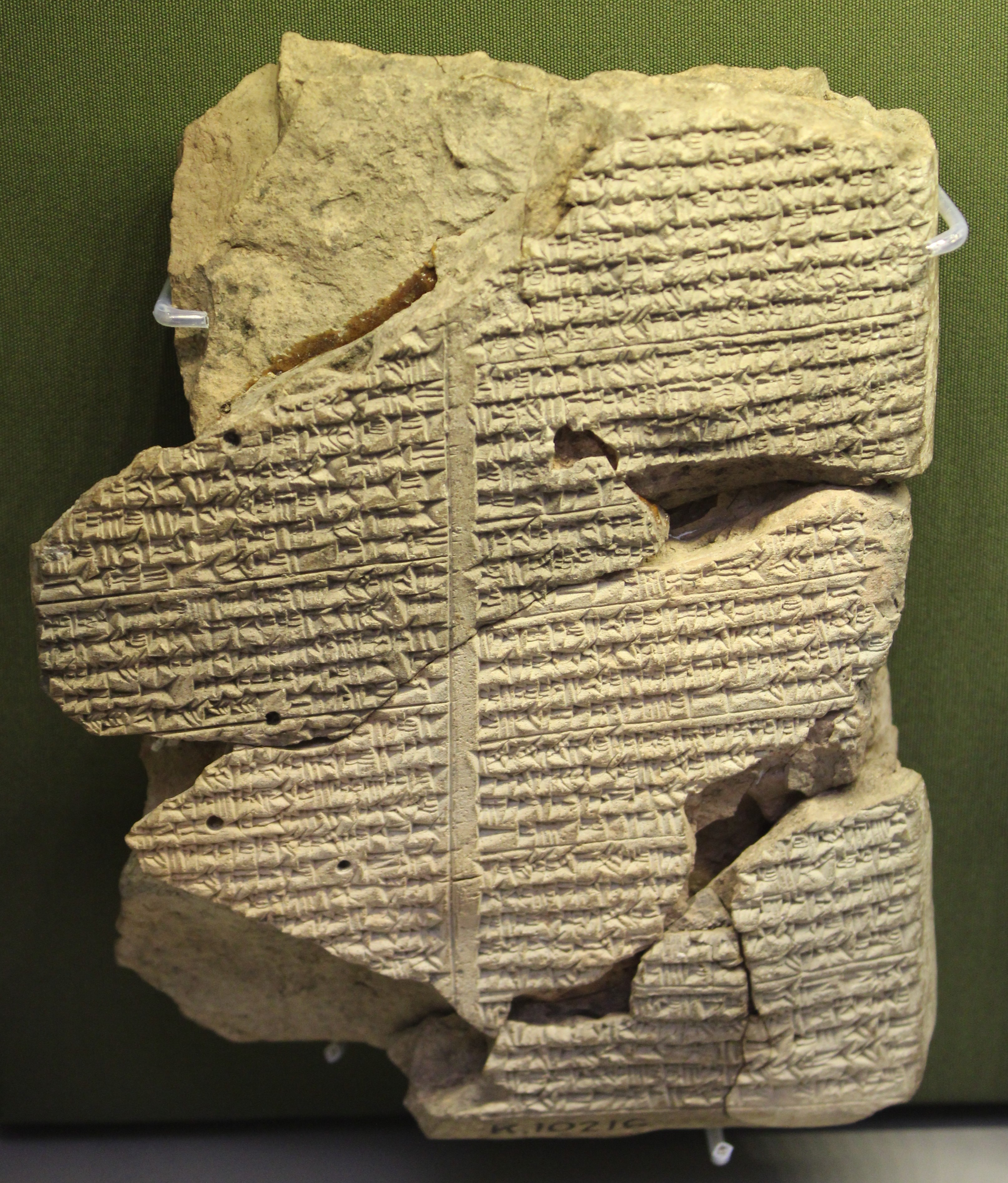
Tablette décrivant le rituel de « roi-substitut ». Ninive, British Museum.

Le plus dramatique des rituels liés à la protection du roi est celui du « substitut royal », qui a pour origine un présage funeste annonçant la mort du souverain, souvent une éclipse de lune ou de soleil, ou l'occultation d'une planète associée à une divinité spécifique,. Les exorcistes qui mènent le rituel ont alors recours à un procédé de substitution courant dans la magie mésopotamienne : on transfère le mal sur un individu qui est fictivement intronisé puis mis à mort, accomplissant ainsi la prédiction, alors que le roi devient un « laboureur », c'est-à-dire un simple mortel. Le transfert peut se faire sur un individu jugé sans importance (prisonnier, condamné, simple d’esprit), ou bien un opposant, une population insoumise qu'il s'agissait ensuite de châtier, mais dans quelques cas c'est un dignitaire qui se dévoue pour le roi. Une fois le substitut mort et inhumé, le roi reprend sa place en sécurité.
Le seul lieu d'inhumation identifié pour les rois néo-assyriens est ce que les textes désignent comme la « Maison des rois » (bēt šarrāni), située dans le Vieux Palais d'Assur, où ont été mis au jour sept tombeaux souterrains (pillés dès l'Antiquité) dont ceux d'Assurnasirpal II, de Shamshi-Adad V et d'Assarhaddon,. Les rites funéraires royaux sont approchés par une tablette fragmentaire qui semble se rapporter aux funérailles d'Assarhaddon, et comprend l'inventaire des nombreux biens funéraires l'accompagnant dans sa tombe ainsi que la description brève d'un rituel. Sargon II, mort au combat, n'a pas pu être inhumé car son corps n'a pas été récupéré, ce qui constitue un immense scandale au regard de la mentalité mésopotamienne antique. En effet les rois doivent assurer le culte de leurs ancêtres royaux, qui comprend des rites se pratiquant à proximité de leurs tombeaux. La « Maison des rois » possédait des champs servant à financer ce culte.

## L'Assyrie et son aménagement

### Le «triangle assyrien»

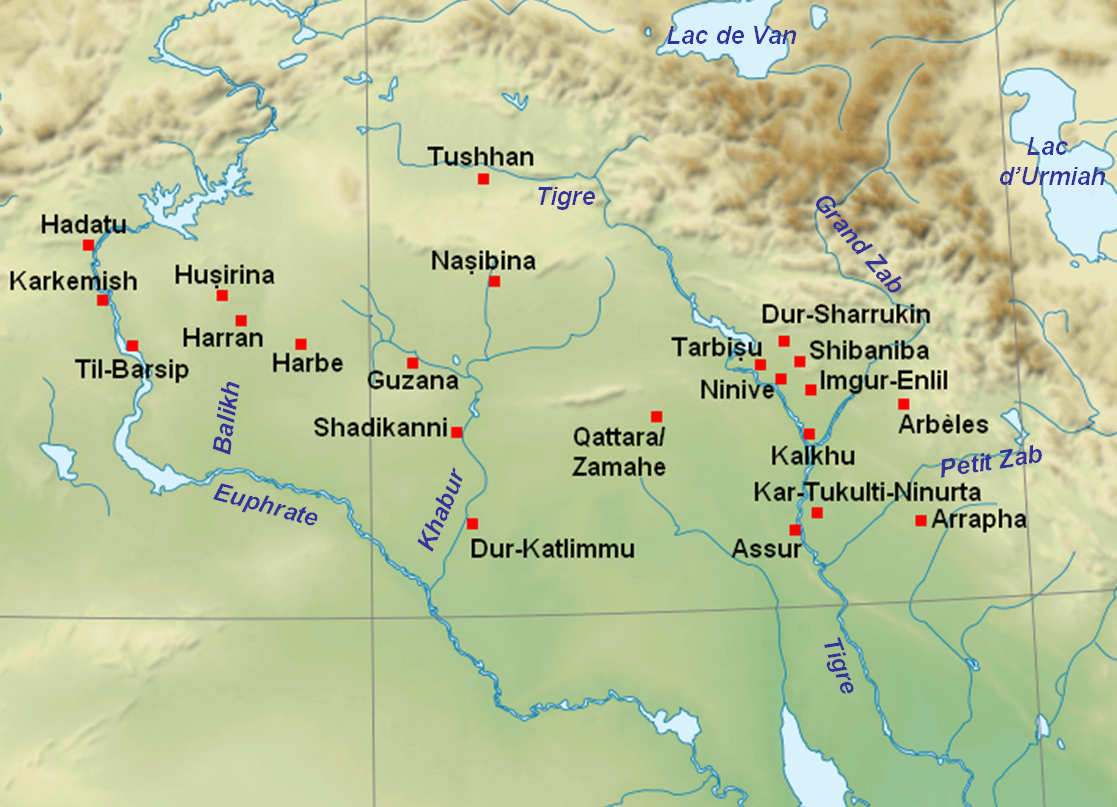
Localisation des principales villes assyriennes.

Le cœur du royaume assyrien est souvent désigné par les historiens modernes comme l'« Assyrie » tout court. Cette notion n'a pas d'équivalents dans les textes antiques, puisque le « pays d'Assur » des Anciens correspond comme vu plus haut aux provinces du royaume et s'étend donc beaucoup plus loin que l'« Assyrie » des historiens. Cette dernière est aussi qualifiée de « triangle » en raison de sa forme, car c'est un espace d'environ 4 000 km2 dont les extrémités sont situées dans les villes d'Assur (le site de Qal'at Sherqat), Ninive (dans les faubourgs de l'actuelle Mossoul, autour du tell de Quyunjik) et Arbèles (Erbil). Ces trois villes sont du reste les plus importantes de la région, en raison de leur ancienneté et de leur statut de villes sacrées, placées sous le patronage de divinités majeures du pays, Assur pour la première, et Ishtar pour les deux autres. Les deux premières sont aussi des résidences royales, les rois assyriens ayant plusieurs palais où ils peuvent résider, dans des villes différentes et parfois dans une même ville. Les éléments naturels les plus importants structurant et bornant cet espace sont le Tigre, qui coule à Ninive et Assur, à l'ouest du pays, ouvrant sur les plateaux de la Djézireh (vaste zone située entre l'Euphrate et le Tigre, en Haute Mésopotamie), tandis que les contreforts du Haut-plateau arménien et du Zagros marquent les limites au nord et à l'est, parties du pays traversées par le Grand Zab et le Petit Zab, affluents du Tigre. Ces cours d'eau constituent des axes de communication importants depuis l'époque préhistorique, et la prospérité des villes de la région doit sans doute beaucoup à cela,.

### Les capitales et les autres villes

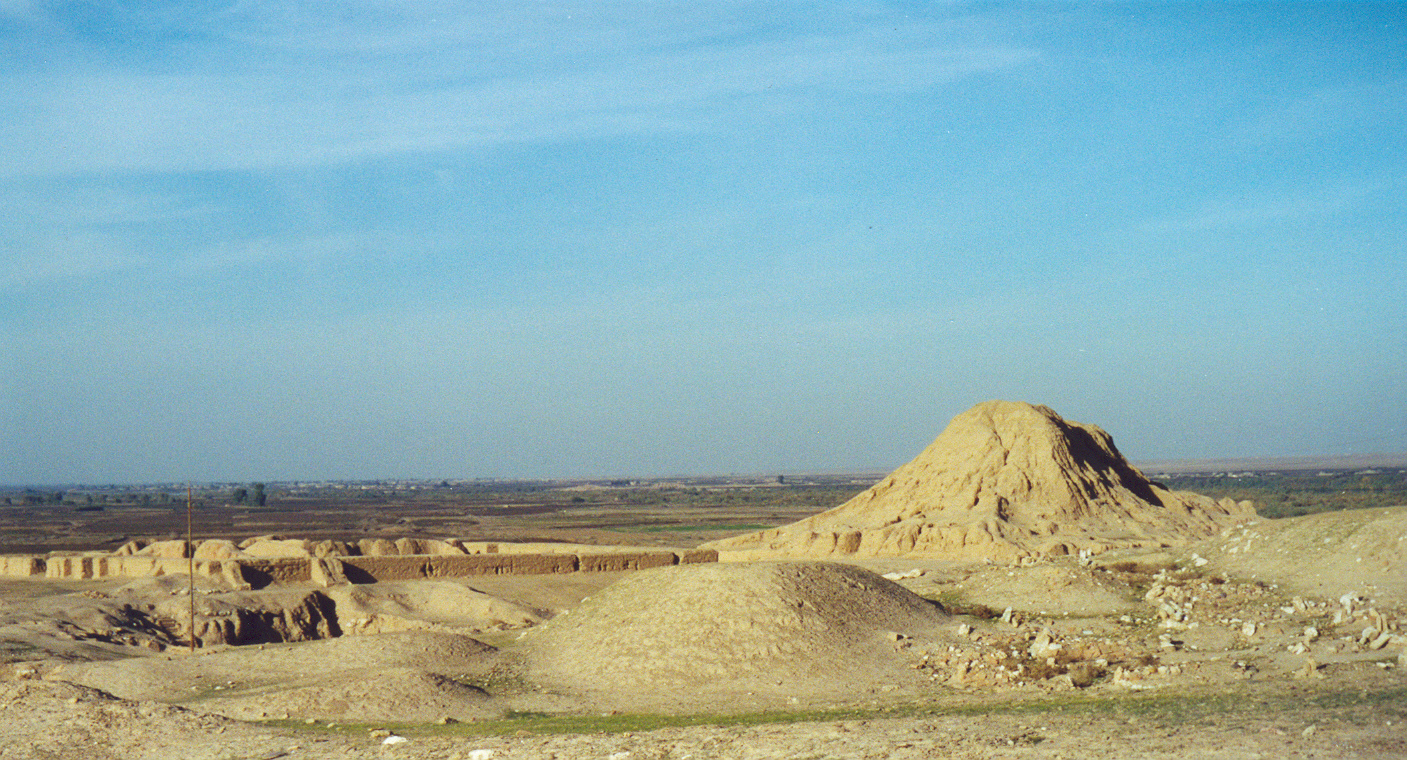
Vue du site d'Assur / Qal'at Sherqat, avec les ruines de la ziggurat.

Assur (Aššur, actuel site de Qal'at Sharqat) est la capitale de l'Assyrie depuis son origine, puisque le royaume est une extension constituée au début de l'époque médio-assyrienne à partir de la cité-État d'Assur. Elle comprend donc plusieurs palais royaux. C'est aussi là que se trouve le lieu de culte du dieu « national » Assur, les deux ayant le même nom. Cela lui confère un caractère sacré aux yeux des Assyriens, d'autant plus qu'ils n'érigent pas de temple pour ce dieu ailleurs. Le sanctuaire est situé sur le point le plus élevé de la ville, dont le cœur est un promontoire surplombant le Tigre. Ainsi, même si la ville perd son statut de capitale au profit de Nimroud après 879, les rois assyriens continuent de s'y rendre régulièrement pour y participer à des rites célébrant le dieu Assur, et la ville conserve son statut de ville sainte des Assyriens. C'est aussi le seul lieu de sépulture des rois assyriens connu, dans des chambres souterraines, la tombe d'Assurnasirpal II y ayant été identifiée,.
Les Assyriens ont entrepris à plusieurs reprises de grands projets de fondations et refondations urbaines dans le cœur de leur empire. Historiquement la première tentative de ce type est la fondation de Kar-Tukulti-Ninurta par Tukulti-Ninurta Ier à la fin du XIIIe siècle av. J.-C., qui n'est jamais devenue une cité importante. L'époque néo-assyrienne voit ce type d'entreprise connaître des succès plus durables et les Assyriens développer une solide tradition de la planification urbaine, qui se retrouve du reste, à moindre échelle, dans les provinces.
Vers 879 le roi Assurnasirpal II choisit de créer une nouvelle capitale en installant sa cour dans la ville de Kalkhu (Kalḫu, site actuel de Nimroud), jusqu'alors une ville secondaire de l'Assyrie. Les raisons derrière ce choix ne sont pas explicitées : son emplacement, en plein centre du « triangle assyrien », est avantageux ; peut-être s'agit-il aussi d'éloigner le pouvoir des élites d'Assur et des autres principales cités assyriennes (Ninive, Arbèles), en créant un nouveau centre de pouvoir, dont les résidents sont sélectionnés par un proche du roi, l'intendant du palais, l'eunuque Nergal-apil-kumu'a. La cité est étendue, pour couvrir un espace de 360 hectares, ce qui est considérable pour l'époque. Sur le tell principal, une sorte d'« acropole », comprenant le palais principal (« Palais nord-ouest ») et des temples. Un canal est creusé afin d'irriguer la plaine entourant la ville, où sont plantés des jardins comprenant des plantes ramenées des pays soumis par le roi. En 864 le gros du chantier est terminé, et le roi organise un immense banquet auquel il convie plus de 69 000 personnes venues de tout le royaume. Salmanazar III termine une partie des chantiers entrepris par son père, puis il érige un arsenal sur un autre tell de la ville, le premier édifice du genre connu en Assyrie (« Fort Salmanazar »). D'autres palais sont érigés et restaurés sur le tell principal, jusqu'à la fin de la période,,,,.
Sargon II abandonne Nimroud pour construire une nouvelle capitale sur un site situé une dizaine de kilomètres au nord de Ninive, quasiment vierge, où se trouvent seulement un village et des champs. Il la baptise à son nom : Dūr Šarrukīn, la « Forteresse de Sargon » (l'actuelle Khorsabad). Si la raison du choix de ce site en lui-même reste énigmatique, il semble que Sargon cherche à s'éloigner des grandes métropoles assyriennes et de leurs élites en se constituant un lieu de pouvoir dépendant de sa volonté seule, alors que son début de règne a été marqué par des révoltes. Ce choix consacre aussi une évolution plus profonde, la prise en importance de la région de Ninive, située à un emplacement très avantageux dans le réseau de communication impérial. Le déroulement du chantier, placé sous la supervision du trésorier Tab-shar-Assur mais suivi de près par le roi, est documenté par des inscriptions royales, mais aussi plusieurs lettres de la correspondance du souverain. On y voit que les provinces de l'empire sont mises à contribution, matériaux et travailleurs étant envoyés de toutes parts, mobilisant d'impressionnantes ressources, aussi bien pour la construction de la ville que l'aménagement de la campagne alentour, où sont plantés des jardins royaux,. La ville a la forme d'un vaste quadrilatère de plus de 300 hectares, reprenant les principes généraux d'organisation mis en place à Nimroud puisqu'elle comprend au nord un complexe comprenant le palais royal, des temples et des résidences de l'élite, et à l'ouest un palais servant d'arsenal. Elle est inaugurée en 707 ou 706, mais délaissée après la mort de son fondateur en 705, sans pour autant être désertée,,.
Dès sa montée sur le trône, Sennachérib abandonne la capitale de son père, peut-être en partie motivé par la mort au combat de ce dernier, qui est vue comme la conséquence d'une malédiction. Quoi qu'il en soit il capitalise sur les avantages de Ninive (Ninua), cité bien située et riche d'un passé et d'un prestige conséquents. La capitale qu'il érige occupe plus du double de la surface des précédentes, puisqu'elle atteint 750 hectares intra muros. Elle accueille des habitants déplacés depuis l'ancienne capitale, en premier lieu la cour et l'administration centrale, mais aussi de toutes les régions de l'empire. Elle est dominée comme les capitales précédentes par un tell principal (le foyer historique de la ville) comprenant des palais royaux et des sanctuaires, dont le temple de la déesse Ishtar ; le tell secondaire comprenant l'arsenal se trouve plus au sud. Conservant son statut jusqu'à la chute de l'empire, elle en vient à prendre une importance considérable dans l'empire, que n'avaient pas les capitales antérieures,.

Plan général du site d'Assur avec la localisation des principaux monuments des époques assyriennes.
Plan général du site de Nimroud.
Plan schématique du site de Khorsabad.
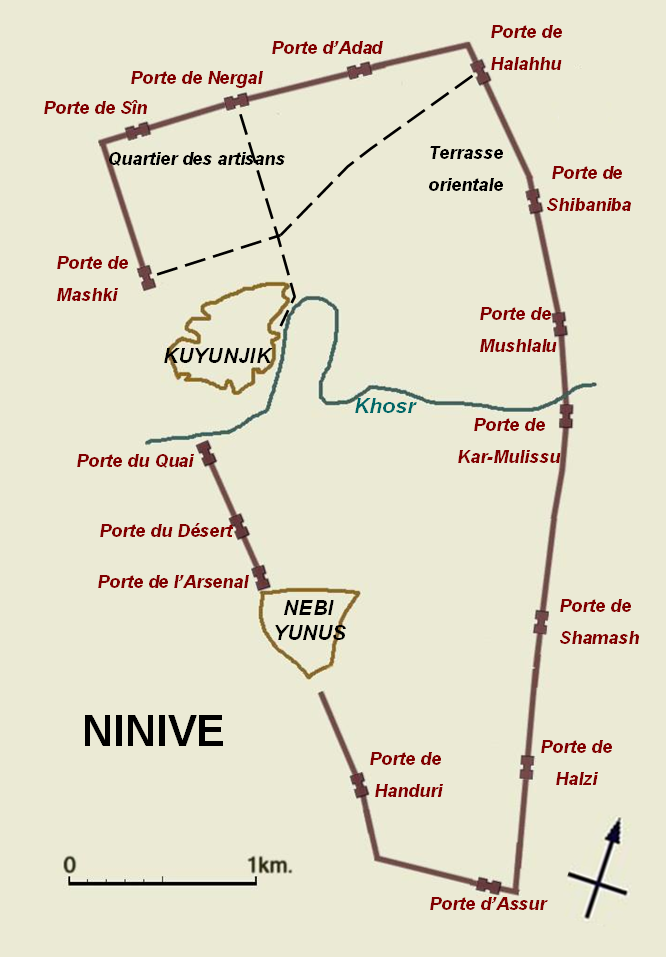
Plan d'ensemble de Ninive au VIIe siècle av. J.-C. L'acropole avec les principaux palais royaux se situent sur le tell de Kuyunjik. Le palais royal comprenant l'arsenal se situe sur le tell Nebi Yunus.
Plan de localisation des zones fouillées des bâtiments principaux du tell de Kuyunjik, avec leur extension possible (une grande partie des palais n'a pas été dégagée).
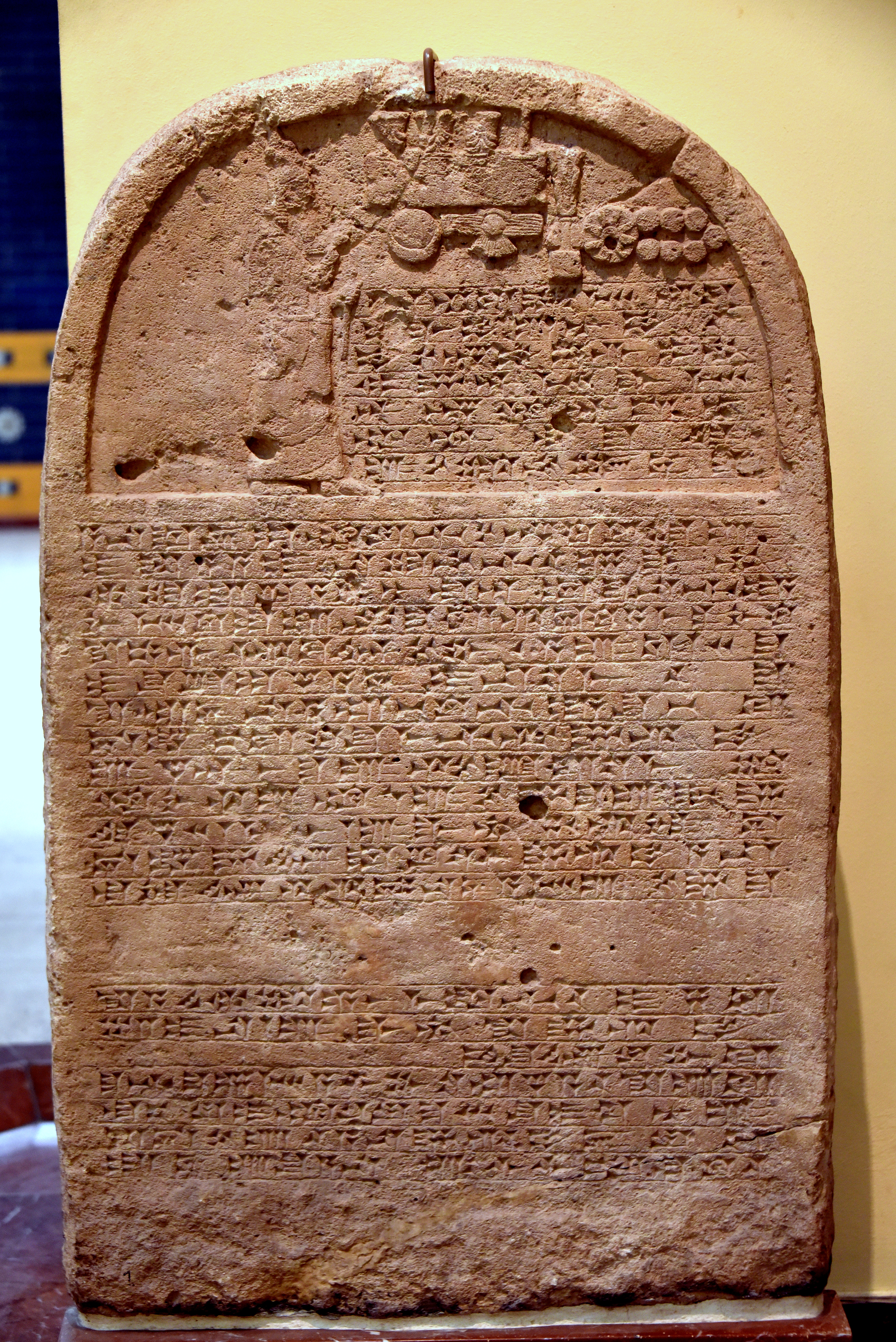
Stèle portant une inscription de Sennachérib commémorant le chantier de Ninive. Musée archéologique d'Istanbul.
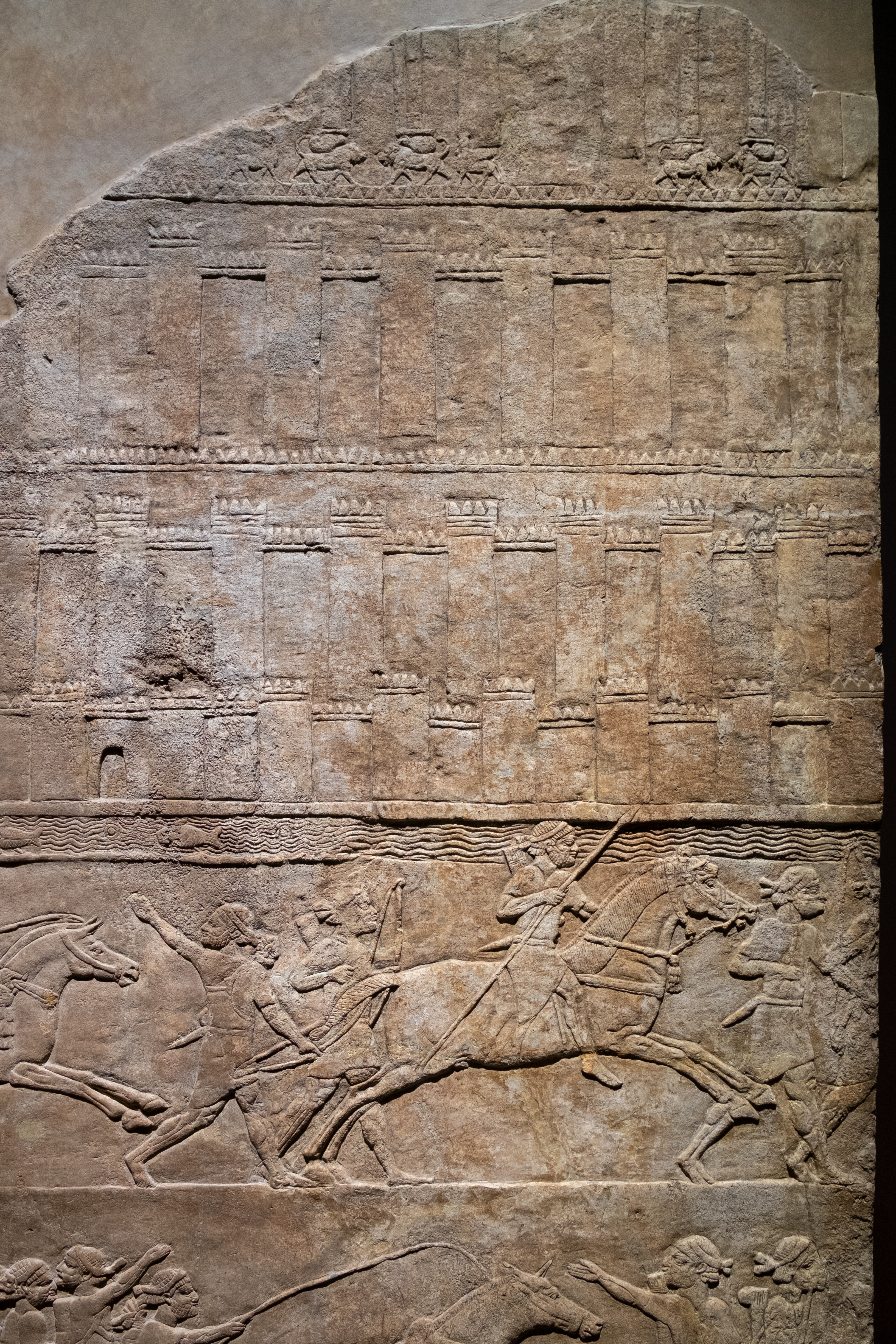
Représentation des murailles de Ninive sur un bas-relief du Palais Nord. British Museum.

L'autre cité majeure du triangle assyrien est Arbèles (l'actuelle Erbil), qui comprend un des principaux sanctuaires du pays, celui de l'aspect local de la déesse Ishtar. C'est aussi un lieu où les rois accomplissent des triomphes et disposent de palais. Un autre lieu de culte majeur est Kilizu (Qasr Shemamok), où est vénéré un aspect d'Adad le dieu de l'Orage, qui fait l'objet d'importants aménagements sous Sennachérib. Imgur-Enlil (Balawat) est occupée et réaménagée par Assurnasirpal II et Salmanazar III qui y restaurent le temple du dieu Mamu et y (re)construisent un palais, dont les plus remarquables découvertes sont les portes ornées de bandes de bronze évoquées plus haut,. À Tarbisu (Sharif Khan), située à côté de Ninive, Sennachérib restaure le temple de Nergal et Assarhaddon construit un palais pour le prince héritier. Une autre cité secondaire est Shibaniba (Tell Billa), qui comprend un palais royal et un temple d'Ishtar.

### Les palais et les autres lieux du pouvoir
L'organisation spatiale du pouvoir assyrien est structurée autour de ses palais royaux (ekallu), aussi bien ceux du cœur de l'empire que ceux des provinces (qui, en principe, sont des palais du roi). Les palais regroupent de nombreuses fonctions : lieux de résidence des détenteurs du pouvoir, lieux de cérémonies officielles, de la vie de cour, centres administratifs et militaires, lieux de stockage des ressources et du trésor de l'État. Ceux des provinces les regroupent probablement toutes. Dans le dispositif d'organisation spatiale du pouvoir central, ils sont complétés par d'autres lieux servant à des fonctions plus circonscrites : les « arsenaux », qui sont avant tout des lieux de revues militaires et de stockage, les bibliothèques, qui sont surtout situées dans les temples, et les jardins royaux.
Architecturalement, les palais royaux sont les monuments majeurs de l'empire néo-assyrien, une sorte de « vitrine » de l'empire, les inscriptions royales évoquant souvent le fait qu'ils sont construits pour l'émerveillement du peuple. Chaque nouveau palais est un défi architectural et technique, car les souverains s'attachent à dépasser les réalisations de leurs prédécesseurs : ils sont plus vastes, comprennent des cours et des salles plus grandes et plus nombreuses.
On considère généralement qu'il faut comprendre leur organisation interne de façon bipartite, entre un espace public dédié à l'administration et la réception, et un espace privé où se trouvent les appartements du roi et de sa famille (notamment le harem), dont l'accès est strictement limité. Mais cette opposition n'est pas si évidente que ça dans la documentation, et surtout elle est insuffisante pour comprendre la complexité de l'organisation des palais néo-assyriens, telle que le révèle la confrontation des données architecturales et textuelles,.

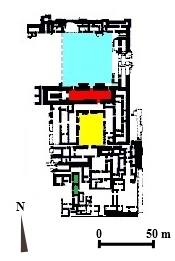
Plan du Palais nord-ouest de Nimroud. Rouge : salle du trône - Bleu : cour principale de la zone publique (babānu) - Jaune : cour principale de la zone privée (bitānu) - Vert : tombes des reines.
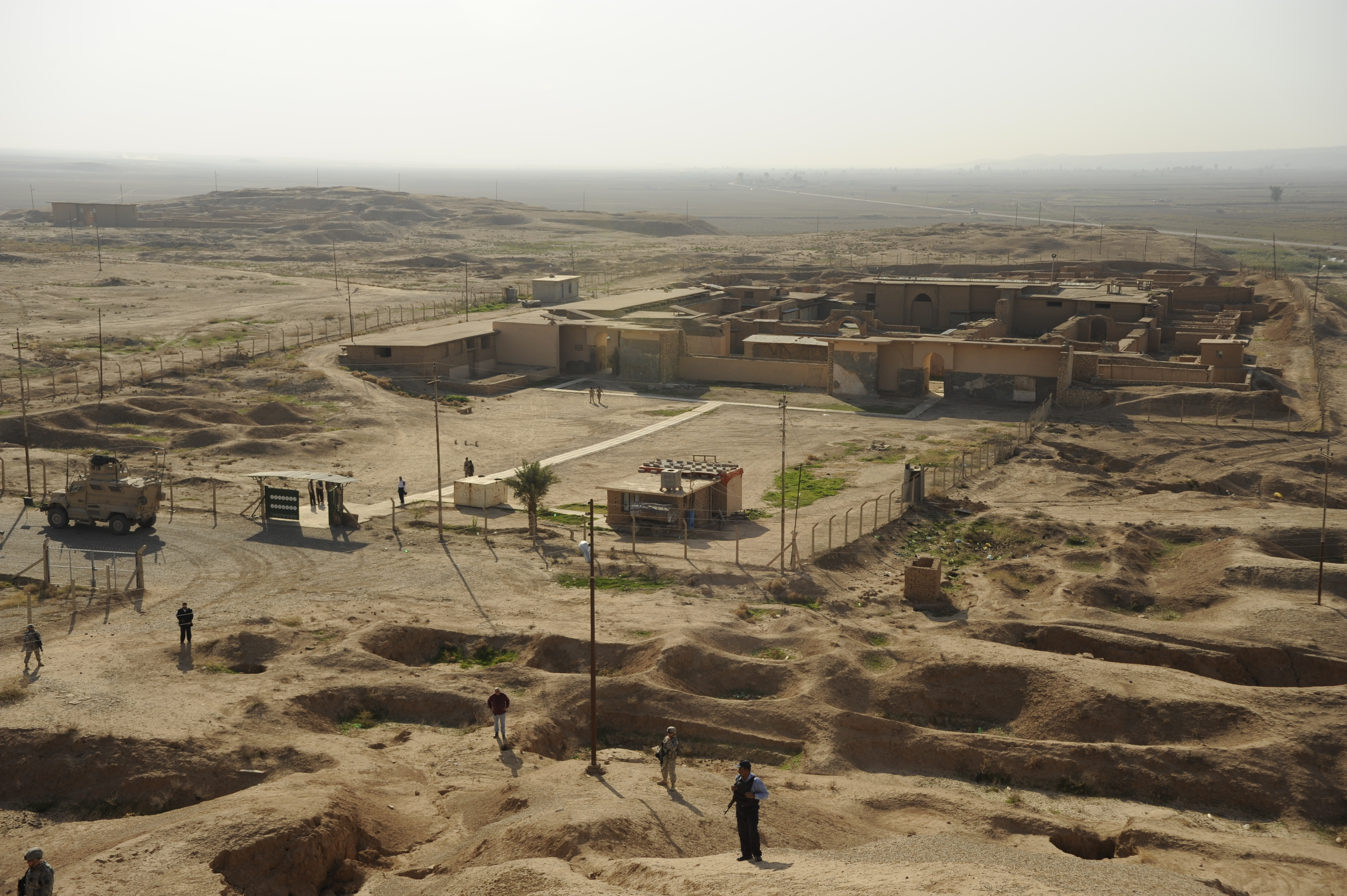
Les ruines du Palais nord-ouest de Nimroud en 2008, après leur restauration par les autorités irakiennes et avant leur destruction par l’État islamique.
Plan de l'acropole de Khorsabad.
Principales unités de la terrasse du palais de Khorsabad : grande cour (XV), cour d'honneur (VIII), salle du trône (VII), cour de la zone privée (VI), appartements royaux (A), bâtiment isolé (peut-être bit-hilani) (BH). Principales unités des temples de la terrasse : cours principales (XXX, XXVII, XXXI), temple de Sîn (1), chapelle d'Adad (2), chapelle d'Ea (3), temple de Shamash (4), chapelle de Ninurta (5), temple de Ningal (6), ziggurat (Z).
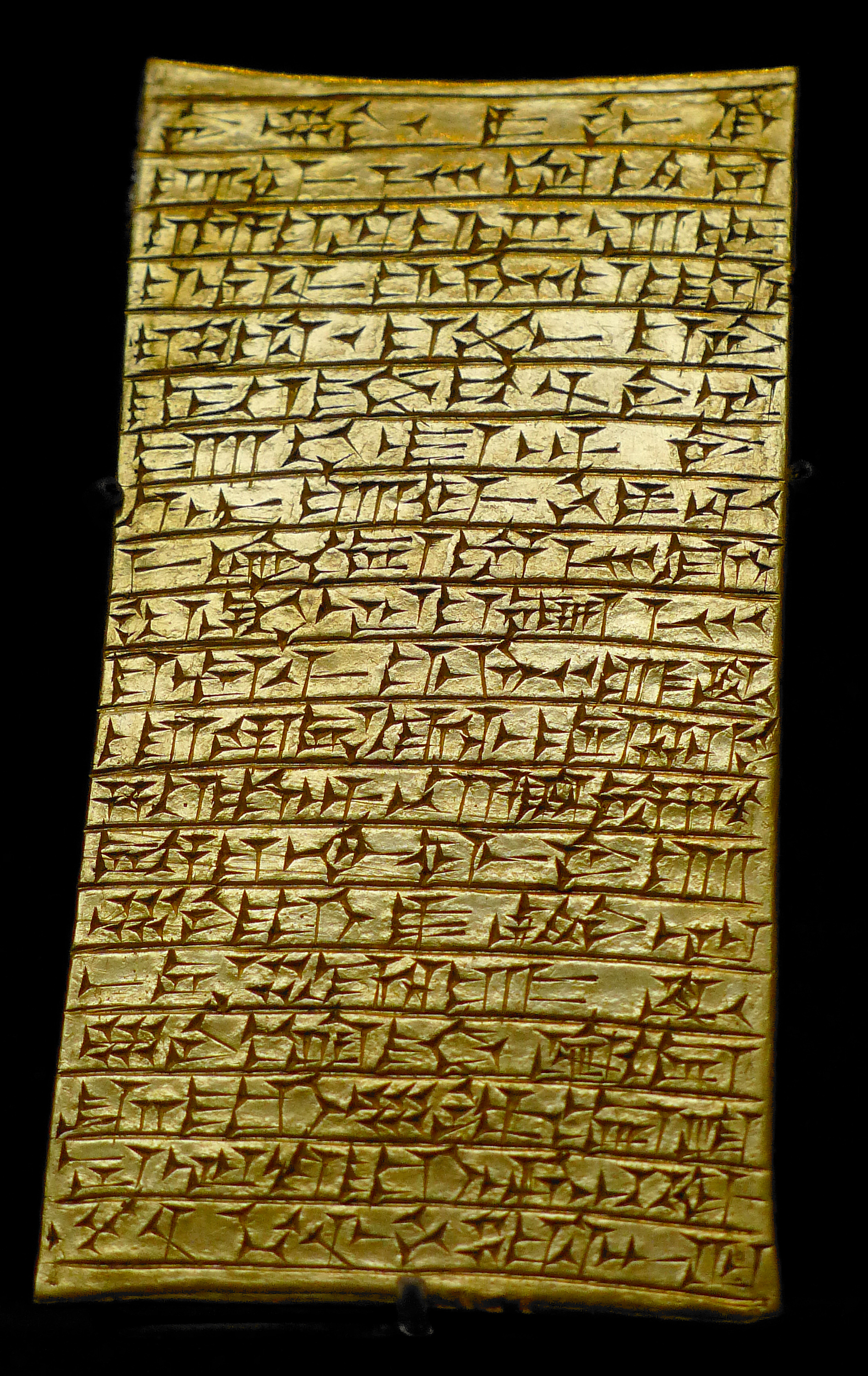
Tablette en or commémorant la construction du palais de Khorsabad/Dur-Sharrukin, faisant partie d’un lot de plaques de fondation découvertes dans un coffret de pierre, enfoui sous le palais. Musée du Louvre.
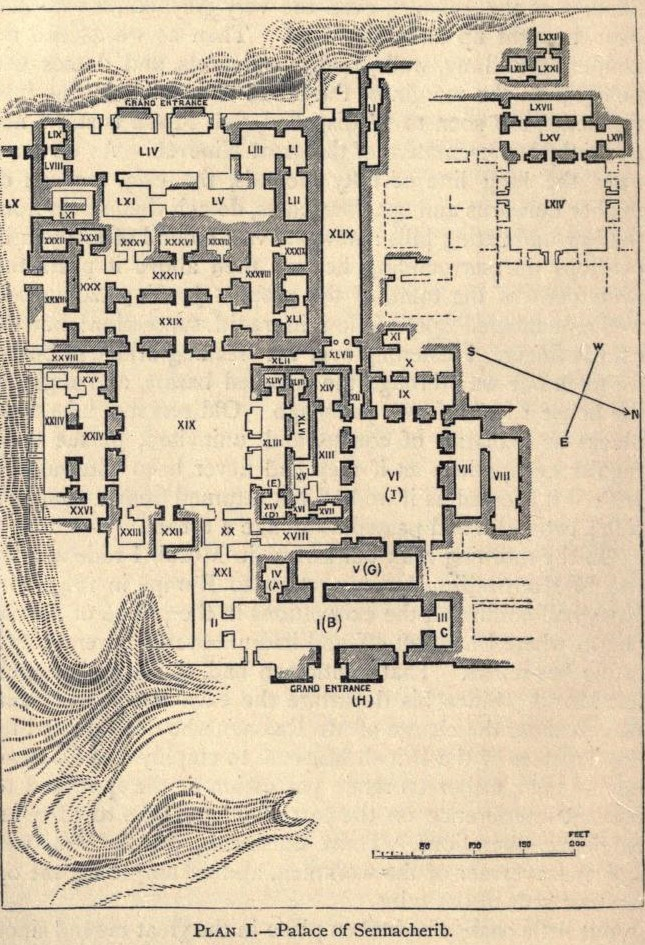
Plan des zones fouillées du Palais sud-ouest de Ninive, d'après les fouilles de 1927-1932.

Il ne faut pas pour autant imaginer que les monarques assyriens sont des personnages vivant reclus dans le palais de leur capitale. Au contraire ils ont souvent un mode de vie itinérant : l'exercice de la fonction royale implique de nombreux déplacements, surtout lorsque le souverain participe aux campagnes militaires. De plus certains monarques n'ont pas de résidence principale à proprement parler, comme Assarhaddon qui partage son temps entre ses palais de Ninive, de Kalkhu et de Harran.

### Aménagements hydrauliques et jardins
Le désir aménageur de l'empire assyrien se projette au-delà des murailles des cités, jusque dans leurs campagnes environnantes. Celles-ci doivent être à la mesure des métropoles qui sont fondées, non seulement pour les approvisionner mais aussi pour créer un cadre idyllique reflétant l'idéal de mise en ordre du monde qui caractérise l'idéologie impériale. Chaque fondation de nouvelle capitale s'accompagne donc du réaménagement de leur arrière-pays. Là encore les ingénieurs assyriens sont mis à contribution, pour réaliser des ouvrages hydrauliques qui apporteront l'eau dans les cités et permettront d'irriguer les campagnes environnantes : creusement de canaux sur des dizaines de kilomètres, avec des tunnels et des aqueducs là où la topographie l'impose, des réservoirs ; les villes sont du reste équipées de systèmes de canalisations souterraines.
Ce type de projet de grande ampleur atteint son apex lors de la refondation de Ninive sous Sennachérib. Pour cela des sources sont captées à 3 et 13 kilomètres en amont de Ninive, et des canaux, barrages et aqueducs, dont l'aqueduc de Jerwan, sont construits. Les jardins ou parcs (kirimāḫu) ont une place importante dans les inscriptions de fondation néo-assyriennes, en particulier sous les Sargonides. Les rois cherchent à les faire à l'image des régions montagneuses (« comme le mont Amanus »), y introduisent des plantes et animaux venus de différentes régions de l'empire, symbolisant leur capacité à dominer et à organiser leur empire, à être des jardiniers et également des chasseurs, puisqu'ils y aménagent aussi des espaces giboyeux,.

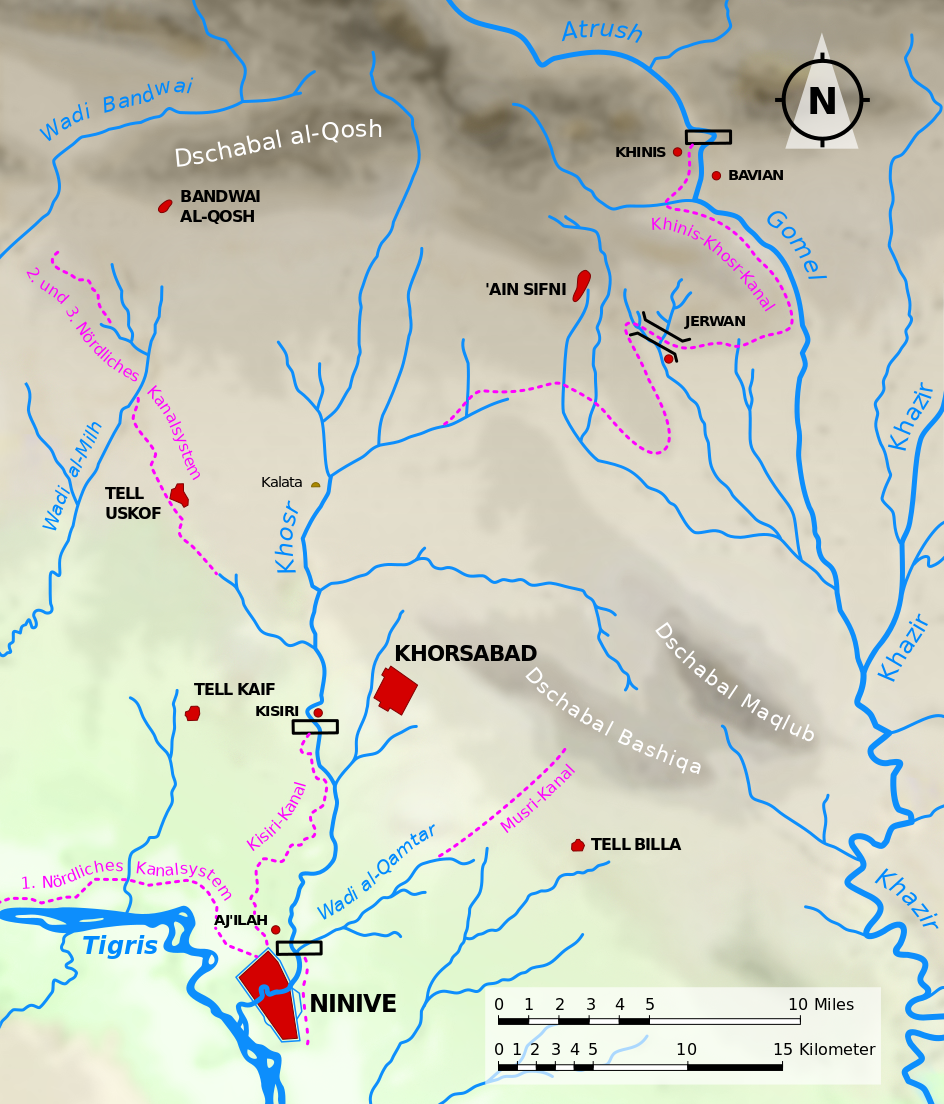
Localisation des principaux aménagements hydrauliques de la région de Ninive au VIIe siècle av. J.-C.
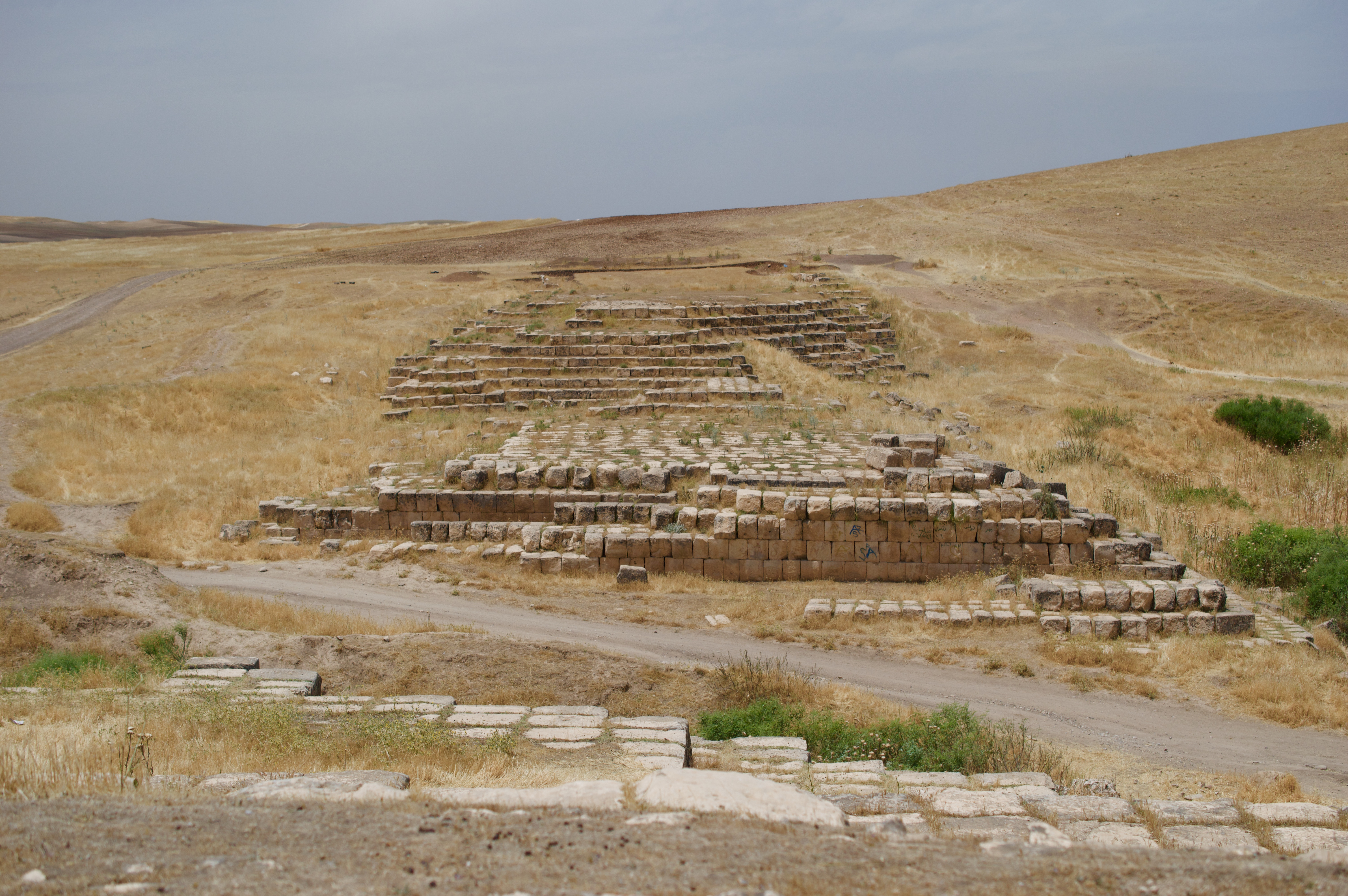
Ruines de l'aqueduc de Jerwan.
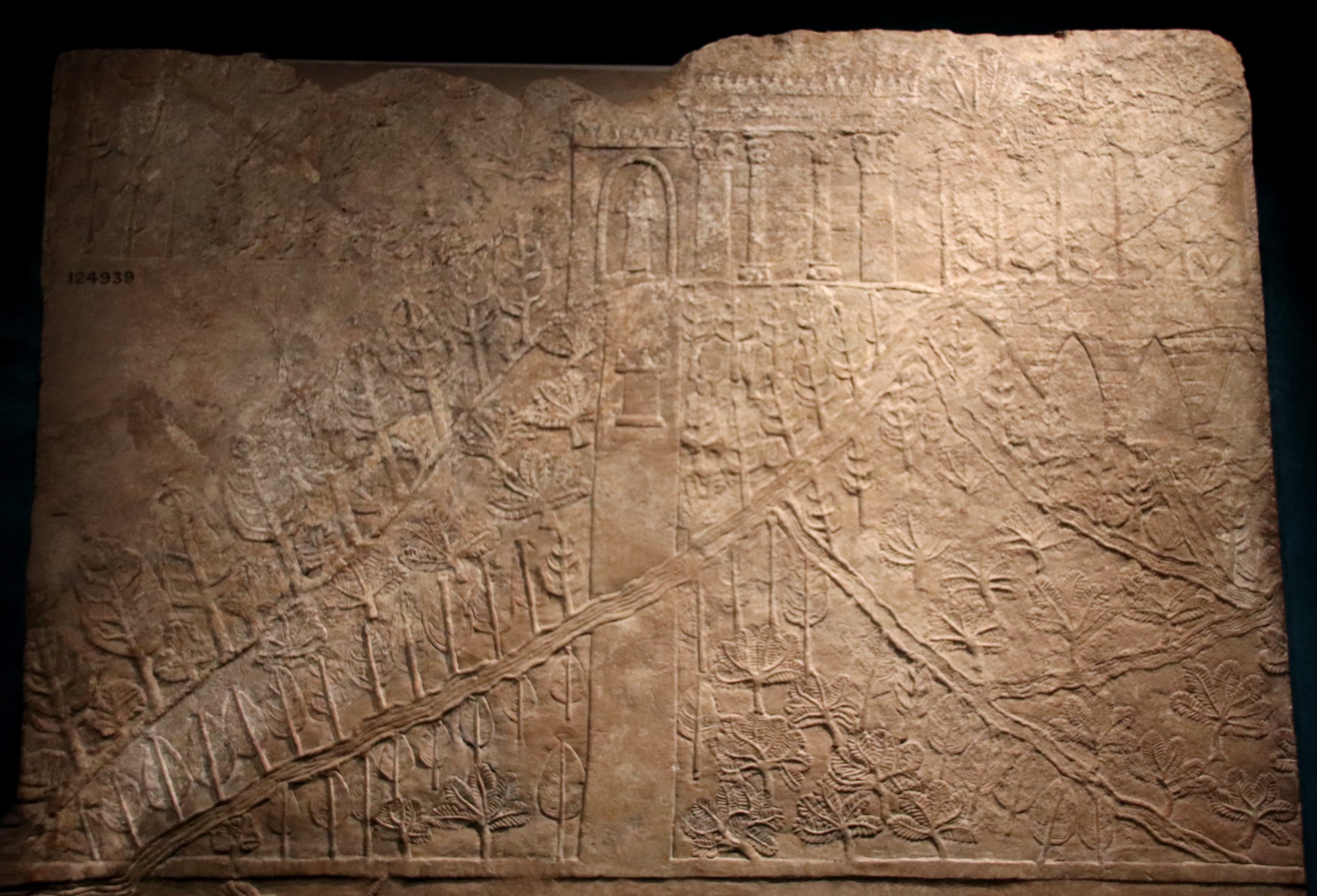
Représentation des jardins royaux de Ninive sur un bas-relief du Palais Nord. British Museum.

## L'organisation de l'empire

### Le roi et ses sujets

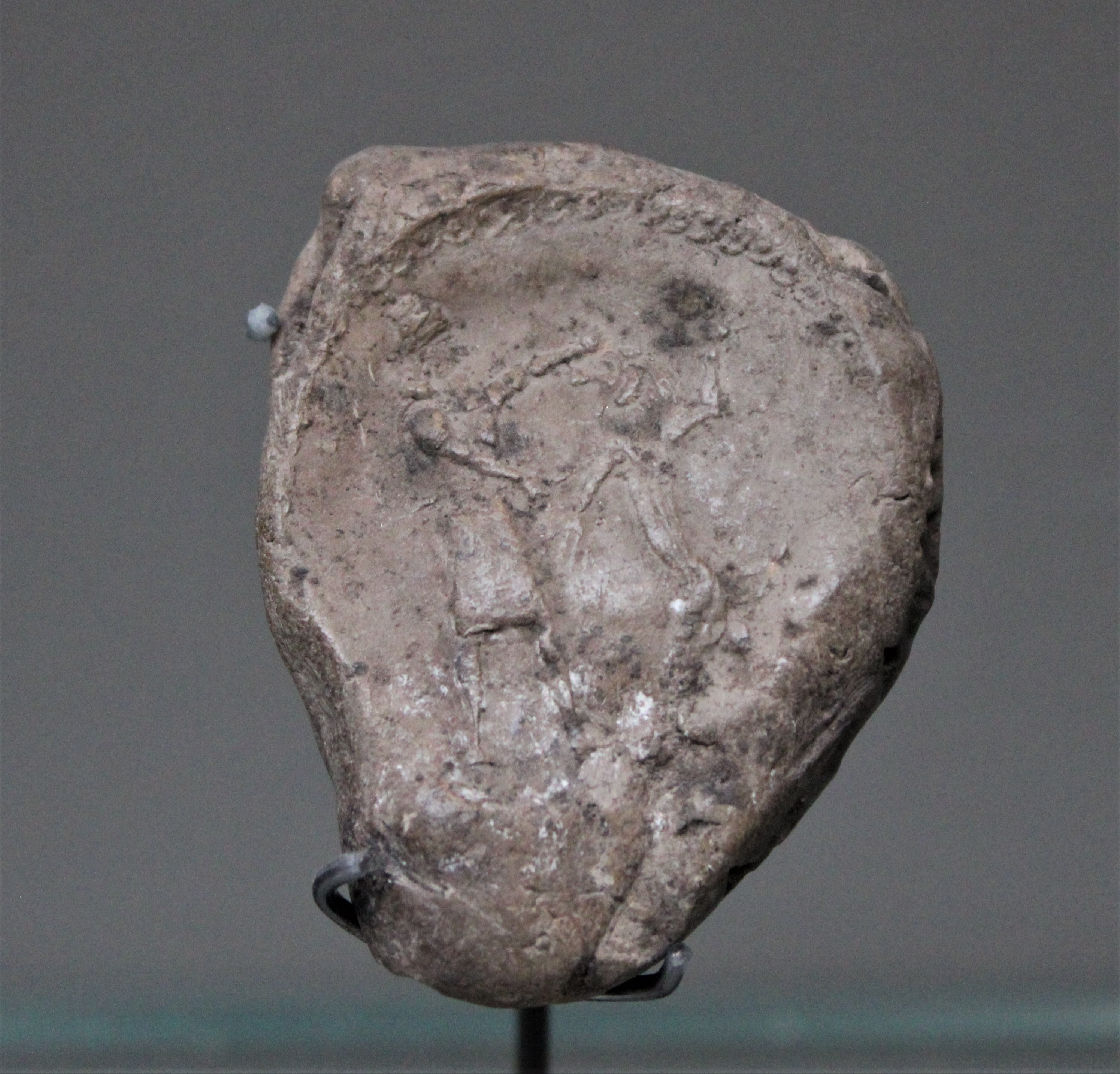
Empreinte du sceau royal assyrien, Khorsabad, époque de Sargon II (722-705). Musée du Louvre.

Représentant et délégué du dieu Assur qui l'a placé à la tête du royaume, le roi est le chef de l'administration et la source originelle de pouvoir, qu'il exerce en délégation suivant un système hiérarchisé et ramifié reposant sur des élites,,. Ce système repose sur des liens directs et personnels, et il est centré sur la loyauté et la confiance. Le roi nomme et révoque les détenteurs de fonctions dans l'administration impériale, et également dans les sanctuaires de l'empire. Il arrive qu'une procédure divinatoire soit tenue pour confirmer une nomination. En pratique, les cadres de l'administration centrale et gouverneurs s'occupent sans doute de nommer et révoquer leurs subordonnées, au moins aux échelons inférieurs, mais le roi peut intervenir dans toute nomination ou révocation,. Il promeut ainsi les gens qui ont sa confiance aux postes les plus importants et déchoit ceux qui l'ont perdue. Il peut aussi gratifier ceux qui lui ont rendu des services importants, en leur offrant des présents, des terres, et des exemptions fiscales. Cette personnalisation du pouvoir explique sans doute pourquoi les rôles des uns et des autres ne semblent jamais précisément définis dans l'administration impériale. Il en résulte que la correspondance royale joue un rôle très important dans la conduite des affaires de l'empire.
La position dans l'administration de l'empire dépend donc de la proximité avec le roi, source de toute autorité. Les responsables de l'administration centrale et provinciale sont des délégataires de l'autorité royale, ce qui peut se matérialiser par l'octroi d'un sceau royal. Cela leur donne donc une grande latitude pour accomplir leurs missions et gérer leurs éventuels domaines de compétences. À la lecture de la correspondance royale, il semble que les limites de leur capacité d'action, c'est-à-dire ce qui va déterminer s'ils informent le roi, lui posent une question, ou ne le font pas, sont bien connues des personnes concernées, à défaut de règles explicites. En pratique, la plupart des affaires se règlent sans intervention royale. Mais le roi peut aussi intervenir à titre exceptionnel dans tout type d'affaire, directement de sa propre initiative, en envoyant un ordre écrit, ou bien un commissaire (ša qurbūti) qui se rendra sur place pour régler l'affaire avec l'appui des autorités normalement compétentes (qui lui sont manifestement subordonnées).
Il est possible pour un sujet de faire un appel auprès du roi (procédure dite « invoquer la parole du roi », abat šarri zakāru) par le biais d'un membre de l'administration qui transmet sa demande au souverain. La décision du roi, autorité judiciaire suprême, prime alors sur celle des autres,. Mais il est permis de douter que la procédure ait été accessible aux gens du commun, en dehors de cas exceptionnels. Le fait que la confrontation avec l'administration royale ne soit pas une partie facile se voit aussi dans une tablette d'Assur contenant des incantations à prononcer avant de se rendre au palais pour une affaire quelconque, afin d'y obtenir une issue favorable.
Les rois assyriens prononcent aussi des remises de dettes (anduraru), notamment lors de leur montée sur le trône, ou bien en période de grandes difficultés (épidémies, disettes et famines). Ils octroient aussi des franchises (kidinnutu, zakutu) d'impôts, corvées ou service militaire à des communautés (notamment des villes) ou des personnes, dans des circonstances exceptionnelles. Il s'agit plutôt de mesures liées au devoir de protection du roi envers ses sujets, et pas forcément de manifestations de son devoir de garant de la justice et de l'équité.

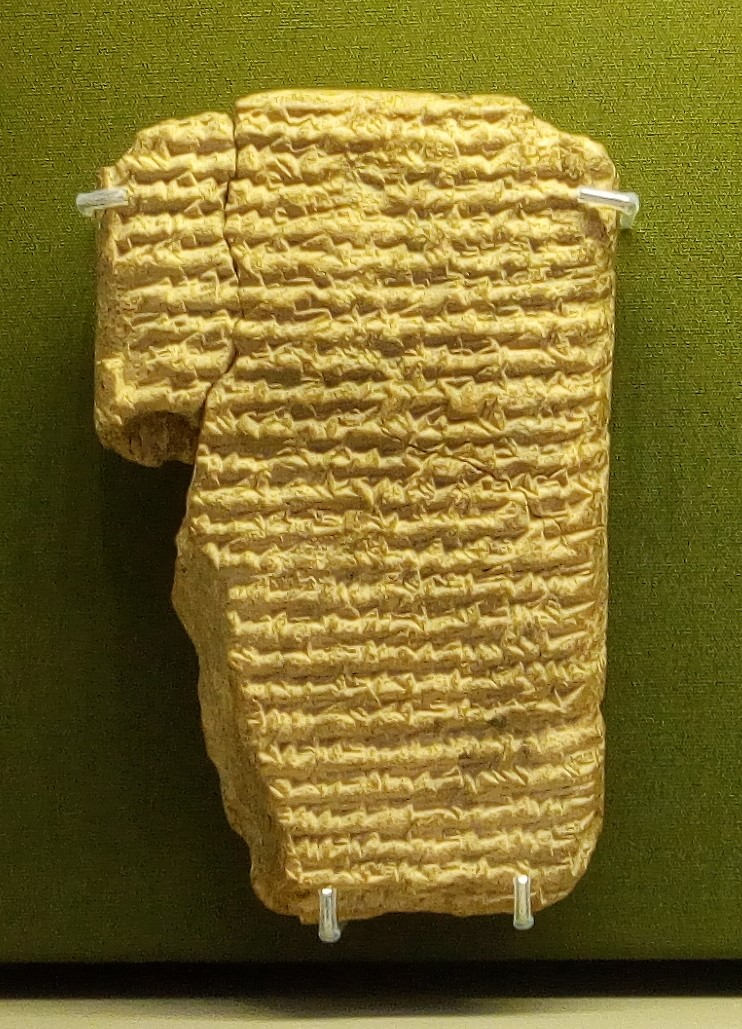
Copie du « serment de Zakutu », pour appuyer la montée sur le trône d'Assurbanipal, -669 British Museum.

Sous les Sargonides, une forme originale de formalisation du lien entre le roi et les sujets est élaborée : le traité d’allégeance. Il reprend la dénomination et la forme d'un traité international (adê) et ne se réduit donc pas à un simple serment de loyauté. Il sert avant tout à s'assurer de la loyauté des sujets lors des successions. Le plus ancien connu date de la fin de règne de Sennachérib, lors de la promotion d'Assarhaddon comme prince héritier (683-2), mais la majorité concerne la préparation de la succession d'Assarhaddon (670), avec une réitération à l'initiative de la reine-mère Zakutu au début du règne d'Assurbanipal (669-8). Ceux qui prêtent alors serment sont les hauts dignitaires de l'empire, mais toute la population de l'empire est impliquée, au moins dans les versions plus récentes qui sont les plus complètes. Les rois vassaux prêtent le même type de serment, qui engage la population de leur pays. Les exemplaires connus proviennent surtout de Nimroud, mais un a été mis au jour à Tell Tayinat, l'antique Kunalia qui servait de capitale à la province de même nom, ce qui indique qu'on devait trouver une copie de ces traités dans tout l'empire,.

### La cour et les Grands du royaume

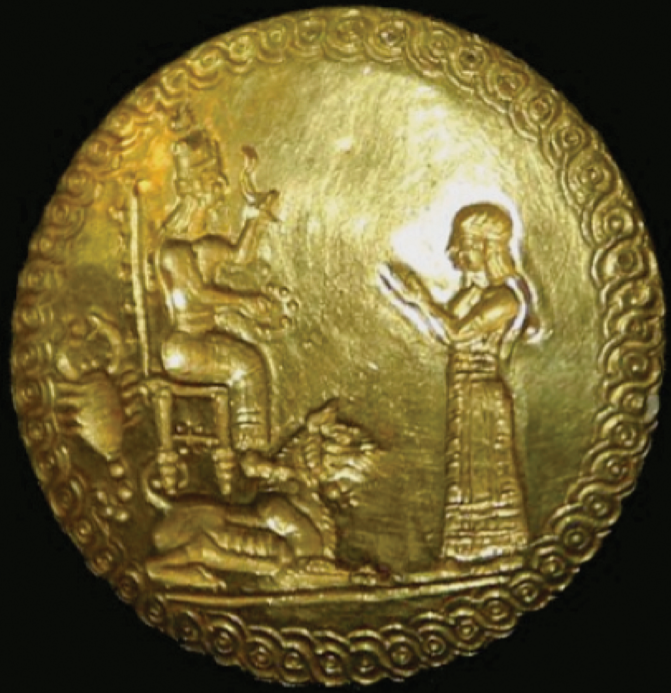
Sceau en or de la reine Hama, épouse de Salmanazar IV, la représentant devant une divinité (Gula ?). le scorpion représenté à gauche est un symbole des reines assyriennes. Tombes des reines de Nimroud. Musée national d'Irak.

#### Les reines et le harem
Les rois assyriens sont polygames, disposent donc d'autres compagnes dont le statut reste indéterminé (épouses secondaires, concubines, partenaires sexuelles). Ils ont des « harems » (l'emploi de ce terme dans le contexte assyrien est discuté) dans leurs différents palais, qui comprennent une population féminine diverse, dont la majorité ne sont pas des compagnes du roi, et dont une partie au moins ne vit pas recluse dans un palais. Cette population féminine augmente à la suite des conquêtes militaires, les femmes des familles royales et de l'élite des pays soumis par les Assyriens faisant souvent partie du tribut et du butin. Le roi dispose d'une épouse principale, qui a pour titre « Femme du palais » (issi ekalli), le titre de « Reine » (šarratu) étant réservé aux déesses. Elle a le rang le plus important, même si la reine-mère (ummi šarri) semble prendre la position prééminente parmi les femmes de la cour sous certaines circonstances (lors de la minorité d'un roi : Sammuramat et Zakutu sont les cas les plus évidents). La reine dispose de sa « Maison », un bureau avec ses domaines et son administration, dont le sceau représente un scorpion, animal symbolisant les reines assyriennes. Une catégorie spécifique de servantes, appelée šakintu (« préposée »), se charge de l'administration du domaine de la reine à partir des différents palais du royaume. La reine dispose également d'un corps d'armée à partir du règne de Sargon II ou de Sennachérib.

#### Le prince héritier
Le prince héritier (« Fils du Roi », mar šarri) dispose de fonctions importantes après sa désignation, afin d'apprendre son futur métier de roi. La période sargonide, à partir du règne de Sennachérib notamment, semble avoir vu un renforcement de son rôle dans l'administration civile et militaire (qui participe aussi de son apprentissage de son futur rôle royal), avec un élargissement de ses prérogatives. Le rôle d'auxiliaire du roi que joue le prince héritier est en particulier attesté par les courriers relatifs à la situation de l'Urartu envoyés par Sennachérib à son père alors que celui-ci est hors d'Assyrie. L'héritier dispose de son palais, la « Maison de succession » (bīt rēdûti) : c'est le Palais nord de Ninive pour Sennachérib, puis Assarhaddon construit un palais du prince héritier à Tarbisu (Sharif Khan), près de Ninive. Il dispose également de sa propre administration, de sa garde personnelle et d'un corps d'armée, de domaines. À partir du règne d'Assarhaddon au plus tard, lui est confiée une province qui a pour capitale la ville de Balatu, située sur la rive droite du Tigre en amont de Ninive.

#### Les courtisans et les magnats

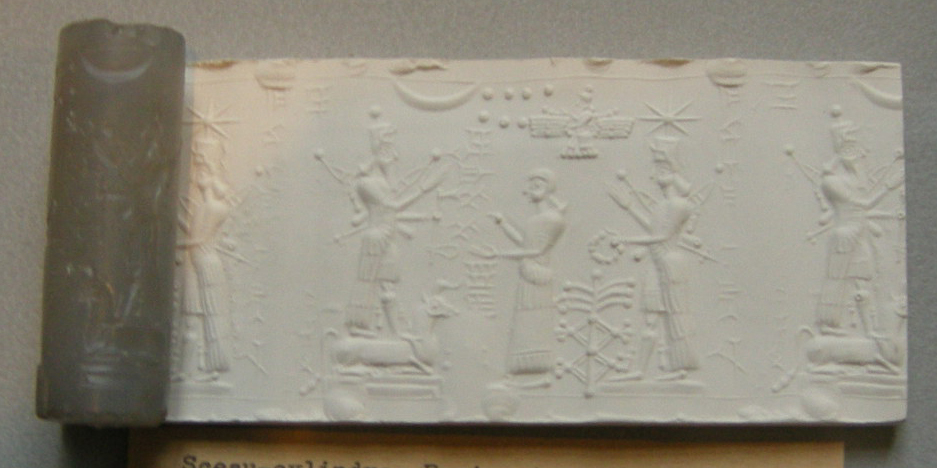
Sceau-cylindre d'Assur-belu-usur, eunuque au service de Nergal-eresh, le gouverneur de Rasappa, v. 800. Cabinet des Médailles (BnF).

Les Assyriens distinguaient parmi les cadres de leur administration les « barbus » (ša ziqni) et les eunuques (ša rēši), catégories qui se retrouvent à tous les échelons de l'administration. Le groupe des personnages importants de la cour est aussi désigné comme « ceux qui se tiennent devant le roi » (manzāz pāni). L'expression est souvent traduite par « courtisan », mais il semble que cela englobe ceux qui peuvent entrer régulièrement aux audiences royales, ce qui est aussi bien un privilège qu'un devoir. En tout cas le palais royal, avec la cour et sa culture, est un élément central pour l'élite du royaume et l'exercice du pouvoir, ce qui explique le degré élaboré de son organisation architecturale et administrative.

Bas-relief du palais de Khorsabad représentant Sargon II en présence des principaux dignitaires de la cour, incluant peut-être le prince héritier Sennachérib. Copie par Eugène Flandin.

Le groupe des plus hauts personnages de l’État, surnommés « Grands » ou « Magnats » par les historiens modernes, est constitué à partir des règnes de Tiglath-Phalazar III et Sargon II d'un groupe de sept membres comprenant le grand général (turtānu), trésorier (abarakku ou masennu), héraut du palais (nāgir ekalli), et grand échanson (rab šaqê), toujours responsable d'une province assignée à leur fonction, se sont ajoutés le chef des eunuques (rab ša rēši), le grand secrétaire ou bailli (sartennu) et le vizir (sukkallu). Ces trois derniers n'ont pas de rôle de gouverneur provincial. La fonction de grand général a été doublée entre un « grand général de la droite » (turtānu šumēlu) et un « grand général de la gauche » (turtānu imittu). Leur titre n'est pas forcément connecté à leur rôle réel : ce qui importe est avant tout leur proximité au roi qui leur confère un grand pouvoir et une grande influence, même s'il n'y a pas de preuve concrète qu'ils forment un cabinet ou conseil autour du roi. De toute manière ils sont souvent en fonction hors de la capitale : ils apparaissent plutôt dans les sources de l'époque en tant que gouverneurs de provinces ou commandants de troupes sur un front militaire,.
Au-delà les personnages les plus importants sont en général les gouverneurs provinciaux, mais aussi (notamment à la fin de la période) d'autres dignitaires de la cour et de l'administration du palais, notamment les « commissaires » / « gardes du corps » (ša qurbute, « proche » du roi) et les gardes personnels (ša šēpē), les conducteurs du char royal, les gardiens des portes du palais, les gardiens de l'étable. Le scribe du palais (ṭupšar ekalli) qui a un rôle de sorte de « secrétaire d’État », et l'intendant du palais (ša pān ekalli) qui supervise les différents protocoles de la cour, notamment les banquets et rituels, ont un rôle primordial dans l'entourage du roi puisqu'ils contrôlent l'accès à sa personne. Viennent ensuite les détenteurs de fonctions « domestiques » du palais (chef cuisinier et échanson servant à la table du roi, aussi des artisans) et des scribes. Le fait qu'une personne dispose d'un rang important se repère notamment par leur choix en tant qu'éponyme (limmu) d'une année : les Assyriens ne dénombraient pas leurs années mais ils les identifiaient en leur donnant le nom d'un personnage sélectionné parmi les personnages les plus importants du royaume, qui devenait alors « éponyme ». Des listes de ces éponymes (fragmentaires pour la période) permettent de connaître le nom et, à partir du règne de Salmanazar III, le titre de ces personnes,.
Ces différents hauts personnages sont à la tête d'organismes qui prennent le nom de « Maison » (bētu). C'est un terme polysémique, qui peut comme en français désigner un bâtiment d'habitation, ou bien une unité sociale et économique formée autour d'un personnage (généralement un homme), de sa famille, de ses dépendants et de ses biens (sa « maisonnée »). En ce sens le palais royal est une forme de Maison, et la plus importante car c'est celle du roi. Il peut être considéré que les « Maisons » des principaux personnages du royaume, c'est-à-dire le roi, les membres de la famille royale (dont on retrouve les archives dans les palais royaux), les magnats et autres hauts fonctionnaires, ou encore les dieux (les temples), avec leurs propres personnels administratifs, dépendants et domaines. À la charnière du « privé » et du « public », ce sont par biens des aspects des extensions de l'administration impériale (ou des « administrations parallèles » selon Fales),.

#### Rapports de force et esprit de cour

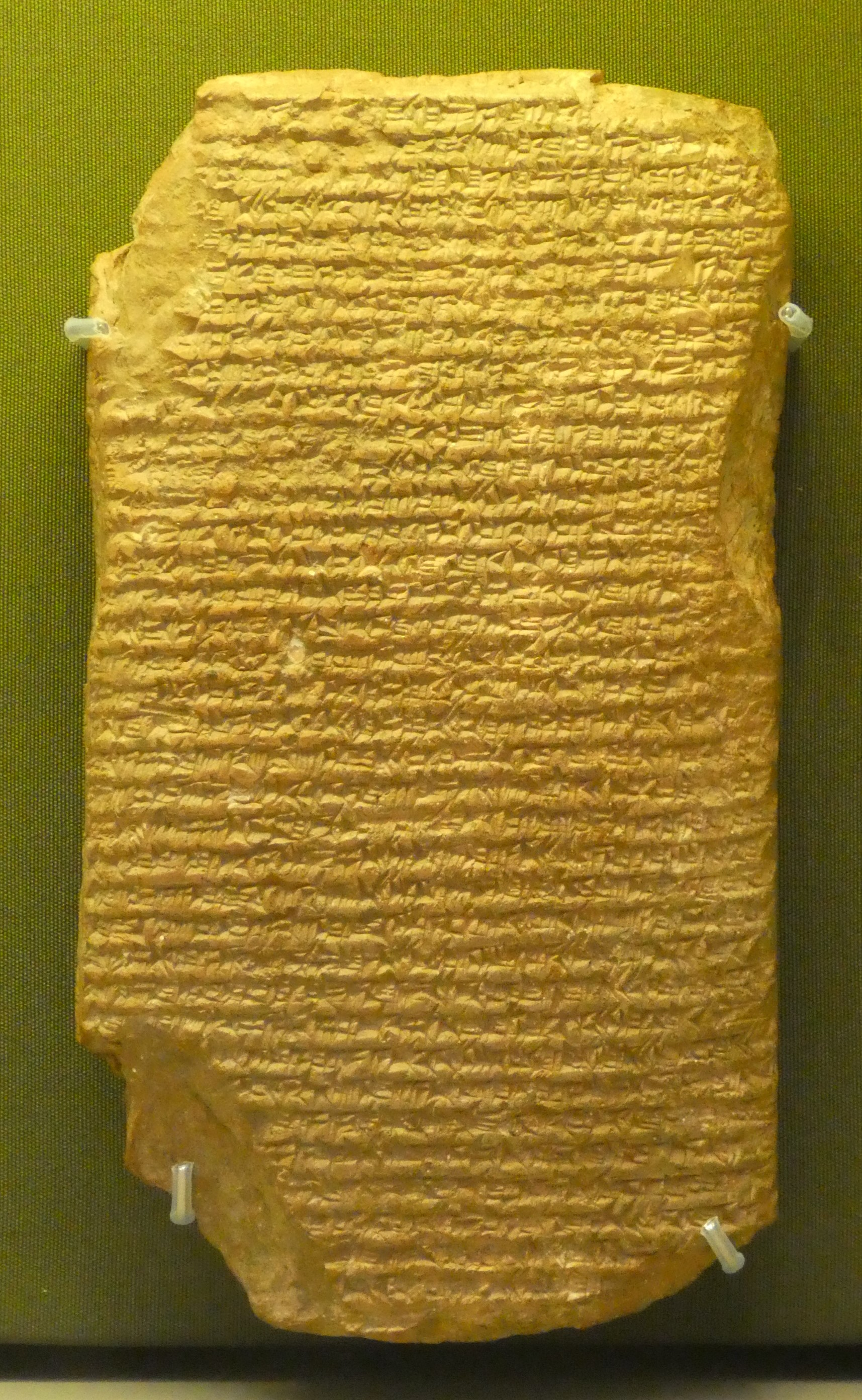
Lettre d'un exorciste (sans doute Urad-Gula) au roi (sans doute Assarhaddon), se plaignant d'avoir été mis à l'écart et négligé. British Museum.

Les rapports de force entre le roi et les magnats ont beaucoup été discutés. Il est généralement considéré que durant la période qui va de la fin du règne de Salmanazar III au début de celui de Tiglath-Phalasar III les magnats jouent un rôle premier dans l'organisation de l'empire, notamment Samsi-ilu. Mais cela ne veut pas forcément dire que le pouvoir royal soit en péril,. En tout cas les règnes de Tiglat-Phalasar III et de Sargon II semblent bien voir une reprise en main par le pouvoir royal, au détriment des magnats, qui passe notamment par la division et l'affaiblissement de leurs charges à la cour et dans les provinces (la charge de grande général est scindée en deux) et la promotion d'autres dignitaires,. Cette tendance se poursuit sous les règnes suivants, le VIIe siècle av. J.-C. voyant un renforcement progressif de la position du roi et de son entourage proche, et avec celle de la capitale, Ninive, au détriment des gouverneurs provinciaux.
La cour assyrienne est en tout cas un lieu de coteries et d'intrigues. Elle est marquée par le pouvoir considérable du roi sur ses serviteurs, la loyauté inconditionnelle qu'il attend d'eux, et aussi les récompenses considérables qu'il peut leur octroyer, par le biais de présents, de donations de terres, d'exemptions fiscales, qui peuvent faire la fortune de ceux qui ont ses faveurs. La surveillance mutuelle, les intrigues et les factions se développent, les accusations entre courtisans sont courantes dans la correspondance, entre ceux qui cherchent à se faire bien voir du roi et dénigrer leurs concurrents. Certains tombent en disgrâce et perdent donc leur statut éminent. Plus graves de conséquences sont les révoltes de palais et conjurations : la répression de la conjuration de Sasî en 671 sous le règne d'Assarhaddon a résulté en l'élimination d'une grande partie de l'élite impériale. Cela a contribué au renforcement de la suspicion et de la délation à la cour,.

#### Les érudits du roi
L'entourage du roi est également constitué d'un groupe d'une quarantaine de savants, spécialistes de la divination, de l'exorcisme, des lamentations. Les plus importants d'entre eux sont : l'érudit en chef (ummanu), qui joue le rôle de tuteur des princes héritiers et a à ce titre un lien personnel avec les rois, comme l'astrologue Balâsi sous Assurbanipal ; et le chef scribe (ṭupšar šarri), qui est le secrétaire du roi. Les lettres de la correspondance d'Assarhaddon et d'Assurbanipal fournissent de nombreuses informations sur le rôle des savants auprès du roi. Si une partie d'entre eux résident à la cour, d'autres vivent dans d'autres villes assyriennes et même en Babylonie. Ils ont pour rôle d'assister le roi dans toutes les matières impliquant le contact avec les dieux, qui restent selon les conceptions de l'époque les principaux donneurs d'ordre, protecteurs et conseillers des souverains. À la différence des conseillers politiques, ce sont rarement des eunuques. Au contraire, ils s'inscrivent dans des lignées de savants qui se transmettent leur spécialité de père en fils et servent les souverains sur plusieurs générations ; une lettre de Ninive dénonce un orfèvre qui forme son fils à l'exorcisme et à la divination, indiquant qu'il commet par là un crime contre le roi. Bien qu'on ait proposé par le passé que les experts des arts divinatoires et des exorcismes aient exercé une influence « occulte » sur le roi (en particulier sous Assarhaddon), leur importance dans le processus de décision et l'appareil d’État est secondaire par rapport à celle des détenteurs des hautes fonctions administratives,,.

### L'administration provinciale

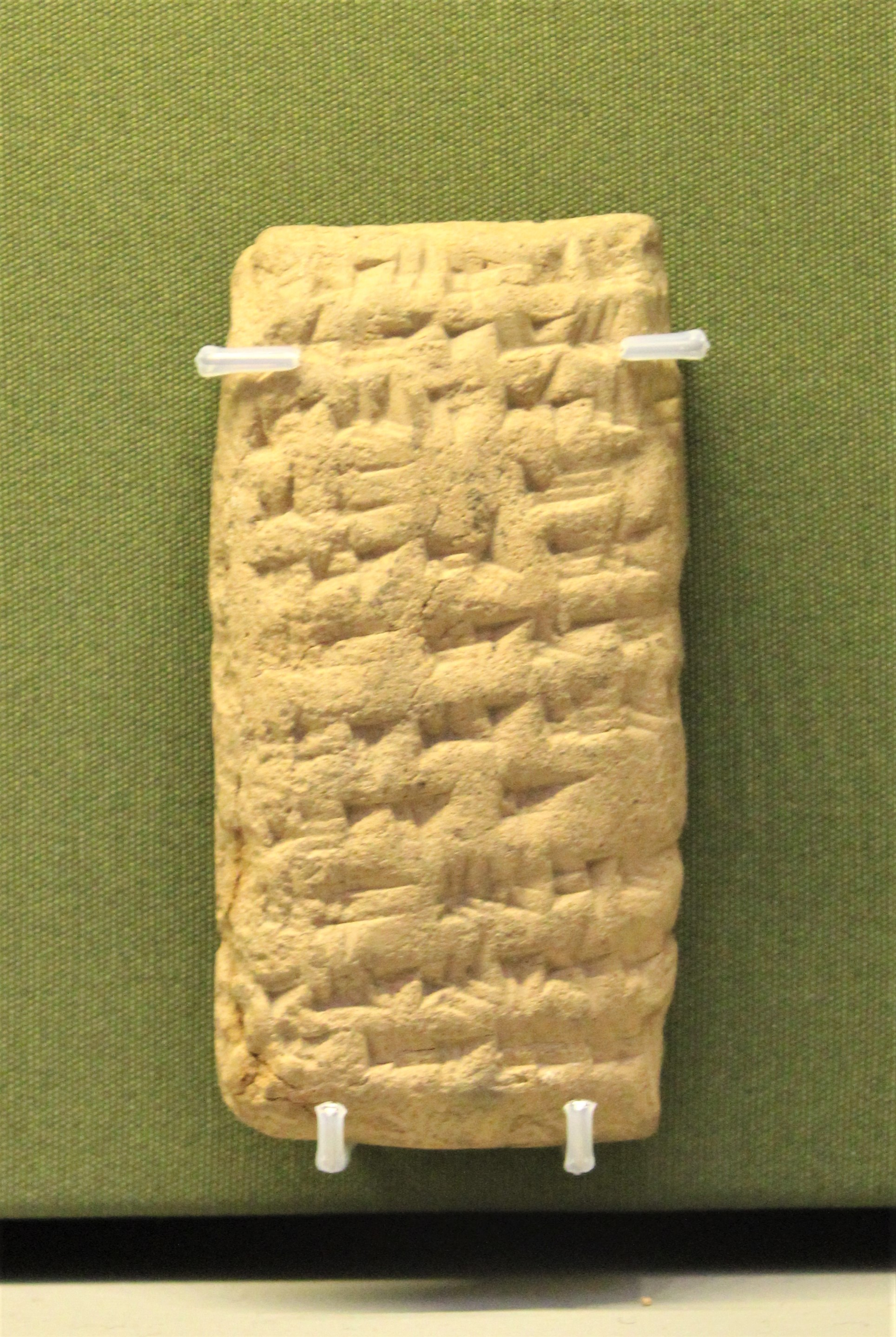
Lettre de la correspondance de Sargon II retrouvée à Ninive : un fonctionnaire demande qu'on lui envoie un scribe. British Museum.

#### Le maillage territorial
Les provinces, paḫātu, sont des circonscriptions de tailles diverses confiées à un gouverneur. Certaines sont en place dès avant la période de conquête, d'autres sont créées sur des territoires conquis et annexés. La dynamique de constitution de provinces à cette période reste mal connue, car les inscriptions ne les mentionnent pas systématiquement. Le choix d'annexer un pays vaincu pour le transformer en province est la conséquence d'une succession de révoltes et/ou de son importance stratégique, en dehors de cela les Assyriens privilégient la domination indirecte par vassal, moins couteuse pour eux. Selon la formulation des inscriptions royales, la création d'une province passe par la construction d'un palais et l'installation d'un gouverneur. Les inscriptions d'Assurnasirpal II mettent surtout en avant le fait qu'il impose des taxes et corvées aux populations de ces territoires. À partir du règne de Tiglat-Phalasar III la politique d'annexion devient plus systématique et donne à l'empire une organisation territoriale plus uniforme que par le passé.
À son maximum d'extension, l'empire assyrien comprend autour de 70 provinces. Selon Radner, la taille des provinces serait déterminée afin qu'elles aient en gros la même capacité contributive en taxes et corvées, donc un même potentiel économique, à l'exception des marches frontalières. Les provinces plus petites, en particulier celles du cœur de l'empire, où ont eu lieu les plus importants travaux d'aménagement et qui ont été les principales destinataires des déportations, auraient donc un potentiel économique similaire à celui de provinces plus grandes situées en périphérie (en Anatolie, Syrie, Iran). Lorsqu'une province accroît son potentiel contributif, elle peut être scindée. Les provinces frontalières sont plus spécifiquement tournées vers la protection de leur territoire et la surveillance de ce qui se passe au-delà, voire dans certains cas le contrôle du commerce à longue distance (au Levant, en Médie où les provinces sont surnommées collectivement bēt kāri, quelque chose comme « Maison du commerce »).
Ainsi que le résume Fales, « le système provincial représentait une extension politique, administrative et socio-économique directe de la structure du pouvoir central et reposait sur la création d'installations administratives (résidences pour le personnel non combattant, logements militaires, magasins de stockage, lieux de travail organisés) et l'introduction des normes assyriennes (poids et mesures, systèmes d'enregistrement, techniques notariées) ».
Le début de l'administration d'une province par l'Assyrie repose donc en premier lieu sur l'implantation d'un centre administratif et militaire, en général dans une ville qui avait déjà un rôle similaire avant la conquête. Il est doté d'un palais avec une garnison, accompagnée dans bien des cas d'une tentative de restructuration du peuplement provincial par la création de villages agricoles (peuplés de gens déplacés), de relais routiers, d'avant-postes et de garnisons, et d'un projet de mise en valeur agricole,. C'est surtout en Haute Mésopotamie et en Syrie occidentale que l'empreinte du pouvoir néo-assyrien se décèle, aussi bien par la constitution de villes avec des palais provinciaux et des résidences d'élites érigés et décorés à la manière assyrienne et une culture matérielle très marquée par l'influence assyrienne (Tell Halaf/Guzana, Arslan Tash/Hadatu, Tell Ahmar/Til Barsip/Kar-Salmanazar, Tell Sheikh Hamad/Dur-Katlimmu, Tell Masaikh/Kar-Assurnasirpal, etc.) que par l'aménagement des campagnes où sont creusés des canaux d'irrigation et installés des colons agraires,. Des inscriptions provenant de Karkemish indiquent que Sargon II y a un voire deux palais (à Karkemish même et sur le site voisin de Tell Amarna), et qu'il a projeté des aménagements de grande ampleur dans la cité et sa région, notamment un réseau d'irrigation, après son annexion. Il entendait peut-être faire de cette cité une sorte de capitale secondaire pour contrôler les provinces occidentales.
Selon Parker, la domination assyrienne sur les provinces admet des discontinuités territoriales, le pouvoir assyrien privilégiant l'implantation et une forte emprise dans certaines régions qui l'intéressent au regard de considérations stratégiques, économiques et/ou logistiques. De ce fait, il se peut que des régions situées au milieu de provinces assyriennes (comme le Tur Abdin) soient peu ou pas contrôlées, et que des régions ayant une forte implantation assyrienne soient physiquement isolées des autres, comme cela semble le cas dans le Haut Tigre (autour de Tusshan).
Le contrôle de l'empire ne doit du reste pas seulement être envisagé dans ses dimensions territoriale et économique, mais aussi humaine : dominer un pays, c'est contrôler ses populations, et les rois assyriens pratiquent comme les autres royaumes mésopotamiens la déportation à l'issue de leurs campagnes militaires, en premier lieu les élites et prisonniers de guerre. Cela peut servir à peupler des villes, mettre en valeur des campagnes, essentiellement en Assyrie à cette période, mais aussi à punir des pays révoltés et affaiblir les foyers de résistance.

#### Communications et routes
La correspondance royale mise au jour à Nimroud et Ninive révèle notamment le fait que la circulation des informations est primordiale pour la conduite des affaires de l'empire. Le système provincial est structuré par un réseau routier, la « route du roi » (ḫūl/ḫarrān šarri). Au regard des critères modernes, il s'agit plutôt de sortes de pistes. Les lettres indiquent que les gouverneurs doivent construire et entretenir des ponts, des fortins et des relais routiers (bēt mardēti), installés à des intervalles réguliers (toutes les trentaines de kilomètres) et qui ne servent que pour les communications et déplacements de l’État, à la différence des caravansérails des époques postérieures qui hébergent aussi des voyageurs. Pour la transmission rapide des messages, un système de coursiers (kalliu) qui se relaient dans les postes routiers a été mis en place. Ces postes doivent donc entretenir et équiper des mulets (kūdunu), qui fonctionnent par équipes de deux, dont une au moins doit être prête en permanence afin de permettre le bon fonctionnement du système des courriers express,,.

#### Les cadres de l'administration provinciale

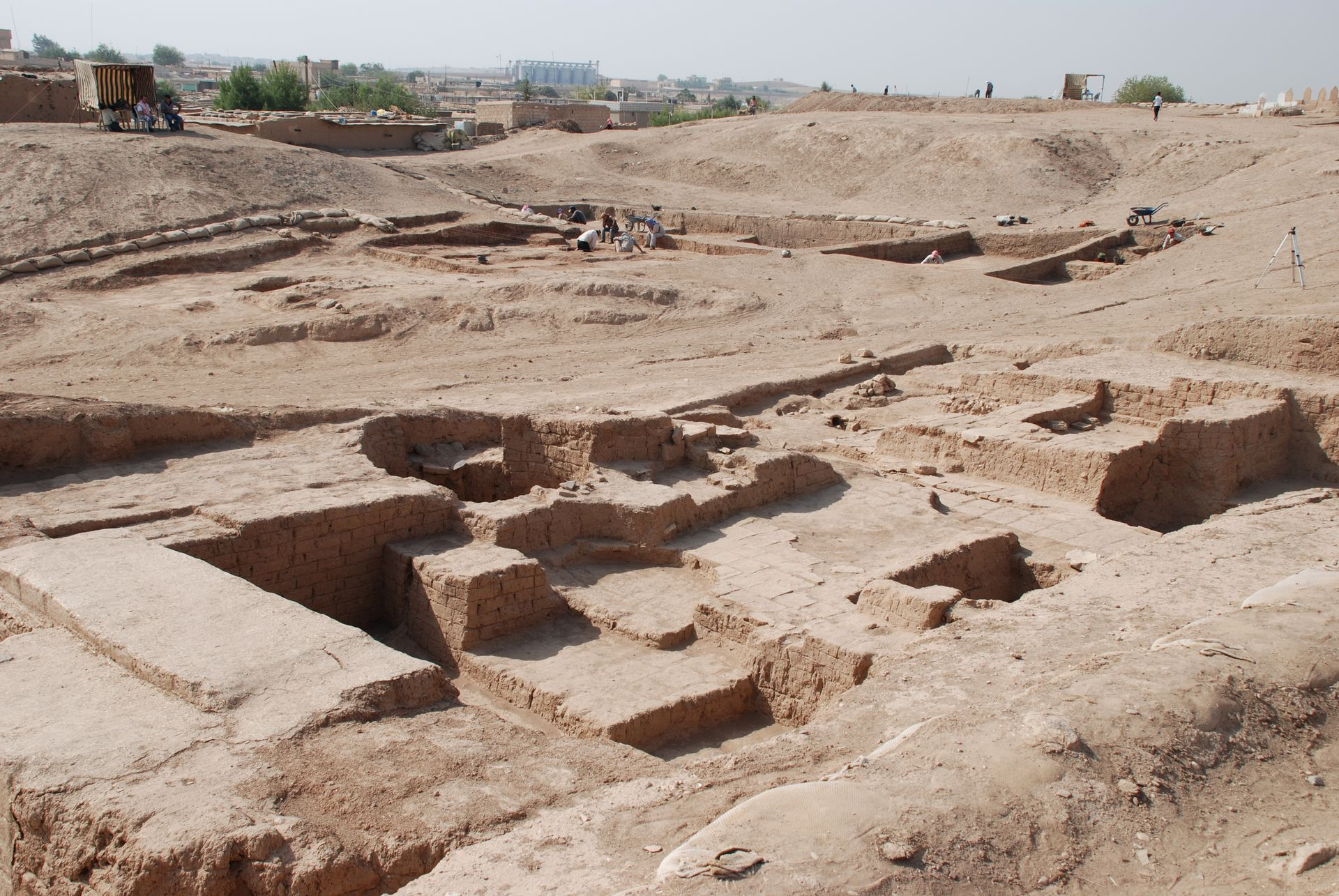
Ruines du « palais nord-est » de Tell Halaf, l'antique Guzana. Siège d'un gouverneur assyrien, il a été érigé quelque part vers le milieu du alors que la cité était indépendante, puis réaménagé au siècle suivant, probablement consécutif à la destruction du site à la suite de sa révolte en 761-758. Son plan reprend le principe des palais néo-assyriens, autour de grandes cours. Il a livré un lot d'archives du, du gouverneur local Mannu-ki-Assur, concernant principalement les affaires militaires, aux côtés des fonctions fiscales (au sens large puisque cela comprend l'organisation de corvées, la circulation de produits du tribut de vassaux), judiciaires, et aussi cultuelles, aussi la gestion des relations avec les groupes semi-nomades de la région,.

Les provinces sont dirigées des gouverneurs (šaknu, bēl paḫāti) et leur administration, chargés de la collecte des taxes, de l'organisation du culte, des corvées, des troupes, et plus largement de la sécurité dans leurs provinces,. Leur activité est notamment documentée par la correspondance royale mise au jour à Nimroud et Ninive, car ils sont les intermédiaires principaux du roi dans les provinces, mais aussi par des archives de plusieurs d'entre eux provenant de Tell Halaf et de Nimroud,. Un gouverneur dispose potentiellement d'une grande variété de subordonnés pour l'appuyer : un « second » (qui peut le remplacer quand il quitte la province), la domesticité du palais provincial, des scribes, différentes types de soldats et d'officiers militaires, des artisans, des savants, etc.
Au niveau local, un rôle essentiel est confié au le « maire » ou « bourgmestre » (ḫazannu) et au « chargé de ville » (ša muḫḫi āli). Le premier semble être un représentant des institutions urbaines, comprenant leurs notables, probablement des sortes d'assemblées d'« Anciens » (paršumu). Le second pourrait plutôt être un membre de l'administration provinciale, servant de relais auprès des institutions locales. Quoi qu'il en soit il apparaît que leurs attributions sont variées, couvrant les affaires administratives, judiciaires, fiscales et religieuses, servant d'intermédiaires entre les populations locales et les strates supérieures de l'administration, jusqu'au roi,,,. L'encadrement des zones rurales repose quant à lui sur les « chefs de villages » (rab ālāni), qui sont sous le contrôle direct des gouverneurs et ont surtout un rôle dans la levée des impôts et la mobilisation des corvéables,.
Le « palais » (ekallu) est le lieu et une institution essentielle dans l'exercice du pouvoir assyrien : les palais des capitales provinciales sont les principaux relais locaux du pouvoir royal assyrien, où résident les gouverneurs. Seuls les édifices appartenant au pouvoir royal sont appelés « palais », les grandes résidences personnelles des élites de l'empire n'étant pas appelées ainsi. Dans les textes, le « palais » est aussi institution, qui donne et reçoit des instructions : ce terme peut parfois servir à désigner le roi, mais il s'agit plus souvent du corps administratif du palais. C'est un élément essentiel de la société et de l'économie assyriennes, héritières des États « palatiaux » de l'âge du bronze,.

#### Organisation judiciaire
La justice est rendue par les membres de l'administration centrale, provinciale, municipale ou celle des temples. Elle n'est pas rendue dans des bâtiments spécifiques, mais là où le fonctionnaire travaille. Les deux magnats qui ont plus précisément des attributions judiciaires, le vizir et le grand secrétaire, semblent se déplacer dans les provinces pour des procès. Le déroulement des procès à cette période reste mal connu, car les compte-rendus qui en sont faits sont laconiques,,. Aucune compilation de lois n'est connue pour l'époque néo-assyrienne. Les scribes copient ou conservent des copies d'anciens recueils juridiques (Code de Hammurabi, Lois médio-assyriennes), mais on ne sait pas si un usage juridique en est fait.

#### Les scribes et les écrits administratifs

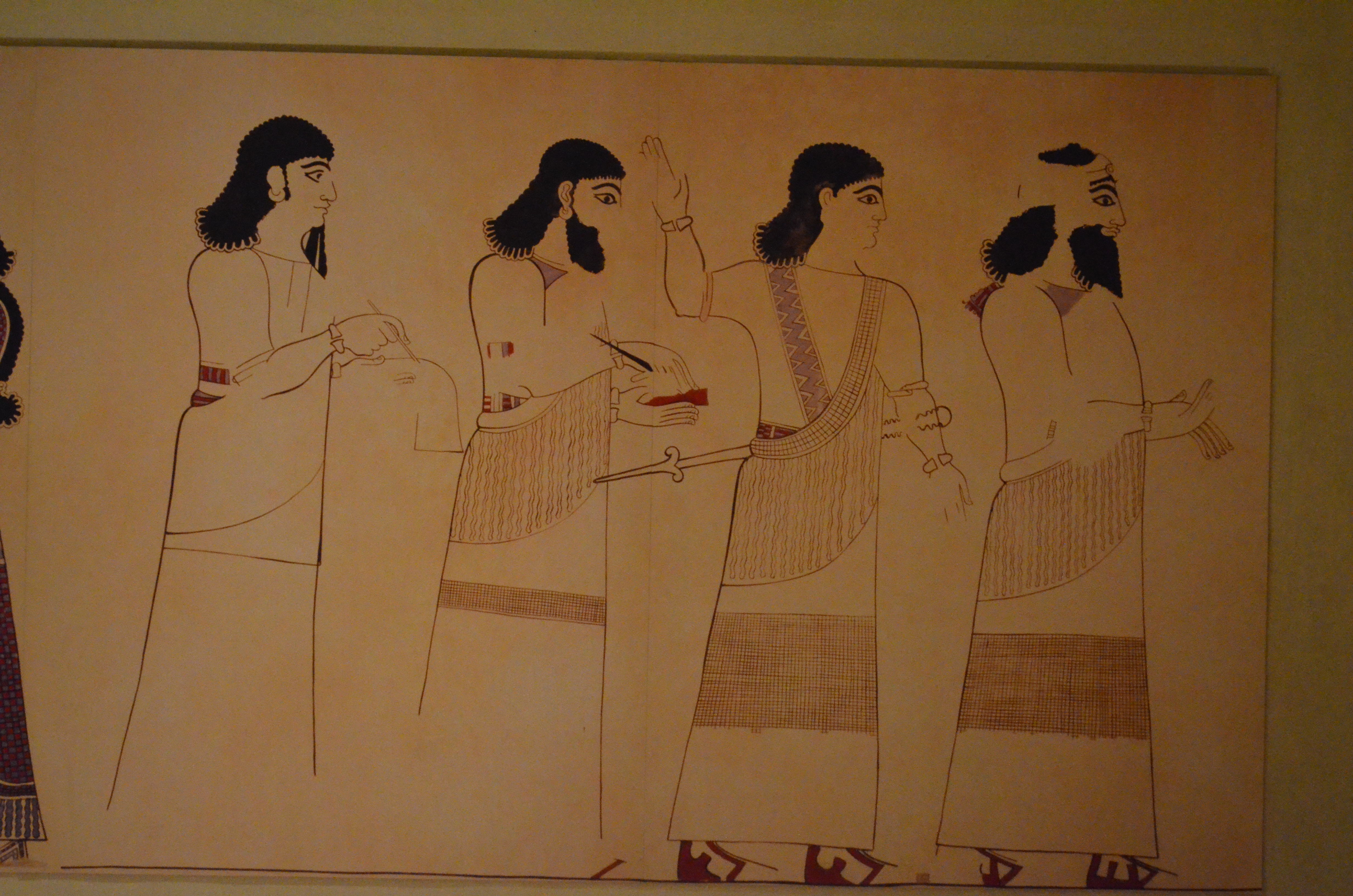
Scribes écrivant sur une tablette en assyrien cunéiforme, et sur un rouleau en alphabet araméen. Copie d'une peinture murale de Tell Ahmar (Til Barsip/Kar-Salmanazar), Musée du Louvre.

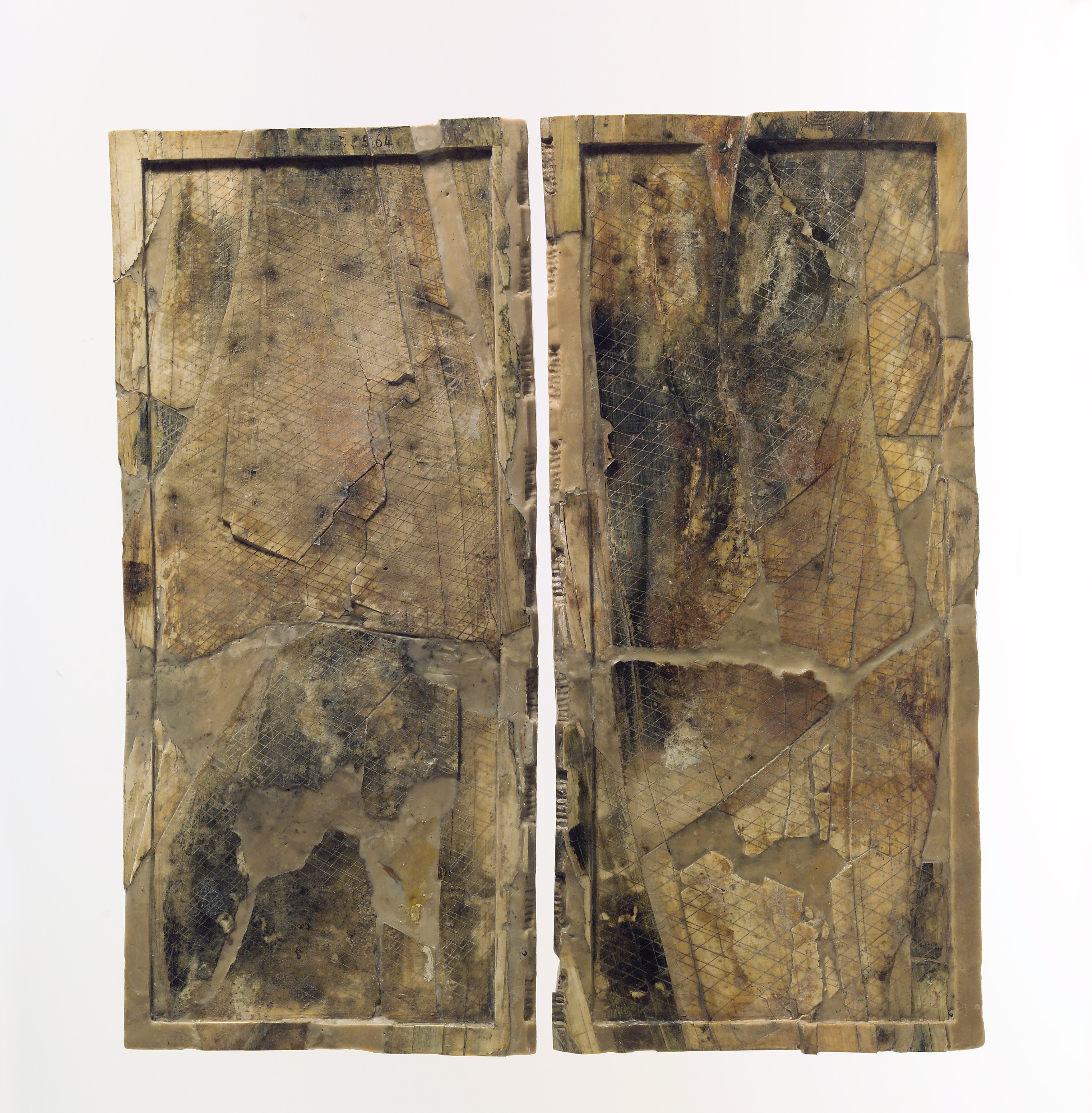
Écritoires en ivoire, destinées à être recouvertes de cire et inscrites en cunéiforme. Nimroud, Metropolitan Museum of Art.

Les scribes sont un maillon essentiel du système administratif, chargés de rédiger la correspondance et les documents de comptabilité indispensables à son fonctionnement. Il s'en trouve auprès de chaque détenteur d'un poste d'encadrement. Tous les membres de l'administration ne maîtrisent pas la lecture et l'écriture, même si leur connaissance est sans doute plus répandue parmi l'élite dirigeante qu'on ne l'a longtemps pensé,.
Les documents des archives palatiales (et ceux des bibliothèques savantes) sont généralement classés, comme l'indique le fait que les tablettes sont trouvées par lots cohérents, à plusieurs reprises disposés dans des pièces des bureaux qui les ont émis et renvoyant à l'activité de ceux-ci. Des cases servent au rangement des tablettes. Des trouvailles archéologiques indiquent qu'il existait aussi des tablettes de cire sur support en bois ou ivoire, et des bulles scellant les rouleaux de parchemin ou papyrus ont également été mises au jour,,. En effet, bien que pour des raisons de conservation on ne connaisse que des documents administratifs en assyrien cunéiforme (avec dans certains cas des épigrammes en alphabet araméen), à l'époque des Sargonides l'alphabet araméen écrit sur rouleau de cuir ou papyrus semble s'être considérablement diffusé et avoir pris une place importante, au moins pour la gestion quotidienne des affaires de l'empire.
À un niveau plus élémentaire, la comptabilité administrative pourrait avoir reposé sur un système de jetons d'argiles, portant parfois des inscriptions, enregistrant des biens (animaux, grains et autres denrées), outil d'administration utilisable par des personnes ne maîtrisant pas ou pas bien la lecture et l'écriture.

### L'organisation militaire

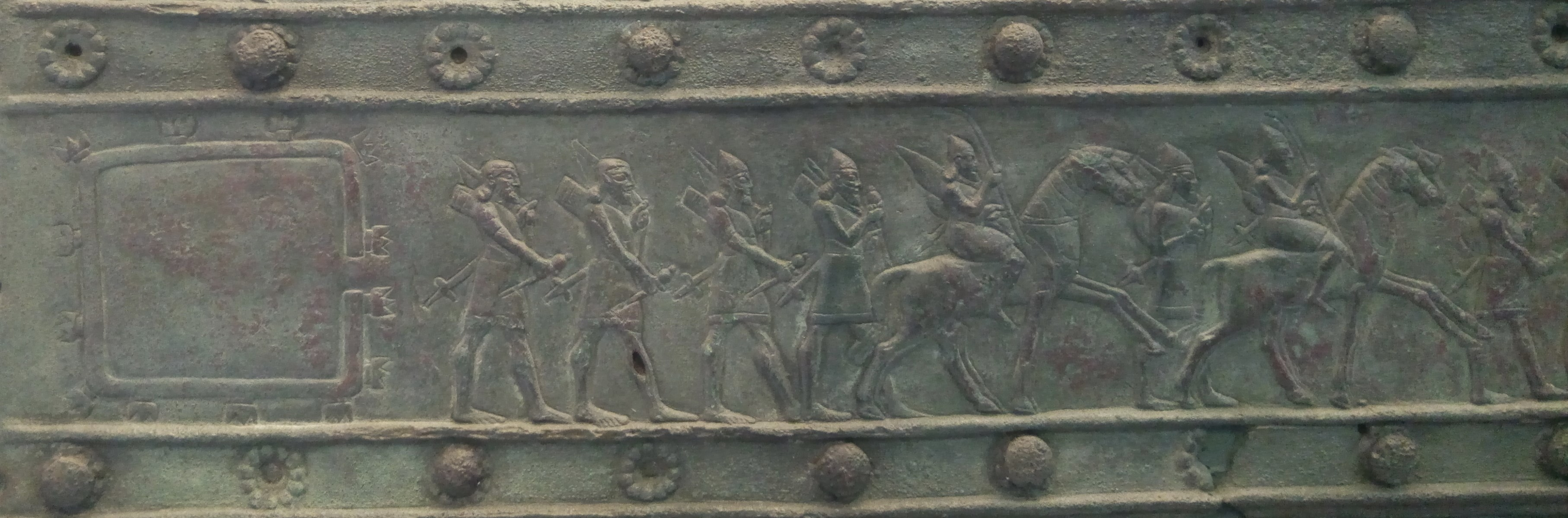
Départ de troupes d'un camp, campagne en Babylonie du règne de Salmanazar III, 851 av. J.-C. Portes de Balawat, British Museum.

Durant l'époque médio-assyrienne, les rois d'Assyrie ont fortement développé les récits de leurs exploits militaires, conséquence logique de leur mission d'extension du royaume du dieu Assur et de soumission de ceux qui lui sont insoumis. Dès le début de l'époque néo-assyrienne (voire un peu avant) cela se double du développement des représentations de scènes de combat (et également de chasses). La redécouverte de l'histoire de l'Assyrie s'est d'abord faite à partir de ces sources, alors que ce royaume était déjà vu comme un État conquérant et oppresseur par le biais des sources bibliques. Le fait que les récits et images néo-assyriens se complaisent à mettre en scène les supplices infligés aux vaincus a conforté cette impression. L'Assyrie est donc souvent présentée comme un État militariste, avant tout voué à conquérir, dont la survie dépend de sa capacité à enchaîner les succès militaires, et qui gouverne en bonne partie en inspirant la peur à ses sujets. Cette impression perdure, bien que certains y apportent des nuances.

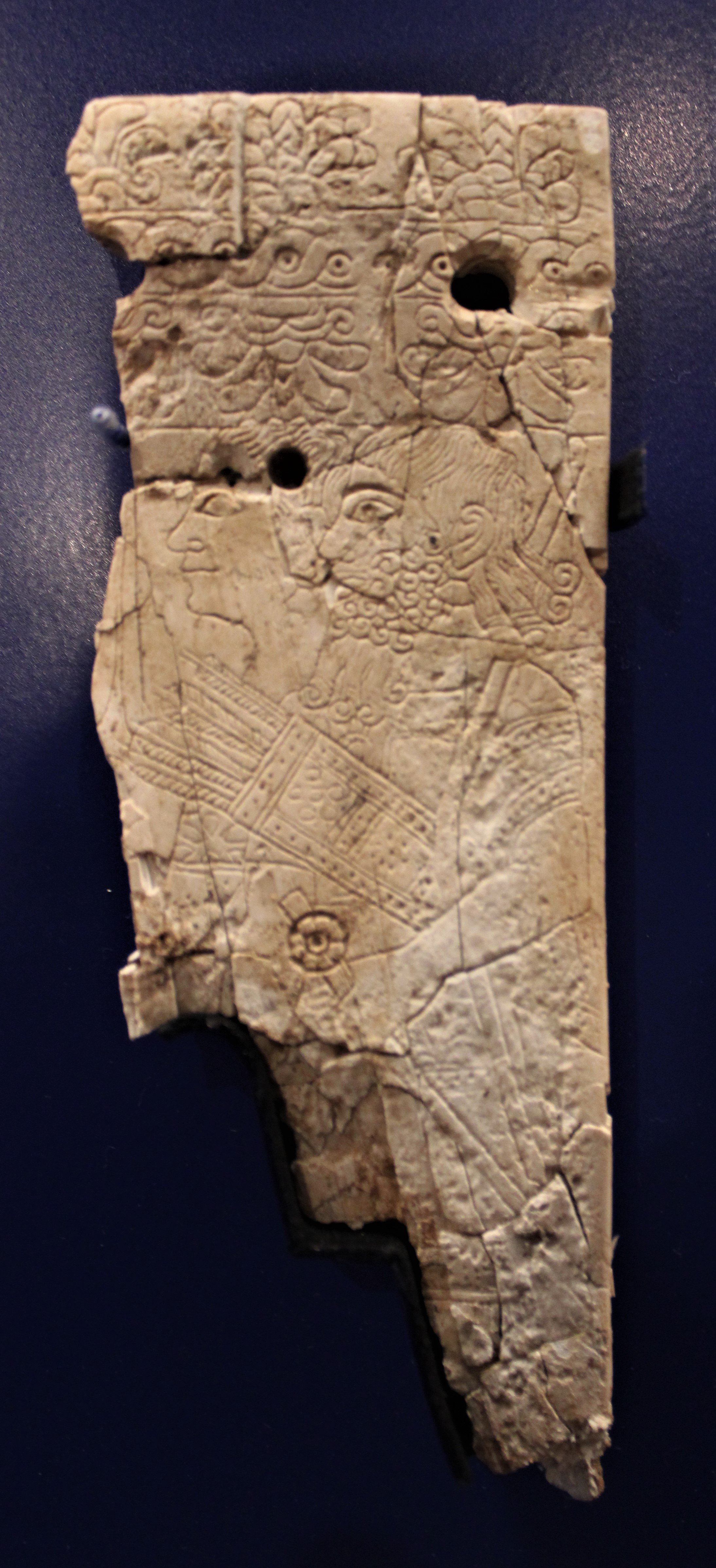
Soldats assyriens, plaque en ivoire de Nimroud. Ashmolean Museum.

L'armée a pour fonction de base le maintien de l'ordre dans les territoires sous contrôle assyrien, ce qui n'est pas une mince affaire. La distinction entre les catégories modernes que sont l'administration civile et l'administration militaire est assez floue dans l'empire assyrien, en tout cas elle n'existe pas dans le langage. Cela se voit dans le commandement militaire, exercé avant tout par les rois ou des membres de la cour à qui il délègue cette responsabilité, donc des personnages qui combinent donc expertise politique et militaire. Au niveau provincial il en va de même : le gouverneur est aussi bien chargé des affaires civiles que militaires, même s'il a parmi ses subordonnés des spécialistes des métiers des armes, au domaine de compétences distinct de celui des spécialistes des affaires civiles. Les archives des gouverneurs de Tell Halaf et de Nimroud du VIIIe siècle av. J.-C. sont ainsi très marquées par les questions militaires, notamment la mobilisation de soldats, d'animaux et de provisions pour l'armée, et indiquent que les gouverneurs peuvent s'absenter de leurs provinces pour participer à des campagnes militaires.
L'armée des rois assyriens du début du IXe siècle semble surtout composée de troupes levées par l'aristocratie parmi leurs dépendants au titre de corvée, donc une population essentiellement paysanne qui ne peut être mobilisée qu'après la récolte afin de ne pas perturber les travaux des champs, donc durant les mois d'été. Cela explique pourquoi la stratégie assyrienne repose d'abord sur des campagnes militaires sur quelques mois, répétées chaque année, et non pas sur des expéditions de plus longue durée. Avec le temps, l'administration provinciale est en mesure d'organiser le recrutement et l'équipement des troupes, et plus largement sa logistique, et des corps de soldats de métiers se développent. Le développement de l'appareil militaire assyrien au IXe siècle av. J.-C. se voit aussi par la construction à Nimroud, à l'écart du tell du palais royal, d'un « arsenal » (en assyrien ekal mašarti « palais de la revue (militaire) »), sous le règne de Salmanazar III, surnommé « Fort Salmanazar ». Il dispose de grandes cours devant servir pour les entraînements ou la revue des troupes, et d'importants entrepôts pour stocker l'équipement militaire et le butin. Cette formule est répétée dans les capitales suivantes,,.
Les campagnes militaires de l'époque de reconquête suivent des itinéraires apparemment définis à l'avance. Elles consistent soit à viser une cible précise, des pays à combattre et à soumettre, soit à effectuer une « tournée » dans une région, venant chercher les hommages et le tribut des rois locaux, donc une démonstration de force et d'autorité, et les combats ne sont engagés qu'en cas de refus de soumission. Seuls quelques adversaires opposent une résistance farouche nécessitant la levée d'une armée conséquente (Bit Adini, royaumes de Hamath et de Damas et leur coalition lors de la bataille de Qarqar, puis l'Urartu). Selon les estimations de Liverani faites à partir des données fournies par les inscriptions royales, Assurnasirpal II aurait pu mobiliser environ 20 000 soldats, tandis que le chiffre de 120 000 hommes de taille maximale théorique de l'armée assyrienne au temps de Salmanazar III paraît vraisemblable à Fales.
Les corps de troupe comprennent majoritairement des fantassins, équipés de lances et de boucliers, également d'épées et d'arc. Le char de guerre ne joue plus de rôle dans les affrontements, mais la cavalerie montée se développe. Des auxiliaires sont levés parmi des populations soumises. Les troupes en campagnes stationnent dans des campements temporaires, montés et équipés par l'important corps logistique qui les accompagne. Les engins de siège sont un élément important, souvent mis en avant dans les bas-reliefs, appuyés par le travail de sapeurs pour percer les fortifications ennemies. La marine de guerre reste peu développée car l'armée assyrienne combat essentiellement sur terre : une campagne conduite en 694 sur les côtes iraniennes emploie des navires fabriqués par des levantins et des équipages phéniciens et grecs.

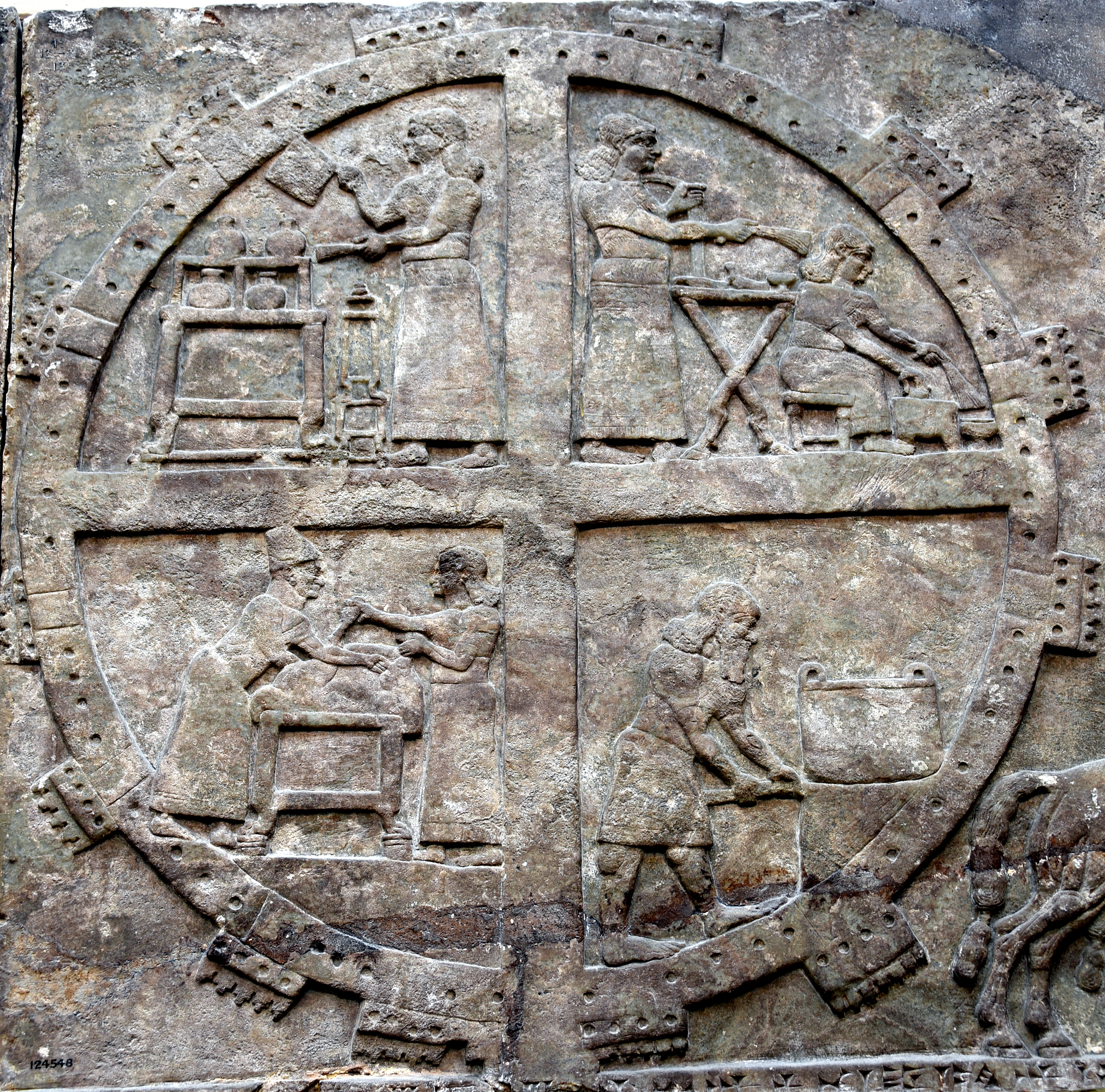
Campement assyrien. Bas-relief du palais nord-ouest de Nimroud. British Museum.
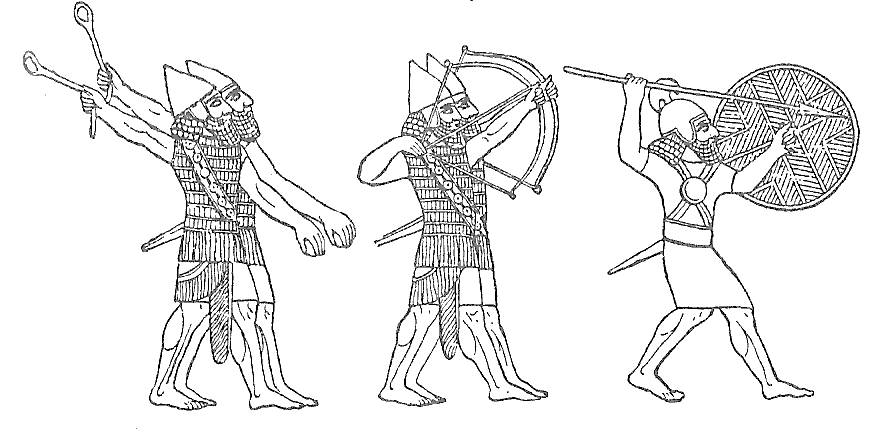
Représentations de soldats assyriens d'après les bas-reliefs des palais royaux : frondeurs, archers et lancier.
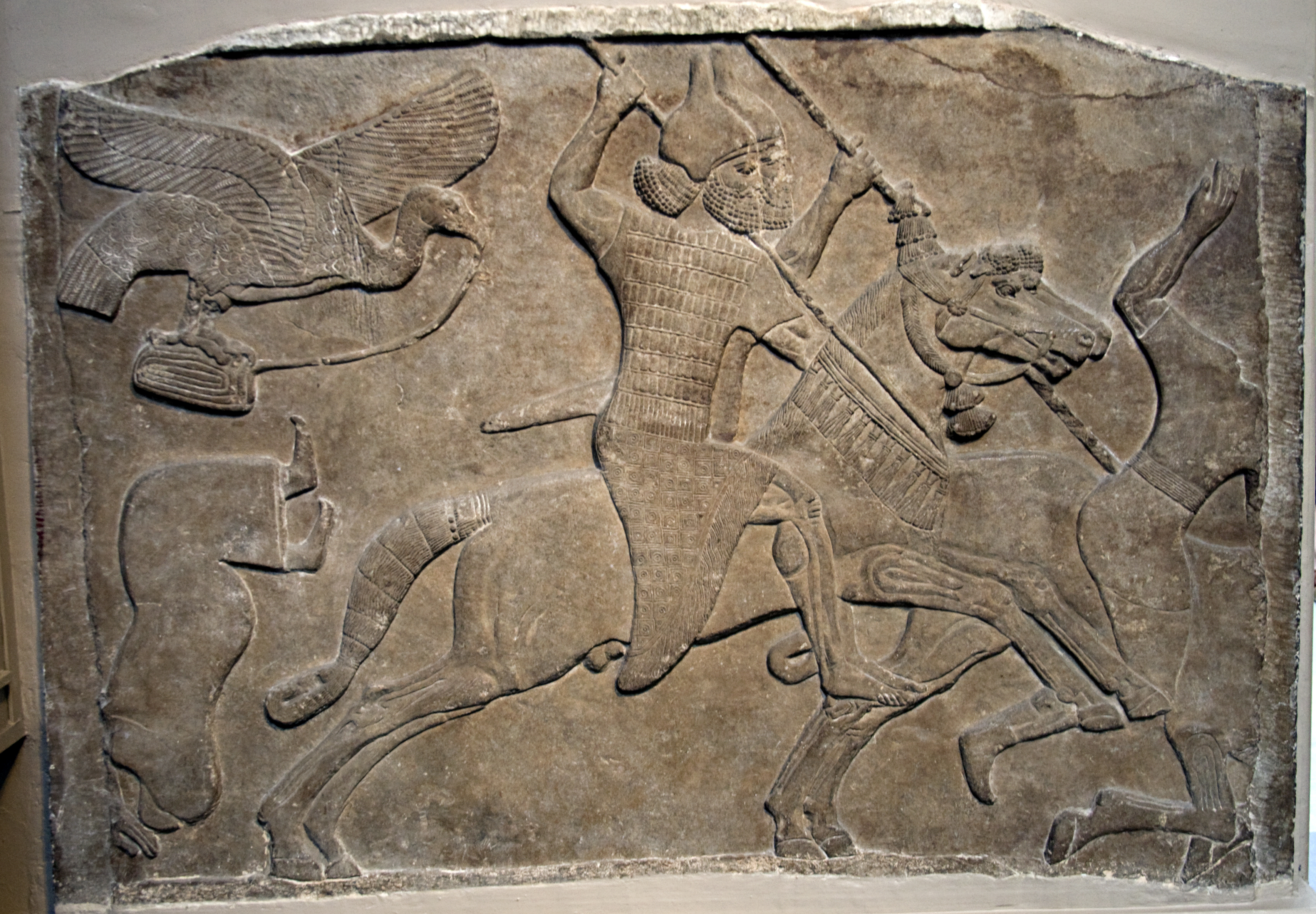
Cavaliers assyriens armés de lances, bas-relief du Palais central de Nimroud, VIIIe siècle av. J.-C. British Museum.
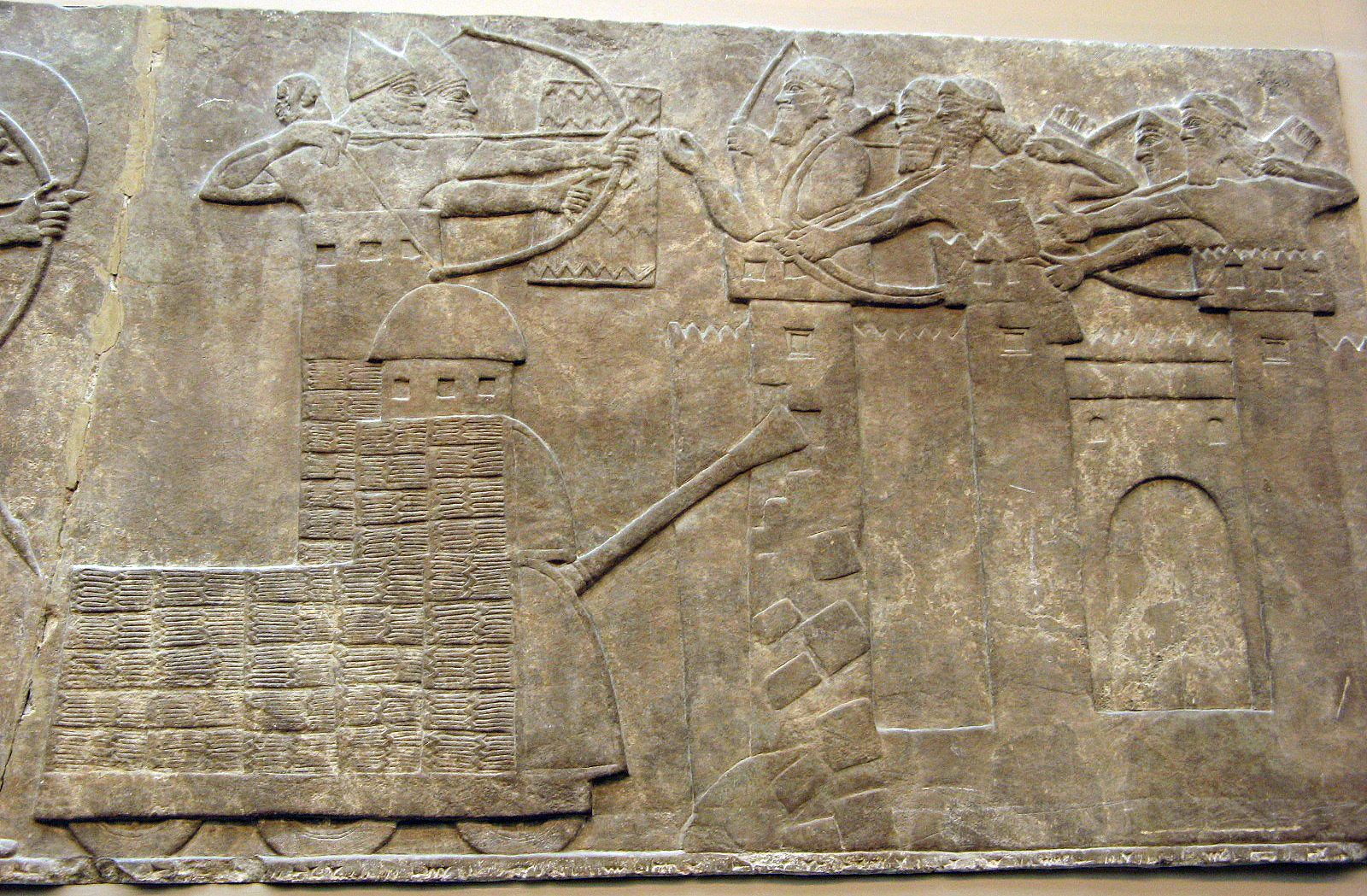
Représentation du siège d'une ville par les Assyriens, avec tour de siège et bélier, bas-relief du Palais nord-ouest de Nimroud, IXe siècle av. J.-C.
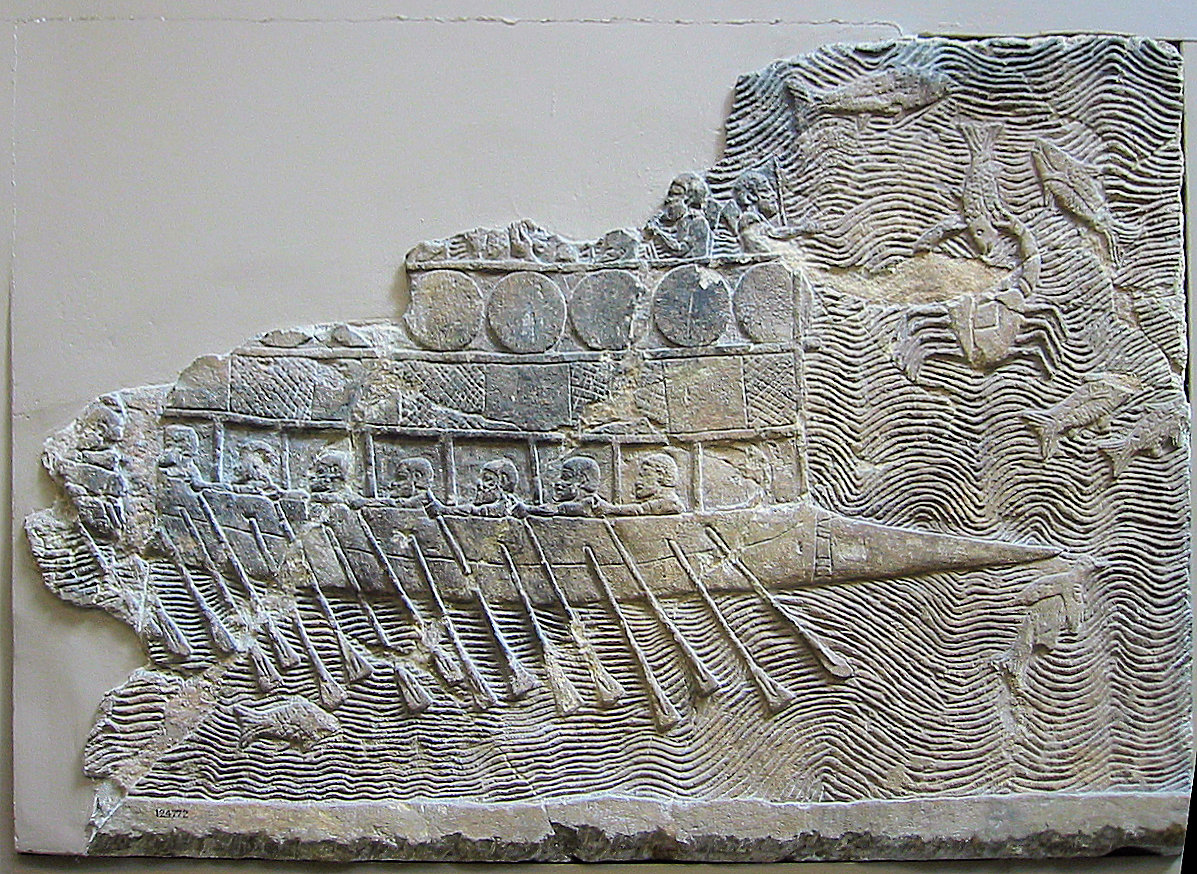
Navire de guerre assyrien, bas-relief du Palais sud-ouest de Ninive. British Museum.

À partir du règne de Tiglath-Phalazar III, l'armée semble reposer de plus en plus sur des corps de soldats permanents, et moins sur les conscrits. Néanmoins l'organisation générale de l'armée reste mal connue, malgré l'appui de documents fournissent des informations sur l'organisation militaire, notamment un ensemble de textes administratifs listant des chevaux de l'armée provenant de l'arsenal de Kalkhu (Nimrud Horse Lists) et une lettre fournissant la composition d'un corps d'armée de petite taille dépêché dans la province de Mazamua (Zagros occidental). Le cœur de l'appareil militaire assyrien est la « cohorte du roi » (kiṣir šarri), corps de troupes professionnelles, qui comprend notamment les troupes personnelles du roi, divisées entre des gardes du corps / commissaires, ša qurbute, et des gardes personnels, ša šēpē, et d'autres unités placées dans les villes et les provinces. Selon la reconstitution traditionnellement admise, le reste de l'armée est constitué de la « troupe du roi » (ṣab šarri), disséminées dans les provinces, regroupant des garnisons et sortes de forces de gendarmerie. Des conscrits peuvent être levés selon les besoins pour la constituer. L'armée assyrienne est finalement composée d'un grand nombre de corps de troupes disséminés dans tout l'empire, sous le commandement des gouverneurs provinciaux et magnats, ceux qui ont la confiance du roi, surtout s'ils sont sur les frontières,,. La « cohorte du roi » semble connaître une profonde réforme sous Sennachérib, qui la divise en plusieurs parties, chacune dépendante d'un membre de la famille royale. Une « nouvelle milice de Sennachérib » est créée pour regrouper les corps d'armée des magnats et du gouverneur de Ninive, tandis que les troupes sous le commandement des gouverneurs provinciaux sont placées sous la supervision du prince héritier. La reine est également dotée de sa cohorte. Cette réforme pourrait avoir pour but de réduire le pouvoir militaire des gouverneurs.

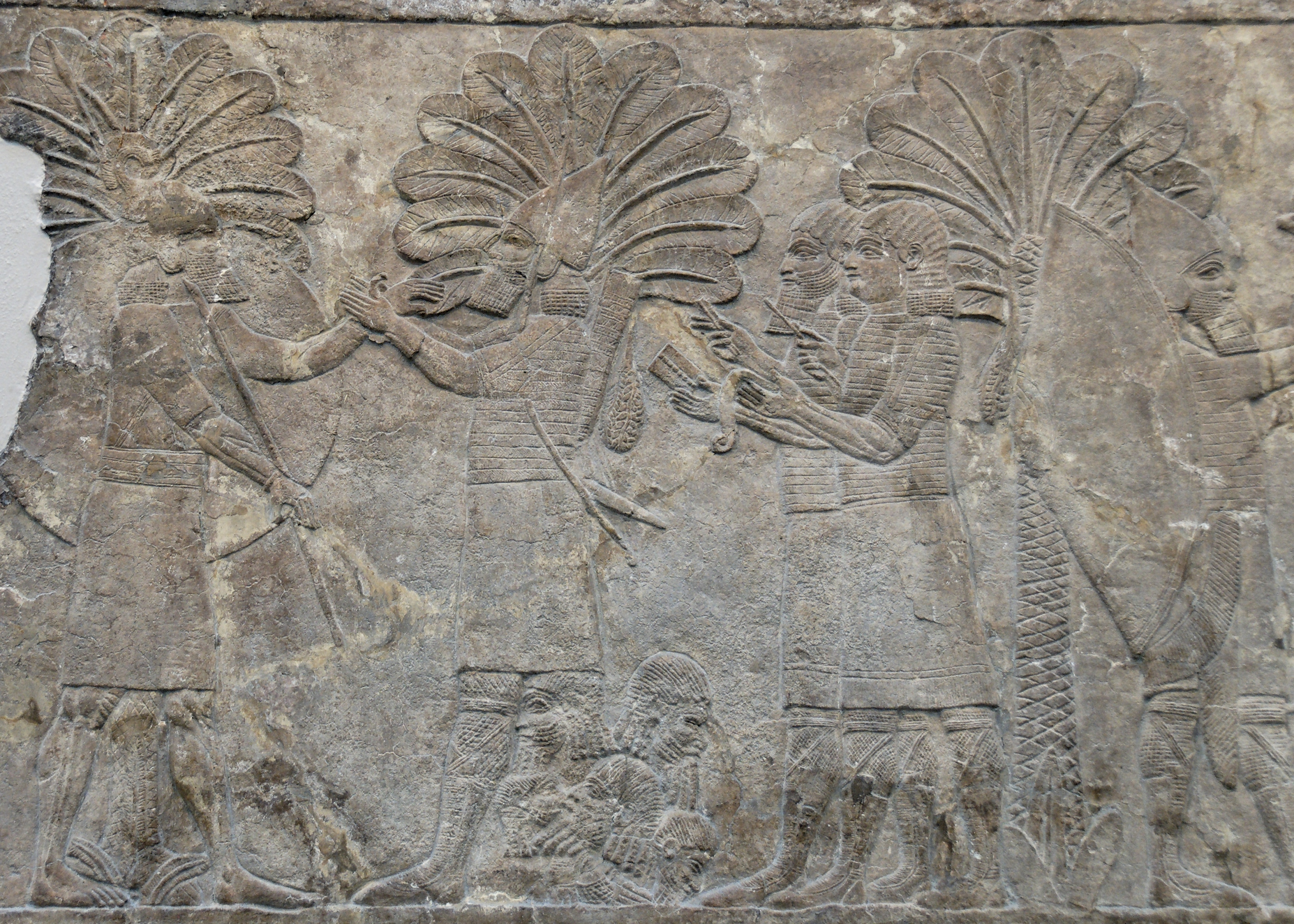
Soldat recevant un bracelet en gratification pour ses exploits au combat, et scribes comptabilisant les têtes d'ennemis tués au combat. Bas-relief du Palais sud-ouest de Ninive. British Museum.

Le commandement des troupes est confié de façon préférentielle à ceux qui ont prouvé leur valeur militaire, tels les chefs des eunuques Sha-Nabû-shu et Nabû-sharru-usur, qui ont la confiance d'Assarhaddon puis d'Assurbanipal. Les prouesses au combat permettent en effet de gravir les échelons et de bénéficier de récompenses de la part du souverain (cadeaux honorifiques, terres, exemptions fiscales). Les bas-reliefs de scènes de guerre représentent souvent des soldats assyriens brandissant des têtes d'ennemis décapités, preuves de leurs accomplissements au combat, et des scribes en train de comptabiliser des tas de têtes de façon à procéder par la suite aux gratifications.
Dans les affaires militaires l'information est également primordiale, et l'Assyrie s'appuie sur un système de renseignement qui vise à collecter un maximum d'informations sur ses potentiels ennemis. Cela renvoie au devoir de vigilance des serviteurs du roi : les gouverneurs et officiers militaires des provinces frontalières, les rois vassaux et les représentants du roi assyrien auprès de ces derniers sont ainsi tenus d'envoyer des rapports sur les événements significatifs qui surviennent aux frontières et à l'étranger. Pour le règne de Sargon II ce sont les rapports sur la situation de l'Urartu qui sont les plus fournis. Les informations sont souvent transmises par le prince biais du prince héritier Sennachérib, peut-être parce qu'il est chargé de les traiter à un moment où le roi est en campagne hors d'Assyrie. On y apprend également que les Assyriens ont des éclaireurs / espions (daiālu), qui patrouillent depuis les garnisons frontalières et peuvent s’infiltrer en pays ennemi, parfois jusqu'à la capitale de l'Urartu, Turushpa,.
L'armée assyrienne a été une machine de guerre qui est restée invincible pendant trois siècles, a constitué et préservé sur plusieurs décennies un empire dont la taille n'a pas d'équivalent antérieur, et de loin, tout en faisant face à des ennemis puissants (Babylone, Urartu, Élam, Égypte) et en combattant souvent sur plusieurs fronts à la fois. Cela ne s'explique pas forcément par son idéologie guerrière, qui ne diverge pas fondamentalement de celle de ses voisins, ni de ses moyens humains et matériels, ou encore de sa technologie militaire ou du talent de ses généraux. Il s'agit plutôt de la conséquence de facteurs géopolitiques : malgré ses difficultés, au Xe siècle av. J.-C. l'Assyrie est le seul des grands royaumes de l'âge du bronze à avoir préservé la base de sa puissance et sa stabilité. Elle s'est ensuite retrouvée face à des adversaires moins puissants qu'elle, et a pu consolider son appareil militaire tout en ne laissant pas le temps à ses adversaires de reconstituer une armée en mesure de rivaliser avec la sienne. Le déclin de l'armée néo-assyrienne après 650 semble plus la conséquence des guerres civiles qui l'ont décimée que celle des progrès militaires de ses rivaux (voir plus bas).

### Ressources et service de la couronne

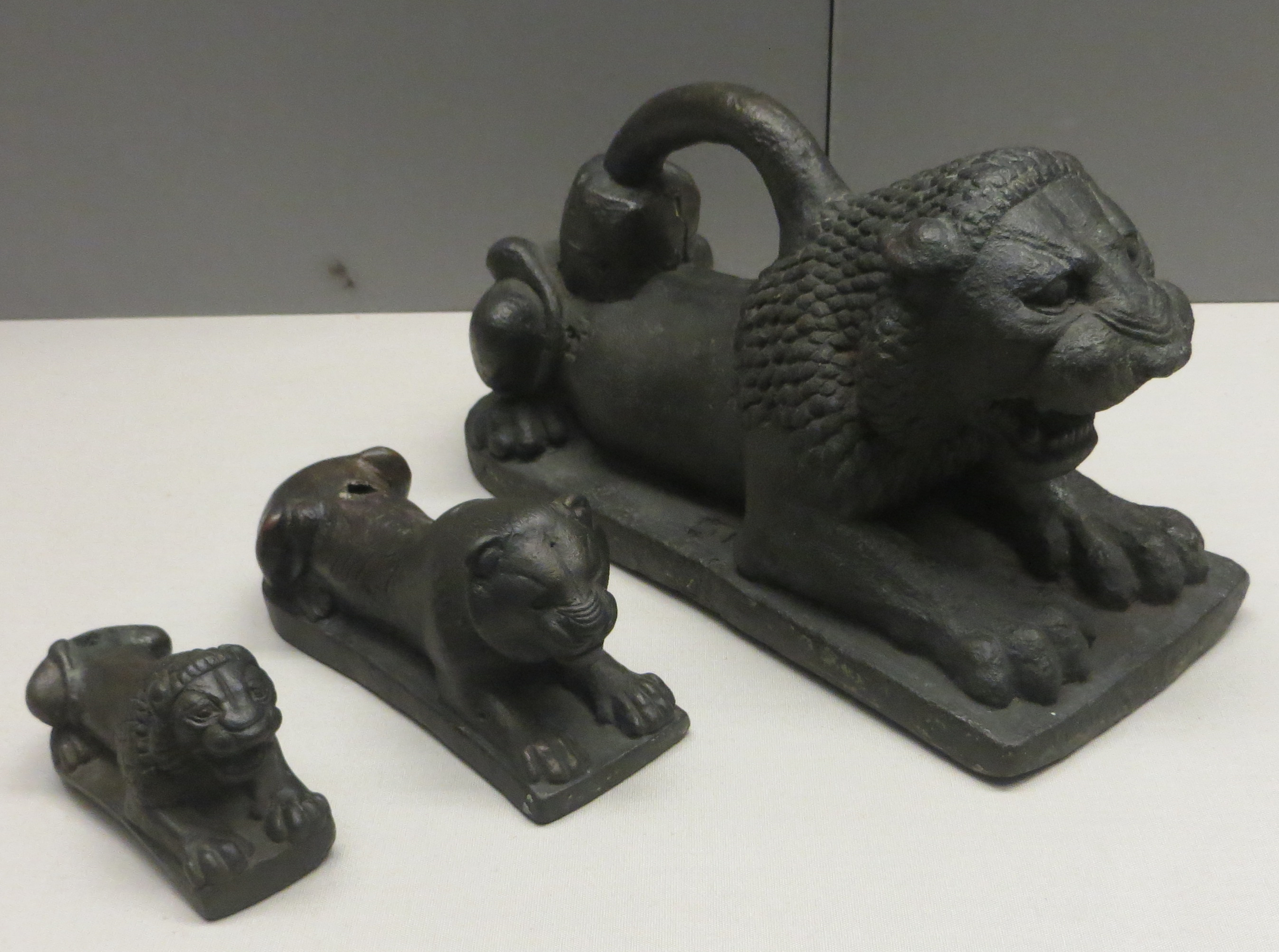
Poids en forme de lions retrouvés à Nimroud dans le Palais nord-ouest, British Museum. Ce type d'objet, portant des inscriptions donnant leur poids, sert à indiquer les unités de poids employées dans l'empire néo-assyrien.

La compréhension du fonctionnement économique de l’État assyrien reste incomplète malgré la publication et l'analyse de nombreuses tablettes administratives. De nombreuses zones d'ombres subsistent et les spécialistes ont proposé plusieurs modèles explicatifs, aucun n'ayant réussi à faire consensus,.

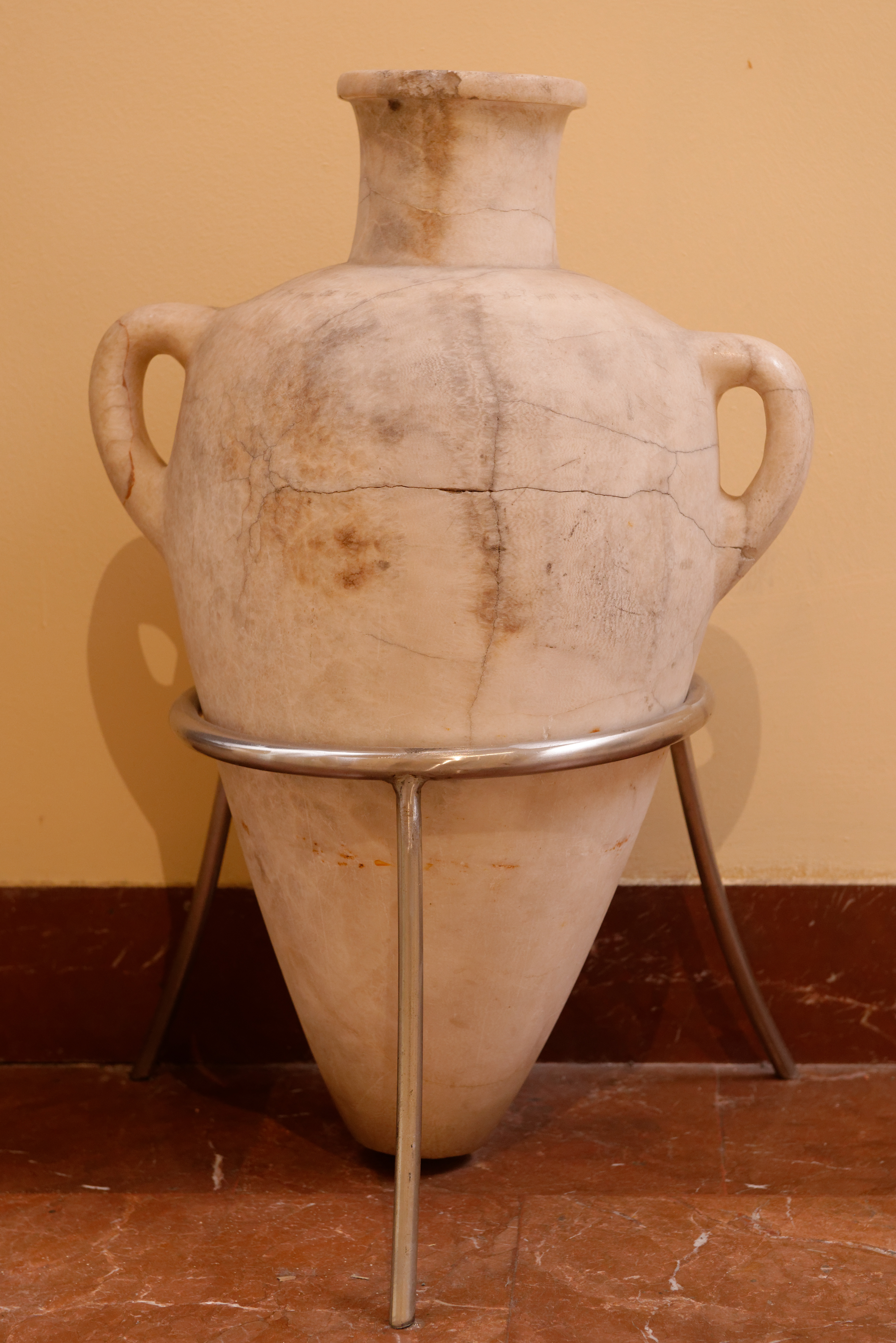
Jarre de stockage inscrite au nom de la reine Tashmetu-sharrat, épouse de Sennachérib. Assur, Musée d'archéologie d'Istanbul.

Le roi, donc le palais, est le principal propriétaire foncier de l'empire. Il profite notamment des conquêtes territoriales et de la mise en valeur de nouvelles terres pour étendre son domaine foncier. Une partie de ces terres est sans doute exploitée directement par le palais, mais les sources documentent essentiellement celles qui sont concédées à des tiers. Le roi peut en effet les attribuer à des fonctionnaires, des soldats, des temples et membres du clergé, à titre de champ de subsistance (ma'uttu) : les revenus de la terre agricole servent pour assurer l'exercice de leurs fonctions. Le tenancier reste néanmoins redevable de prélèvements sur sa récolte et de services pour le palais (voir plus bas). Il est de ce fait souvent difficile de distinguer chez un bénéficiaire de ce type de terres (en particulier les principaux membres de la cour) quelle partie de son domaine est possédée en pleine propriété et laquelle est la propriété du roi. Le souverain fait aussi des dons de terres en gratification à des serviteurs loyaux, en leur accordant en général des exemptions de taxation et de corvées,,. Autrement, l’État assyrien paye ses serviteurs en rations, versements en nature (en grains, laine, huile avant tout) qui fonctionnent comme un salaire dans une économie où les transactions se font couramment en nature.
Le système fiscal néo-assyrien est mal connu,. Les principales taxes sont prélevées en nature : sur les céréales (nusāḫē), sur la paille (šibšu), sur le bétail (ṣibtu, sur les bœufs, moutons et chèvres),,. Les chevaux, cruciaux pour l'armée, sont fournis par des régions spécialisées dans leur élevage. Il existait aussi des taxes sur le commerce, comme des péages, prélevés dans les ports fluviaux et maritimes, aux gués, aux portes des villes, mal connus,.
Ceux qui se sont vus concéder une terre publique doivent également accomplir un service (ilku ; aussi tupšikku), ce qui peut consister en tout un ensemble de besognes, comme des travaux de construction, d'aménagement de routes, et aussi un service militaire,. Ce service peut être converti dans certains cas en redevances en nature. Plus généralement tout sujet de l'empire peut se voir imposer une corvée. Ce sont principalement les gouverneurs et leurs subordonnés qui se chargent de prélever les taxes et d'organiser les corvées, et plus largement d'exécuter les ordres de mobilisation et de réquisition, comme lors des grands chantiers royaux. L'archive administrative d'une vingtaine de textes mise au jour à Shibaniba (Tell Billa, près de Ninive) et datée du règne de Salmanazar III comprend ainsi surtout des listes de personnel, en lien avec le service dû à l’État (ilku) et la taxation en nature (sur les céréales et la paille),. D'une manière générale, les domaines des palais royaux, des membres de la famille royale, des hauts dignitaires, ont pu conjointement fournir des ressources mobilisables par l'État, mais cela reste mal connu, notamment parce qu'il y a diverses situations où il est difficile de distinguer entre les domaines dont dispose une personne au titre de la fonction qu'elle exerce, et ceux qu'elle possède à titre privé,.
L'octroi d'exemptions de taxes et de corvées (kidinnūtu, zakûtu) joue un rôle déterminant pour l'enrichissement de certains proches du roi, et aussi des communautés urbaines. C'est un levier politique employé à plusieurs reprises par les souverains pour s'attirer les faveurs de cités babyloniennes,.
La domination sur les royaumes vassaux est un moyen d'acquisition de richesses. Dans les textes officiels, on distingue le butin (ḫubtu/šallutu) pris sur les vaincus, le tribut (biltu/maddattu) versé par les vassaux, les présents (nāmurtu/tāmartu) offerts par les vassaux et alliés (notamment lors d'audiences, au cours desquelles ils recevaient également un cadeau, en guise de contre-don). Ils servent à obtenir des biens de valeur ou stratégiques (métaux, bois, pierres, chevaux), mais n'ont pas forcément eu un grand impact économique,. Néanmoins la création de nouvelles provinces et la croissance des recettes fiscales qui va avec semblent avoir relativisé l'importance financière des richesses venant des autres royaumes.
Le pouvoir avait constitué en plusieurs points de l'empire des centres contrôlant la circulation des produits, aussi bien les prélèvements fiscaux, le tribut que les échanges, appelés « quai » (kāru), terme générique pour désigner un quartier commercial dans la Mésopotamie antique. L'approvisionnement des différentes composantes de l'administration peut être effectué avec l'appui d'intermédiaires, les marchands (tamkāru). Il a été proposé qu'ils aient un statut d'agent de l'État, mais cela ne semble pas être le cas, du moins pas systématiquement, car même si certains semblent bien introduits dans les cercles du pouvoir, des textes les montrent effectuant des affaires à titre privé. Ils collaborent avec des fonctionnaires pour l'organisation d'opérations commerciales, fournissent des biens aux palais. Dans certains cas ils sembleraient aussi avoir pris en charge la perception de tributs et de taxes. Ils sont en tout cas surveillés par le pouvoir, surtout quand ils sont impliqués dans le commerce de biens de haute importance étroitement contrôlés (les chevaux).

### Les royaumes vassaux

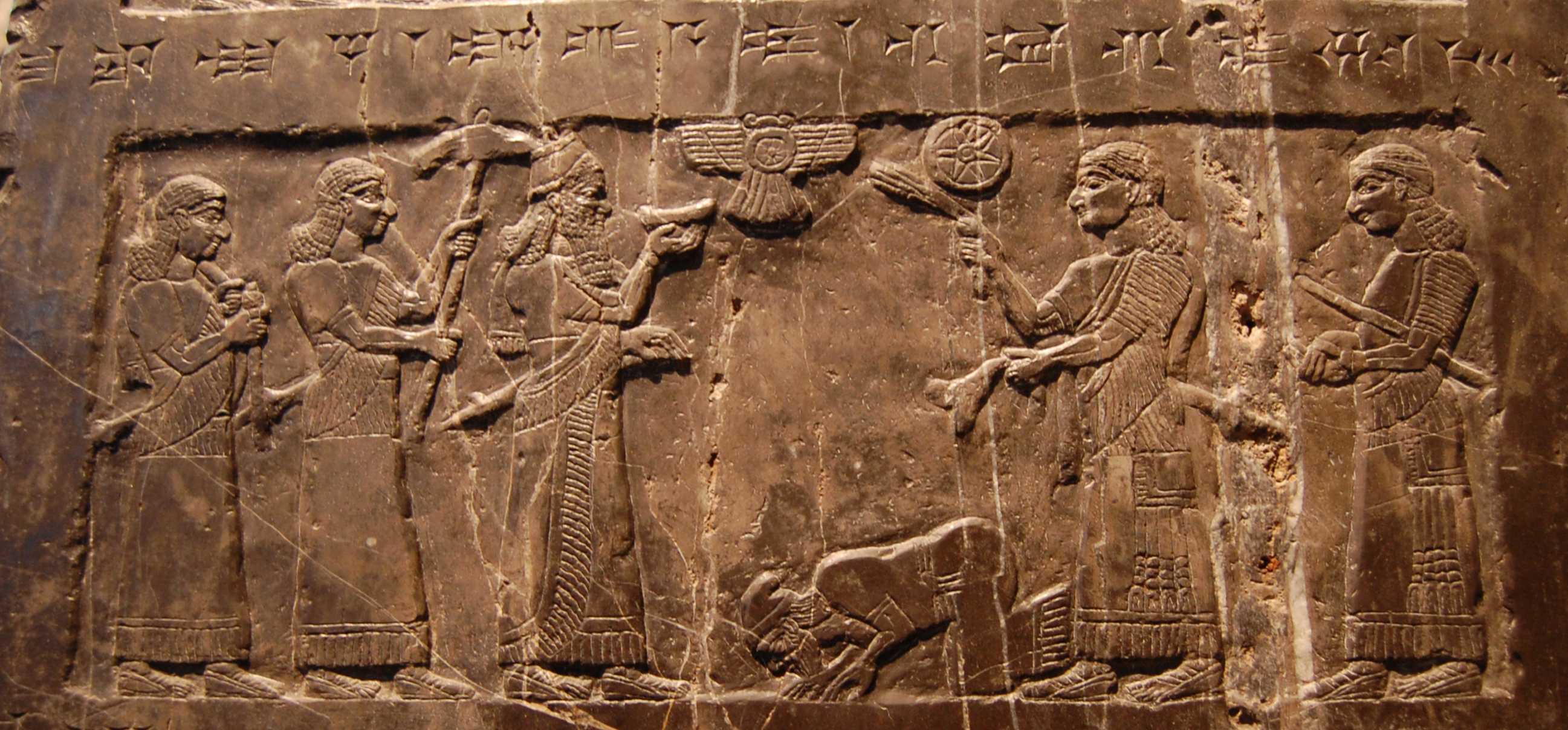
Obélisque noir de Salmanazar III : le roi Jéhu d'Israël se prosterne devant le roi assyrien. British Museum.

La phase de reconquête et d'expansion s'accompagne de la mise en vassalité de nouveaux souverains, qui deviennent des clients et tributaires des rois assyriens, ou plutôt du dieu Assur. Aucun texte de traité politique n'est connu pour la période, et les prestations de serments des rois mis en vassalité par les souverains assyriens ne sont que rarement mentionnées dans les inscriptions royales. Durant les siècles obscurs l'autorité des rois assyriens est reconnue par la dynastie de Shadikanni (Tell Ajaja), tel qu'attesté par l'inscription d'un de ses rois, Bel-eresh, datées d'environ 970. Cette dynastie est encore attestée au IXe siècle av. J.-C., par les inscriptions de ses souverains.
Ce qui ressort avant tout des textes et des images officielles est le fait que les pays soumis doivent verser un tribut. Comme vu plus haut, les campagnes militaires des rois assyriennes se présentent d'ailleurs souvent comme des sortes de tournées de prélèvement de tribut. Tant que le vassal en fournit aux Assyriens, il bénéficie de la protection du roi assyrien ; s'il refuse, l'armée assyrienne assiège la ville, ce qui se solde dans la plupart des cas par sa victoire, des destructions et massacres, le prélèvement d'un butin, des déportations, voire l'annexion du pays vaincu et son incorporation dans le territoire provincial. Le versement du tribut par un vassal est en principe annuel, son montant et sa composition sont fixés au préalable et souvent liés aux capacités contributives du territoire et à ses productions spécifiques.
Les images de la propagande assyrienne de l'époque insistent souvent sur la soumission des rois vassaux et le versement des tributs, portés par les habitants des pays qui se soumettent à l'autorité d'Assur.

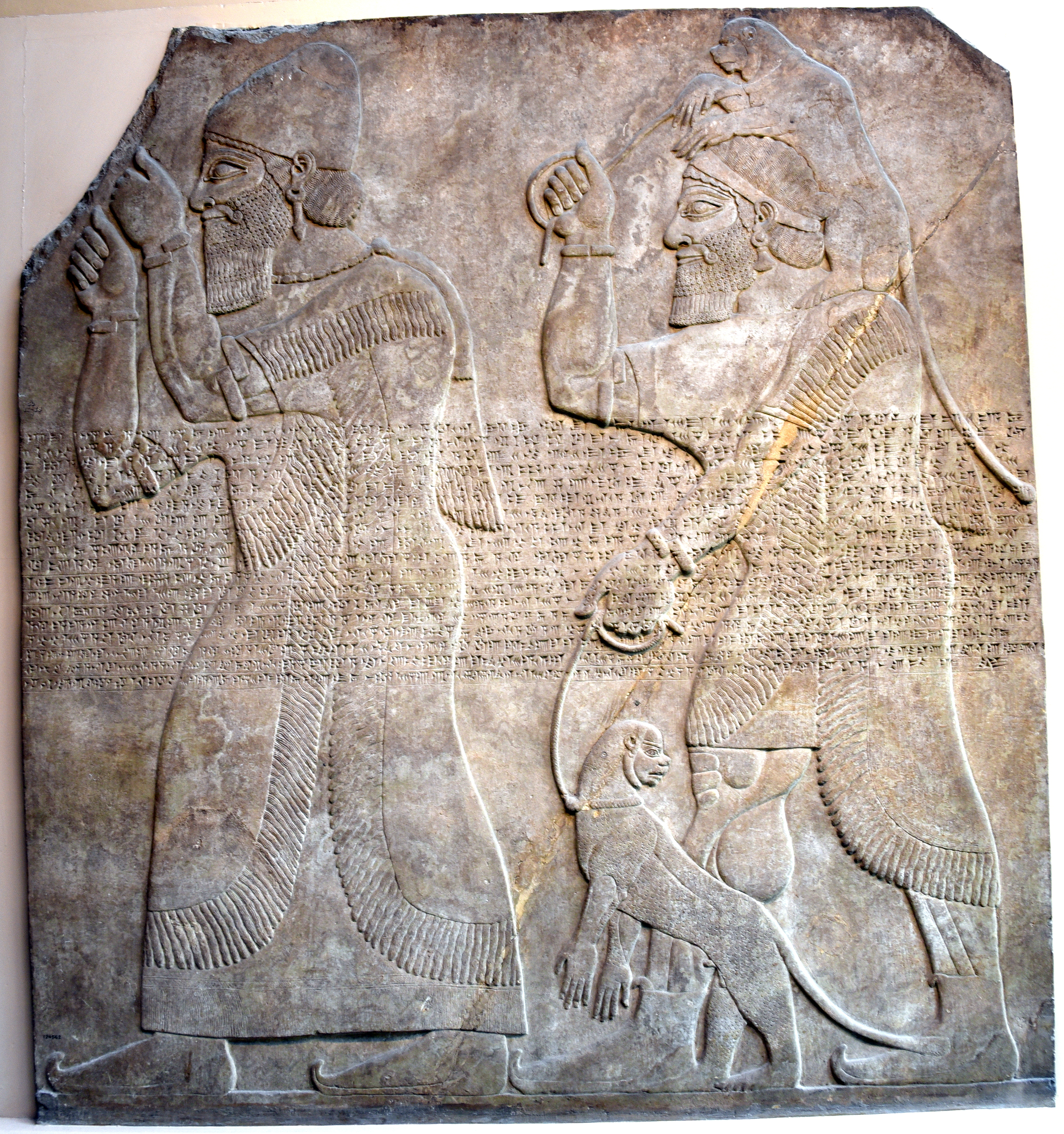
Bas-relief de la salle du trône du Palais nord-ouest de Nimroud : porteurs de tribut de Syrie du Nord et de Phénicie. British Museum.
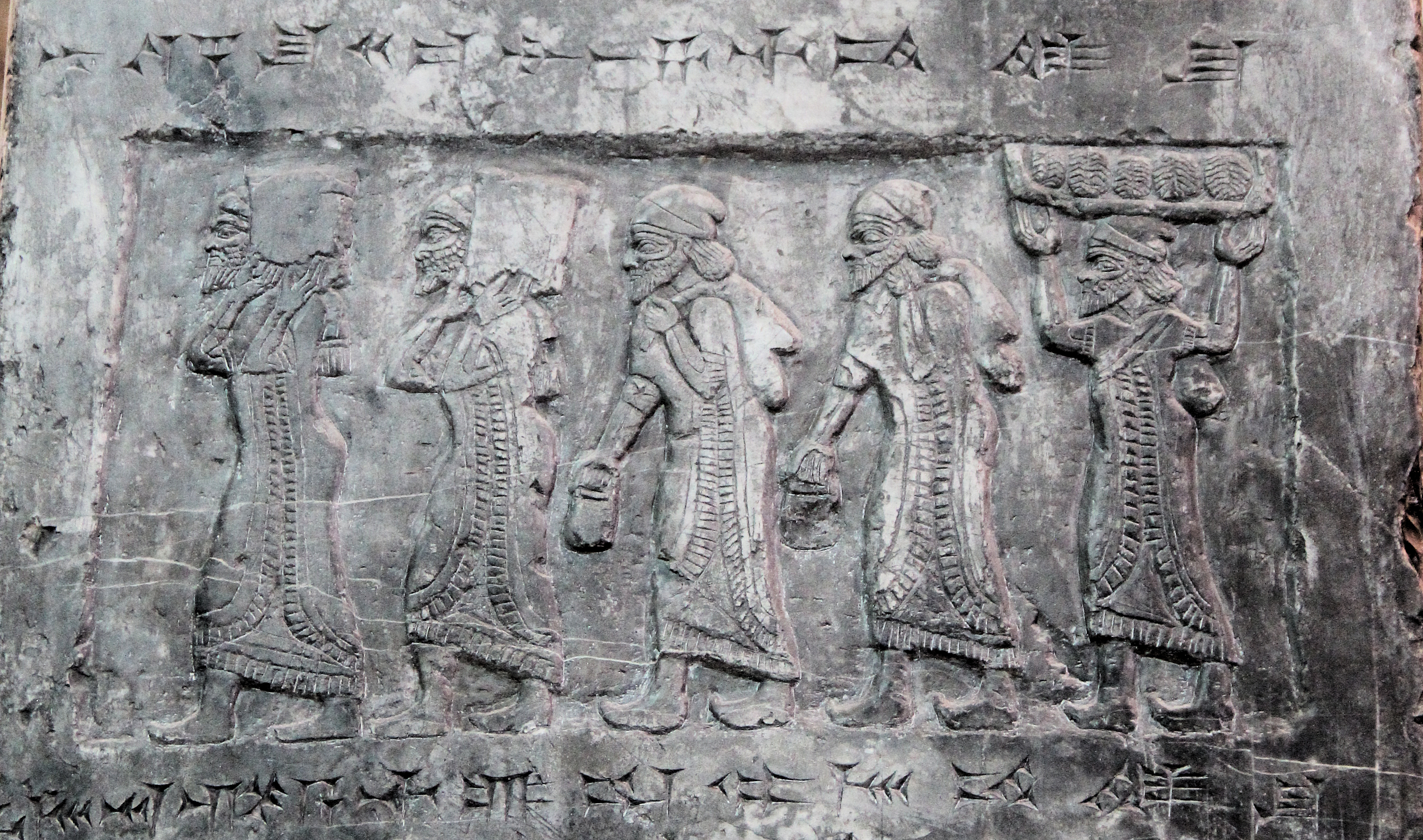
Obélisque noir de Salmanazar III : porteurs de tribut du royaume de Juda. British Museum.
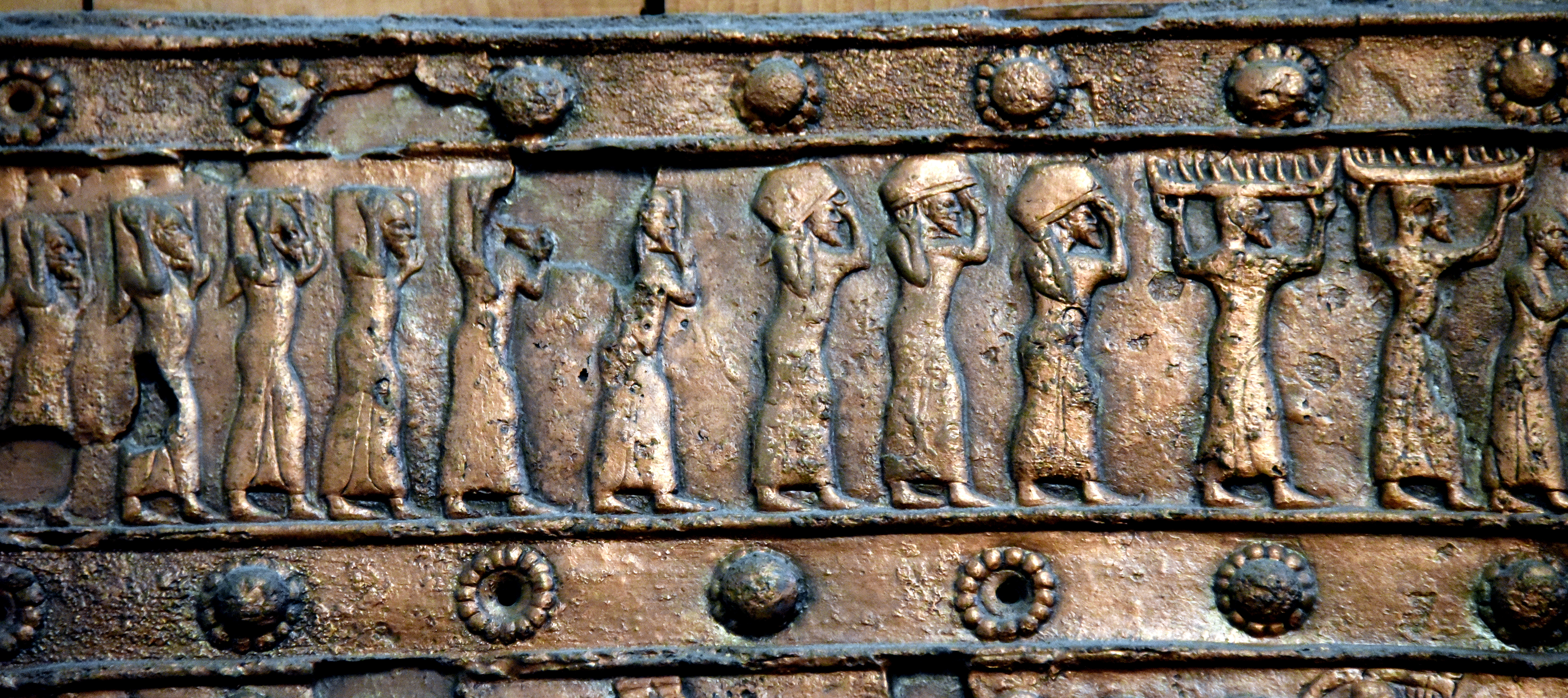
Porteurs de tribut représentés sur les portes de Balawat.
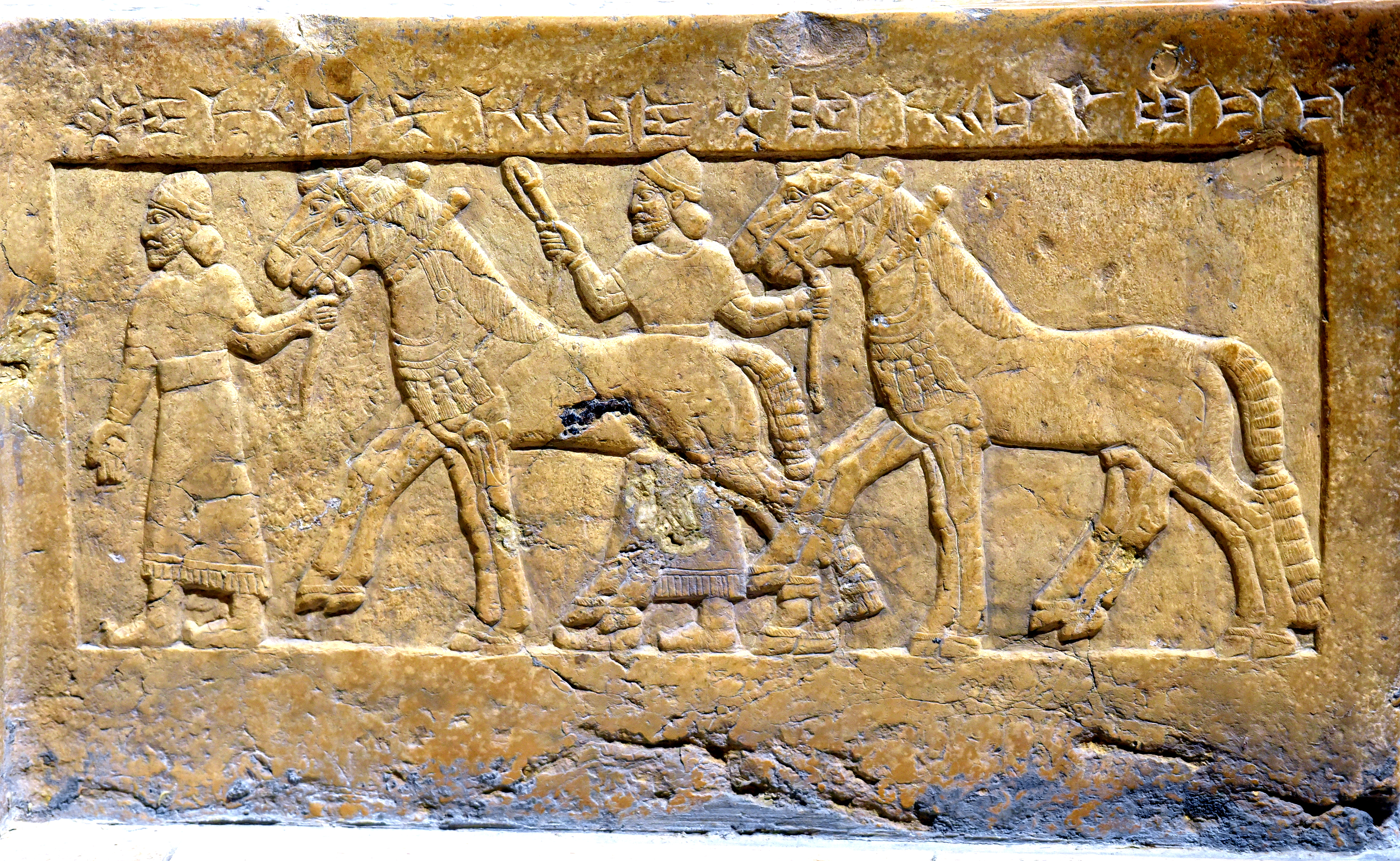
Bas-relief de l'estrade de la salle du trône du Fort Salmanazar, face nord : hommes du pays d'Unqi livrant des chevaux.
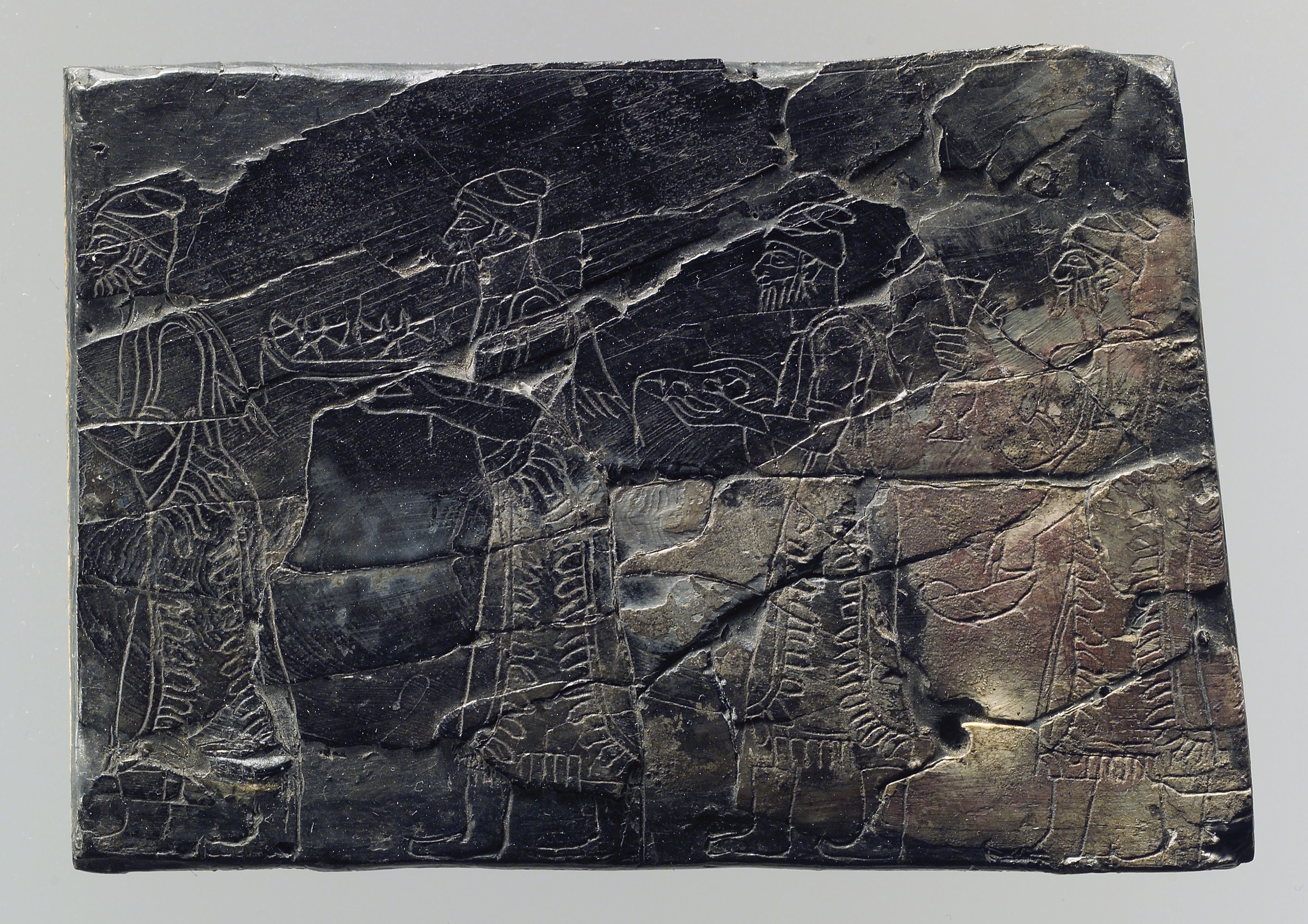
Plaque en ivoire de style assyrien (noircie par un incendie) représentant des porteurs de tribut. Nimroud, temple de Nabû, IXe – VIIIe siècle av. J.-C. Metropolitan Museum of Art.

À partir de la seconde moitié du VIIIe siècle av. J.-C. l'empire assyrien est la puissance hégémonique incontestée du Moyen-Orient. Il prend donc une position dominante dans les relations internationales, et au VIIe siècle av. J.-C. même les grandes puissances traditionnelles que sont l'Élam et l'Égypte sont placées à un moment dans sa dépendance. Les territoires qui sont situés au-delà de ses provinces et avec lesquels l'empire est en contact sont des États vassaux ou alliés, donc en pratique semi-indépendants, liés par un traité. L'empire assyrien ayant pour but la domination universelle, il cherche un traité le plus avantageux possible, ce à quoi il parvient dans la plupart des cas. Quand ils n'y sont pas forcés par les armes ou la menace des armes, les autres États peuvent chercher son alliance pour leurs propres raisons. Le roi assyrien peut intervenir en tant qu'arbitre dans des disputes entre autres royaumes, vassaux ou même au-delà. Les rois assyriens cherchent même à empêcher que leurs vassaux établissent des relations diplomatiques avec d'autres pays sans leur aval. Les relations diplomatiques sont entretenues par des échanges de messagers (mār šipri) et les visites régulières (en principe deux fois par an lors des fêtes des premier et sixième mois) des vassaux ou de leurs émissaires à la cour assyrienne, apportant le tribut et des présents pour le roi, et recevant en retour un cadeau du roi. Tout manquement à ces visites serait vu comme un acte de désobéissance pouvant conduire à la guerre.
Une vingtaine de textes de traités (adê) ont été mis au jour dans les capitales assyriennes, et bien d'autres encore sont mentionnés dans des textes. Il s'agit en général de traités inégalitaires dans lesquels l'Assyrie est en position dominante. Certains royaumes et entités politiques (Lydie, Scythes, roitelets mèdes) concluent des traités d'alliance à leur initiative, mais ils doivent quand même verser un tribut et visiter la cour, comme les vassaux. Les clauses des traités de vassalité impliquent une dévotion inconditionnelle au souverain assyrien, l'obligation de l'informer de toute menace potentielle à la paix de son empire, l'alignement sur la politique extérieure assyrienne et la coopération militaire, l'extradition des fugitifs recherchés par l'Assyrie, l'acceptation de l'envoyé représentant le roi assyrien sur le territoire du vassal. D'autres clauses spécifiques peuvent s'appliquer, comme des clauses commerciales dans le cas du traité conclu avec Tyr. Les textes des traités se terminent par une longue section décrivant les malédictions divines qui s'abattraient sur le vassal s'il enfreignait le traité,.
Les vassaux fonctionnent souvent comme des États-tampons face à des royaumes ennemis, ou des régions d'où peuvent venir des périls. Il en est ainsi des royaumes de Shubria et de Kumme, situés au nord de l'empire face à l'Urartu. Le second, lié par un traité à l'Assyrie, se voit assigner sous Sargon II un délégué du pouvoir assyrien (qēpu), nommé Assur-resh-uwa, présent en permanence dans ce royaume. Il a un accès privilégié au souverain local, influence ses décisions, et informe le roi assyrien sur ses agissements, ce qui crée des tensions débouchant sur une révolte qui conduit à son annexion. D'autres vassaux vivent mieux leur situation et développent dans leurs inscriptions un discours de glorification mettant en avant leur proximité avec le roi assyrien et ses bienfaits. Ainsi, dans une inscription en araméen le roi Bar-rakib de Sam'al mentionne comment sa proximité avec le roi Tiglath-Phalazar lui a permis de succéder à son père sur le trône de son royaume, a conforté la position de sa dynastie et peut-être contribué à son enrichissement.
Enfin, la Babylonie constitue un cas à part si ce n'est une anomalie dans l'organisation impériale assyrienne : en dépit de sa soumission à l'Assyrie à partir de la seconde moitié du VIIIe siècle av. J.-C. et malgré ses révoltes successives de l'Assyrie elle n'est jamais constituée en province assyrienne à proprement parler par les rois assyriens, certains choisissant de devenir un roi de Babylone (« de Sumer et d'Akkad » : Tiglath-Phalasar III, Sargon II, Assarhaddon), d'autres (Sennachérib, Assurbanipal) la dominer de façon indirecte, par l'intermédiaire d'un roi local jugé loyal (Bel-ibni, Kandalanu), y compris un prince assyrien (Assur-nadin-shumi, Shamash-shum-ukin),,.

### Les déportations

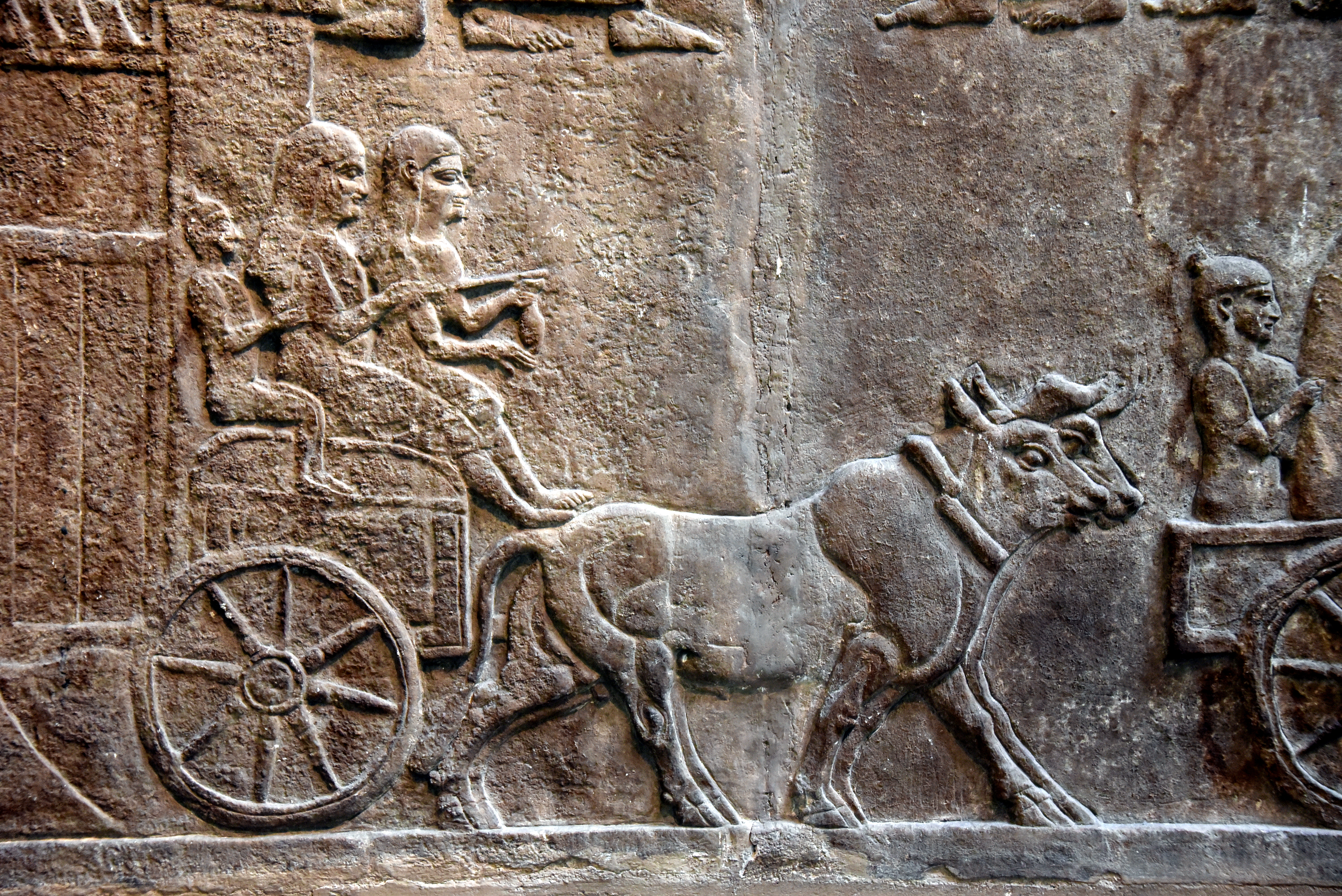
Représentation de déportés des pays chaldéens, sur un bas-relief originaire du Palais central de Nimroud. British Museum.

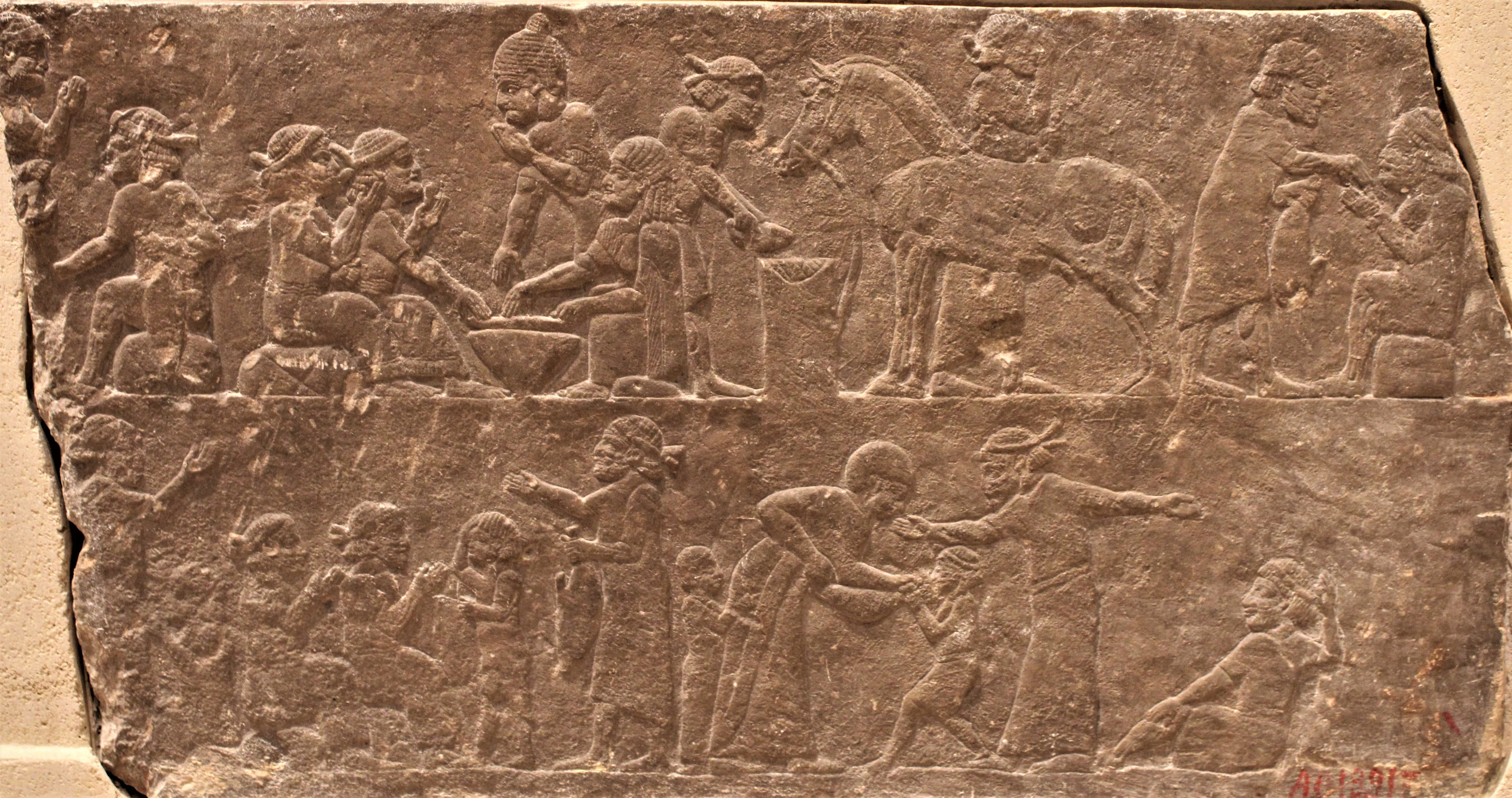
Campement de déportés élamites. Bas-relief du Palais nord de Ninive, musée du Louvre.

La politique de déportation d'une partie de la population des pays vaincus est une constante des pratiques de domination assyriennes depuis l'époque médio-assyrienne, qui n'est du reste pas propre à ce pays puisqu'elle est attesté depuis des périodes plus anciennes de l'histoire mésopotamienne. Ce genre de pratique a deux objectifs principaux : détruire l'identité des pays vaincus, et ainsi briser leur résistance future ; envoyer des populations laborieuses vers des régions où le pouvoir assyrien a besoin d'elles, dans les capitales assyriennes, ou bien des campagnes à mettre en valeur. En effet dans le monde antique les ressources manquantes sont plus souvent les hommes que les terres. Dans la rhétorique royale, la déportation de population est désormais intimement liée à celle de l'organisation des pays conquis, et accompagne le processus de provincialisation. L'assimilation est un objectif évoqué explicitement à plusieurs reprises dans les discours officiels de l'époque, surtout à partir de Sargon II, alors qu'elles sont quasiment inexistantes auparavant : l'expression consacrée figurant dans les inscriptions royales est « avec les gens d'Assur je les comptai : taille et corvée comme aux Assyriens je leur imposai »,.
Avec Tiglath-Phalazar III, les déportations deviennent plus massives. De plus larges segments des populations des pays vaincus sont déportés, plus seulement les élites et des spécialistes de certains métiers demandés. Les gens ne sont plus simplement envoyés vers l'Assyrie, ils sont aussi dirigés vers d'autres provinces et les déportations touchent également des rebelles d'Assyrie, envoyés vers des provinces périphériques. Ils sont souvent divisés afin d'être plus facilement dilués dans la masse de la population de la région où ils arrivent. Cela peut donner lieu à des mouvements complexes, par exemple des déportés de la prise de Samarie de 722 sont établis dans les provinces de Médie, d'où sont déportés des gens vers Assur, d'où sont également déportés, à la suite d'une révolte en 720, des gens vers Hamath, qui elle-même fournit une partie des déportés qui sont établis à Samarie,,. Selon les estimations tirées des inscriptions royales, Tiglath-Phalazar III aurait fait déporter au moins 368 000 personnes, Sargon II 217 000. La politique de déportation se poursuit au VIIe siècle av. J.-C., Sennachérib déportant au moins 408 150 personnes, tandis que celles de ses successeurs ne sont pas chiffrées. La fiabilité de ces chiffres est discutée, mais c'est manifestement un phénomène massif, qui a un impact significatif sur la démographie et la composition ethniques des régions touchées,.
Les files de déportés figurent souvent sur des bas-reliefs, en particulier au VIIe siècle av. J.-C., et les lettres de l'époque de Sargon éclairent la mise en pratique de ces déportations, et les conditions dans lesquelles elles se font. On prépare des provisions pour les voyages, également de quoi vêtir les déplacés. Les voyages peuvent être une épreuve, une lettre révélant la souffrance de prisonniers lors d'un de ces déplacements en pays montagneux. Une autre contient la plainte d'un fonctionnaire qui constate que les rations ne suffiront pas jusqu'au bout du trajet prévu. Une lettre montre qu'une fois sur place, le gouvernement assyrien se charge de trouver des épouses à des déportés, et prend en charge le paiement du « prix de la mariée », ce qui contribue au mélange des populations de l'empire. Les conditions des déplacés dans leur pays d'accueil varient du reste selon leur affectation. En effet ils font l'objet d'une répartition par l'administration locale une fois arrivée sur place, en fonction des besoins. Ceux qui sont spécialistes d'un métier artisanal, intellectuel ou militaire ont probablement une meilleure situation que d'autres qui ont une condition servile ou proche. Les familles semblent être dans bien des cas séparées, les hommes affectés aux travaux des champs et les femmes à la domesticité.
Il est attendu que les déportés deviennent de bons « Assyriens », transformant une région peu développé en contrée prospère, devenant ainsi les instruments de la mission impériale de mise en ordre du monde. En pratique, le cœur assyrien reçoit toujours le plus de déportés, et en premier lieu les savants et artisans spécialisés des pays vaincus (notamment la Babylonie et l’Égypte). Un écho de la vision assyrienne se trouve dans le Second livre des Rois, dans lequel les émissaires de Sennachérib mettant le siège devant Jérusalem promettent à ceux qui se soumettent et les suivent un avenir radieux dans un pays de cocagne.

### Punitions et dissuasion

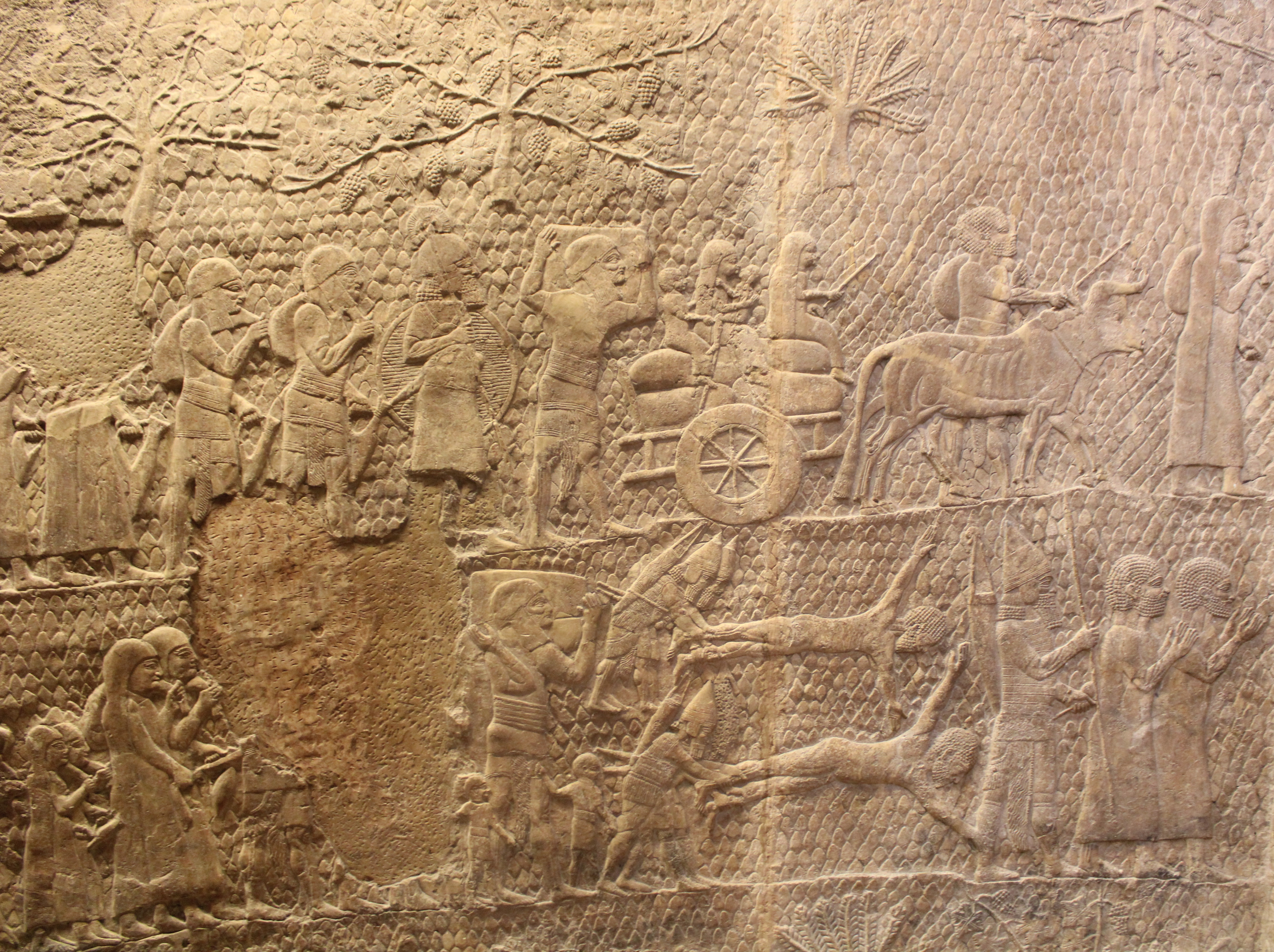
Bas-relief de la série sur la prise de Lakish, Palais sud-ouest de Ninive : colonne de déportés, et supplice de prisonniers écorchés vifs. British Museum.

La domination assyrienne s'appuyait également sur des pratiques de terreur servant à châtier les pays rejetant leur souveraineté, à démobiliser les adversaires potentiels, à les soumettre psychologiquement. Elles sont souvent détaillées dans les inscriptions royales, et représentées à plusieurs reprises sur des bas-reliefs, ce qui a contribué à la réputation de cruauté voire de sadisme des rois assyriens, : les villes prises sont pillées, incendiées et rasées, les campagnes ravagées, les exactions s'accompagnent d'une mise en scène macabre, certains prisonniers (notamment les chefs ennemis) étant exécutés de façon infamante (empalements et dépeçages), immolés, ou encore décapités ou mutilés (bras et pieds coupés, yeux arrachés), puis les cadavres ou les parties amputées sont exposés en public (des piles sont formées avec des têtes, les peaux dépecées sont étendues sur les murailles). Le châtiment doit être exemplaire, et Salmanazar se vante même dans une inscription de s'être montré sans pitié. Pour le public assyrien, le spectacle d'ennemis soumis et châtiés de façon impitoyable et avilissante pourrait avoir servi à renforcer l'esprit de groupe et la motivation des soldats. Les déportations de populations font également partie de la politique de terreur et d'affaiblissement des pays vaincus. Les prisonniers, notamment les familles des rois et des nobles vaincus, sont emmenés en Assyrie en même temps que le butin.
Les inscriptions royales présentent de nombreux cas où ceux qui transgressent les serments passés par les dieux, ou qui portent offense à l'Assyrie et à ses dieux, reçoivent un châtiment divin exemplaire. Mais dans bien d'autres cas le roi se charge lui-même de châtier ceux qui se sont opposés à lui. Assarhaddon se contente la plupart du temps d'exposer les vaincus en public en les laissant vivants, même s'il en exécute parfois. Les punitions infligées par Assurbanipal à ses ennemis, morts ou vifs, sont diverses : les fils du chef de Gambulu sont contraints à broyer les os de leur père ; après la défaite de l'Élam la tête de son roi Teumman est exposée au public à Ninive, en même temps que d'autres rebelles sont écartelés et démembrés ; un roi arabe est épargné mais parade en public avec une laisse de chien autour du cou. Les inscriptions de ces deux rois mettent à plusieurs reprises en avant la capacité de ceux-ci à pardonner et épargner les rois ennemis, ce qui n'était pas le cas, ou rarement, dans celles de leurs prédécesseurs. Cela témoigne peut-être des difficultés qu'ils éprouvent à préserver leur empire et leur sphère d'influence devenus très (trop ?) vastes.
Dans quelle mesure faut-il considérer que les Assyriens sont cruels voire sadiques, et l'ont-ils été plus que les autres ? Le sujet est discuté. Même s'ils en ont plus parlé que les autres, les Assyriens n'ont assurément pas été les seuls à commettre ce genre d'actes, ne serait-ce que parmi les royaumes du Proche-Orient ancien. Certains spécialistes considèrent que les textes exagèrent les violences, d'autres en revanche soulignent qu'il a dû y en avoir bien plus, que les textes ne décrivent pas (comme les viols). Assurnasirpal II s'est particulièrement épanché dans ses inscriptions sur les châtiments infligés aux vaincus, mais ses successeurs n'ont jamais cessé de mettre en récit de tels actes, jusqu'à la fin de l'empire. Ces textes n'étaient pas forcément lus par grand monde, et les images n'avaient pas non plus une audience large, d'autant plus que les représentations de mise à mort représentent une part très faible des scènes de campagnes militaires. Il semble indéniable que ces châtiments sont un élément de la domination assyrienne, ayant un aspect intimidateur. Dans l'ensemble, les exactions décrites dans les textes portent plus contre les souverains rebelles et les élites ou les soldats que contre les populations civiles,. Il a également été remarqué que l'empalement est une peine appliquée en Assyrie à ceux qui sont coupables d'un crime contre l'autorité royale et l'ordre public. Les ennemis vaincus en temps de guerre semblent jugés de la même manière, plutôt que comme des personnes méritant un traitement spécifique. Rien n'implique donc d'en faire des victimes d'un supposé sadisme assyrien. Il semble aussi que les rois assyriens aient plus concentré leurs destructions sur les régions éloignées, difficilement accessibles et présentant peu d'intérêt économique, tandis qu'ils préserveraient plus les régions potentiellement riches, destinées à fournir un tribut important et régulier.

Châtiments des vaincus, portes de Balawat. British Museum.
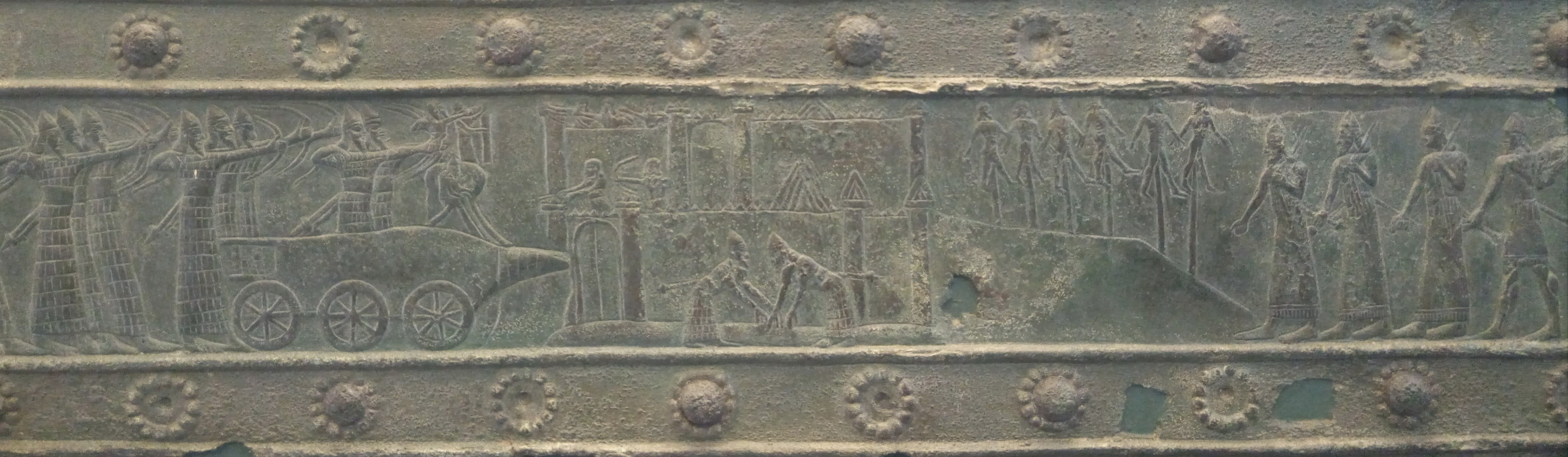
Troupes assyriennes prenant une ville lors d'une campagne en Syrie du Nord, 858 av. J.-C. ; vaincus empalés devant les remparts de la cité.
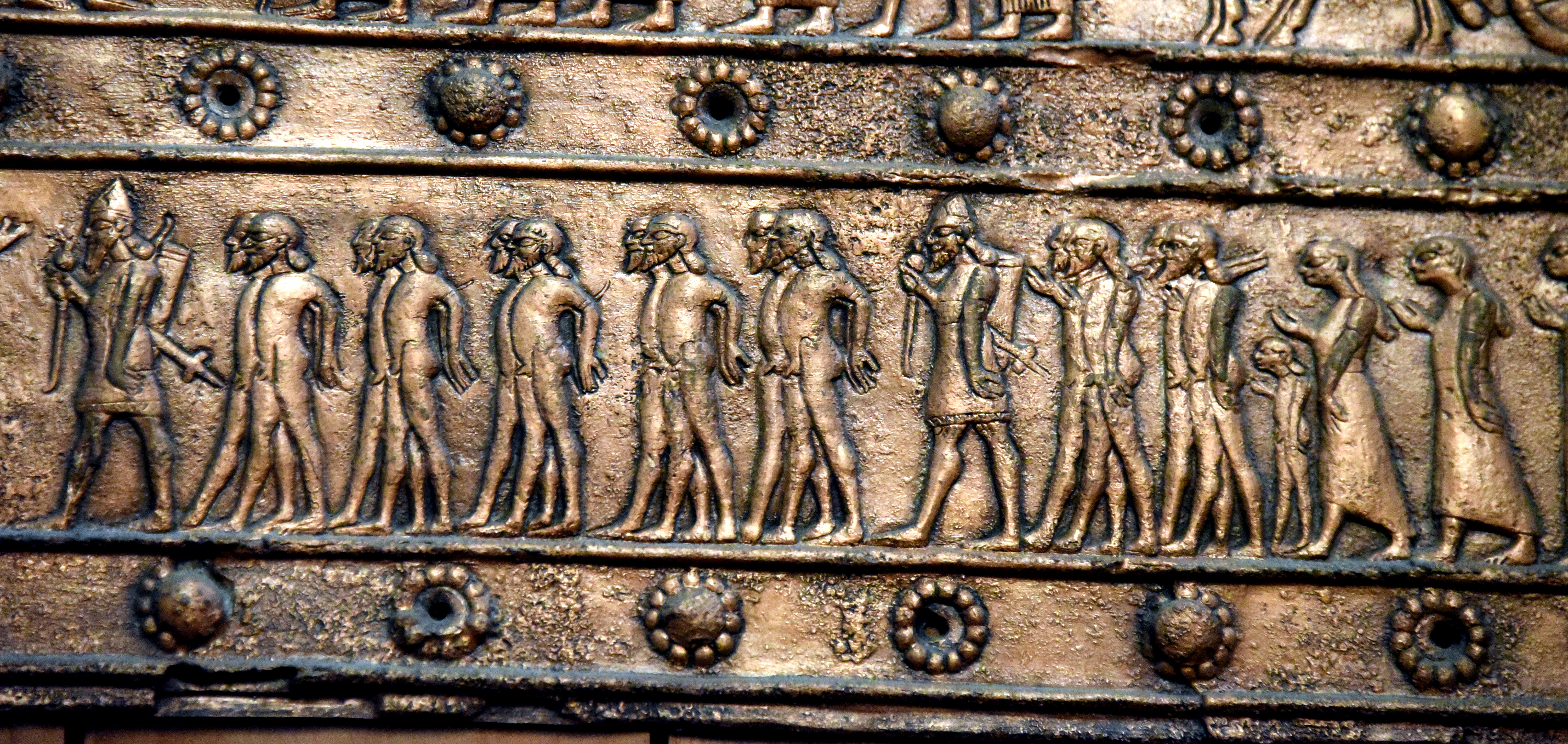
Défilé de prisonniers.

### Impacts et limites de la domination assyrienne
Les rois assyriens avaient pour mission de mettre en ordre le monde, et ils ont assurément eu un impact significatif sur les régions qu'ils ont dominées.
Il est généralement reconnu que les déportations de masse ont eu un impact considérable. C'est selon Radner « le leg le plus durable de l'empire assyrien », contribuant à une homogénéisation sociale, culturelle et économique du Moyen-Orient. La composition ethnolinguistique de ces régions est changée à jamais, les mouvements de population contribuant fortement à la diffusion de la langue araméenne, qui acquiert progressivement un statut de lingua franca du Moyen-Orient, sans être langue officielle de l'empire,. La politique de déportation assyrienne a finalement contribué à ce qu'on a pu qualifier d'« aramaïsation » de nombreuses régions de l'empire, à commencer par l'Assyrie elle-même, qui devient progressivement un pays de langue araméenne.

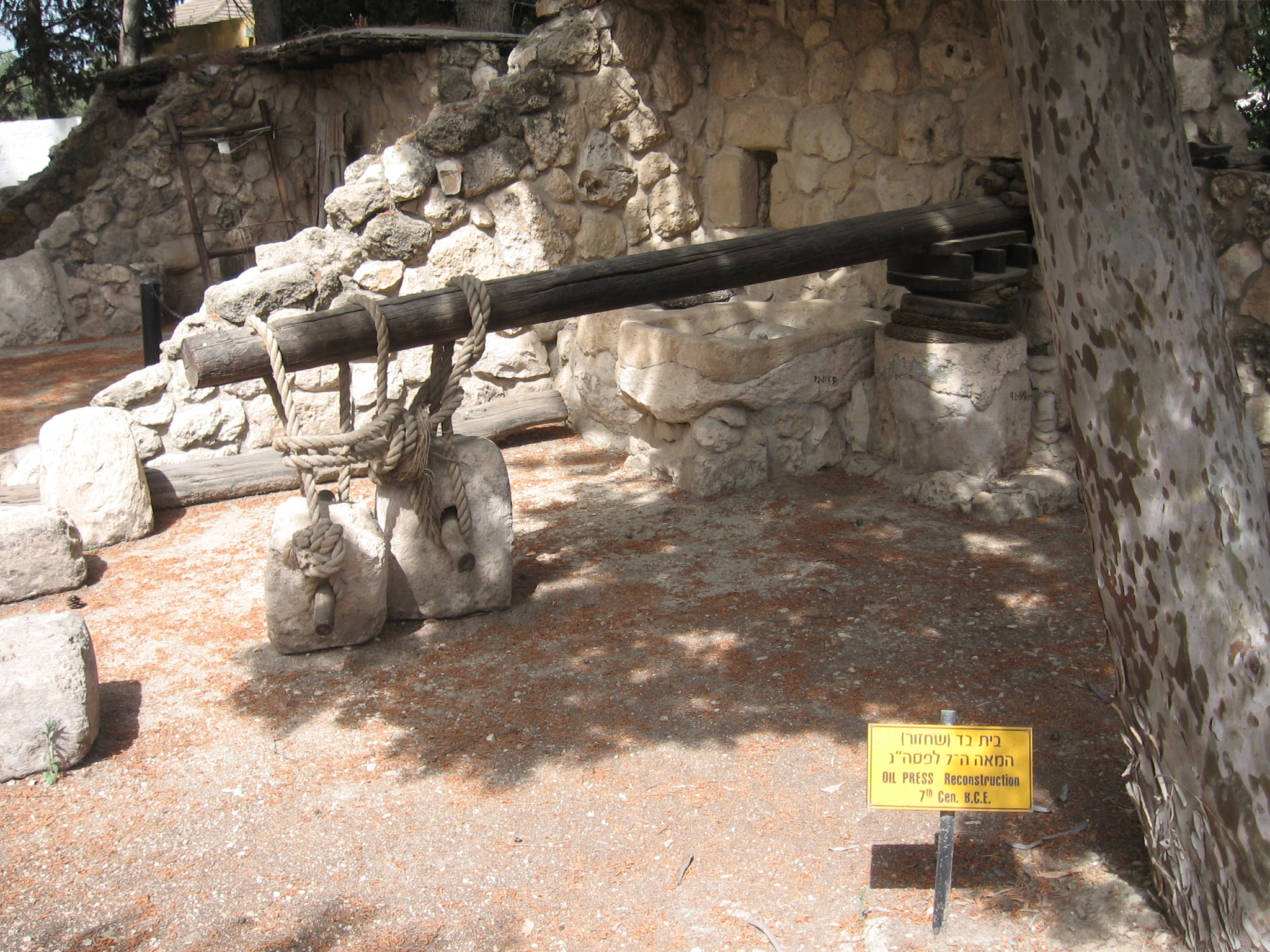
Reconstitution d'une presse à huile du sur le site d'Ekron (Tel Miqne, Israël). Le développement d'un nombre impressionnant de ces installations dans cette cité et ses alentours, manifestement pour des besoins commerciaux, est vu comme un exemple d'impact positif de la domination assyrienne dans l'empire.

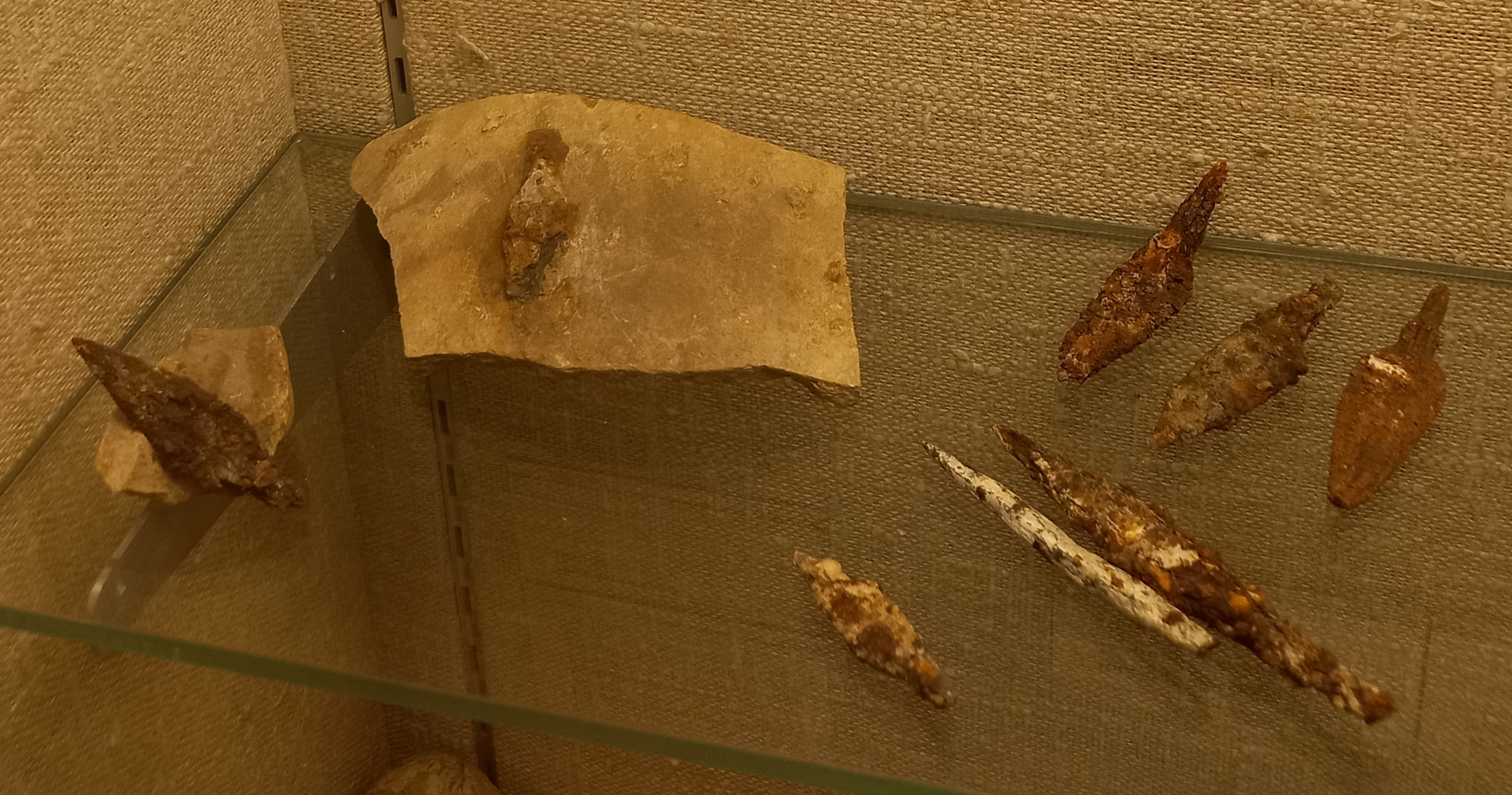
Flèches assyriennes retrouvées à Lakish, témoignages de la prise de la ville en 701. Une est restée plantée dans un mur, une autre dans un fragment de poterie. British Museum.

Un autre point de questionnement concernant l'impact assyrien est l'évaluation des destructions entraînées par les conquêtes et les répressions de révoltes. Les Assyriens ont développé une rhétorique dans laquelle la destruction est constamment mise en avant, et même s'ils tempèrent cela avec le temps en développant un discours sur la reconstruction, il n'est jamais au même niveau. Certaines études ont mis en avant le fait qu'une sorte de « pax assyriaca » s'est mise en place après la phase de grandes conquêtes et de destructions, accompagnant une meilleure mise en valeur des provinces conquises et l'essor des échanges à longue distance, stimulant alors le développement de l'économie de certaines régions. Cela se ferait en partie de façon volontaire, ce qui trouve un écho dans la rhétorique impériale sur la mise en ordre du monde,. D'autres spécialistes contestent cette approche et mettent surtout en avant l'aspect destructeur de la domination assyrienne.
Les sources, notamment les lettres, ne masquent pas les différentes difficultés auxquelles fait face le fonctionnement de l'administration assyrienne. De nombreux exemples d'insoumission existent dans les arrière-pays ruraux, concernant aussi bien des actes isolés d'individus que des soulèvements locaux ou à échelle régionale. L'insécurité est aussi une problématique importante. Les vols, la fraude fiscale, les fuites d'esclaves causent des interventions de l'administration. Celle-ci n'est pas exempte de tout reproche, les cas de corruption, d'extorsions et d'exactions, ou du moins des accusations de tels actes, survenant à plusieurs reprises dans la documentation. Cela génère en retour un climat de soupçon et de délation, particulièrement prononcé sous le règne d'Assarhaddon.
Les limites du contrôle assyrien se voient surtout dans les nombreuses révoltes qui sont suscitées contre lui tout au long du VIIe siècle L'emprise assyrienne a plusieurs points de faiblesse, par exemple les régions montagneuses peu peuplées, où les structures politiques et sociales peu complexes rendent difficiles la constitution de provinces ; ainsi Sennachérib doit aller réprimer une révolte dans le Judi Dagh, juste à côté du « triangle assyrien ». La tentative de contrôle des pays mèdes a sans doute échoué pour des raisons similaires. La domination assyrienne et la demande du tribut en chevaux nécessaires à l'armée s'y sont sans doute faites sans trop affecter les élites locales, qui en ont probablement profité. En fin de compte, ces interactions ont stimulé le développement des entités politiques de Médie, ce qui devait ironiquement avoir une conséquence funeste pour les Assyriens. La Babylonie est de son côté une épine dans le pied du pouvoir assyrien, qui tente depuis Tiglath-Phalazar III plusieurs solutions spécifiques pour y imposer sa domination, sans jamais parvenir à y mater l'esprit de résistance local,. D'une manière générale, la domination assyrienne semblerait avoir peu suscité l'adhésion et la loyauté des sujets de l'empire, comme cela ressort des textes babyloniens et bibliques,,.
Un autre ensemble de questionnements porte sur la mise en valeur du centre de l'empire et ses conséquences. Les importants travaux entrepris lors de la construction de Dur-Sharrukin et de Ninive semblent en avoir fait une région très productive, avec des campagnes dynamiques et plus productives grâce à l'extension des réseaux d'irrigation, tandis que l'afflux de personnes et de richesses de tout l'empire en fait une région sans équivalent par son dynamisme,. Cependant, le développement des capitales pourrait s'être fait de façon artificielle, sans une base agraire suffisamment solide pour assurer leur subsistance sans l'appui de régions voisines (Haute Mésopotamie occidentale, Babylonie). Une partie des spécialistes considère que le poids des mobilisations militaires et des prélèvements fiscaux exigés pour l'entretien de l'armée et les grands projets de construction semblent en tout cas avoir pesé fortement sur la paysannerie, avec des conséquences économiques et démographiques négatives, qui seraient perceptibles dans la documentation à partir de la fin du VIIIe siècle av. J.-C. et que la politique de déportations ne serait pas parvenue à compenser,,.

## Aspects sociaux et économiques

### Un empire multiethnique
En raison de son expansion considérable, l'empire assyrien regroupe des populations de différentes ethnies parlant une grande variété de langue : en plus des « Assyriens » au sens ethnique moderne, qui parle une langue de type est-sémitique, et de leurs cousins Babyloniens, se trouvent des populations parlant des langues ouest-sémitiques (Araméens, Chaldéens, Phéniciens, Philistins, Israélites et Judéens, Moabites, etc.), anatoliennes (« Néo-hittites », qui écrivent en louvite), iraniennes (Mèdes, Mannéens) et autres (Élamites, Égyptiens).

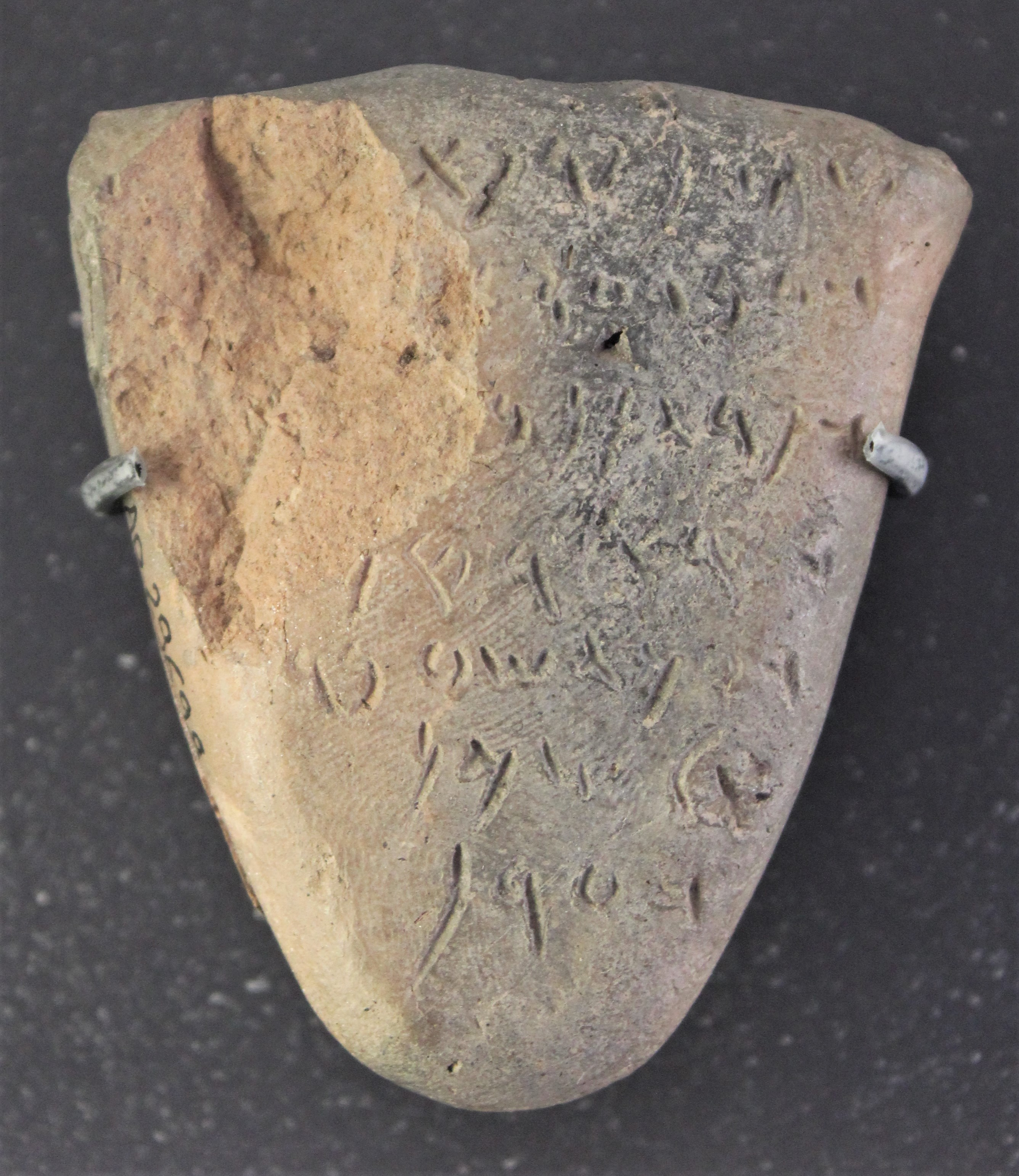
Étiquette en argile inscrite en alphabet araméen : enregistrement d'une livraison d'orge. Syrie, Musée du Louvre.

La Haute Mésopotamie et la Syrie, premières zones de conquête assyriennes, sont dominées par des populations parlant l'araméen. De ce fait les premières provinces intégrées dans l'empire sont dominées par des populations parlant cette langue, et les déportations les ont concerné sur la plus longue durée. Les noms araméens sont les plus attestés après ceux en assyrien, et se retrouvent du reste à divers échelons de l'appareil d'État, jusqu'aux plus hauts postes,. Ces échanges prolongés ont conduit à la mise en place progressive d'une koinè assyro-araméenne et à faire de l'Assyrie un pays dont la langue dominante est l'araméen et où l'alphabet araméen est de plus en plus écrit. La politique de déportation assyrienne a finalement contribué à ce qu'on a pu qualifier d'« aramaïsation » de nombreuses régions de l'empire, à commencer par l'Assyrie elle-même, qui devient progressivement un pays de langue araméenne,.
Au centre de l'empire, les textes économiques privés d'Assur révèlent la présence d’Égyptiens, d'Iraniens qui font des affaires et semblent avoir un niveau de vie confortable, ont adopté la culture matérielle assyrienne tout en conservant des éléments de leur culture d'origine, et d'esclaves domestiques élamites, conséquences des guerres qui ont eu lieu dans ce pays. Les textes de la pratique indiquent plutôt la présence de nombreuses personnes aux noms ouest-sémitiques (donc surtout araméens) parmi les métiers urbains et les esclaves. La cour est également marquée par la présence d'éléments d'origine étrangère. Le fait que les personnes intégrant l'élite impériale aient tendance à adopter des noms assyriens rend difficile l'identification de leur origine, mais on trouve des personnes avec des noms ouest-sémitiques à la cour et au palais (portiers, eunuques, divers artisans). Le harem est sans doute le milieu où la diversité des origines est le plus mise en évidence : une liste fragmentaire de femmes du palais indique que les femmes qui s'y trouvent sont pour la plupart originaires d'autres pays que l'Assyrie.
Les transformations du paysage ethnique par l'empire assyrien s'observent aussi dans les provinces, notamment en raison des circuits de déportations qui remplacent ceux qui sont forcés à partir d'un endroit par d'autres venus de loin et installés de force à leur place. Cela entraîne une plus grande diversité ethnique dans les régions concernées. Dans le Haut Tigre (autour de Ziyaret Tepe/Tushhan), l'analyse de la culture matérielle révèle la coexistence entre des centres de pouvoirs assyriens, disposant de populations dépendantes manifestement issues de déportations, et des sites de populations autochtones, qui sont encadrées par leurs propres élites,.

### Les «Assyriens»
Bien que plusieurs textes fassent une distinction entre les « Grands » et les « Petits » qui ensemble constituent la société assyrienne, l'empire ne pratique apparemment pas de distinction de statut juridique entre les hommes libres : aux yeux du pouvoir, tout sujet du roi est un « Fils d'Assur » ou « Assyrien » (mār Aššur, aššūrāyu), ainsi que le résume la formule qui veut que toute personne intégrée à l'empire est « comptée » (verbe manû) parmi/avec les Assyriens, c'est-à-dire qu'elle devient Assyrienne. Tout sujet doit servir le roi, ou bien, selon une autre expression consacrée, le « craindre » (verbe palāḫu), et en échange il bénéficie de sa protection. En pratique, seuls les chefs de maison (des hommes adultes) peuvent agir indépendamment, puisqu'ils ont autorité sur les membres de leur maisonnée (comme le pater familias romain).
Le fait de devenir « Assyrien » et d'être plus généralement considéré comme un « serviteur du roi » (urdu ša šarri, condition qui concerne aussi les rois vassaux) implique principalement aux yeux du pouvoir d'accomplir ses obligations fiscales et corvées, et de répondre aux mobilisations militaires,,. Selon P. Garelli une caractéristique de cette période est de désigner les peuples de l'empire par des termes sans connotation juridique précise : on parle de « gens » (nišê), d'« individus » (napšāti), ou encore de « troupes » (ṣābê). Ces termes vagues peuvent aussi bien désigner des libres que des non-libres : la seule chose qui semble importer est leur vocation à servir l'empire.
Selon Fales il faut distinguer le sens des termes signifiant « Assyrien » : aššūrāyu « Assyrien » désigne les serviteurs du roi et de l'empire, qui en échangent disposent de la protection du roi (ils peuvent faire appel à la « parole du roi ») ; mār māt Aššur « Fils du Pays d'Assur » désigne une personne originaire d'Assyrie, par opposition au groupe précédent qui intègre des populations de tout l'empire ; nīš māt Aššur « gens du pays d'Assur » est employé plus spécifiquement dans les textes officiels quand des populations sont intégrées et assimilées à l'empire. Il ressort dans tous les cas que le fait d'être désigné d'une manière ou d'une autre comme « Assyrien » est vu comme un privilège, qui s'accompagne d'avantages, et donc présenté comme attractif,.
Il a été suggéré que cela signifierait que les rois assyriens aient eu un projet de construire une nation assyrienne à l'échelle de leur empire, une « assyrianisation » (sur le modèle de la « romanisation ») visant à renforcer la cohésion de l'État, mais il n'y a pas vraiment d'éléments déterminants en ce sens.

### L'élite impériale
La mise en place de ces structures suppose de mobiliser un groupe d'hommes chargés d'appuyer le monarque dans la direction des affaires du royaume, aux attributions plutôt définies de façon vague, ce qui prime étant leur lien avec le souverain et l'accomplissement d'un service pour celui-ci. P. Garelli y voyait une « aristocratie de fonctionnaires », sans base terrienne ou territoriale solide et durable, car il n'y a aucune indication que de l'existence d'une aristocratie héréditaire occupant des postes majeurs sur plusieurs générations. De fait une des évolutions importantes dans l'organisation du pouvoir par rapport à l'époque médio-assyrienne semble être une relégation progressive des grandes familles assyriennes au profit de personnages d'extraction plus basse, dont l'ascension sociale est plus directement liée à l'expansion du royaume et la personne du roi, donc au mérite plus qu'à la naissance, formant une « classe professionnelle de bâtisseurs d'empire » dominée par un noyau de 100-120 hommes (K. Radner). Nombre d'entre eux sont de plus des eunuques (ša rēši), donc des hommes incapables d'avoir des enfants, ce qui limite les risques d'accaparement familial des fonctions et richesses (les hauts dignitaires ayant l'habitude de se transmettre leur fonction de père en fils).
Même s'il a des origines diverses (on y trouve notamment des gens aux noms araméens), le milieu des élites dirigeantes de l'empire assyrien se présente comme un groupe relativement homogène : ils occupent les fonctions dirigeantes et dominantes, avec les privilèges qui vont avec (statut social, juridique, fiscal avantageux, accès aux prises de guerre et libéralités royales, participation aux banquets du palais), possèdent la majorité des terres et des moyens de production, se distinguent par leurs insignes et atours dignes de leur rang (visibles sur les bas-reliefs les représentants), la mise en avant d'une culture assyrienne/akkadienne (noms assyriens, pratique du cunéiforme). Leur culture commune semble également marquée par le service de l’État et l'adhésion au projet impérial assyrien, la loyauté et la dépendance envers le monarque.

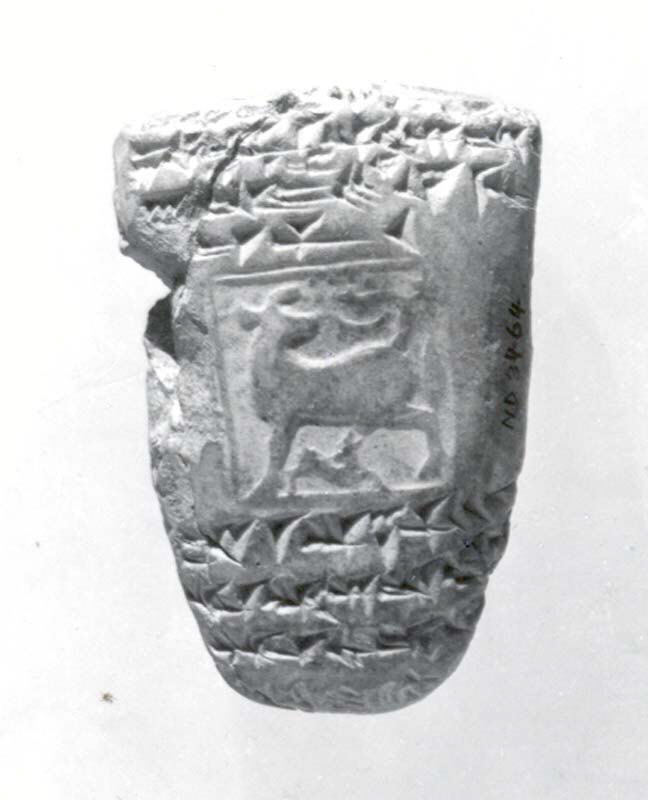
Une tablette des archives privées de l'eunuque Shamash-sharru-usur mise au jour à Nimroud : prêt de grains scellé. La forme triangulaire de la tablette est courante pour les actes de prêt de la période néo-assyrienne. Metropolitan Museum.

La place des eunuques est un aspect original de l'empire néo-assyrien dans l'histoire mésopotamienne. Ils se trouvent à tous les niveaux de l'appareil étatique : commandant militaires et gouverneurs provinciaux pour les plus importants, cuisinier et échanson d'un gouverneur pour d'autres. Leur origine sociale reste énigmatique. Ils semblent avoir un lien particulièrement prononcé avec le roi, qui est en quelque sorte vu comme leur père adoptif, et prend en charge leurs funérailles. Dans les représentations visuelles, il semble qu'il s'agisse des personnages imberbes de l'entourage du roi, par opposition aux « barbus » (ša ziqni), catégorie qui dans la terminologie de l'époque regroupe le reste de l'élite impériale (par défaut, leur point commun étant de ne pas être eunuques). Une archive de Nimroud mise au jour dans une zone résidentielle de l'acropole située au niveau de la muraille documente les activités d'un eunuque nommé Shamash-sharru-usur, vivant au temps d'Assurbanipal et travaillant peut-être pour le temple local du dieu Ninurta, qui dispose de terres, effectue des prêts de grain, et aussi d'oiseaux (employés pour la divination ?) et des ventes d'esclaves.

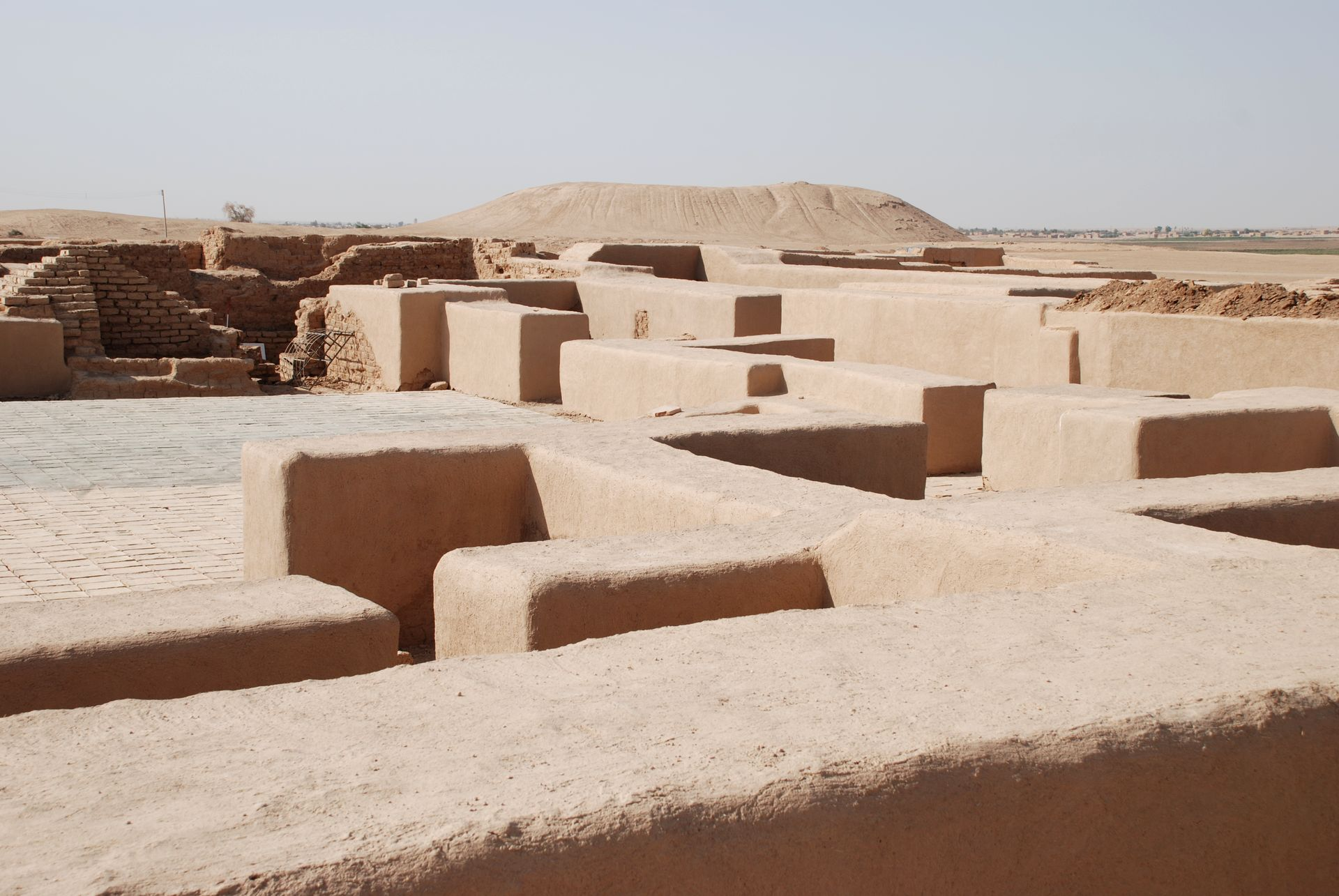
Ruines de la « Maison Rouge » de Tell Sheikh Hamad.

Plusieurs des plus importants membres de l'élite semblent avoir profité de leur proximité avec le roi pour accumuler rapidement de grandes richesses, en particulier à la fin de la période, quand les rois s'appuient avant tout sur leur cercle immédiat. Un ensemble de tablettes mises au jour dans le palais de Ninive comprennent des achats immobiliers faits par Remanni-Adad, le conducteur de char d'Assurbanipal, dans plusieurs provinces de l'empire. À Tell Sheikh Hamad (Dur-Katlimmu/Magdalu), a été mise au jour la très vaste résidence d'un commissaire / garde du corps du même roi, nommé Shalmu-sharri, qui a des proportions et une organisation quasi-palatiales : elle mesure 5 400 m2 au sol, dispose de plusieurs cours intérieures, d'espaces de stockage et d'administration, de pièces de réceptions, de plusieurs cuisines et salles d'eau, et d'un étage. Elle a livré des tablettes indiquant qu'il possédait plusieurs propriétés foncières, des troupeaux et de nombreux esclaves. En revanche ces personnages ne semblent pas, ou très peu, impliqués dans le commerce.

### Les familles urbaines et leurs archives
Bien que les fouilles se soient avant tout concentrées sur les monuments publics (palais et temples), elles ont aussi dégagé des espaces résidentiels privés et livré des informations permettant d'éclairer certains aspects de la vie des populations urbaines néo-assyriennes, ou du moins la partie aisée de celles-ci, celle qui a un accès régulier à l'écrit, et avant tout pour la période finale de l'empire, qui précède les destructions des sites qui ont figé la documentation aussi bien matérielle que textuelle.
Les fouilles d'Assur ont mis au jour environ 80 maisons de la période néo-assyrienne, alors que seulement une dizaine de résidences ont fait l'objet de fouilles sur les autres sites assyriens réunis. On y distingue deux types de maisons en fonction de l'organisation des pièces. Le premier consiste en des résidences à organisation linéaire, plus petites (78 m2 au sol en moyenne), constituées d'une succession de pièces alignées, au nombre de 4 à 6 en moyenne. Le second type est constitué par des maisons à cour, plus vastes (192 m2 au sol en moyenne), comportant en général au moins une dizaine de pièces, disposées autour d'une cour centrale qui organise la circulation interne. Les contrats de vente donnent le nom et la fonction d'une partie des espaces ou salles de certaines résidences, qui ne sont pas toujours évidents à comprendre : on y trouve des magasins, des espaces de réception, des ateliers, des salles d'eau, et des pièces où on se couche qui sont sans doute à l'étage.
Les habitants des villes assyriennes avaient l'habitude de se faire enterrer sous leurs résidences, en lien avec un culte ancestral symbolisant la continuité familiale par le biais d'hommages rendus par les vivants à leurs aïeux décédés. Là encore le principal corpus provient d'Assur, mais d'autres sites ont livré des ensembles de tombes privées, comme Tell Billa (Shibaniba). Différents types de tombes sont connus : les tombes couvertes de tessons sont populaires depuis l'époque médio-assyrienne, les tombes voûtées collectives sont attestées par endroits, et les inhumations en sarcophages et dans des doubles jarres se répandent. Le matériel funéraire est plutôt pauvre par rapport à la phase médio-assyrienne, consistant pour l'essentiel en un assemblage stéréotypé de céramiques et de parures constituées de perles, sans marqueurs individuels tels que des sceaux. Ces pratiques funéraires sont sans doute une des manières d'affirmer une identité « assyrienne » qui se diffusent dans la société.
Les archives privées mises au jour dans ces résidences fournissent diverses informations sur la vie économique des catégories aisées de la population urbaine. Il s'agit là encore surtout de trouvailles effectuées à Assur, surtout des petits lots documentant les dernières années de l'empire ou du moins le VIIe siècle av. J.-C.. Quelques textes privés proviennent de zones résidentielles de Nimroud et de Ninive, ainsi que de sites provinciaux (Tell Sheikh Hamad, Tell Halaf, Tell Ahmar, Tell Shioukh Fawqani, etc.). Ces archives sont surtout composées de tablettes en cunéiforme assyrien, surtout de nature juridique (actes de prêts, de ventes de terres et d'esclaves, quelques documents de mariage) mais aussi épistolaires. Il se trouve aussi des tablettes en alphabet araméen, ainsi que des bulles d'argile inscrites qui étaient attachées à des parchemins qui ont disparu, indiquant que ce type de document devait constituer une part importante des archives privées de la période. Les archives d'Assur fournissent la documentation la plus riche sur les activités urbaines, en particulier les métiers artisanaux (orfèvrerie, diverses spécialités du textile et de l'alimentaire), qui sont organisés de manière collective, dans entités appelées qinnu (« fraternités » ou « guildes »).

### La situation des campagnes
Les campagnes de Haute Mésopotamie semblent avoir bénéficié durant l'époque néo-assyrienne de conditions climatiques favorables : après une période plus aride que la moyenne qui s'étend sur les derniers siècles du IIe millénaire av. J.-C. et le début du Ier millénaire av. J.-C., le climat devient plus humide sur la période 900-750. Dans cette zone semi-aride cela veut dire que plus d'espaces peuvent être mis en culture qu'auparavant ne serait-ce que par le surcroît de précipitations. À cela s'ajoute la politique d'expansion agricole entrepris par le pouvoir royal dans les principales vallées de la région, qui se traduit par l'expansion des terres irriguées (cruciale dans la partie méridionale de la région où les précipitations sont insuffisantes pour assurer une agriculture pérenne) et d'une manière générale une politique de « colonisation agricole » de la Haute Mésopotamie reposant sur l'extension des zones cultivées et la création de villages et hameaux paysans. En revanche à partir de 700 la situation semble s'inverser, avec plus d'épisodes arides durant le VIIe siècle av. J.-C., ce qui pourrait avoir participé au déclin de l'empire ; mais c'est discuté,.
Le paysage des campagnes assyriennes est marqué par divers types d'habitats hiérarchisés et dispersés, notamment de nombreux hameaux (kapru), des canaux d'irrigation là où on en a construit, auxquels on peut ajouter des constructions d'exploitation comme des enclos pour parquer quelques têtes de bétail, des aires de battage, des citernes. Les zones cultivées des fonds de vallées sont constituées de champs céréaliers qui dominent largement, mais aussi de vignes, de jardins et de vergers, de bosquets, dont la taille est généralement réduite, et opposés à la steppe (madbaru) qui sert pour faire paître les troupeaux d'ovins et de caprins. L'archéologie rurale et agraire est quasiment inexistante en Assyrie, en dehors des prospections permettant de repérer l'habitat ; néanmoins une grande installation à presser du à vin datée d'environ 700 a été mise au jour en 2021 dans l'arrière-pays de Ninive.
Les structures agraires ne sont documentées que par un nombre limité de sources : des contrats de prêts agricoles, de ventes de terres, des actes de donations de terres par le roi, ainsi que des registres de terres avec leurs exploitants, en premier lieu le texte appelé Recensement de Harran, daté du règne de Sargon II, qui concerne comme son nom l'indique une liste de familles paysannes et leurs exploitations de la région de Harran, concernant peut-être des propriétés de membres de la famille royale. Le principal propriétaire foncier est le roi, donc le palais, et ensuite viennent les membres de sa famille royale ainsi que ses principaux serviteurs, aussi les temples, bien qu'ils n'aient pas en Assyrie la même importance économique qu'en Babylonie. Les terres sont placées sous leur contrôle à la suite d'achats ou de dons par le roi, mais aussi parce qu'elles leur sont concédées dans le cadre de leurs fonctions. Les grands propriétaires semblent plutôt être du type absentéiste, d'autant plus que leurs terres semblent généralement disséminées dans plusieurs localités, y compris dans des provinces différentes. L'image que donne le Recensement de Harran de ces grandes propriétés est le fait qu'elles ne sont pas consacrées à la monoculture céréalière, mais ont un profil diversifié voire orienté vers la spéculation par la culture de vigne, de vergers et de bois. Le domaine est divisé en exploitations de petite taille exploitées par des familles paysannes qui sont également de taille réduite,,. La question de l'aliénabilité des terres est débattue : elle semble avoir été traditionnellement limitée en Assyrie, mais selon certains les contraintes se seraient réduites durant l'époque néo-assyrienne, permettant un développement de pratiques plus « capitalistes » de la part des propriétaires, en lien avec les grands projets publics de mise en valeur agricole.
Les rapports entre grands propriétaires et petits exploitants sont généralement vus sous un jour défavorable aux seconds, ce qui entraîne un problème chronique de main d’œuvre rurale durant les deux derniers siècles de l'empire. Les modalités du phénomène sont discutées. Ainsi pour M. Liverani les grands propriétaires recevant des terres par le roi et le palais étendent aussi leurs domaines et leur domination sur la paysannerie par le biais de prêts agricoles. Les paysans sont donc de moins en moins des propriétaires, et de plus en plus de simples exploitants pour le compte d'une grand propriétaire, ayant souvent une condition servile. Les lourdes ponctions sur les habitants des campagnes assyriennes effectuées pour les besoins de l'armée ne sont pas forcément compensées par les arrivées de déportés, ce qui crée un déséquilibre démographique, alors que les propriétaires fonciers bénéficient d'une fiscalité plutôt réduite, quand ils n'ont pas reçu d'exemptions d'impôts et de corvées grâce à une faveur royale. J.N. Postgate insiste également sur l'endettement paysan qui profite aux grands propriétaires expansionnistes : la principale difficulté pour ces derniers n'est pas tant d'obtenir des terres que des gens pour les travailler, aussi il est important de s'assurer que les paysans criblés de dettes ayant cédé leurs terres à continuer à les exploiter. C'est probablement pour cela que les donations royales de terres, qui semblent plutôt concerner des zones marginales à mettre en valeur, incluent également des personnes pour les travailler, qui dans ces cas doivent être des déportés.

### Les couches inférieures de la population
La structure sociale de l'Assyrie récente est mal connue et son découpage est discuté. On peut isoler une classe dominante, l'élite dirigeante déjà évoquée, un groupe restreint en nombre, et à l'opposé la masse des classes populaires ou inférieures, en grande partie servile ou du moins dépendant de plus puissants parce qu'elle ne dispose par des moyens de production. Il semble bien exister entre les deux un groupe constitué de personnes libres et non dépendantes mais pas pour autant riches et dominantes. Cependant faute de sources suffisantes il est impossible de mesurer le poids de ces personnes travaillent de façon indépendante en exploitant leur propre terre ou atelier, ou vivant du commerce. Les personnes libres n'appartenant pas à l'élite apparaissent surtout dans la documentation quand elles se mettent au service d'une institution (palais et temple) ou d'un puissant dans le cadre d'une location de travail temporaire ou d'un service public (ilku). Leur position dans la société est débattue : certains insistent sur l'opposition dirigeants/dirigés et mettent en avant leur statut de dominé, qui les rapproche donc des couches inférieures ; d'autres insistent plus sur l'opposition indépendants/dépendants, auquel cas leur indépendance les rapproche des strates supérieures de la société.
Les strates inférieures de la population assyrienne comprennent des esclaves, qui sont dans cette condition parce qu'ils ont été capturés et déportés à l'issue de conflits, ou bien en raison de dettes qu'eux ou des membres de leur famille n'ont pu rembourser, quand ils ne sont pas directement vendus par leur famille, ou encore parce qu'ils sont des enfants d'esclaves. Leur étude renvoie donc plus largement à celle des déportés, qui sont répartis, à l'échelle de tout l'empire, dans les domaines du palais et, par le biais de donations royales, ceux des temples, des grands dignitaires et aussi dans le patrimoine des soldats qui les reçoivent en récompense. Ils servent alors à venir garnir les rangs de la population laborieuse du pays : ils sont agriculteurs, artisans, domestiques. Des actes de ventes d'esclaves indiquent qu'ils font l'objet d'un marché, mais il est peu documenté. Il est en tout cas contrôlé par le pouvoir royal, qui cherche à réprimer les abus, car il existe également un marché illicite des esclaves, des mises en esclavage forcées et illégales, ainsi que des fuites d'esclaves. Ils changent souvent de propriétaires en groupe, parfois par villages entiers, lors des transferts de propriétés foncières agricoles. La condition servile tend à se confondre avec celles des dépendants, notamment dans le monde agricole, qui voient leur statut se réduire à la suite d'endettements et qui semblent souvent attachés à leur terre,.
Il est donc impossible d'avoir autre chose que des aperçus fragmentaires de la vie de ces personnes, souvent sous des jours peu enviables. Un contrat de vente du milieu du VIe siècle av. J.-C. enregistre ainsi la cession d'une femme élamite, capturée lors d'une des campagnes du règne d'Assurbanipal, qui reçoit à l'occasion un nouveau nom assyrien, Nanaya-ila'i, et est accompagnée de sa fille apparemment très jeune puisqu'elle n'a pas de nom. Un autre texte rapporte comment un homme a vendu sa fille, et, parce qu'il était manifestement sans espoir de la racheter, il a organisé sa fuite mais son subterfuge a été découvert. Le pouvoir impérial s'appuie sur ces populations qui sont couramment déplacées à sa guise, selon les besoins du moment, et pas seulement à grande échelle après des conquêtes militaires : plusieurs lettres de gouverneurs évoquent ainsi des groupes de gens déplacés d'un endroit à l'autre de leur province pour occuper un village agricole, un avant-poste militaire ou un relais routier qui manque d'hommes, en se voyant confier des terres où s'installer.
La démographie des couches inférieures de la population assyrienne a été approchée par les listes de personnes telles que le Recensement de Harran ainsi que les actes de transfert de terres agricoles qui incluent des familles entières. Ces familles sont généralement formées autour d'un couple et constituées d'un petit nombre de personnes : il y a une domination écrasante des familles nucléaires dans la documentation, peu de familles ayant plus de trois générations sous un même toit, et un nombre élevé de familles monoparentales. De plus elles comprennent un nombre d'enfants bien moins élevé que ce qui est attendu. Cela pourrait être le résultat de la volonté des propriétaires de mettre en valeur plus de terres, qui les a incités à fractionner les familles trop nombreuses pour constituer plus d'exploitations agricoles. Ces traits semblent s'être accentués avec le temps, ce qui serait un autre indicateur du manque d'hommes dans l'empire assyrien finissant, que les nouvelles déportations ne suffiraient pas à combler,,.

### Les échanges
Les mouvements de produits sur lesquels nous sommes renseignés pour la période néo-assyrienne sont avant tout des prélèvements forcés, résultant d'un rapport de force : il s'agit donc d'échanges non libres. Il prend la forme d'un tribut prélevé par le pouvoir royal assyrien en temps de paix ou après une guerre et qui est redirigé vers le centre de l'Assyrie. Les échanges libres sont peu documentés. Les palais et les sanctuaires montent des expéditions commerciales. Le pouvoir royal détient peut-être des monopoles sur le commerce de produits stratégiques comme le fer ou les chevaux. Les institutions font appel à des marchands (tamkāru) pour les expéditions qu'elles organisent. Ces marchands, dont le statut exact est débattu (voir plus haut), peuvent également mener des activités privées. Parmi la maigre documentation les concernant se trouve l'archive de Duri-Assur, mise au jour à Assur. C'est un chef d'une famille de négociants en vin, qui allait s'en procurer à Zamahe (Tell Rimah) dans le Djebel Sinjar, grande région viticole de l'époque. Il réunissait à cette fin un capital auprès de nombreux investisseurs (souvent engagés pour des petites sommes) qui en retour pouvaient acheter le vin.
Les échanges à longue distance se développent dans la première moitié du Ier millénaire grâce à notamment deux phénomènes majeurs : le développement du commerce méditerranéen, en premier lieu sous l'impulsion des Phéniciens ; le développement du commerce caravanier dans les zones arides et désertiques de Syrie et d'Arabie, permis par la domestication du dromadaire. Les historiens discutent quant à savoir si la mise en place de l'empire assyrien et de ses voies de communication a stimulé les échanges, et même si les rois assyriens ont eu une politique de développement commercial. Il paraît au moins évident que la présence d'axes de communications et de points de transits majeurs a joué dans la politique de conquête assyrienne. En tout cas à peu près toutes les régions sont impliquées à des degrés divers dans les échanges à longue distance. De nombreux produits transitent sur les routes du Moyen-Orient assyrien, et on ne peut en relever que certains des plus importants. Parmi les bois, le cèdre des montagnes du Liban ou de Syrie est très prisé par le pouvoir royal. Les bois de cyprès ou de buis font l'objet d'échanges. Divers métaux sont échangés : le cuivre, l'étain, l'or, l'argent, le fer. Leur provenance originelle est débattue : l'étain vient d'Ouzbékistan ou d'Iran, l'or d'Égypte ou peut-être d'Inde. Mais dans les faits les régions où ces métaux sont beaucoup échangés ne sont pas celles d'où ils sont extraits : l'approvisionnement en étain se fait beaucoup au Levant ou en Haute Mésopotamie. La cornaline, le lapis-lazuli et l'alun sont prisés par les institutions et les élites. L'ivoire provient d'éléphants d'Afrique, mais de plus en plus d'Inde, et de moins en moins de l'éléphant syrien qui est en cours de disparition au Ier millénaire. Les zones où l'Assyrie se fournit en chevaux sont en Iran actuel, chez les Mèdes, les Perses, en Élam, ou en Urartu, en Anatolie et en Syrie du Nord. Différents textiles, teints ou non, circulent également. Parmi les produits alimentaires, le vin est échangé à longue distance, mais la plupart des denrées périssables transitent plutôt à l'échelle locale voire régionale.

## Religion et culture savante

### Les principales divinités
La structure du panthéon assyrien, du moins dans sa formulation officielle, est celle d'une monarchie absolue au sommet de laquelle trône le dieu Assur, l'incarnation divine de l'Assyrie. Son élévation est à ce point prononcée que certains ont voulu y voir une préfiguration du monothéisme, ce qui est sans doute excessif. Il est au moins clair que la place prise par Assur dans la religion assyrienne reflète l'affirmation de l'empire dont il est considéré comme le véritable monarque, et que cet ordre hiérarchique offre comme toujours en Mésopotamie un modèle pour celui que les souverains souhaitent voir appliquer dans le monde terrestre. Depuis l'époque médio-assyrienne, le dieu national a repris les aspects du dieu Enlil, qui occupe traditionnellement la fonction de roi des dieux et de dieu de la royauté. Sous le règne de Sargon II, il est assimilé à la divinité primordiale Anshar, ce qui est facilité par la proximité des deux noms. Cela permet de conférer au dieu assyrien une stature supérieure d'antériorité par rapport aux autres divinités associées à la royauté, Enlil et surtout le babylonien Marduk, qui est en quelque sorte son rival. Sennachérib en particulier instaure un programme politico-religieux d'élévation de ce dieu, qui s'accomplit en reprenant les attributs de Marduk, et s'accompagne de constructions dans la ville d'Assur. Mais cela semble surtout destiné à l'Assyrie et pas au reste de l'empire, et ses successeurs semblent avoir tempéré cette tendance. Quand ils patronnent les temples de Babylonie, ils se gardent bien d'y reproduire la hiérarchie qu'ils présentent en Assyrie, qui fait de Marduk le fils d'Assur, et ils préfèrent reprendre la politique d'entretien des dieux et temples locaux des rois babyloniens, ce qui accompagne leur politique d'apaisement après les destructions du temps de Sennachérib.

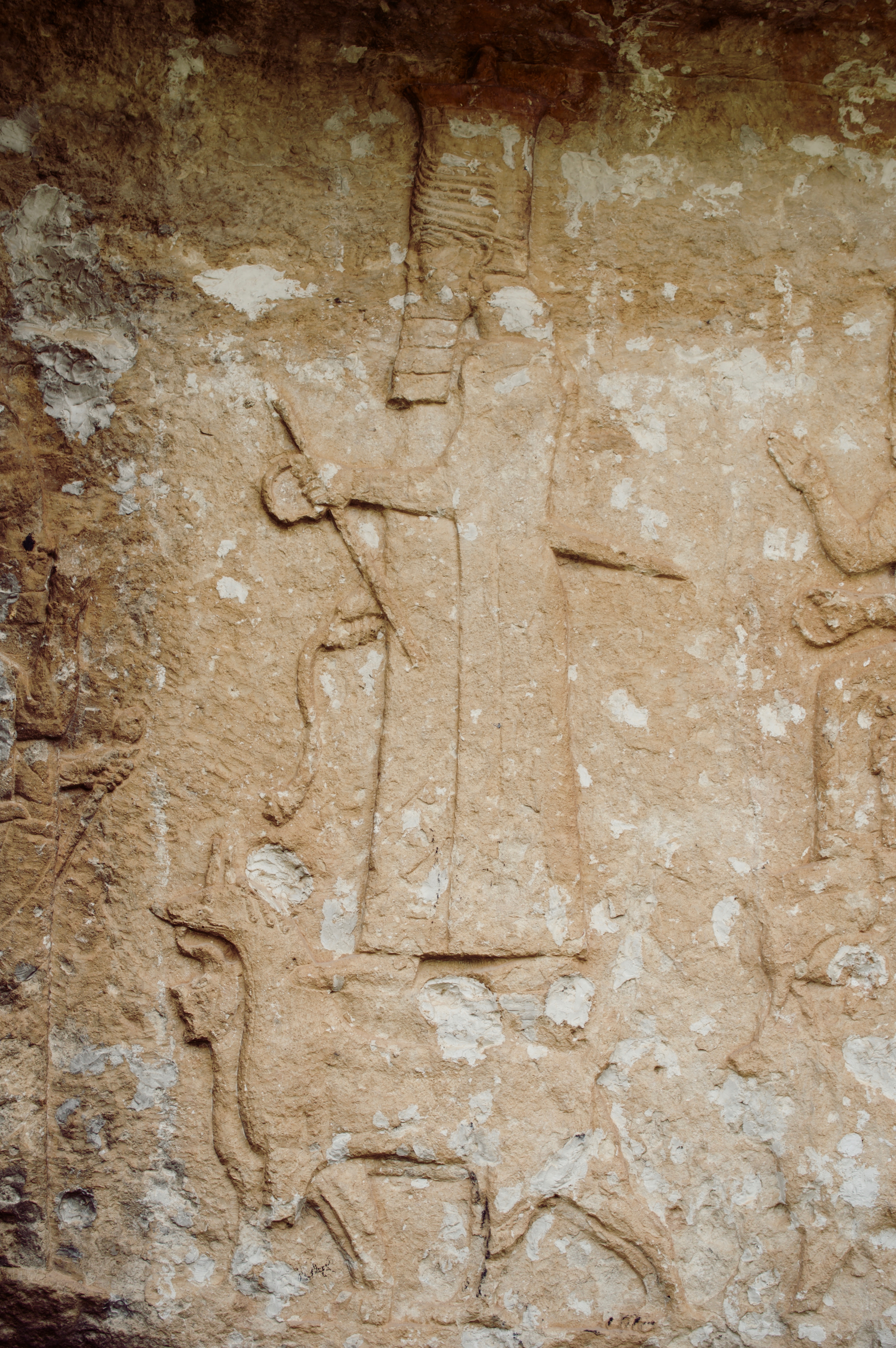
Représentation du dieu Assur sur les reliefs de Maltai, sur un dragont-serpent mušhuššu et tenant l'anneau et le bâton, insignes de la royauté, dirigeant une procession de divinités, face au roi (probablement Sennachérib), placé à gauche de l'image.
Plan du temple d'Assur après les extensions du règne de Sennachérib (début VIIe siècle av. J.-C.). Le bâtiment principal est de forme rectangulaire et d'axe sud-ouest/nord-est. La cella est la pièce barlongue située au nord-est. Un nouveau bloc avec une cour est ajouté sur le côté est de l'édifice, au niveau la cella, avec un accès vers celle-ci.

Au IXe siècle av. J.-C. le dieu Ninurta, vu en Assyrie comme le fils d'Assur, prend une grande importance dans la piété royale (et plus largement celle de l'élite assyrienne). C'est traditionnellement un dieu associé à la souveraineté (c'était du reste déjà le cas à l'époque médio-assyrienne), car il combine les aspects de guerrier, administrateur et garant de l'abondance et de la prospérité. C'est à lui qu'est voué le premier temple construit par Assurnasirpal II à Kalkhu, et également la tour à étages, ziggurat, qui le jouxte,,.

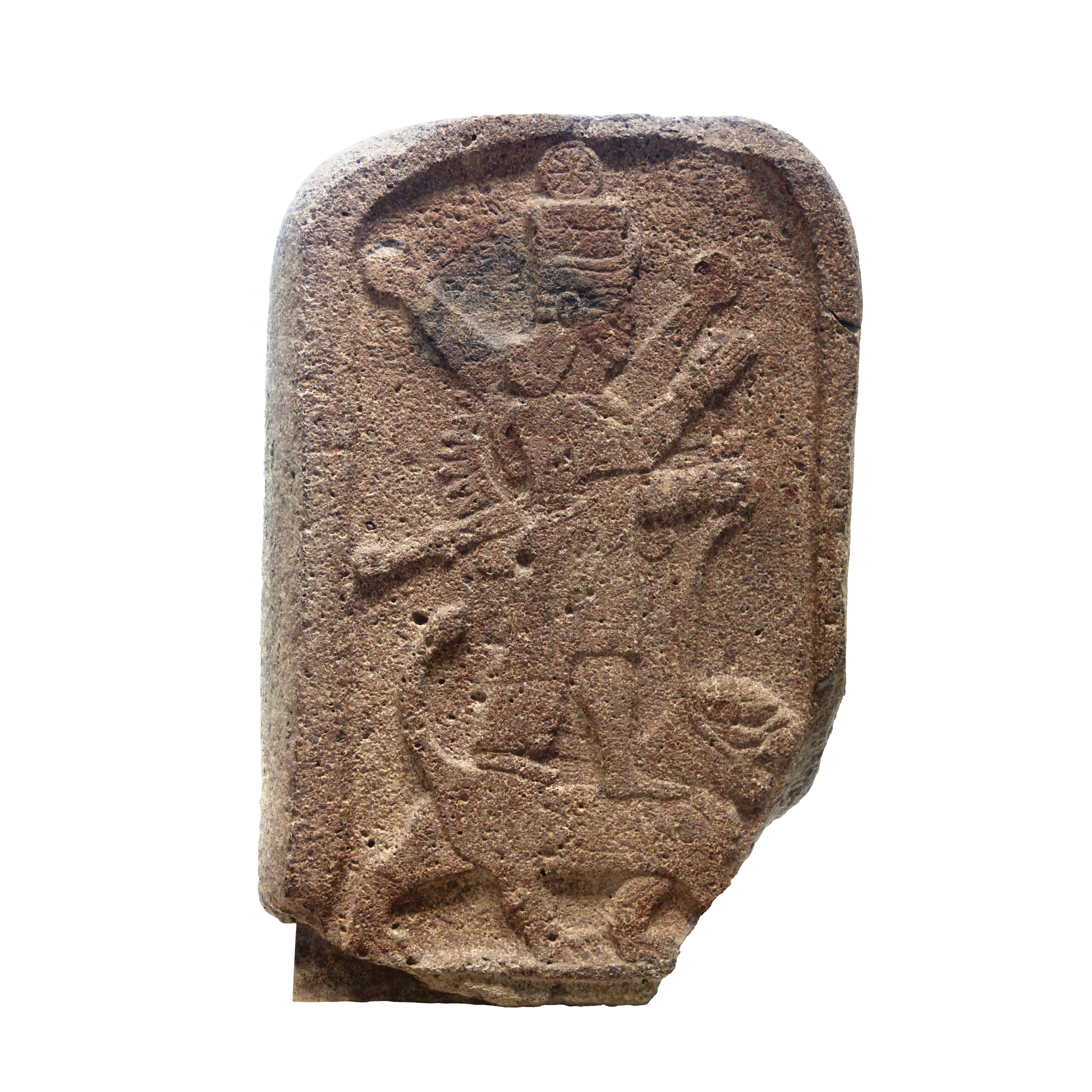
Stèle représentant Ishtar d'Arbèles. Tell Ahmar, Musée du Louvre.

Une autre divinité occupe une place de premier ordre dans la fabrication du roi assyrien à l'époque sargonide, la déesse Ishtar. Cette déesse fait traditionnellement partie du groupe des divinités mésopotamienne qui octroient la souveraineté. En Assyrie, elle dispose de deux manifestations plus importantes que les autres, attestées depuis de nombreux siècles avant la période, Ishtar de Ninive et Ishtar d'Arbèles. La seconde a un aspect guerrier très prononcé. Des textes de l'époque, comme un hymne à Assurbanipal, font de la déesse, notamment sa variante ninivite, une mère qui enfante le roi, d'autres fois une sage-femme qui l'aide à venir au monde, ou une nourrice qui l'allaite,,.
Une autre divinité importante de la Haute Mésopotamie qui a les faveurs d'Assarhaddon et d'Assurbanipal est le dieu-lune Sîn de Harrân (près de l'actuelle Şanlıurfa). Il confère également la souveraineté et conforte leur légitimité dans les régions occidentales où il est très populaire, et semble plus généralement disposer d'un statut spécial pour leur dynastie,.
Nabû, le dieu de la sagesse originaire de Babylonie, se voit ériger des sanctuaires dans les capitales assyriennes, signe qu'il a également gagné en importance dans les discours et la piété des rois,, sans doute dans un but de concilier les traditions religieuses assyriennes et babyloniennes.

### Les temples et le culte
Les rois assyriens remplissent comme le veut la tradition mésopotamienne la fonction de principaux pourvoyeurs des temples de leur royaume, et leurs inscriptions commémorent à de nombreuses reprises le fait qu'ils restaurent ou érigent des sanctuaires.
L'administration et le fonctionnement des temples néo-assyriens reste un sujet encore peu étudié, peu de documentation étant disponible sur ce point (quelques textes administratifs, et surtout des lettres entre prêtres et rois). En principe leur organisation incombe au roi, qui doit pourvoir aux besoins de leur culte et nomme leur personnel, notamment leur grand prêtre (šangû), qui est aussi l'administrateur principal de leurs biens. Les temples les plus importants du royaume (à Assur, Ninive, Arbèles, Kalkhu) sont plus étroitement contrôlés (il arrive qu'ils soient surveillés par un délégué royal, qēpu). Le roi se rend à leurs rites principaux s'il n'a pas d'autres obligations, et ils bénéficient de ses largesses ainsi que de celles des hauts personnages de l'empire et donc en principe de ressources plus larges (matériel et denrées pour le culte fournis directement, domaines, dépendants). Pour les autres temples, le rapport est plus distant. Les autorités provinciales et urbaines semblent souvent prendre le relais. Il y a aussi des cas où on voit des temples voisins s'apporter un soutien matériel et rituel en cas de grande difficulté qui met en péril l'accomplissement du culte,,. Quelques documents juridiques provenant du temple de Nabû à Nimroud indiquent que l'institution reçoit des terres et esclaves en donation, et effectue des prêts en grains,.
Parmi les cérémonies les plus importantes liées à la royauté assyrienne, souvent connues par des textes fragmentaires, en plus du couronnement dont on ne connaît pas la fréquence (au moins au début de chaque règne, peut-être chaque année), sont connus le bīt rimkī, bain rituel ayant une fonction purificatrice, et le takultu, banquet rituel auquel sont conviés les dieux du royaume une fois par an afin d'assurer la prospérité de l'Assyrie. Lors de sortes de pèlerinages, le roi participe aux principales fêtes des grands lieux de culte assyriens, à Ninive, Arbèles, Kilizu, Kalkhu, aussi dans les grands centres religieux de Haute Mésopotamie, Guzana et Harran, et en Babylonie, à l'occasion de ses séjours dans la région.
Le temple d'Assur reste le centre symbolique du royaume, ce qui se manifeste depuis l'époque médio-assyrienne par le fait que les provinces contribuent à tour de rôle à son culte, donc aux repas quotidiens du dieu, et le refus d'y participer est considéré comme un acte de rébellion. Les statues des divinités des pays étrangers vaincus par l'Assyrie sont couramment emmenées dans le sanctuaire, de la même manière qu'on prend en otage des princes qui vont vivre dans le palais royal ; au cours d'une campagne en Arabie, Sennachérib s'empare ainsi des statues des grands dieux des temples d'Adummatu (Dumat Al-Djandal) qu'il installe dans le temple.
Un autre élément de la religion assyrienne est le prophétisme, forme de divination dans laquelle le message du dieu est transmis de façon spontanée par l'intermédiaire d'un prophète (raggimu) et plus souvent d'une prophétesse (raggintu). La divinité qui est à l'origine de ces messages est en général Ishtar, notamment son aspect d'Arbèles, mais il peut aussi s'agir de dieux, comme Assur. Les prophéties de l'époque d'Assarhaddon et d'Assurbanipal ont été compilées dans des tablettes,.

### Les érudits et le pouvoir
La nécessité de gérer les relations entre les dieux et le roi implique comme vu plus haut la présence d'un groupe de savants qui assure l'interprétation des messages divins, et monte la garde contre les forces surnaturelles qui pourraient menacer le roi. Un dispositif complexe permettant la collecte des informations en lien avec les volontés divines et leur interprétation par les spécialistes a donc été mis en place, et son fonctionnement est documenté par de nombreuses tablettes, provenant avant tout de Ninive. Cela n'est pas à proprement parler une innovation de l'époque des Sargonides. Mais il semble bien que ceux-ci aient accordé plus de place que leurs prédécesseurs aux savoirs et aux savants, afin d'étendre et de maintenir leur pouvoir, et de les appuyer dans le gouvernement de l'empire et notamment la prise de décision, ce qui explique la place prise par la divination.
Les correspondants du rois font partie des différentes spécialités savantes : des devins spécialisés dans l'hépatoscopie (barû), des astrologues (ṭupšar Enūma Anu Enlil), des lamentateurs (kalû), des exorcistes (āšipu), ou encore des spécialistes en médecine (asû). Les sujets sont surtout savants : des problèmes médicaux, des questions rituelles, les tâches des scribes, et surtout les présages et leur interprétation, en particulier astrologiques, mais aussi les oracles des prophètes des temples assyriens. Ces lettres ont souvent un lien avec des affaires politiques et militaires, mais il s'agit rarement de donner des conseils en ces matières, qui ne sont pas du ressort de ces experts. Des querelles d'interprétations entre experts surviennent régulièrement. Il apparaît comme dans les autres correspondances royales que le roi doit être au courant de tout ce qui est important, et que la fiabilité de ses conseillers doit être à toute épreuve,,,. Les informations et interprétations des messages divins sont donc importantes pour l'exercice du pouvoir : une lettre décrit ainsi à Assurbanipal comment son père Assarhaddon avait pour routine de se faire lire les rapports des astrologues dans un jardin particulier.
Une partie du corpus de textes divinatoires sont des rapports de procédures d'hépatoscopie et d'extispicine, la lecture des présages dans le foie et les entrailles d'agneaux sacrifiés. Ils interrogent surtout le dieu Shamash qui patronne (avec le dieu Adad) cette forme de divination. Ils sont relatifs à des événements militaires importants (en particulier les risques de rébellion et d'invasions), l'opportunité d'accords diplomatiques et la sincérité des propositions d'autres rois, des affaires internes comme la nomination de hauts dignitaires et de prêtres, le choix d'un prince héritier, la santé du roi et d'autres personnages importants, la signification de songes, la religion et le culte,.

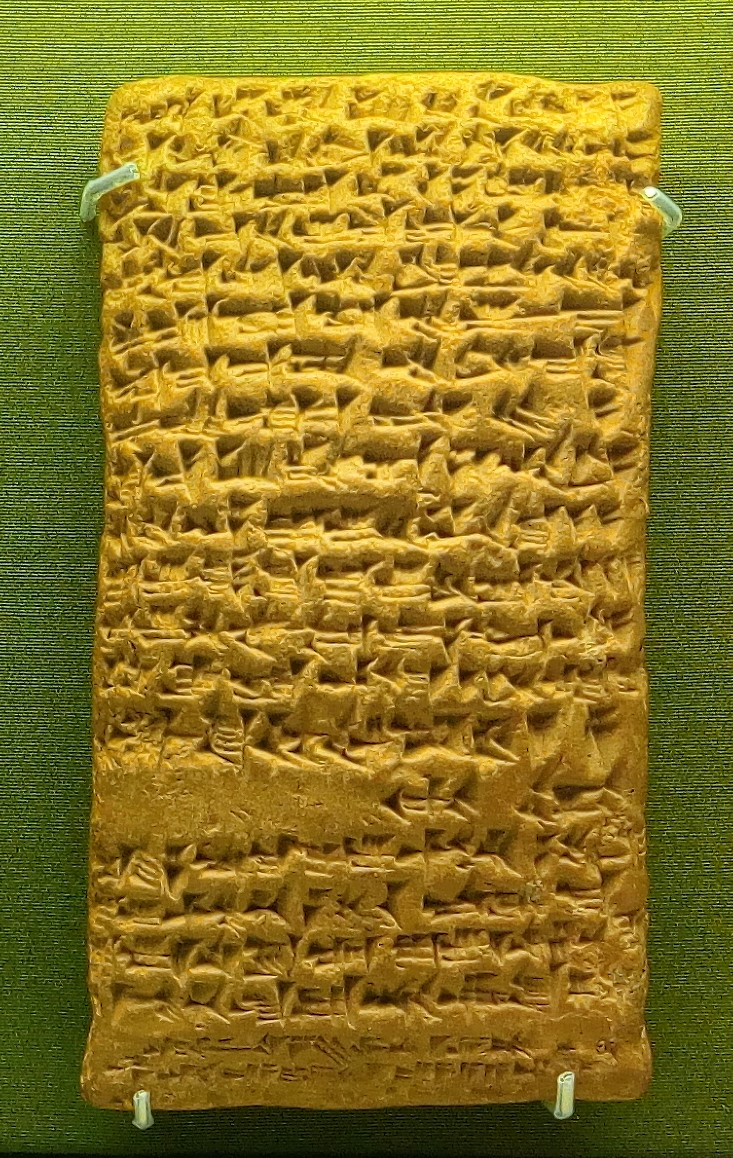
Tablette rapportant une consultation d'hépatoscopie, 651 av. J.-C., pour savoir si les troupes du Pays de la Mer allaient se joindre à une révolte contre l'Assyrie. British Museum.
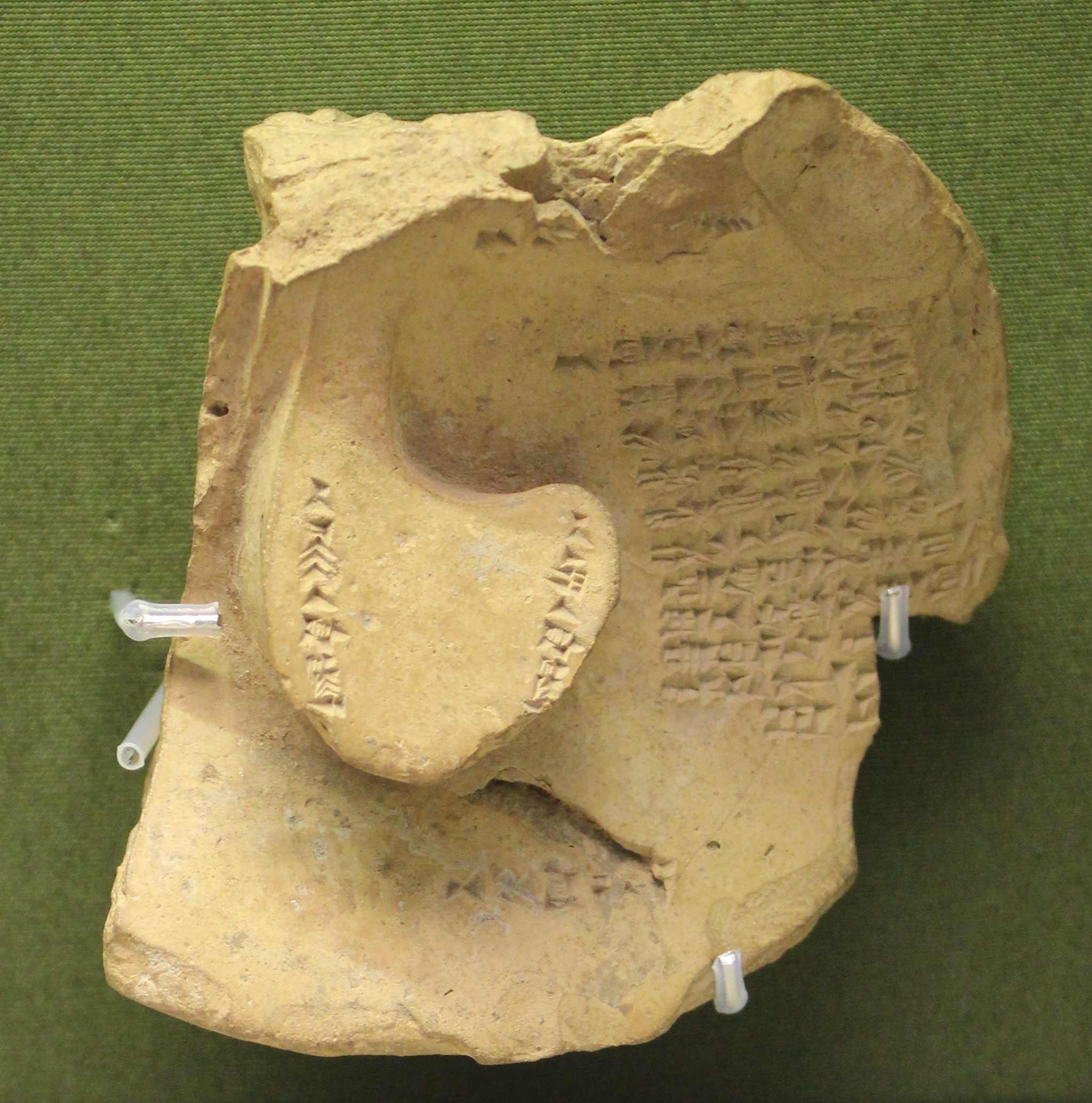
Modèle en argile d'un poumon d'agneau, inscrit avec des présages, utilisé par des prêtres spécialisés dans la divination sur les poumons et le foie. British Museum.
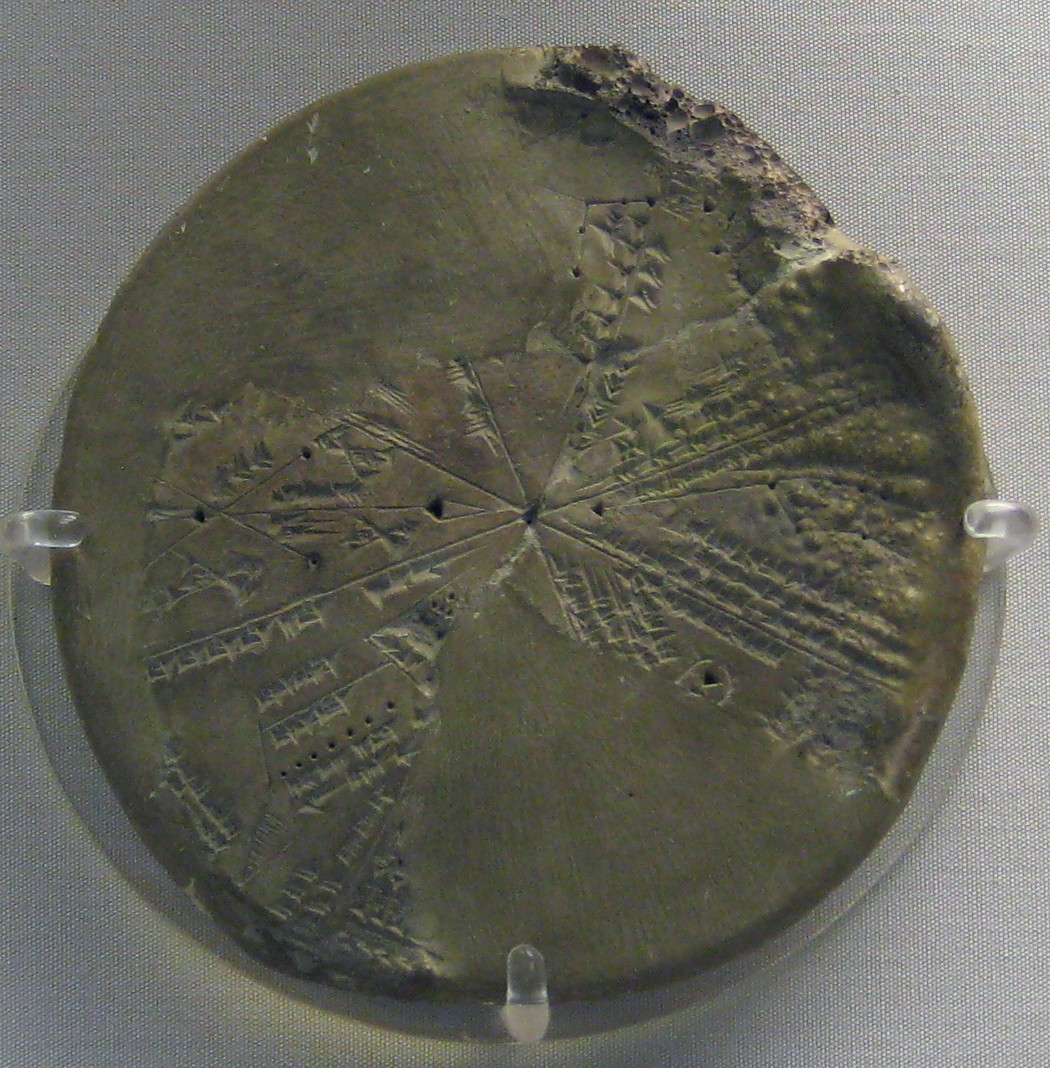
Tablette circulaire représentant un planisphère céleste indiquant la position des constellations observées la nuit du 3 au 4 janvier 650 autour de Ninive. British Museum.
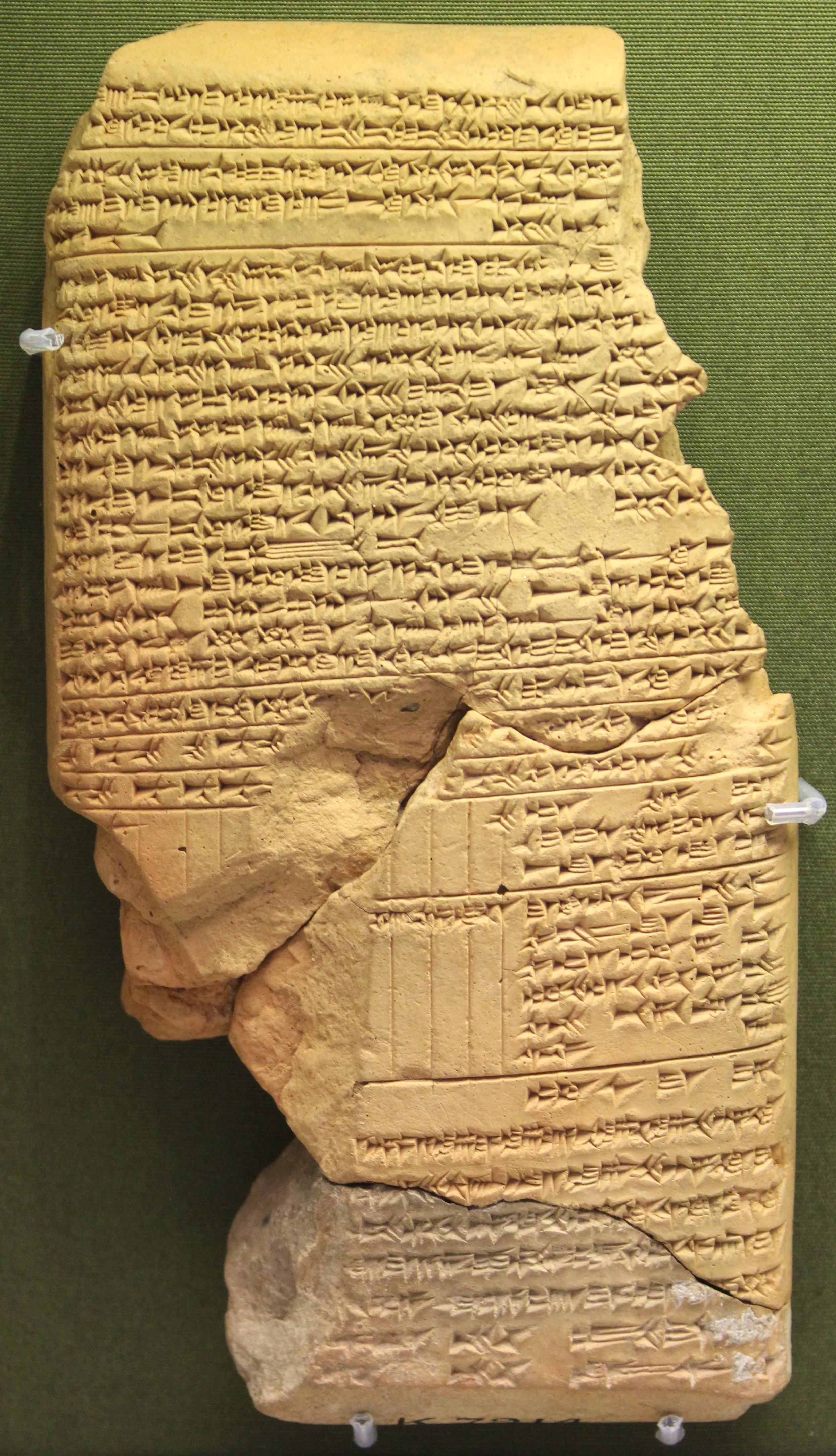
Tablette du « Manuel du devin », ouvrage divinatoire. British Museum.
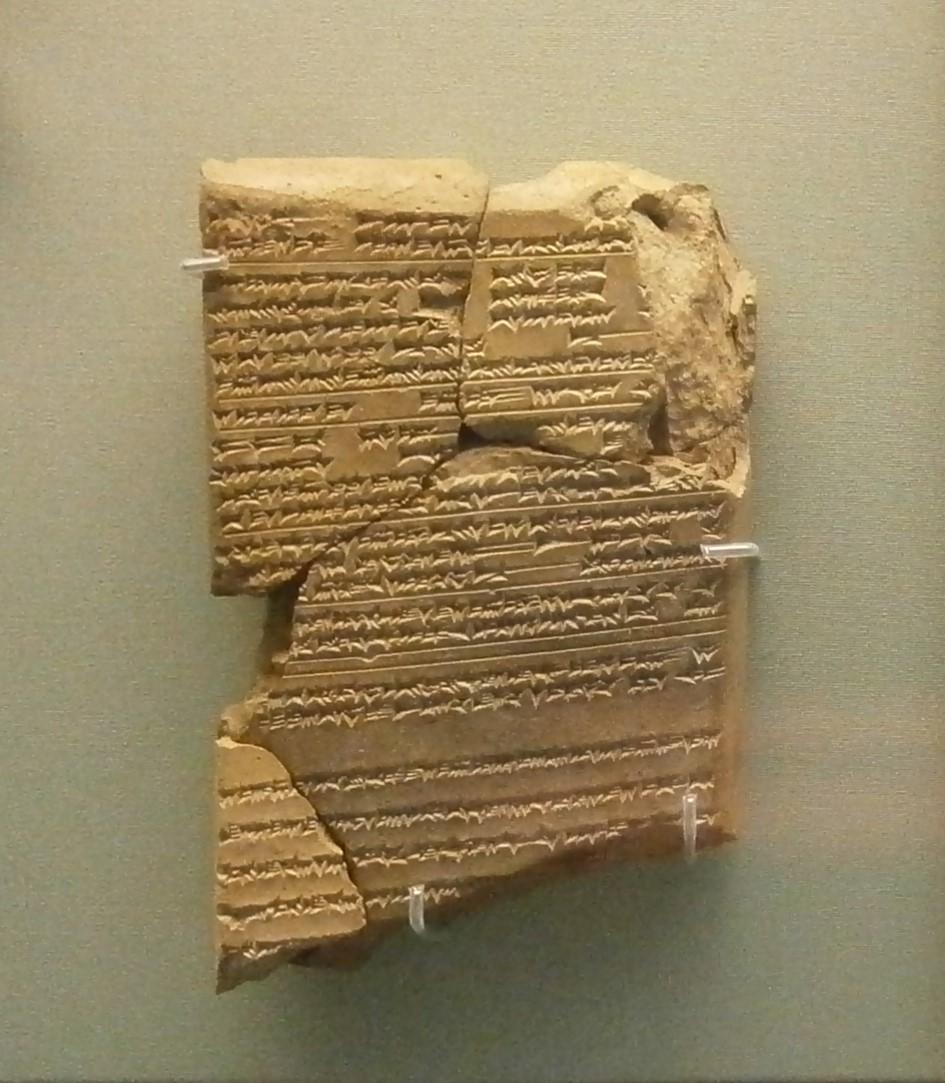
Tablette de prescrivant des remèdes de type médical (cataplasmes) et magiques (réalisation d'amulettes) pour guérir des jeunes enfants. v. 650 av. J.-C., British Museum.

### Bibliothèques et littérature
Afin d'appuyer la mission des savants, un ensemble de bibliothèques est constitué par les lettrés assyriens, certaines à titre privé, d'autres à l'initiative du pouvoir royal. Le fonds le plus important, de loin, provient de Ninive, et comprend plus de 16 000 fragments et tablettes. On le regroupe couramment sous la dénomination de « Bibliothèque d'Assurbanipal », mais les tablettes proviennent au moins de trois lieux différents, le Palais sud-ouest, le Palais nord, et le temple de Nabû. Même s'il n'est pas à l'initiative de la formation de ces bibliothèques, Assurbanipal a été très actif dans la collecte de tablettes savantes, notamment depuis la Babylonie qui reste la terre de culture par excellence aux yeux des Assyriens (un rôle un peu similaire à celui de la Grèce pour les Romains). Il ordonne des copies de tablettes, ou les fait saisir directement (en particulier après sa campagne en Babylonie en 647),,,,. Les temples de Nabû qui se trouvaient dans les différentes capitales assyriennes (Kalkhu, Dur-Sharrukin, Ninive) ont eu des bibliothèques, ce qui est manifestement lié au fait que ce dieu est le patron des scribes et savants. D'autres bibliothèques ont été constituées à titre privé par des savants assyriens, qui peuvent être sollicités par le pouvoir royal. C'est souvent l'affaire de plusieurs générations dans ces milieux où on exerce une même fonction de père en fils. Elles sont attestées par les centaines de tablettes mises au jour dans les résidences de l'exorciste Kisir-Assur à Assur et du prêtre Qurdi-Nergal à Sultantepe,, et la bibliothèque royale a intégré les tablettes de la bibliothèque de Nabû-zuqup-kenu, grand scribe actif à Kalkhu sous Sargon II et Sennachérib.
Dans ces différentes bibliothèques constituées pour les besoins des savants, les traités techniques et textes rituels de divination, exorcisme et médecine ont la part belle, ainsi que les listes lexicales qui sont d'importants auxiliaires d'apprentissage et instruments de compilation des connaissances. Les « belles-lettres » sont très minoritaires en quantité. Mais ce sont elles qui ont avant tout attiré l'attention des savants qui ont redécouvert l'Assyrie antique et du public cultivé moderne. Les bibliothèques de Ninive ont fourni une grande partie des sources sur la littérature mythologique et épique mésopotamiennes, au premier rang desquelles se trouvent les tablettes de la version « standard » de l’Épopée de Gilgamesh. Elles constituent encore les principales sources pour la connaissance de la culture savante de la Mésopotamie antique, toujours en cours d'analyse plus d'un siècle et demi après leur découverte.
On y retrouve les principales compositions de la littérature mésopotamienne antique, qui ont souvent déjà atteint un stade « canonique » à l'époque néo-assyrienne. Les scribes assyriens élaborent cependant de nouvelles compositions littéraires, au moins à partir de Sargon II et surtout sous Assarhaddon et Assurbanipal. Les scribes au service du pouvoir, en particulier le grand scribe, ont pour mission de rédiger les inscriptions royales, et aussi des hymnes et rituels en lien avec la royauté,. Les textes produits par les lettrés néo-assyriens comprennent d'abord des hymnes glorifiant la royauté, les divinités et lieux de culte assyriens, et des poèmes élégiaques. Les lettres aux dieux peuvent aussi être des compositions littéraires de qualité, à l'image du récit de la Huitième campagne de Sargon II. D'autres textes renvoient aux relations politico-théologiques avec Babylone, comme l’Ordalie de Marduk et le Pêché de Sargon. La Vision de l'Enfer du prince héritier est comme son nom l'indique une description du monde infernal ayant pour protagoniste un futur roi, sans doute liée aux morts dramatiques de Sargon II et de Sennachérib.

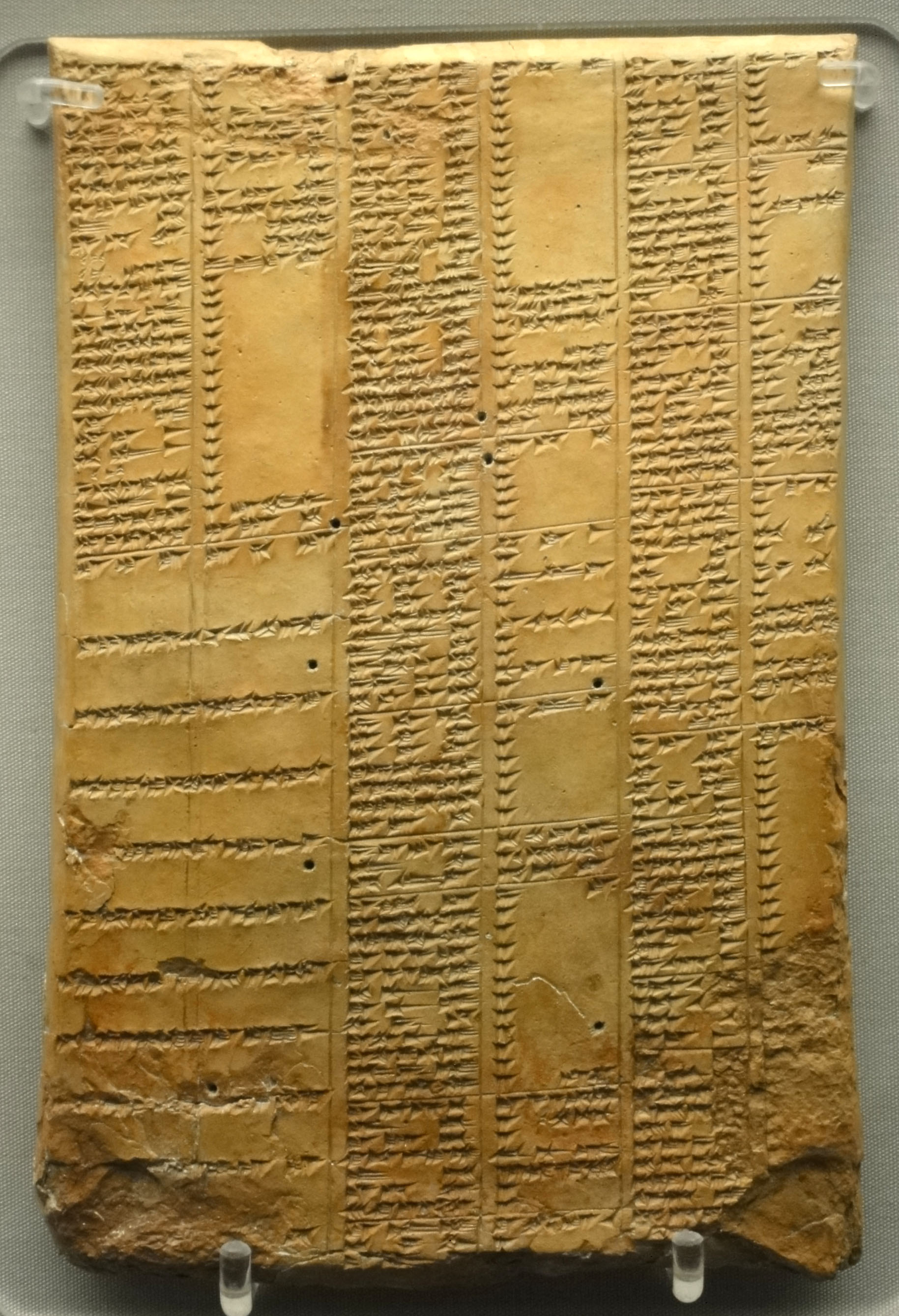
Tablette de listes de synonymes cunéiformes (British Museum).
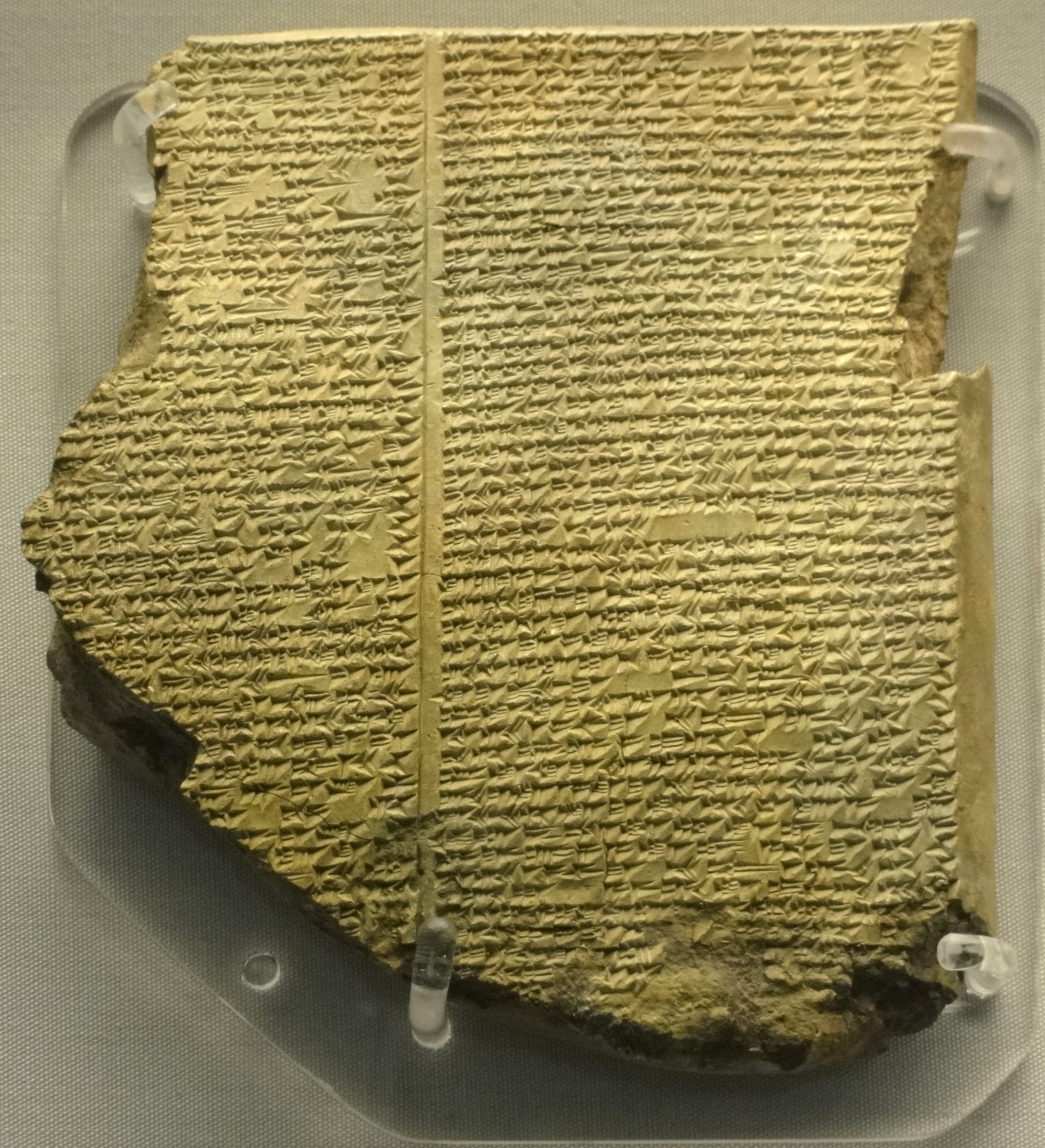
Tablette racontant le mythe du Déluge de l'Épopée de Gilgamesh (onzième tablette de la version ninivite). British Museum.
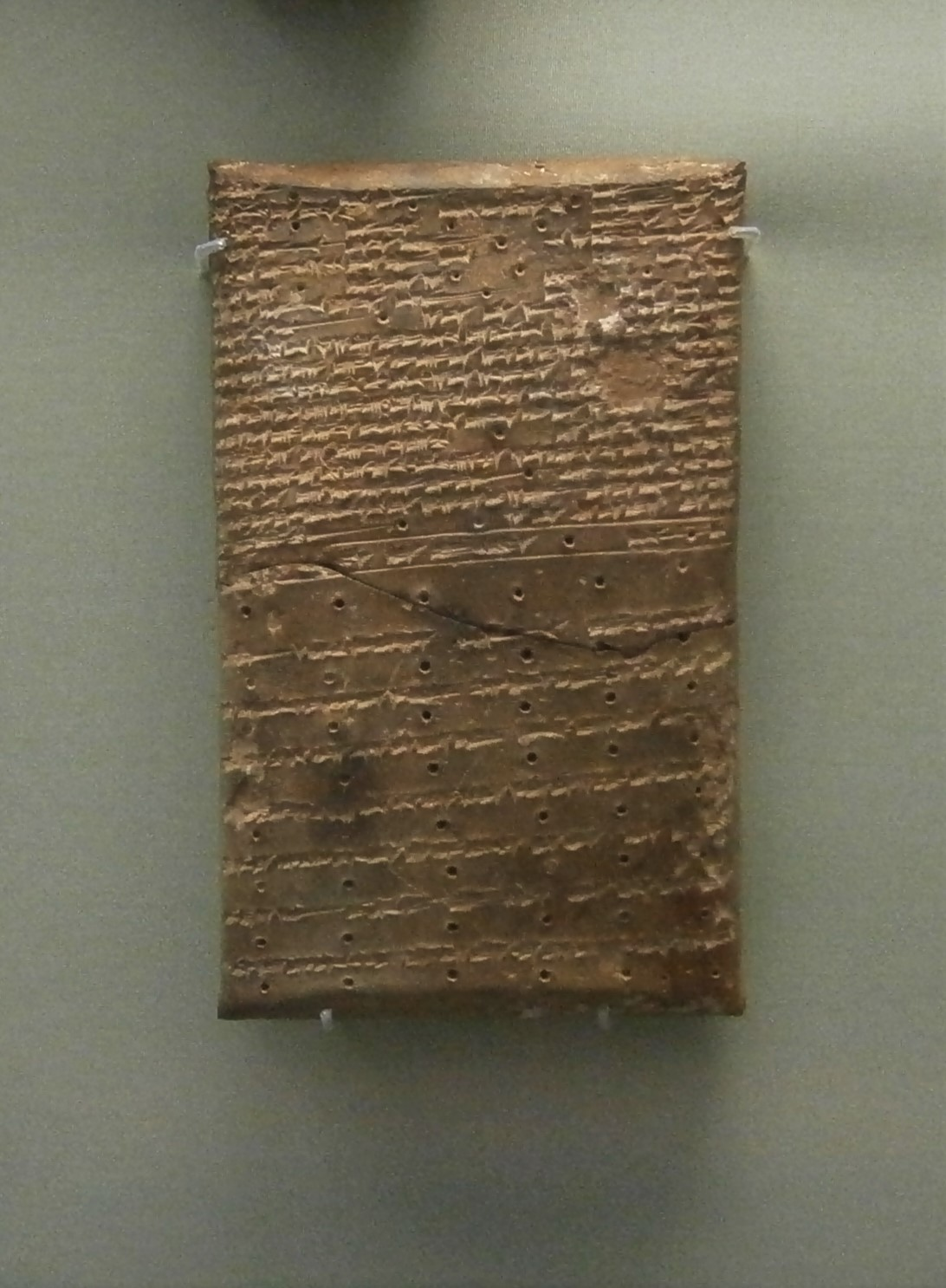
« Miroir des princes » assyrien, contenant des avertissements enjoignant aux rois d'adopter certaines bonnes conduites. British Museum.

## Arts et culture matérielle

### Les bas-reliefs narratifs des palais
Les plus grandes réalisations architecturales des monarques assyriens étaient de loin leurs palais royaux, qui servaient à symboliser leur domination, à prétention universelle. Les bas-reliefs qui décoraient de nombreuses salles, couloirs et cours de ces édifices procèdent de la même logique. Les plus anciens bas-reliefs assyriens connus sont ceux du palais nord-ouest d'Assurnasirpal II à Kalkhu (Nimroud) au milieu du IXe siècle, mais il est possible que cette forme d'art remonte au moins jusqu'au règne de Tiglath-Phalasar Ier, autour de 1100 av. J.-C.
Il s'agit de décors réalisés sur des plaques de calcaire gypseux ou de marbre local (dit « de Mossoul »), appelées « orthostates », et apposées sur la base des murs de briques d'argile. Les dalles étaient sculptées en relief et peintes (il reste parfois des traces de peinture). Cette forme d'art trouverait son origine dans des bas-reliefs de palais syriens du IIe millénaire ou encore de ceux réalisés dans des royaumes du sud-est anatolien au début du Ier millénaire, illustration de la capacité de l'Assyrie à capter les traditions des pays qu'elle a soumis, tout en reprenant toutefois essentiellement sur des thèmes et des motifs iconographiques d'origine assyrienne/mésopotamienne ; « les Assyriens se seraient fortement inspirés des modes de communication visuelle du monde syro-anatolien, mais les auraient adaptés à leurs propres besoins d'exprimer la puissance de l'Empire assyrien et du roi » (A. Tenu).
J. Curtis décrit ainsi les principales caractéristiques de cet art : « Qu'est-ce qui distingue les reliefs assyriens ? Le premier élément caractéristique est bien sûr la pierre dans laquelle ils ont été sculptés, généralement un type de gypse blanc disponible localement dans le nord de l'Irak et parfois appelé marbre de Mossoul. La pierre est sculptée en relief bas à moyen, et il y a une répétition sans fin dans la façon dont les figures humaines sont représentées, du moins au début. Les têtes sont représentées de profil, les corps de trois quarts. Les Assyriens sont représentés avec un nez large et charnu et une barbe pleine et carrée ; ils portent souvent de simples tuniques ceinturées. Le roi lui-même porte un chapeau conique plat surmonté d'un petit cône. Il n’y a généralement aucune tentative de portrait. Il existe également une gamme de motifs et de détails iconographiques facilement identifiables, parmi lesquels des arbres sacrés, des symboles divins, les tiares à cornes des dieux et les casques pointus des soldats assyriens. Tous ces éléments, ainsi que les fameuses figures de (gardiens de) portes, se combinent pour produire un canon caractéristique de l'art assyrien. »
Les thèmes de ces bas-reliefs sont avant tout les hauts faits militaires du règne du roi qui les commande, tout comme le font par écrit les Annales royales, genre littéraire qui se développe parallèlement. Dans le palais nord-ouest de Kalkhu (Nimroud) érigé par Assurnasirpal II, les bas-reliefs représentent des scènes de cour, des campagnes militaires, des chasses royales, et des porteurs de tribut. Les représentations répétitives de fruits, plantes et animaux renvoient quant à elles à l'abondance qui règne dans l'empire. La salle du trône est pensée pour exalter la puissance royale. Ces images sont associées à un texte commémoratif, surnommé « Inscription Standard » parce qu'il est répété en de nombreux endroits, entre les bas-reliefs,. L'apogée de cet art se situe entre la fin du VIIIe et le VIIe siècle dans le palais de Sargon II à Dur-Sharrukin (Khorsabad) et ceux de Sennachérib et d'Assurbanipal à Ninive. À partir de Sargon II chaque salle commémore une campagne complète, pratique qui se retrouve dans les palais de Ninive, avec les exemples spectaculaires du siège de Lakish par Sennachérib dans la salle no XXXVI du « palais sud-ouest » et de la campagne d'Élam d'Assurbanipal dans la salle no XXXIII du même édifice. Des légendes écrites complètent alors ces représentations, alors qu'auparavant les inscriptions étaient déconnectées des images qu'elles accompagnaient ; on trouve notamment des textes courts, les « épigraphes », qui les commentent et permettent de suivre l'histoire racontée par les reliefs, comme une sorte de bande dessinée. Les thèmes évoluent aussi, ce qui témoigne d'une certaine inventivité de la part des artistes, quoi qu'ils reprennent les sujets des textes et des images de glorification royale existant depuis plusieurs millénaires en Mésopotamie. Ainsi, dans les palais de Ninive, Sennachérib fait représenter la sculpture et l'acheminement des taureaux androcéphales ailés de son palais, commémorant son œuvre de bâtisseur. Les bas-reliefs de son règne portent une attention particulière aux paysages. Pour le règne d'Assurbanipal un cycle représente sur les chasses durant lesquelles il triomphe notamment de lions, symbolisant son rôle de roi maîtrisant les forces de la nature sauvage porteuses de chaos.

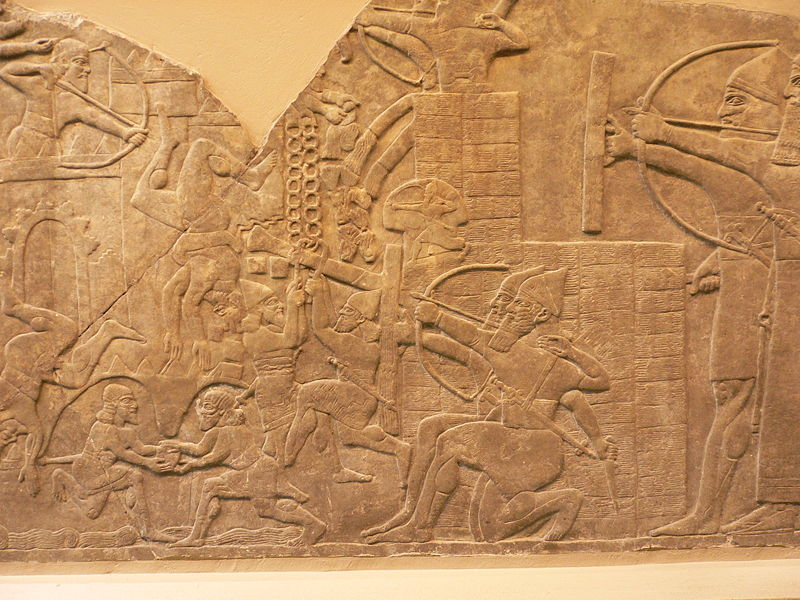
Assaut d'une ville avec des engins de siège, bas-relief du Palais Nord-Ouest de Nimroud (IXe siècle av. J.-C.). British Museum.
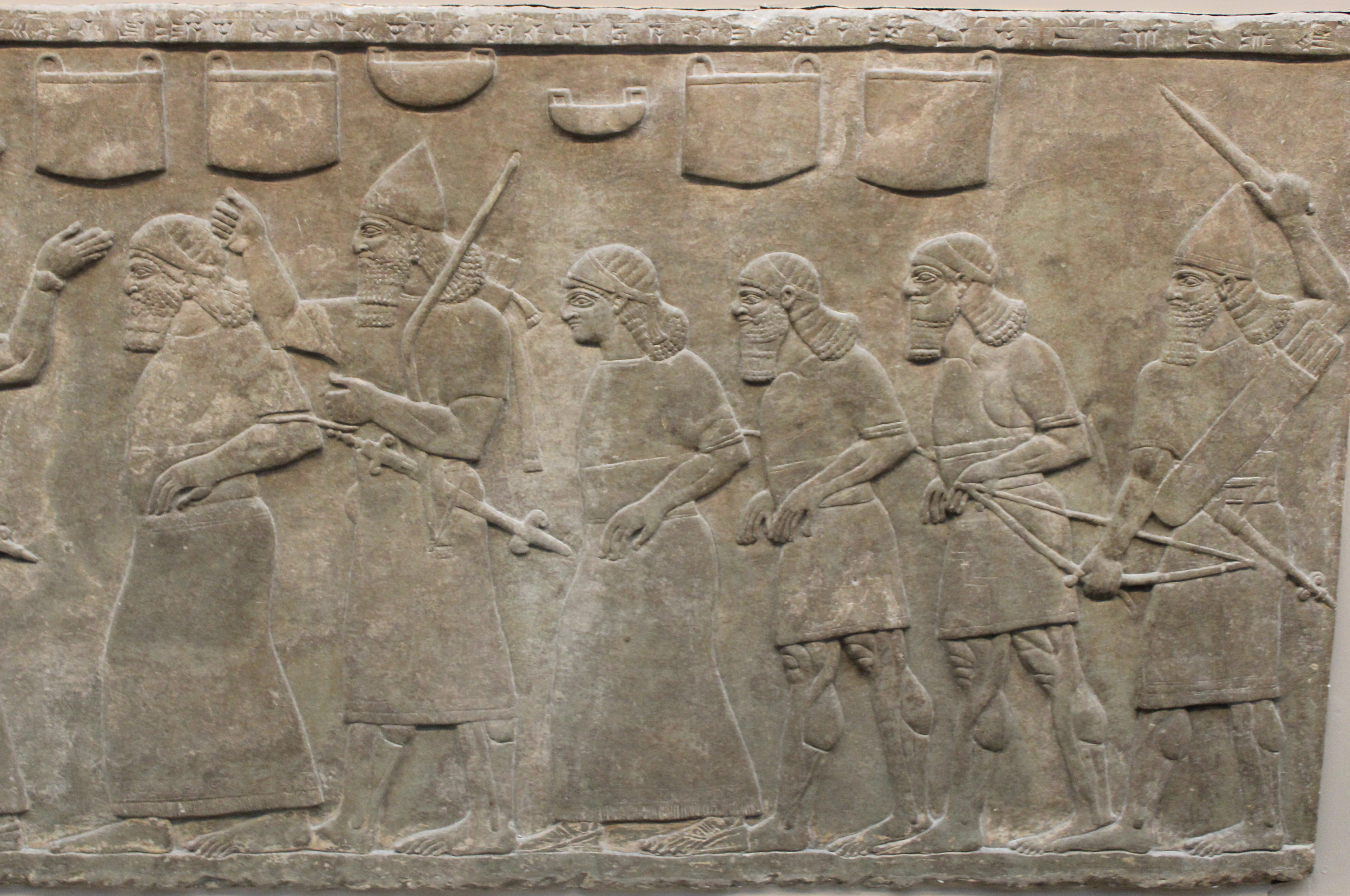
Prisonniers et butin, bas-relief du Palais Nord-Ouest de Nimroud (IXe siècle av. J.-C.). British Museum.
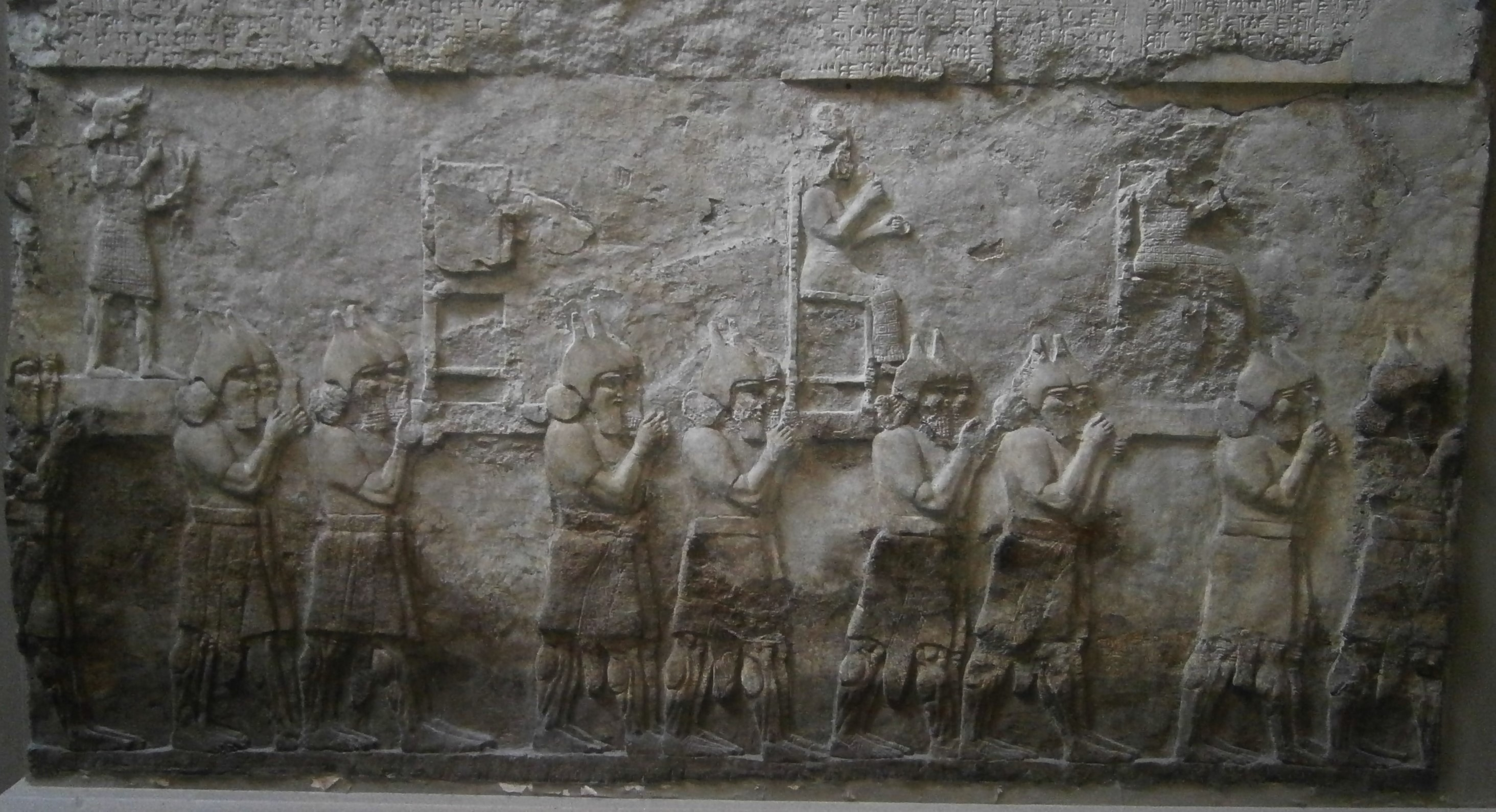
Soldats assyriens emportant des statues de divinités de vaincus, bas-relief du Palais central de Nimroud (VIIIe siècle av. J.-C.). British Museum.
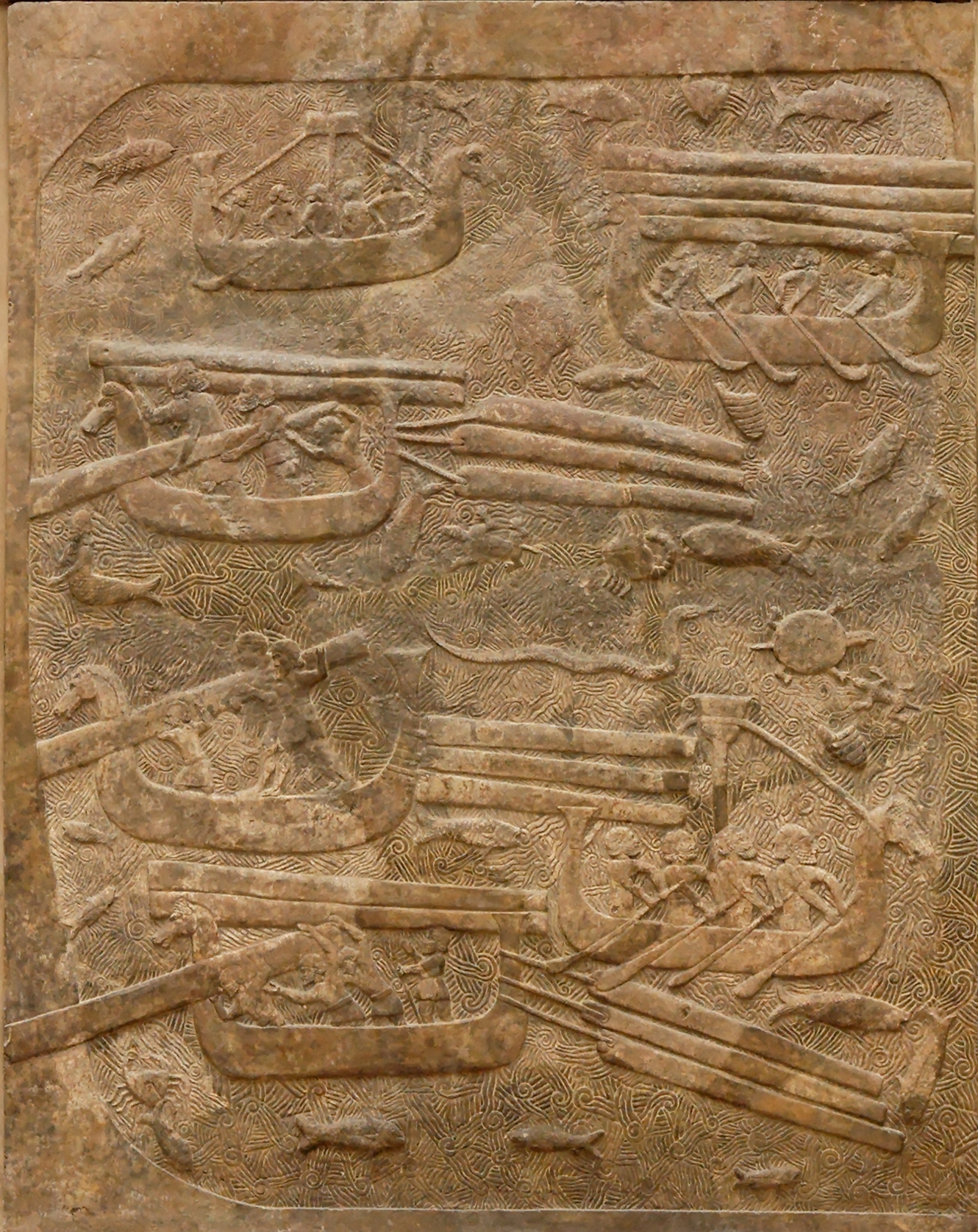
Transport de rondins de bois livrés en tribut à l'Assyrie, bas-relief du palais de Khorsabad (VIIIe siècle av. J.-C.). Musée du Louvre.
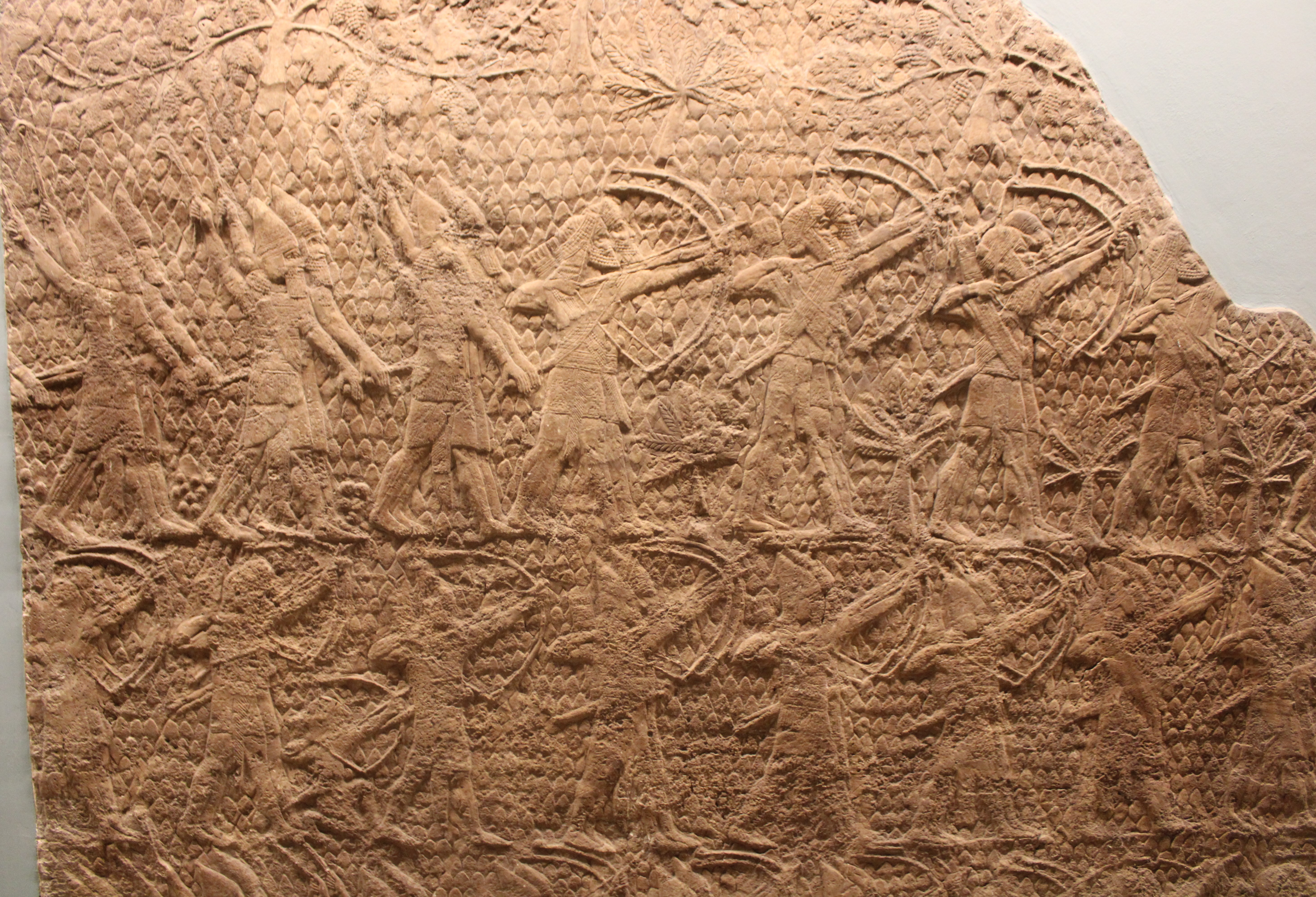
Le début de l'assaut des murailles de Lakish, bas-relief du Palais sud-ouest de Ninive (début VIIe siècle av. J.-C.). British Museum.
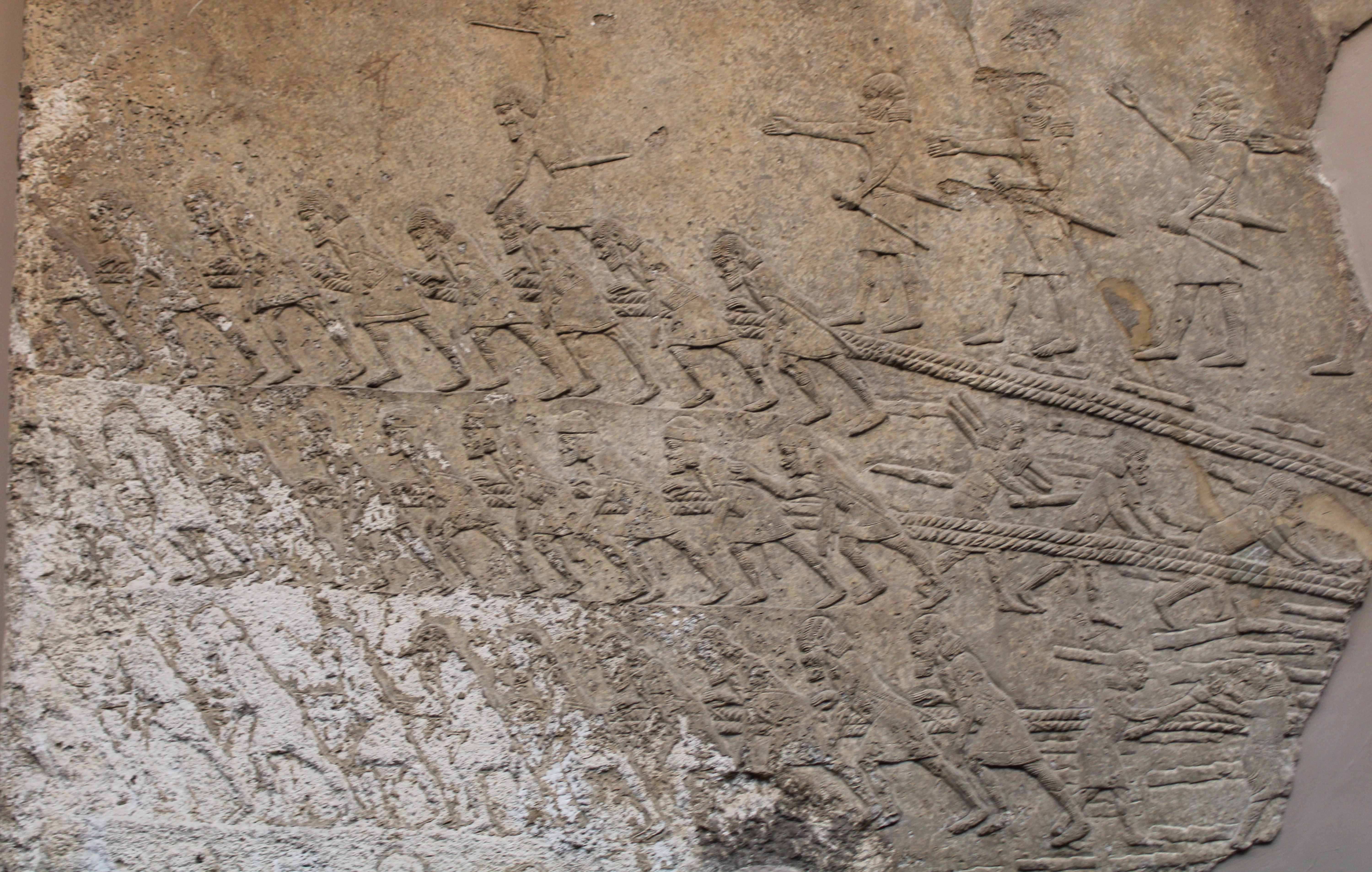
Des ouvriers tirent des cordes tractant une statue de taureau ailé, bas-relief du Palais sud-ouest de Ninive (début VIIe siècle av. J.-C.). British Museum.
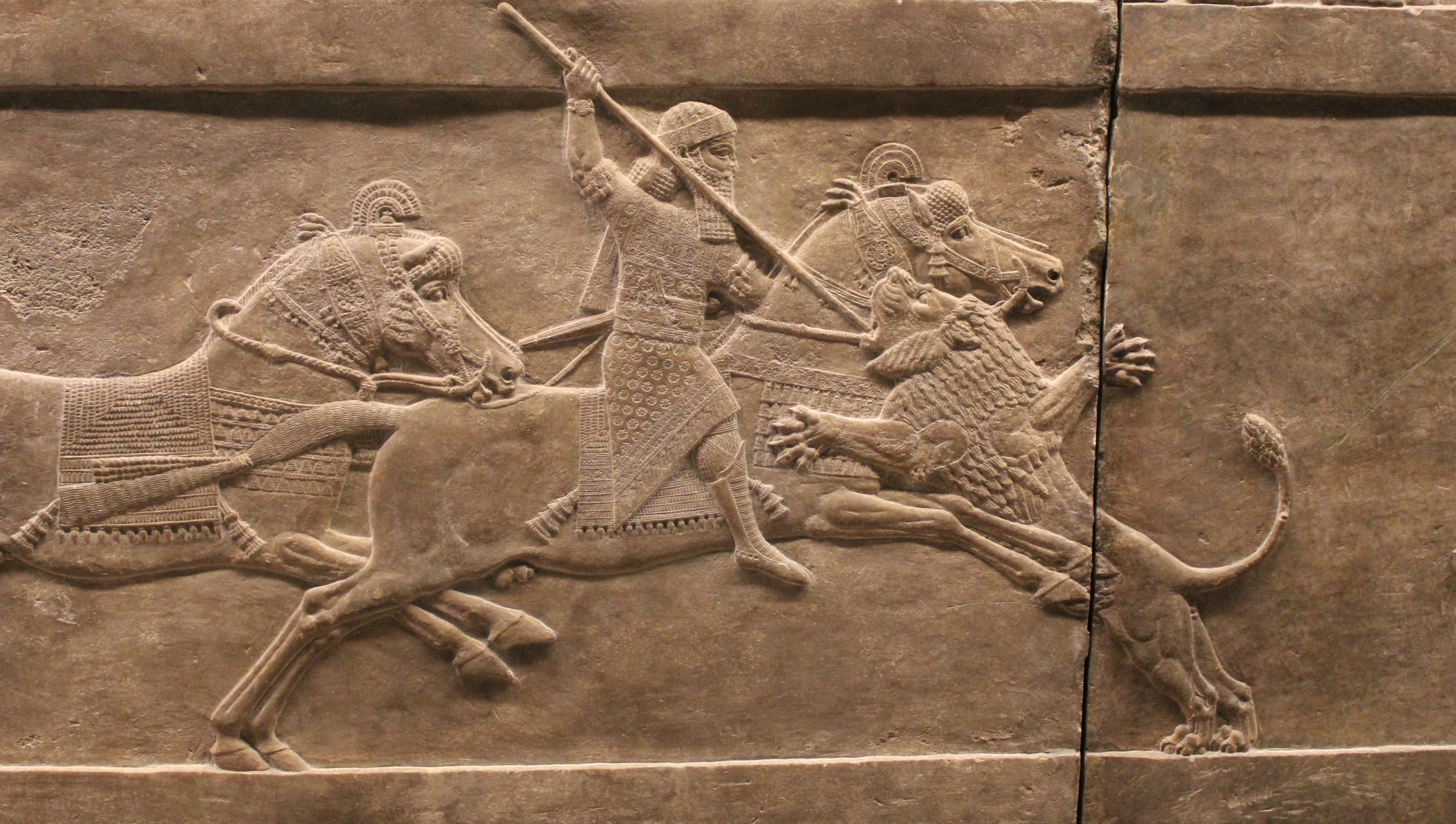
Le roi Assurbanipal, monté à cheval, plonge une lance dans un lion qui se jette sur lui, bas-relief du Palais nord de Ninive (VIIe siècle av. J.-C.). British Museum.

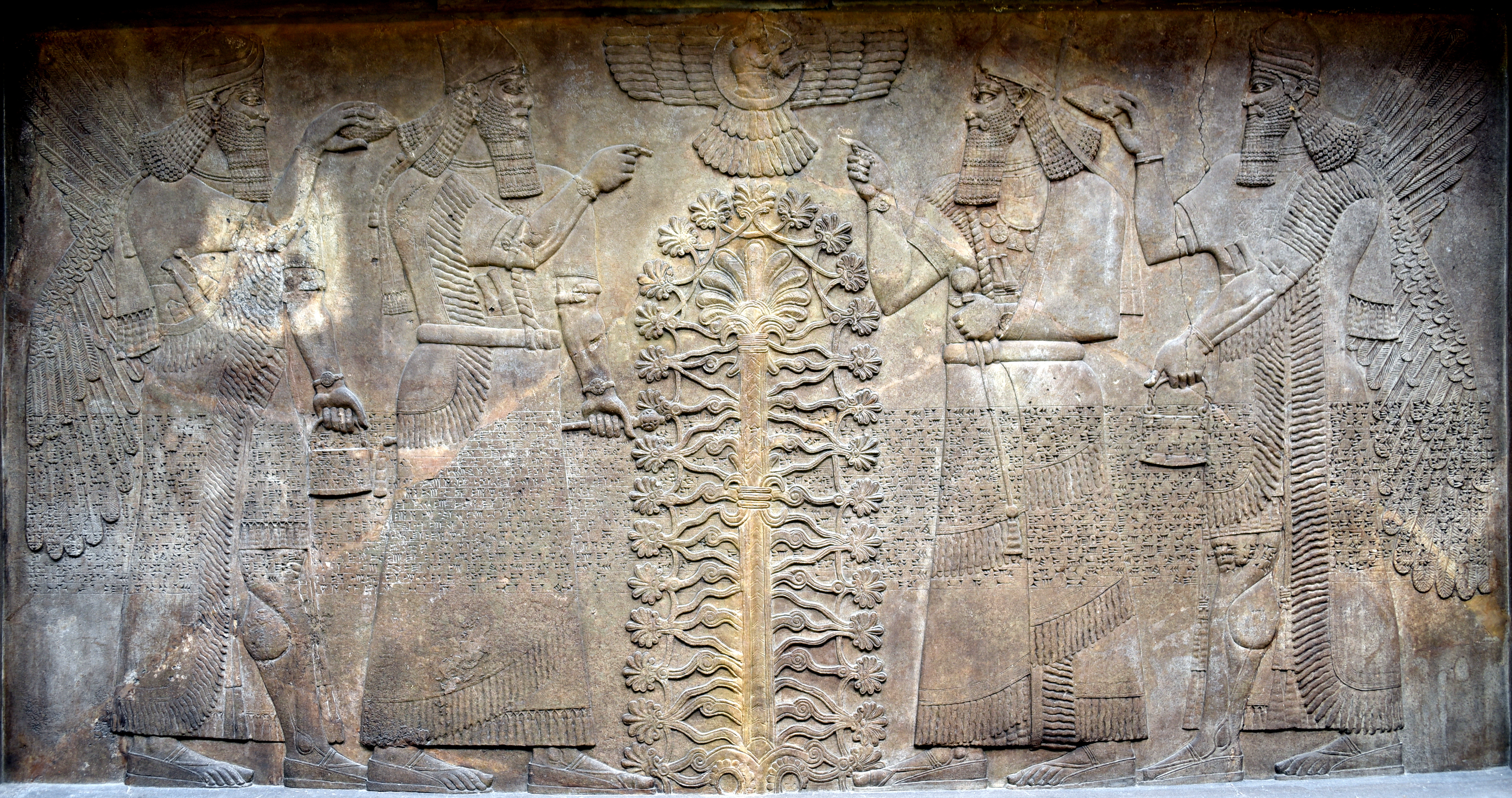
Bas-relief de la salle du trône surplombant le trône royal : le roi Assurnasirpal II est représenté deux fois, autour d'un arbre sacré, rendant hommage à un dieu représenté dans un disque ailé (Assur ou Shamash). L'« Inscription Standard » est copiée en bande au milieu de la scène. British Museum.

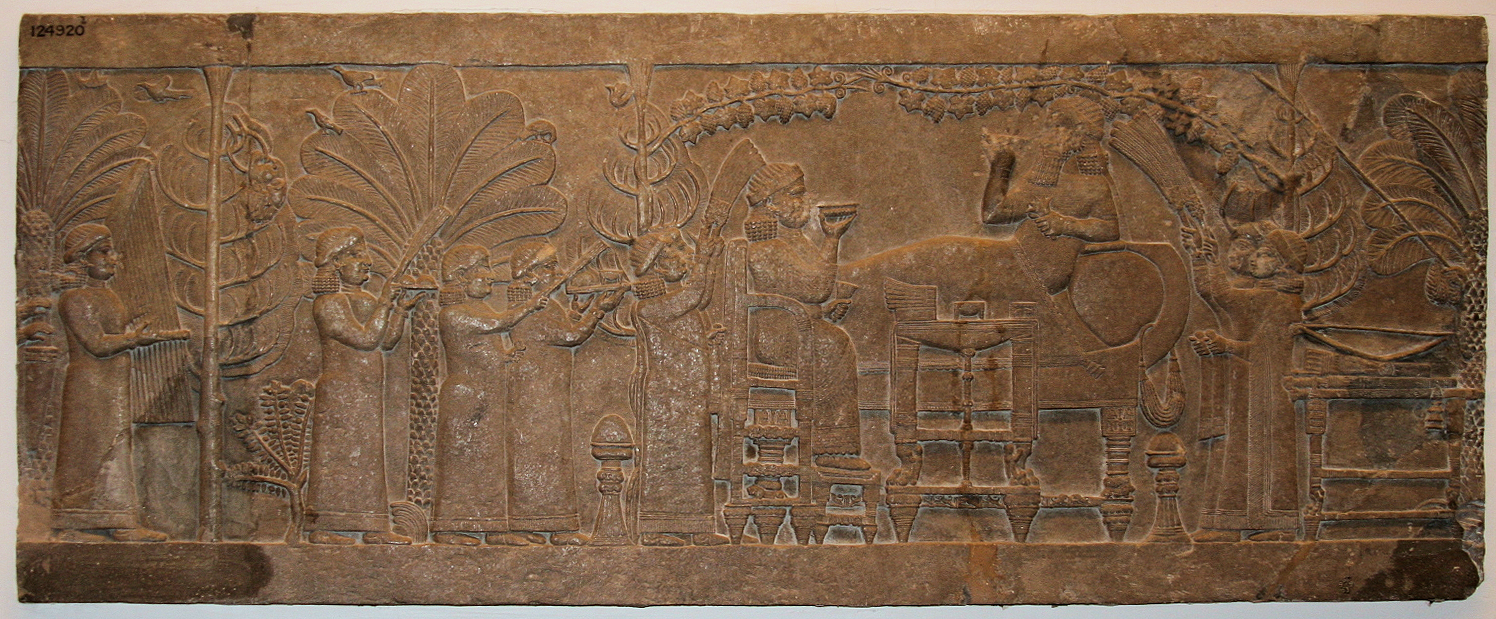
Assurbanipal et son épouse Libbali-sharrat lors d'un banquet, sous une treille. British Museum.

### Les génies protecteurs
Une autre partie des reliefs des palais assyriens avait une fonction sacrée et magique en plus de celle architecturale, servant à protéger l'édifice et le roi contre les assauts de forces surnaturelles ; ainsi les représentations de génies protecteurs, en premier lieu les taureaux et lions androcéphales ailés placés aux portes de plusieurs salles des palais, et qui avaient également la fonction architecturale de supporter la voûte surplombant la porte. Appelés lamassu ou šêdu, ce sont les sculptures colossales les plus impressionnantes des palais assyriens. Leur tête est réalisée en ronde-bosse, tandis que le reste de leur corps était en haut-relief. Les autres personnages protecteurs sculptés des palais assyriens étaient des génies ailés en bas-reliefs, les apkallu, généralement à tête humaine mais parfois à tête d'oiseau, et portant des objets sacrés.

Génies protecteurs des palais néo-assyriens
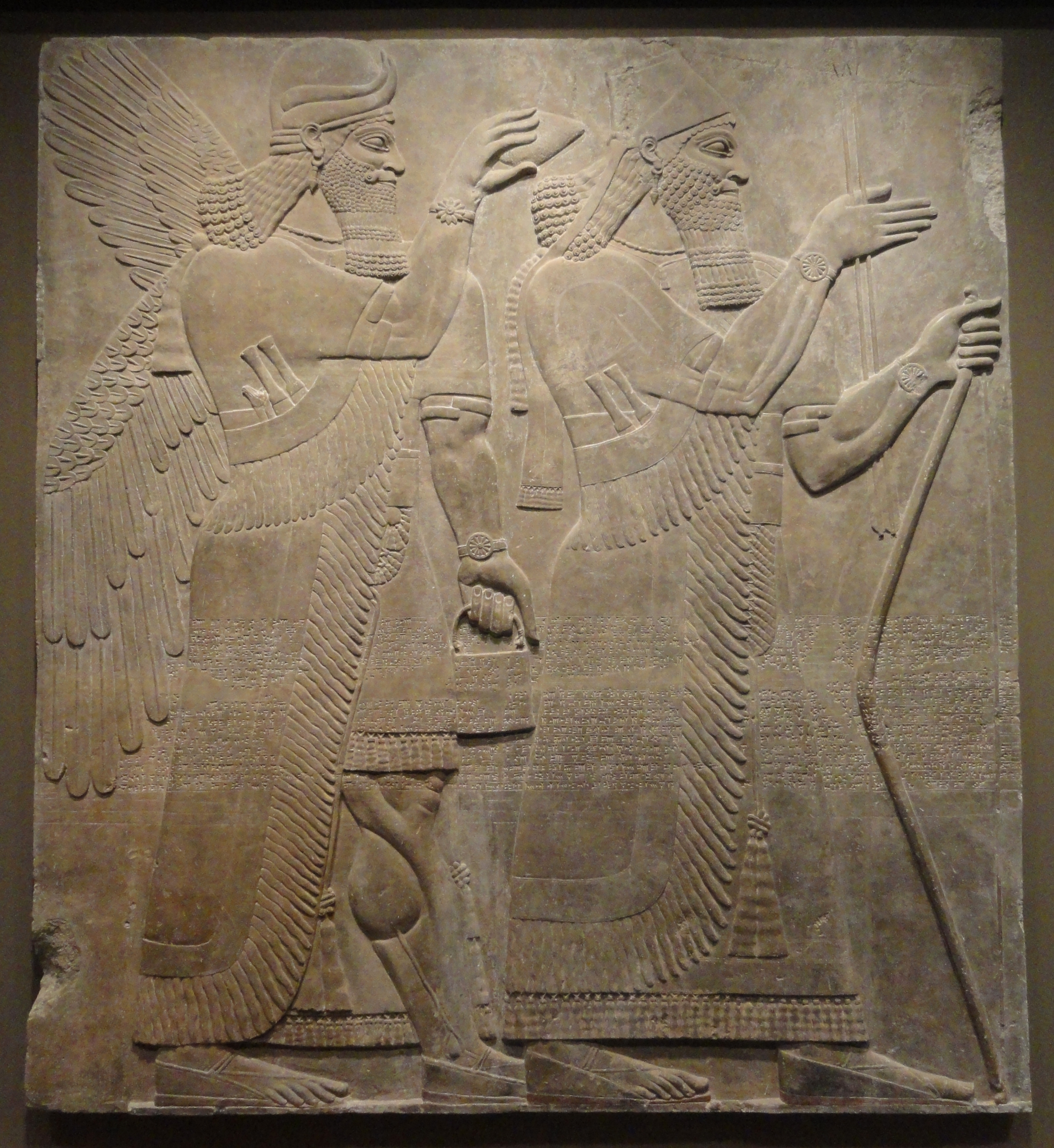
Assurnasirpal II et un génie ailé, palais nord-ouest de Nimroud, Hood Museum of Art.
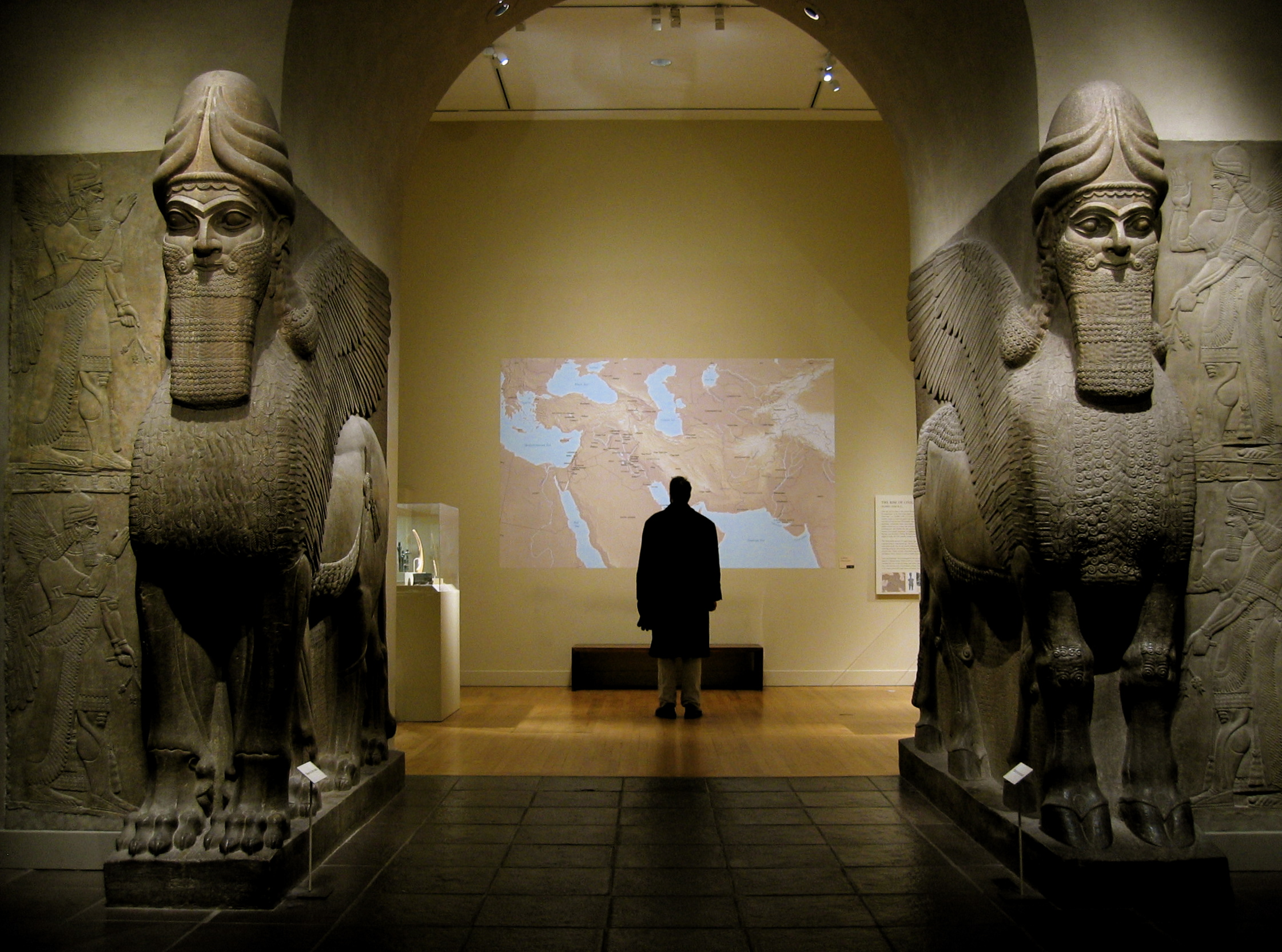
Paire de génies androcéphales ailés provenant d'une porte du palais de Nimroud, Metropolitan Museum of Art.
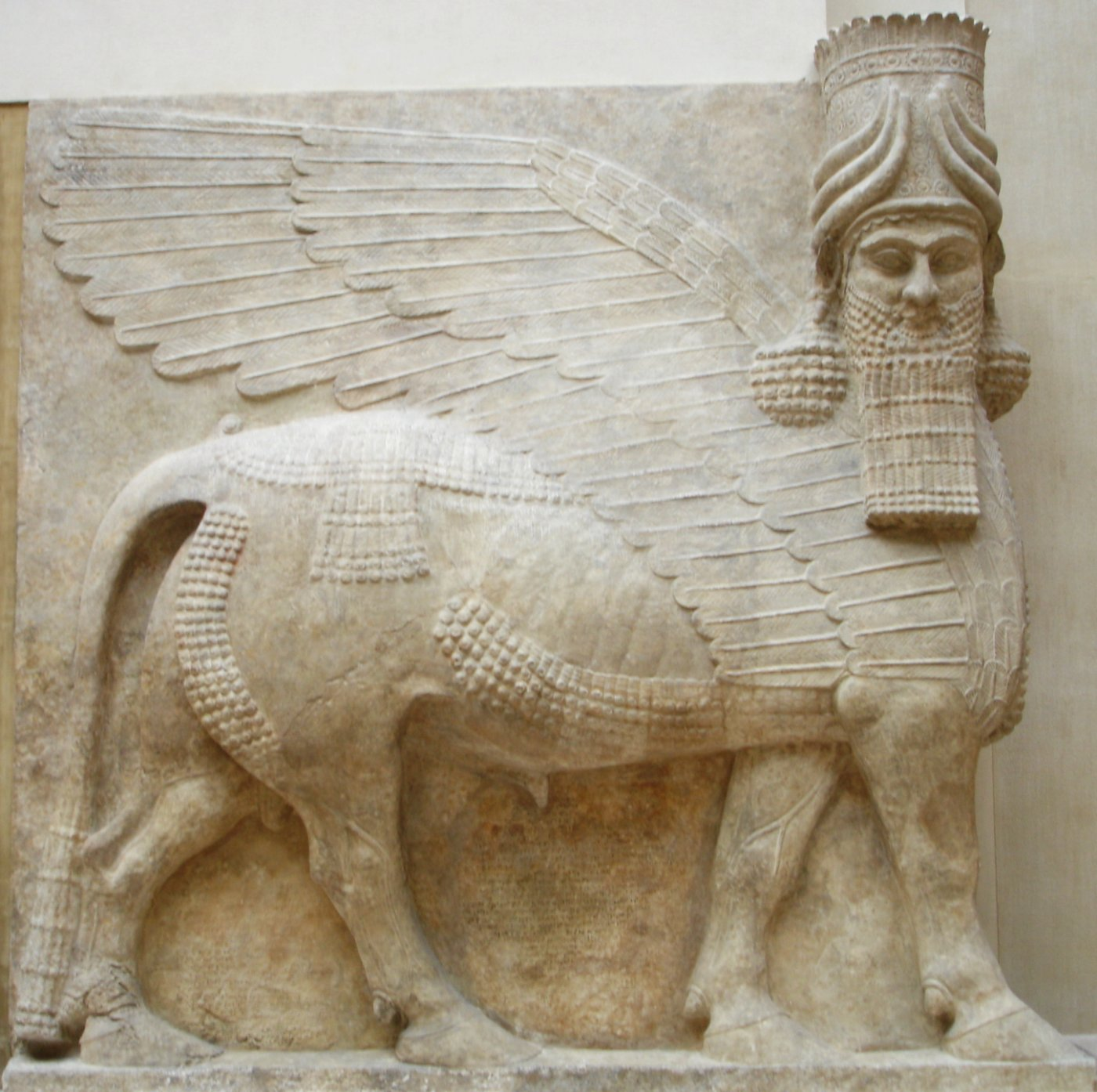
Taureau androcéphale ailé tourné de face gardant une des portes du palais de Khorsabad, Musée du Louvre.
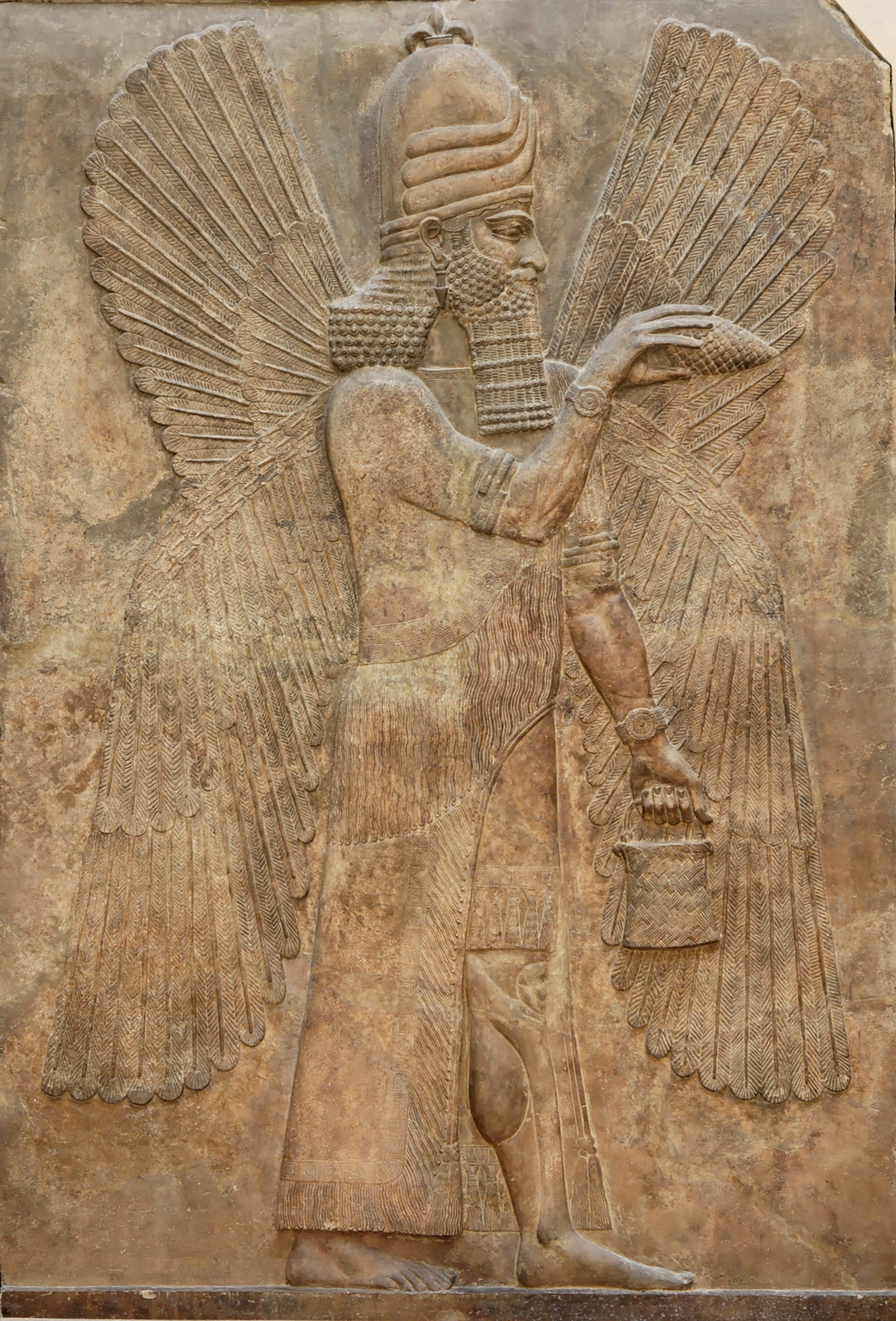
Génie protecteur ailé, palais de Khorsabad, Musée du Louvre.
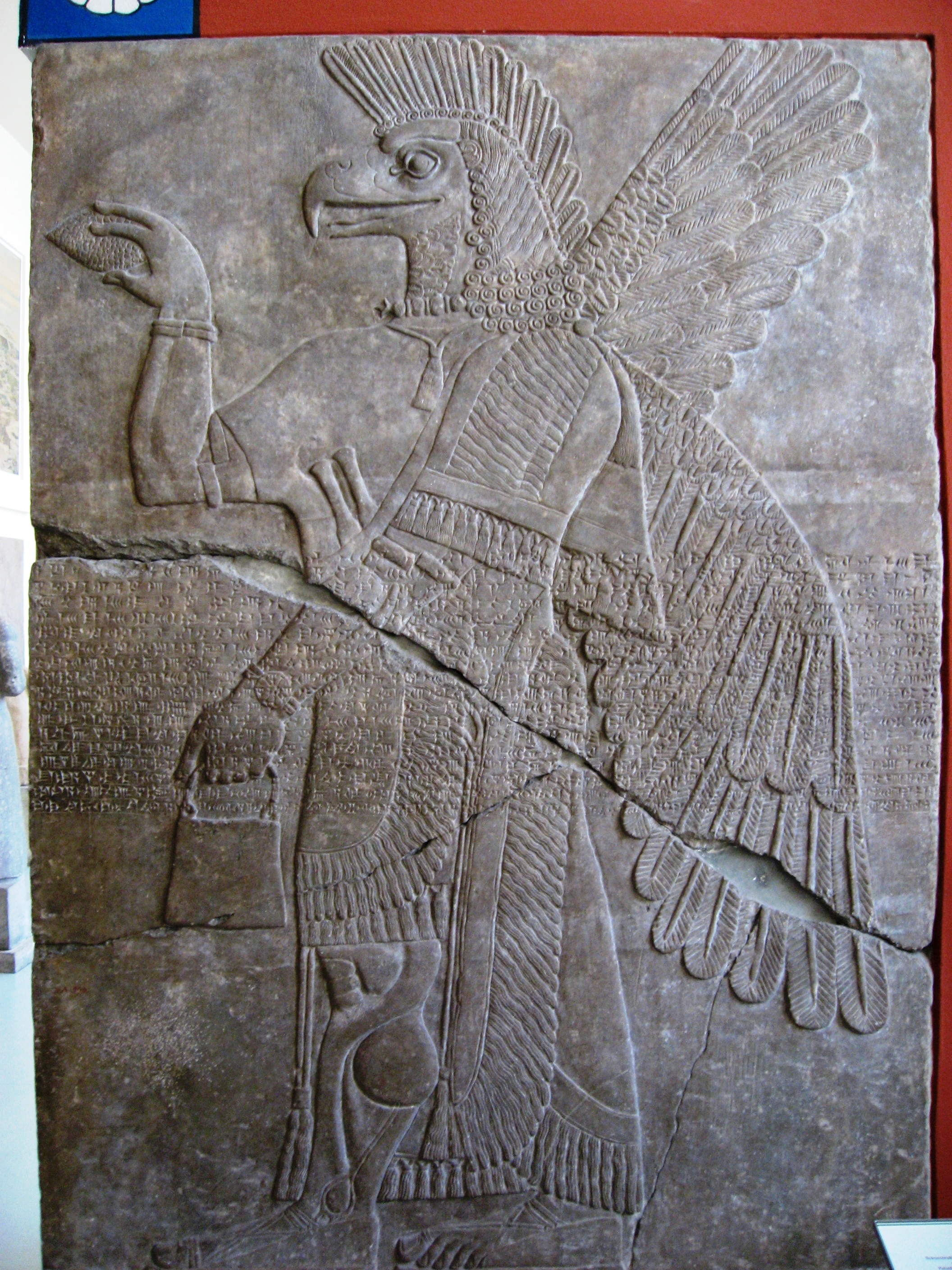
Génie protecteur ailé à tête d'oiseau, Nimroud, Vorderasiatisches Museum (Musée de Pergame).

### Décors peints et émaillés
Les représentations figurées des palais et des temples néo-assyriens ne se limitent pas à des sculptures. Des décors peints encadrent et complètent les frises sculptées. Ils représentent notamment des motifs floraux et géométriques, ainsi que des animaux et des humains, notamment le roi et sa suite. Ces peintures sont réalisées sur du plâtre ou bien sur des briques glaçurées.

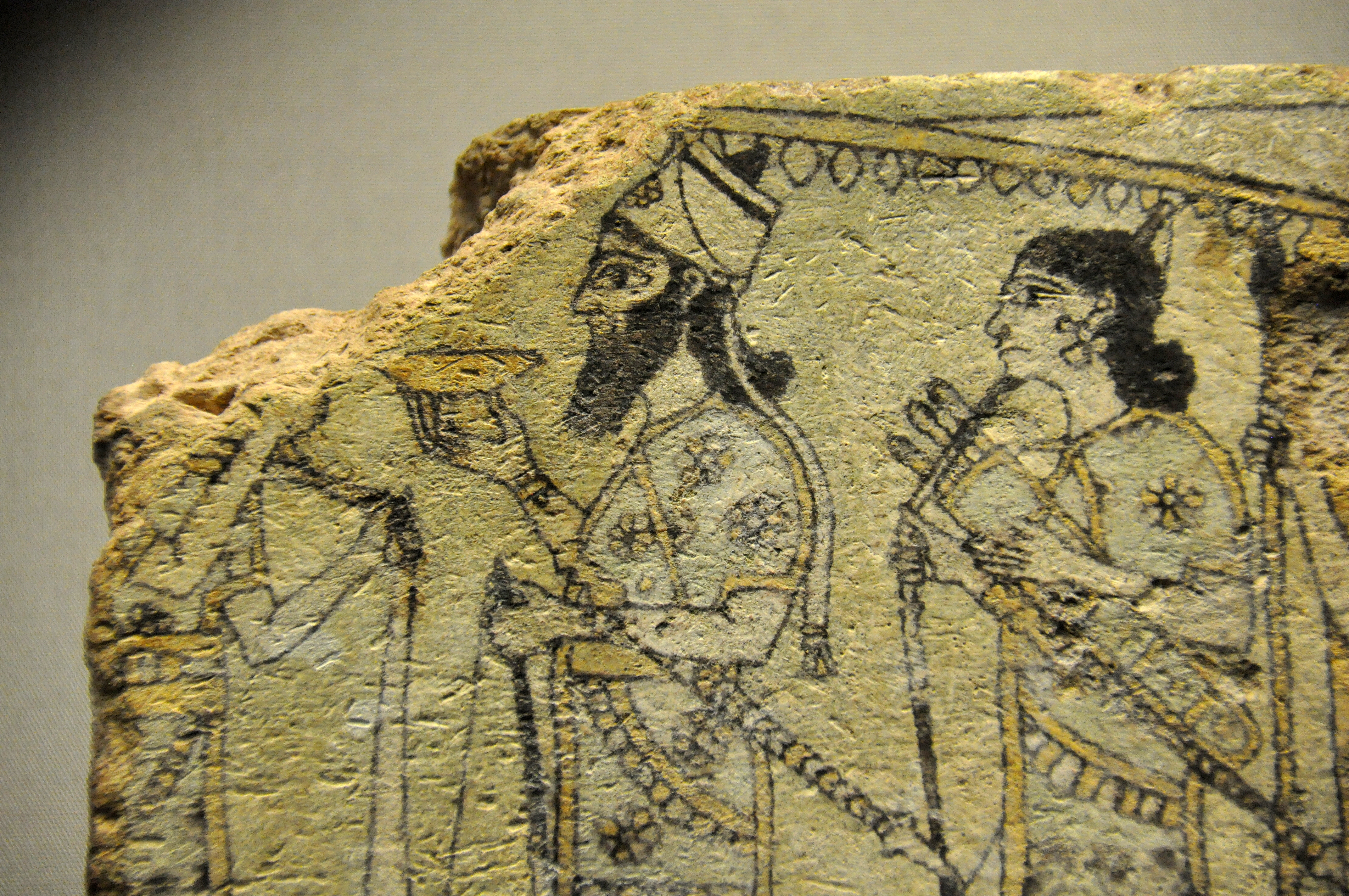
Détail d'un fragment de brique à glaçure peinte représentant le roi Assurnasirpal II et des gardes et servants. Palais nord-ouest de Nimroud, British Museum.
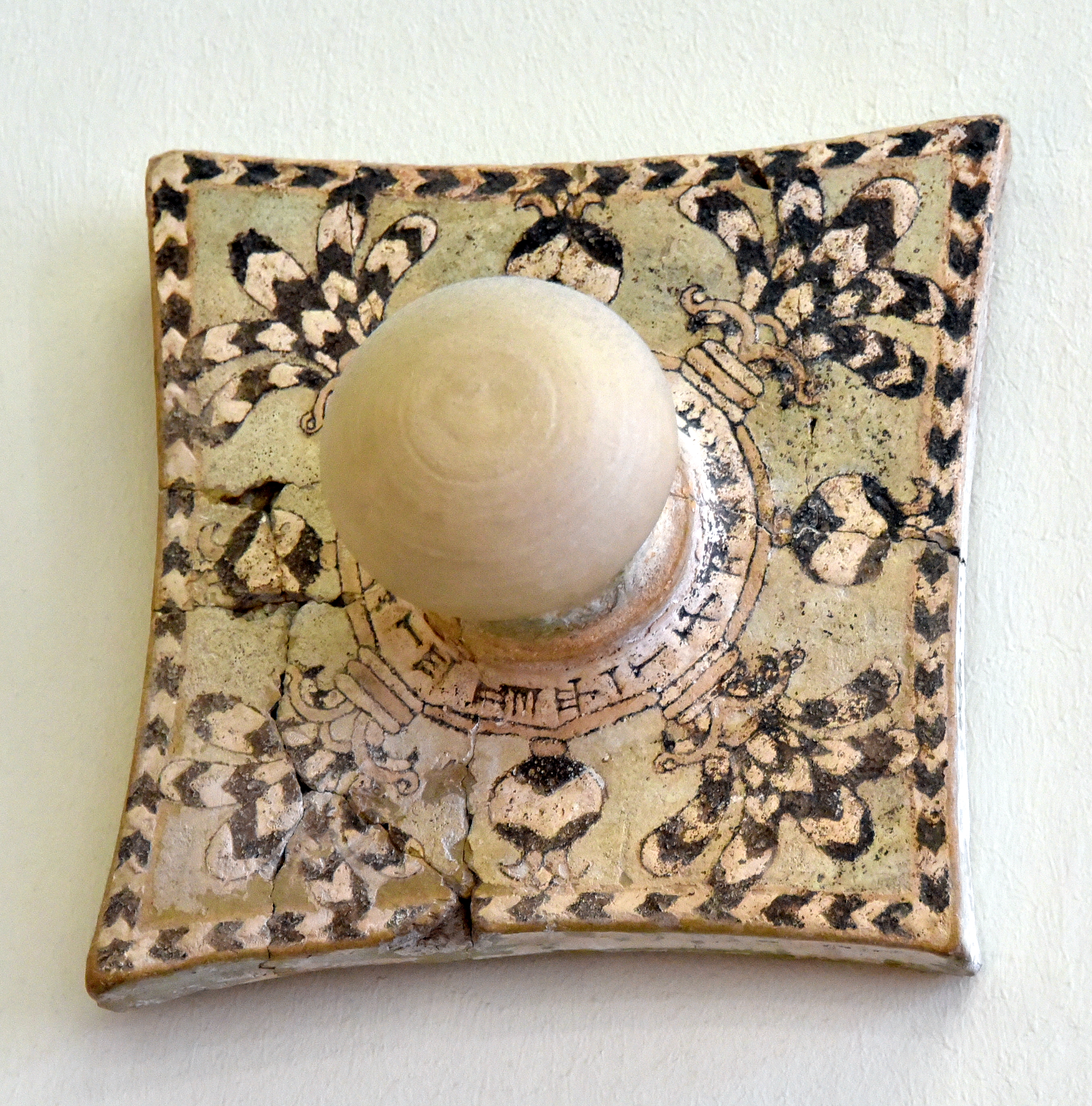
Carreau avec pommeau avec décor glaçuré représentant des motifs floraux, et inscription cunéiforme au nom d'Assurnasirpal II. Assur, Pergamon Museum.
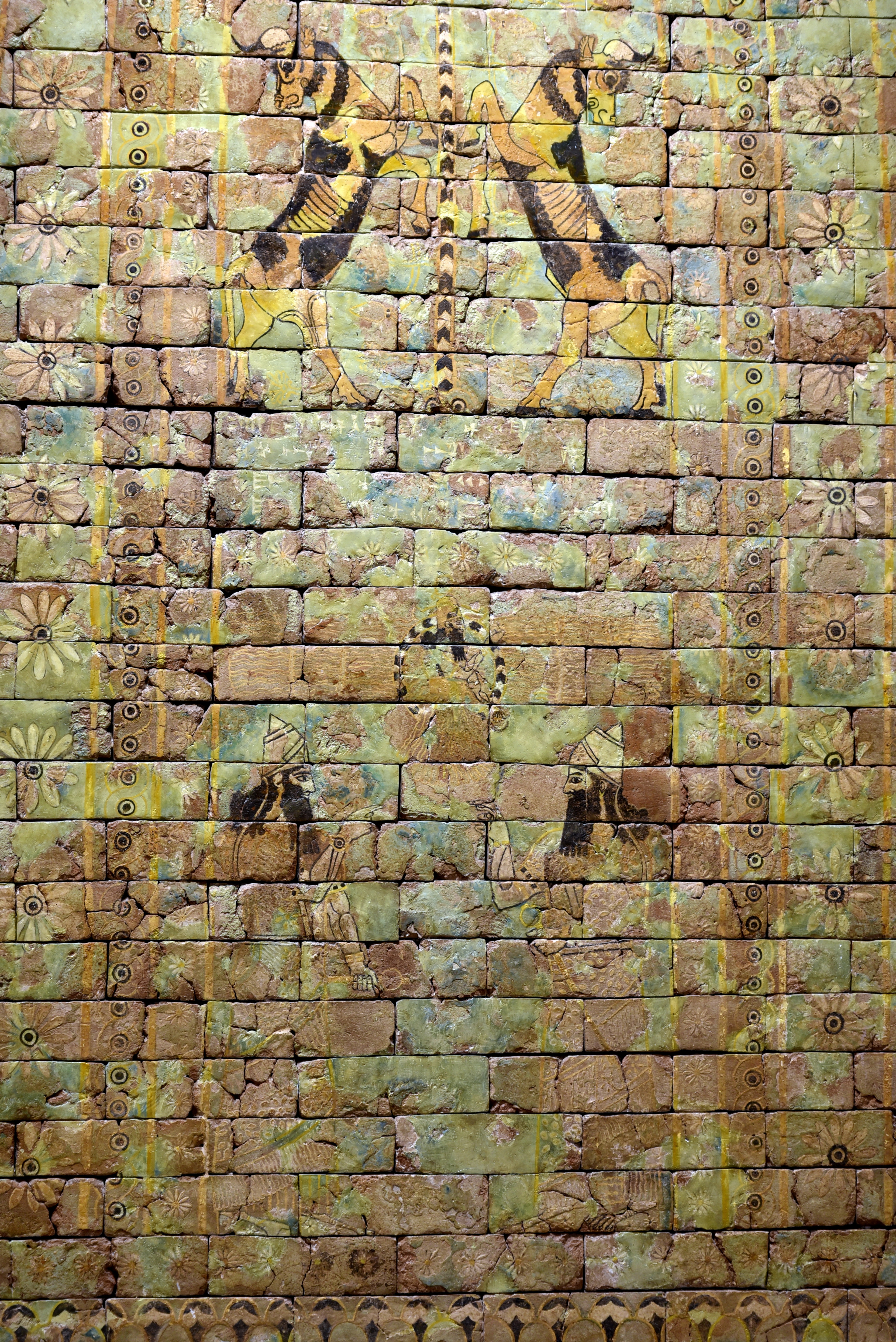
Panneau en briques glaçurées du Fort Salmanazar, représentant le roi Salmanazar III sous le disque solaire ailé, avec des caprins sur le registre supérieur, encadrés de motifs floraux, symbolisant l'abondance. Musée national d'Irak.

La plus impressionnante série de peintures assyriennes a été retrouvée dans le palais provincial de Til-Barsip dans les années 1930. Datées des VIIIe et VIIe siècles, une grande partie a été dégradée et a disparu, et n'est connue que par les copies qui en ont été faites à l'époque de leur mise au jour. Le style et le sujet étaient les mêmes que ceux des bas-reliefs des grands palais royaux : la plus longue frise (22 mètres de long), dans les appartements royaux, représente ainsi une scène d'audience présidée par le roi Teglath-Phalasar III devant qui se présentent des guerriers et des dignitaires. On trouvait également des frises plus petites représentant des motifs géométriques ou des rosaces, palmettes, fleurs, parfois agrémentées d'animaux ou de génies. L'usage de la peinture devait avoir été privilégié car cette technique était moins coûteuse que la sculpture sur orthostates.

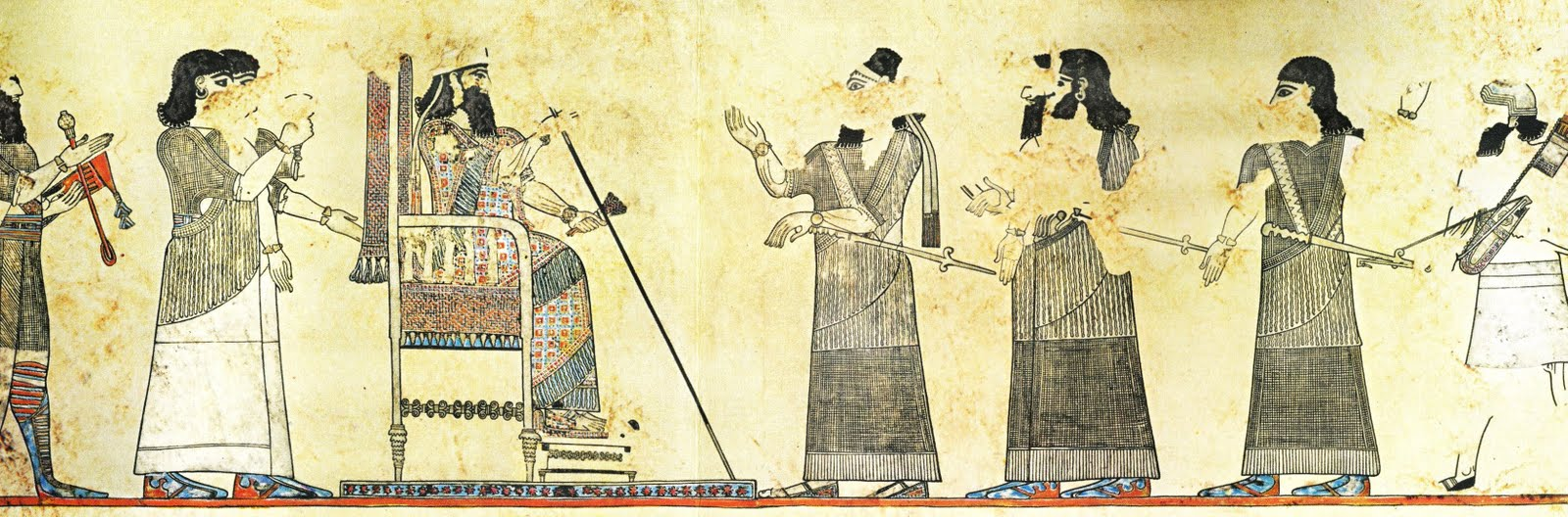
Peinture murale de Til Barsip (Tell Ahmar) : le roi, probablement Tiglath-Phalazar III, assis sur son trône donne audience à des dignitaires, introduits par le prince héritier.

Peintures murales de Til Barsip/Tell Ahmar : originaux et fac-similés. Musée du Louvre
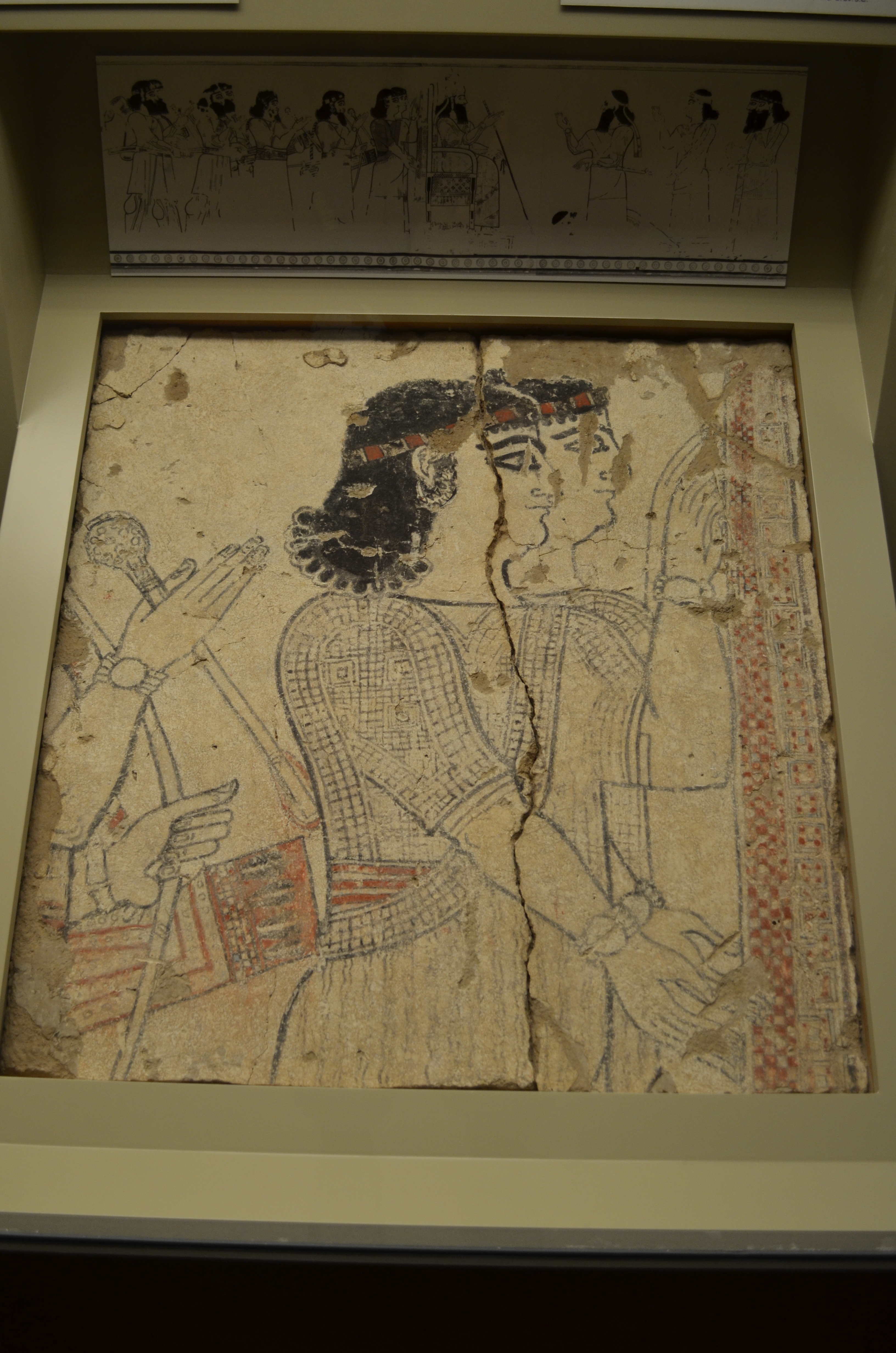
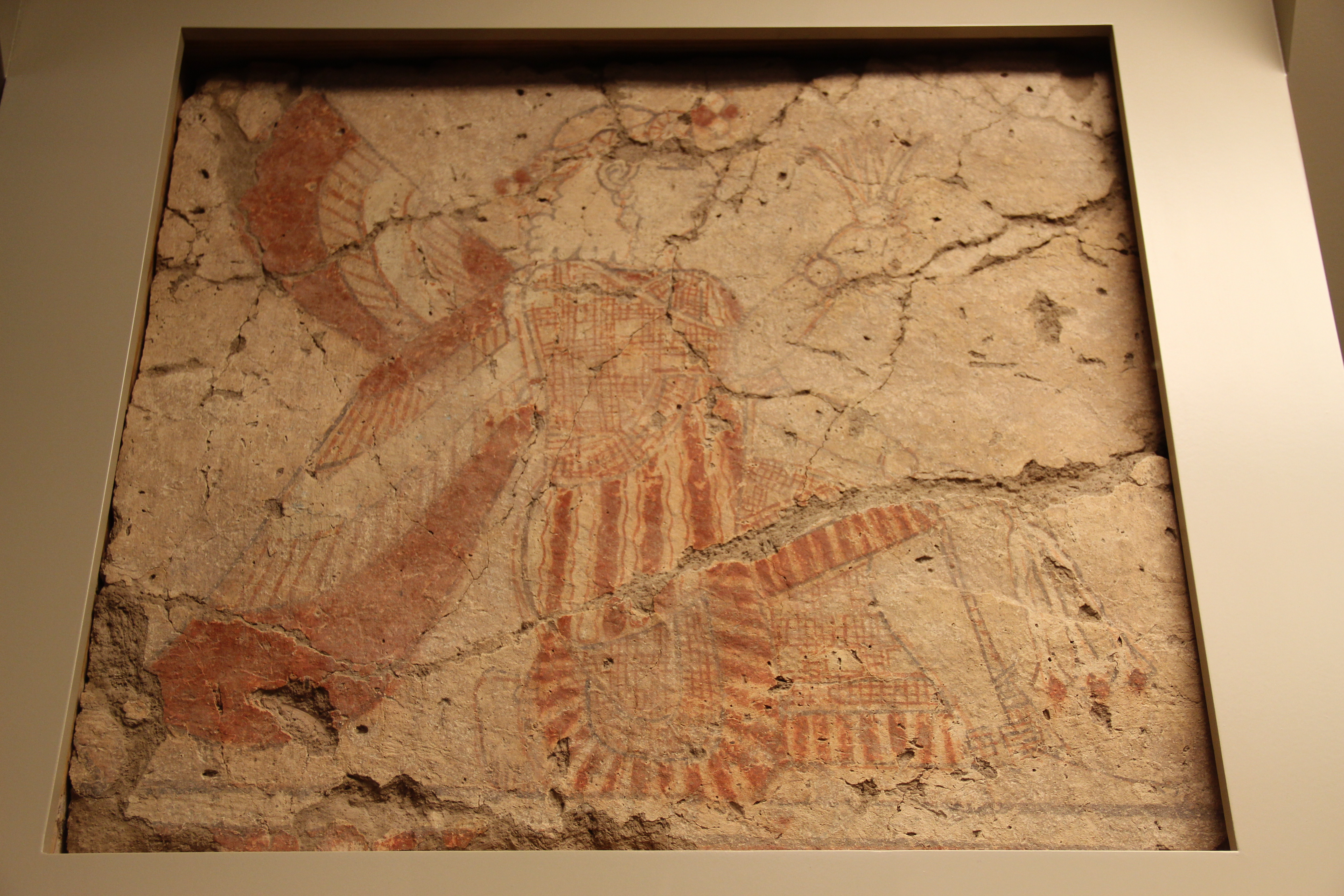
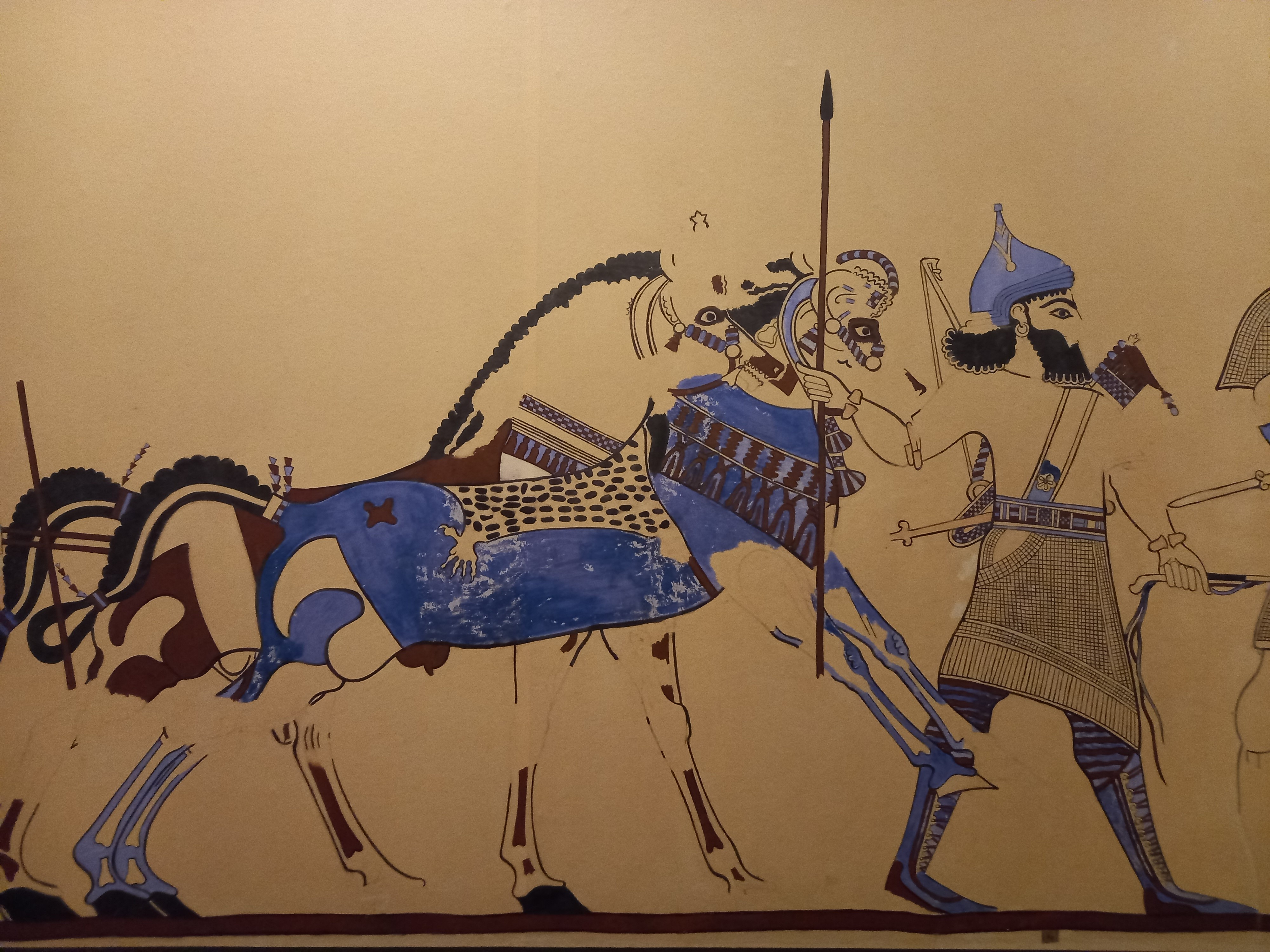
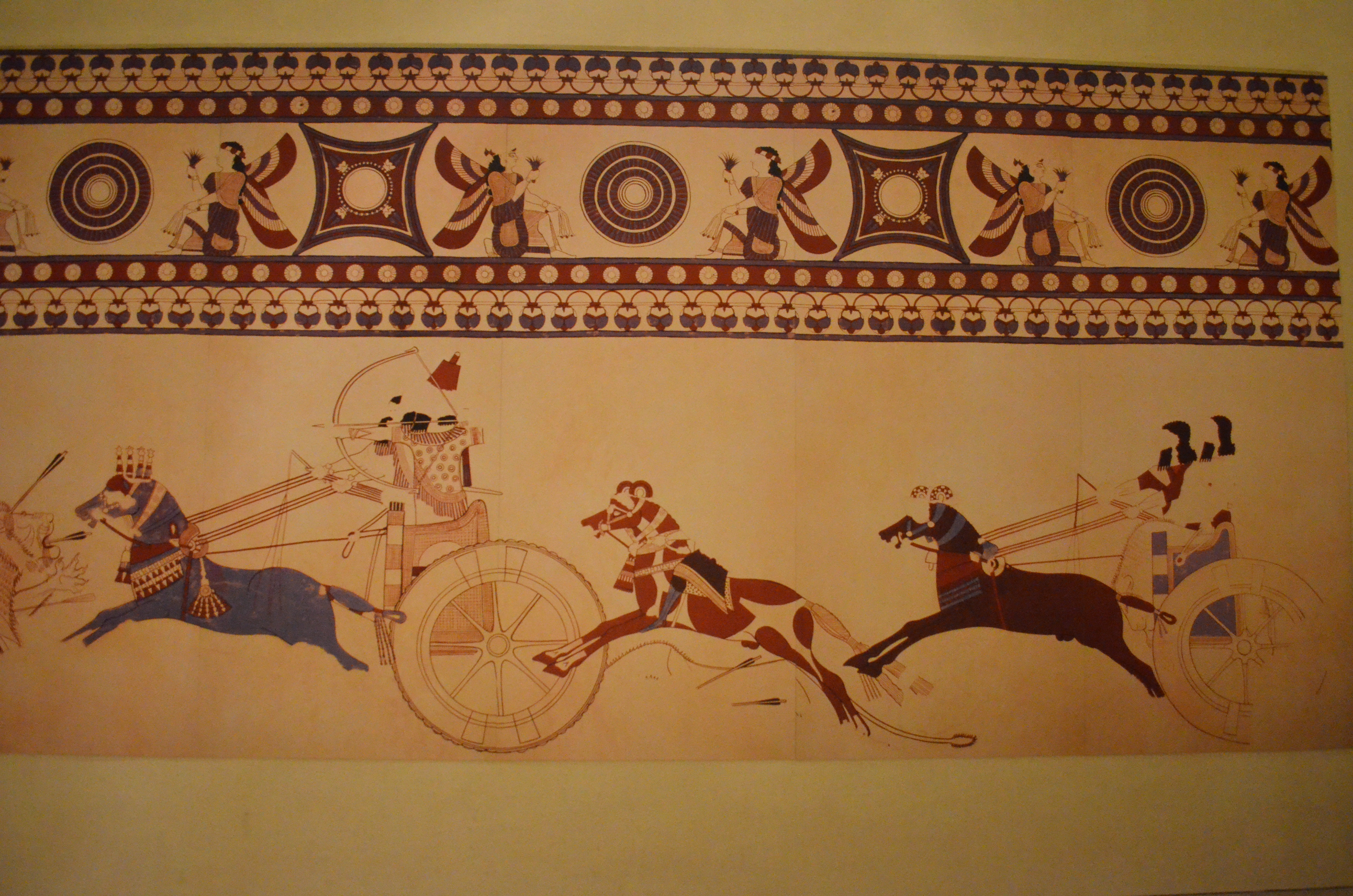

### Autres formes de sculptures sur pierre
L'art officiel se développe également hors des palais, sous la forme de bas-reliefs, mais aussi de stèles, de statues et d’obélisques en pierre. Ces réalisations sont accompagnés d'inscriptions plus ou moins développées. Elles se trouvent notamment dans les temples, où les thèmes privilégiés sont certes la religion et la magie, mais le rapport entre les divinités et la guerre explique la présence de scènes militaires dans ces édifices.
Des statues et stèles représentant les souverains de la première moitié de la période ont notamment été mises au jour notamment dans les temples de Nimroud et à Assur. Une stèle de Sargon II provient de Chypre,. Ces stèles sont essentielles dans la représentation de la royauté néo-assyrienne, mettant l'emphase sur leur rôle de serviteurs des dieux.
Les obélisques sculptés sont caractéristiques de la fin de l'époque médio-assyrienne et du début de l'époque néo-assyrienne. La mieux conservée est l'obélisque noir de Salmanazar III, représentant également sur plusieurs registres des campagnes assyriennes, a été mis au jour dans le palais nord-ouest,. Un décor similaire se trouve sur l'estrade de la salle du trône du Fort Salmanazar.
Les rois assyriens ont également l'habitude de se faire représenter sur des reliefs rupestres, en Assyrie même mais aussi dans des régions éloignées parcourue lors d'une campagne, commémorant ainsi le fait qu'ils avaient atteint le « bout du monde » ; Salmanazar III a commandité de nombreuses sculptures de ce type, son image se retrouvant ainsi à Kurkh dans le sud-est de la Turquie actuelle, et à Nahr el-Kalb au nord du Liban, aux côtés de celles d'autres grands souverains antiques,. Sennachérib a accompagné ses travaux d'aménagements hydrauliques de bas-reliefs rupestres le représentant en présence des dieux, à Maltai et Khinis (Bavian).

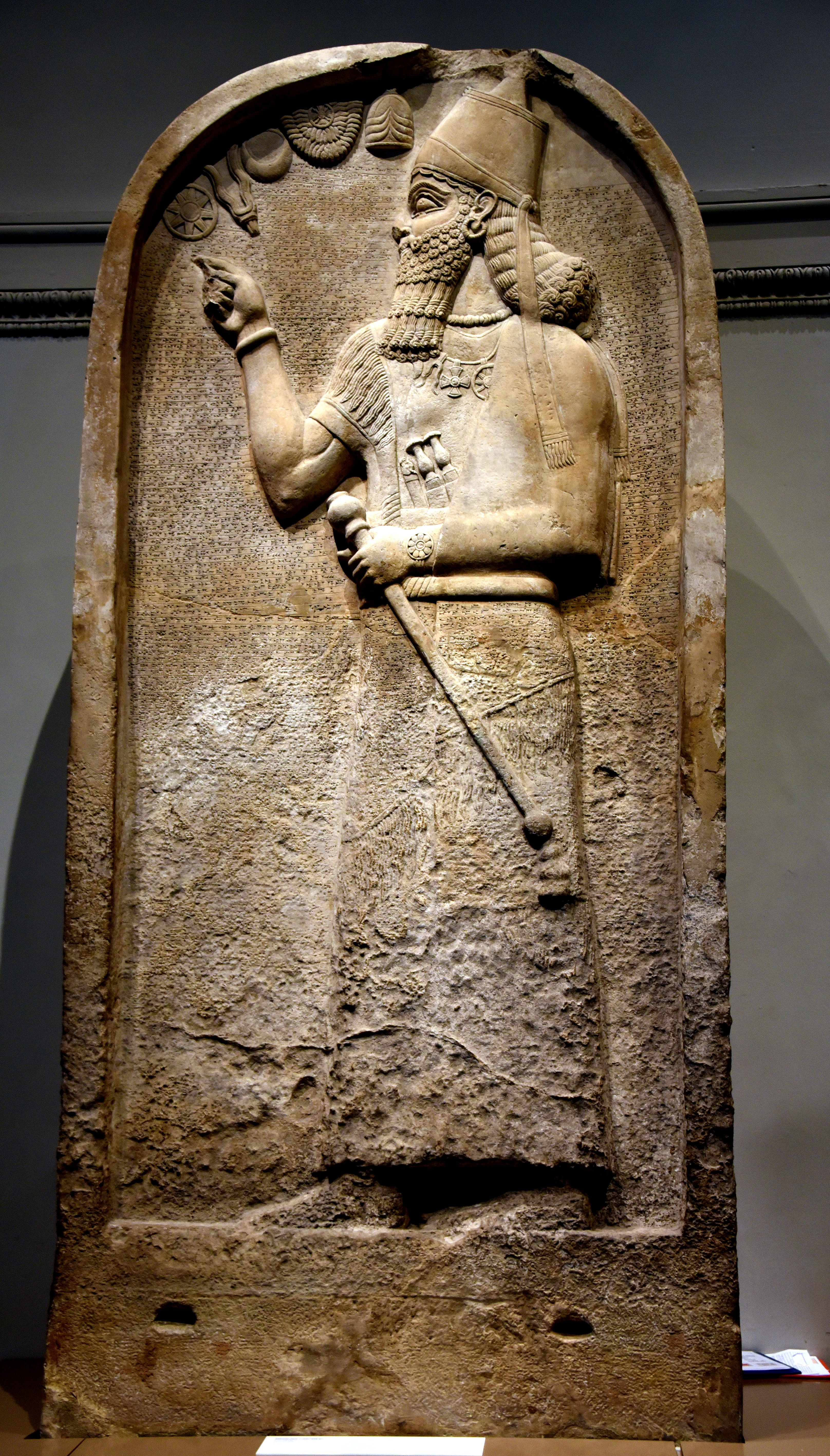
Stèle d'Assurnasirpal II provenant de Nimroud. British Museum.
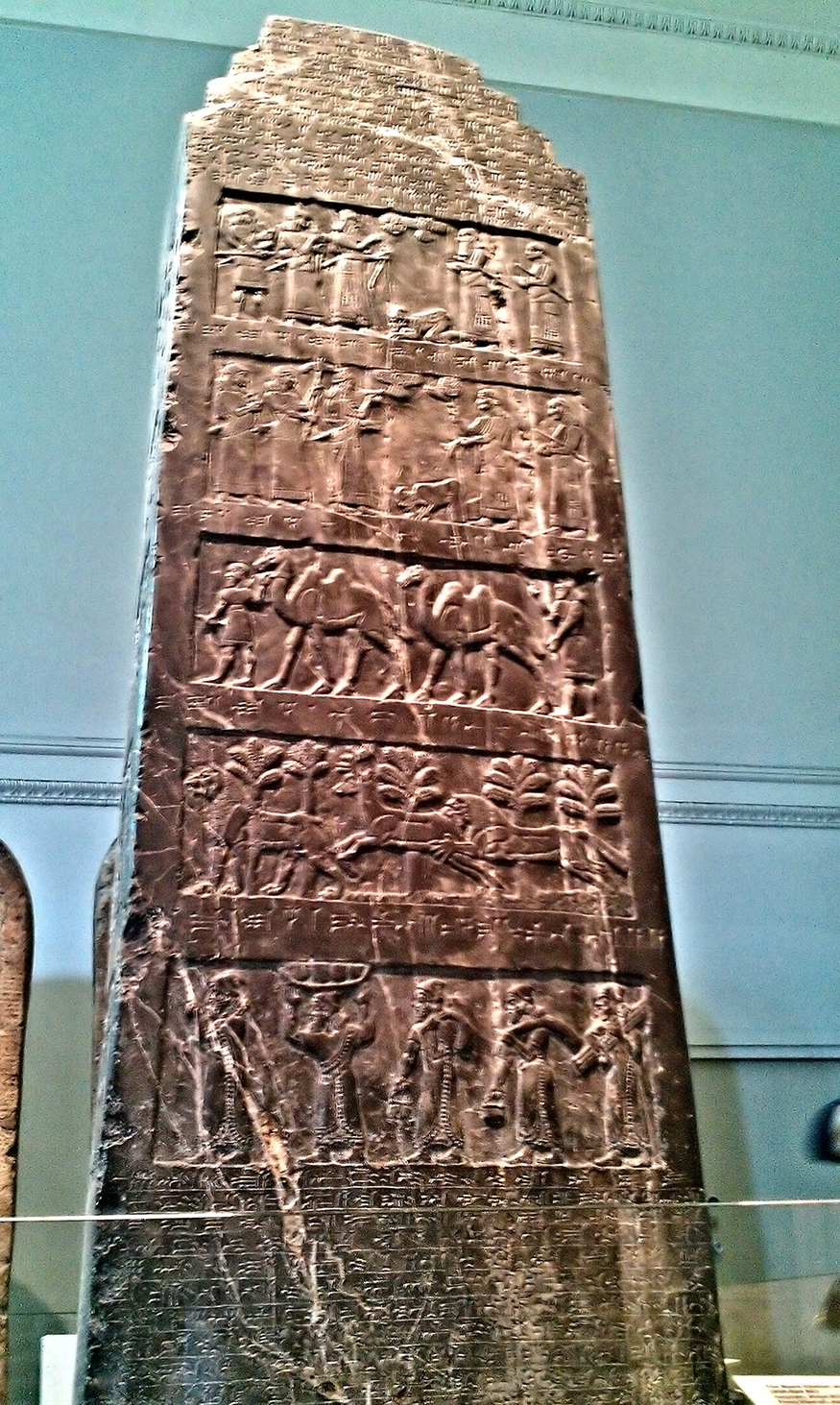
L'obélisque noir de Salmanazar III. British Museum.
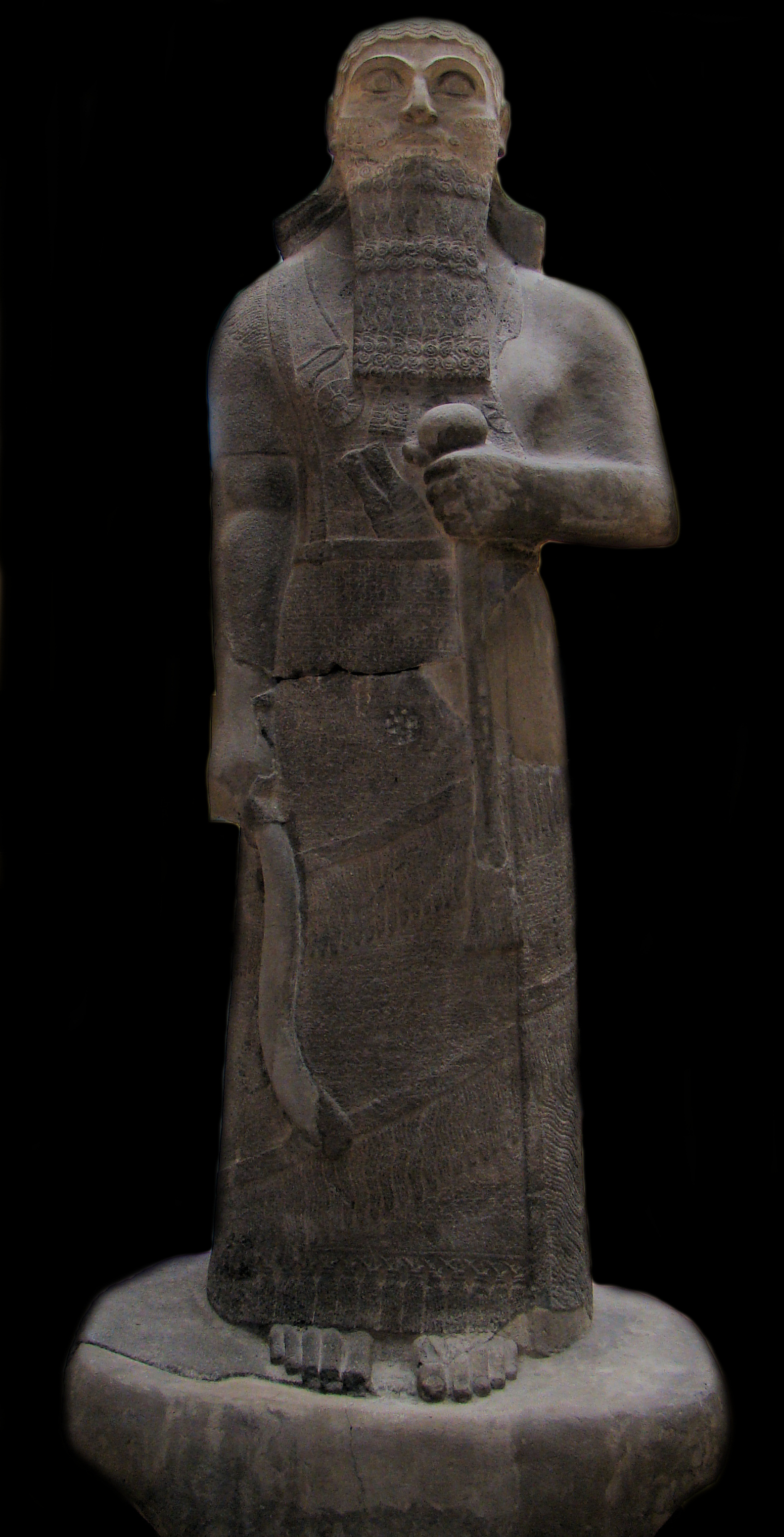
Statue de Salmanazar III provenant d'Assur, Musée archéologique d'Istanbul.
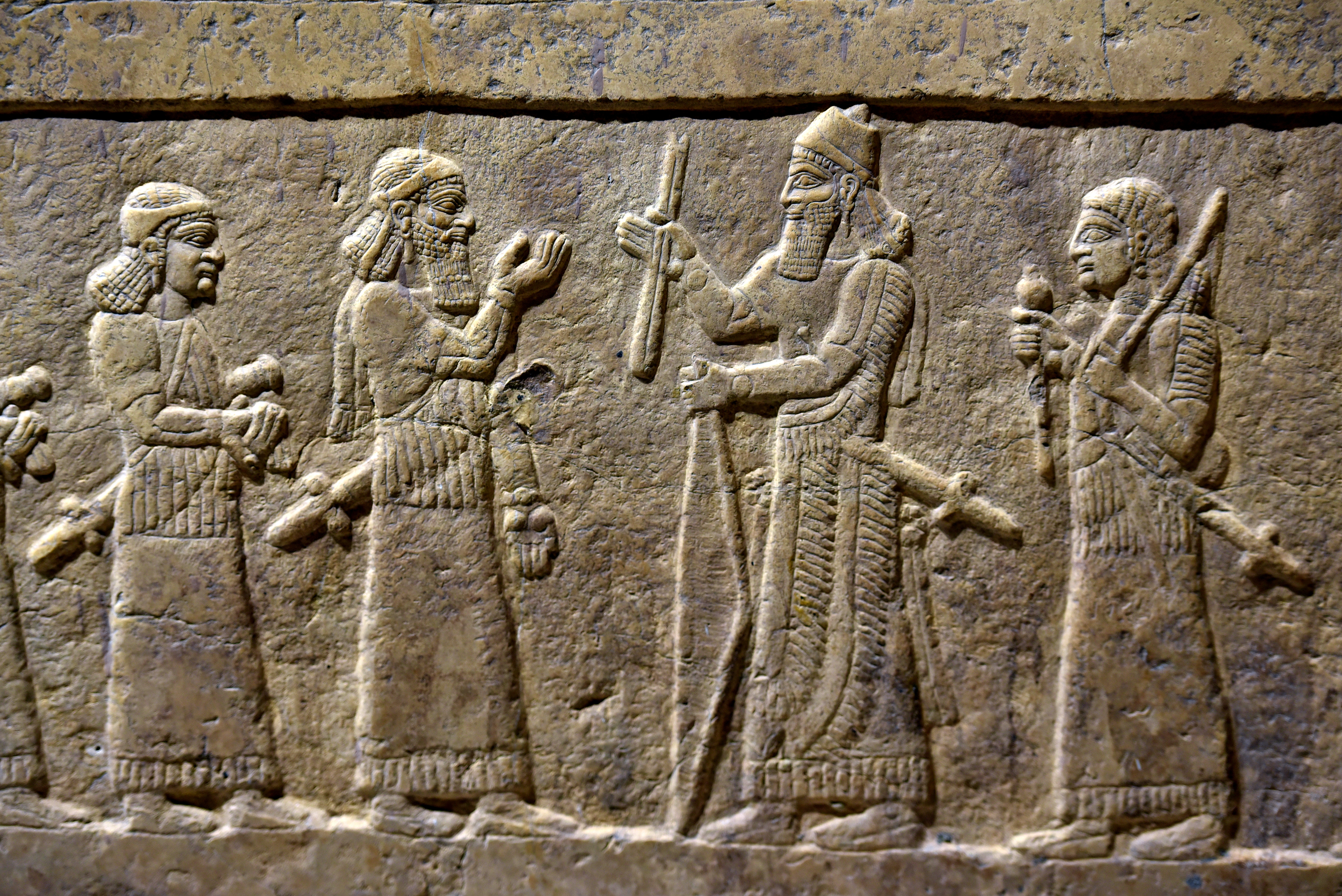
Bas-relief de l'estrade de la salle du trône de Fort-Salmanazar, face sud : Salmanazar III reçoit le tribut du chaldéen Musallim-Marduk du Bit-Amukkani. Musée national d'Irak.
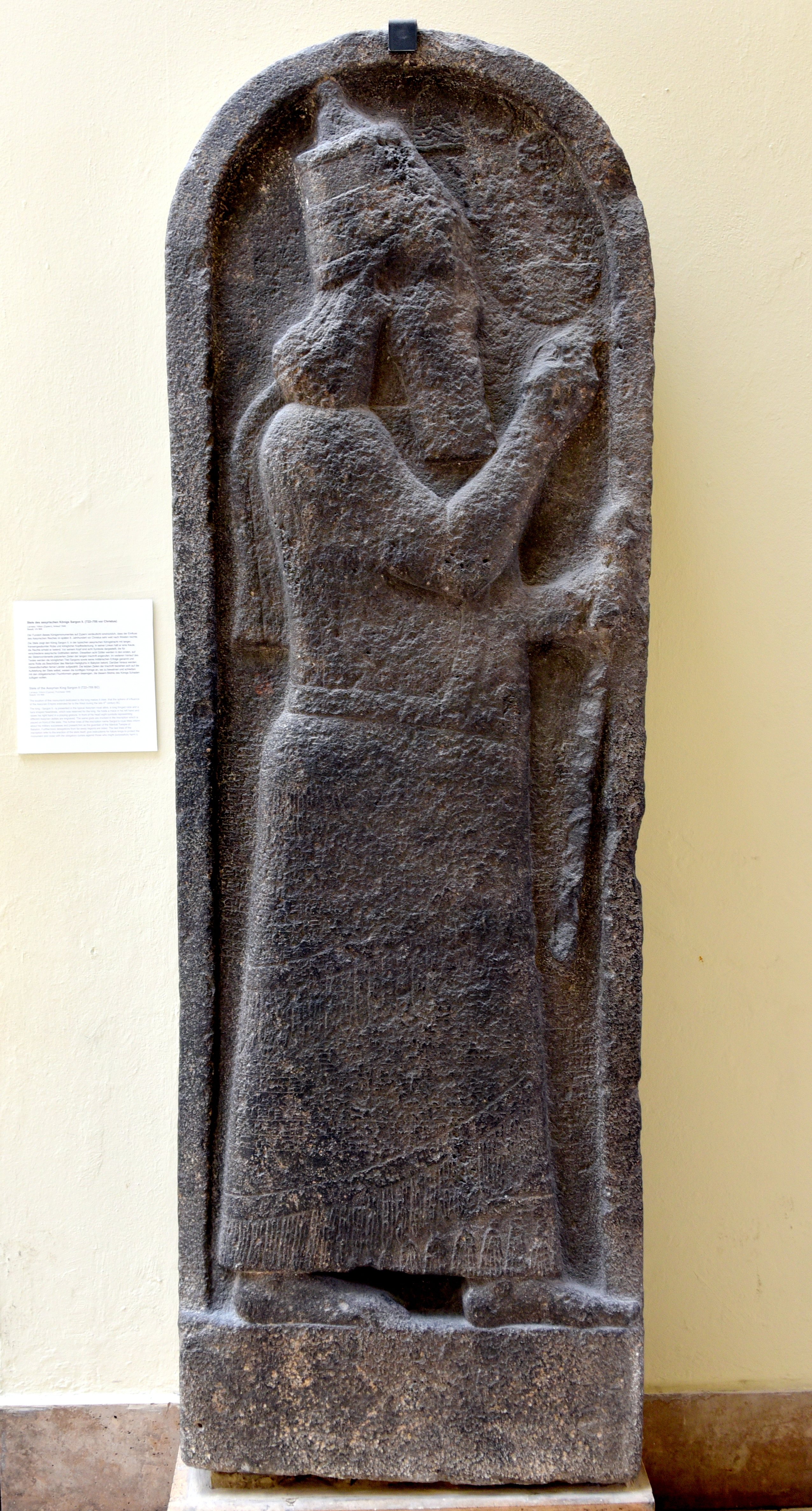
Stèle de Sargon II provenant de Kition de Chypre, commémorant sa mise en vassalité de l'île. Pergamon Museum.
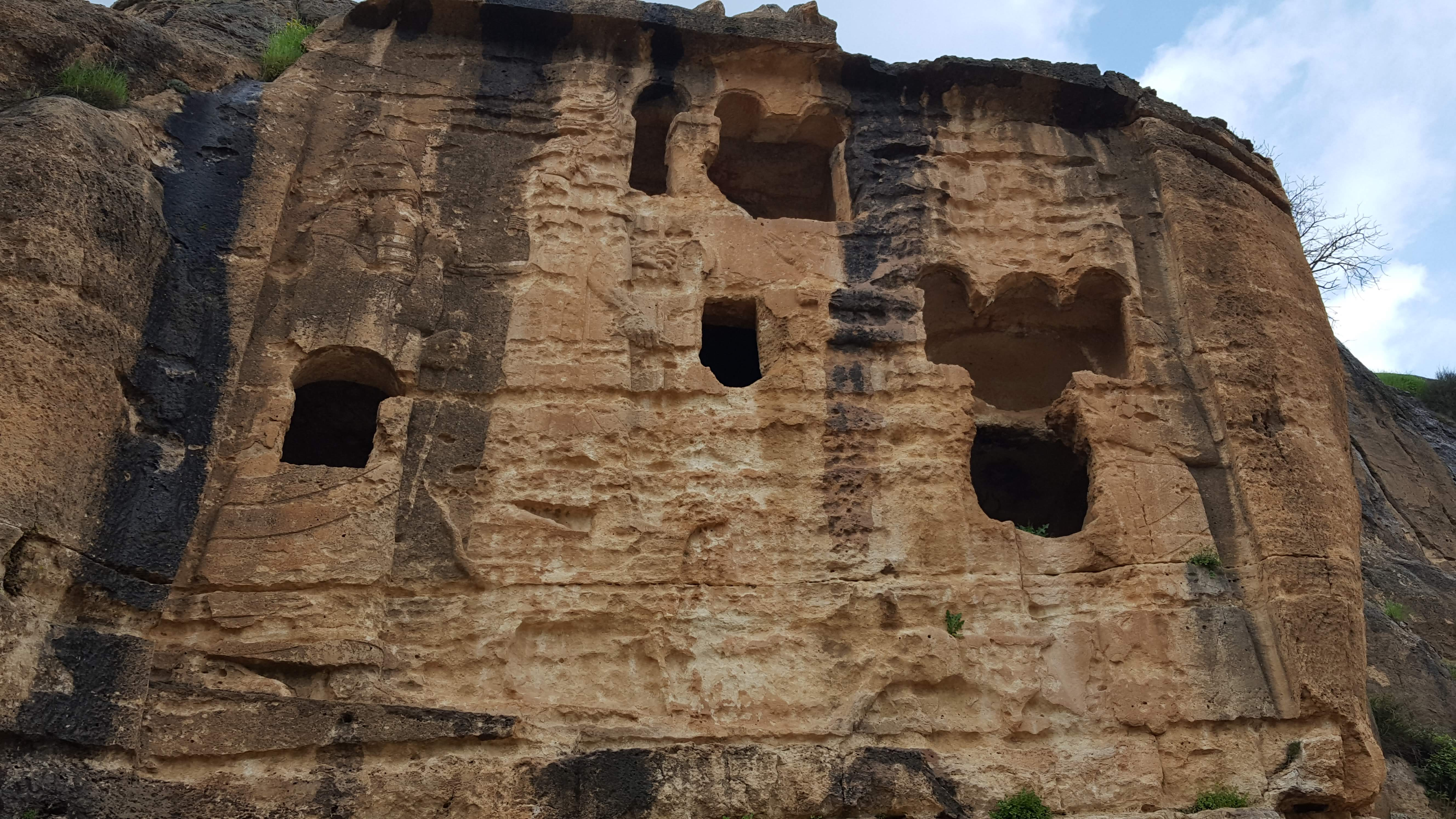
Relief rupestre de Khinis (Bavian), daté du règne de Sennachérib, représentant le roi en présence du couple divin Assur-Mullissu.

Les inscriptions royales et plusieurs représentations sur les portes de Balawat indiquent que certaines de ces images royales (ṣalam-šarri) sont divinisées et reçoivent des sacrifices. Cela implique que les rois assyriens puissent faire l'objet d'un culte (ce qui n'est pas inhabituel en Mésopotamie antique), qui ne prend certes jamais l'importance et l'aspect systématique d'un culte divin, puisqu'aucun temple n'est dédié à un monarque d'Assyrie.

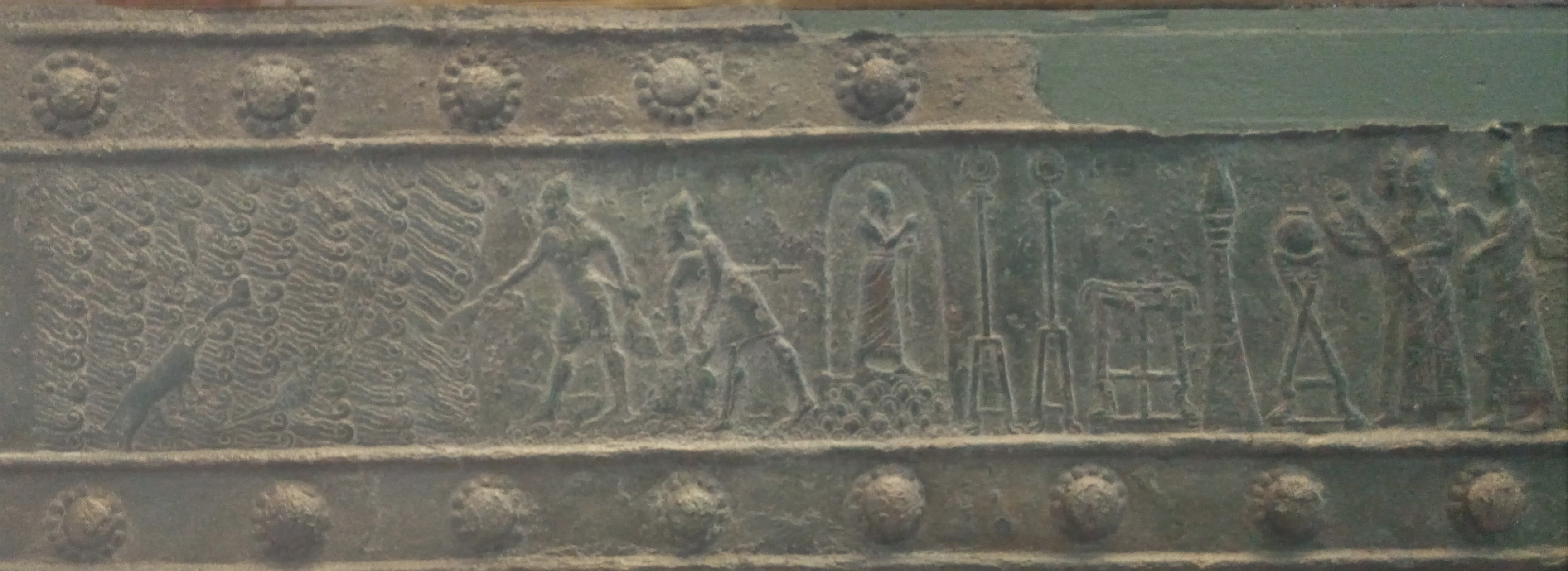
Consécration d'un bas-relief représentant le roi Salmanazar III sur les bords du lac de Van (Urartu), et sacrifices à son intention. Bas-relief des portes de Balawat. British Museum.

### Sculptures en métal
Les sites néo-assyriens ont livré plusieurs exemples de bandes de bronze gravées représentant des scènes similaires à celles des bas-reliefs. La série la plus impressionnantes est celle provenant des portes du temple du dieu Mamu et du palais à Imgur-Enlil (Balawat), sous Assurnasirpal II et surtout Salmanazar III, ornées de bandes de bronze portant des reliefs représentant des campagnes assyriennes

Portes de Balawat, British Museum
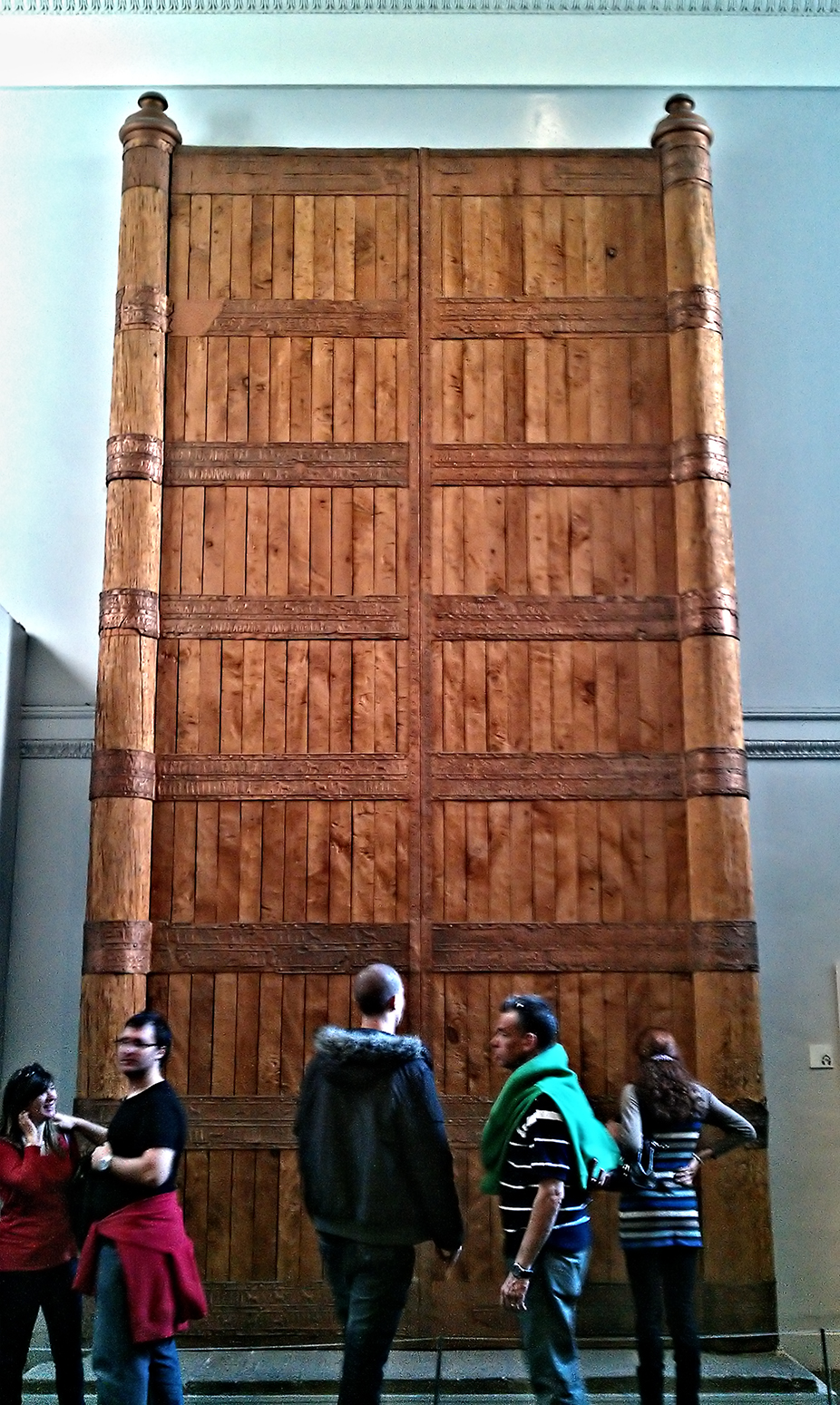
Une des deux portes du palais de Balawat restaurée et exposée au British Museum.
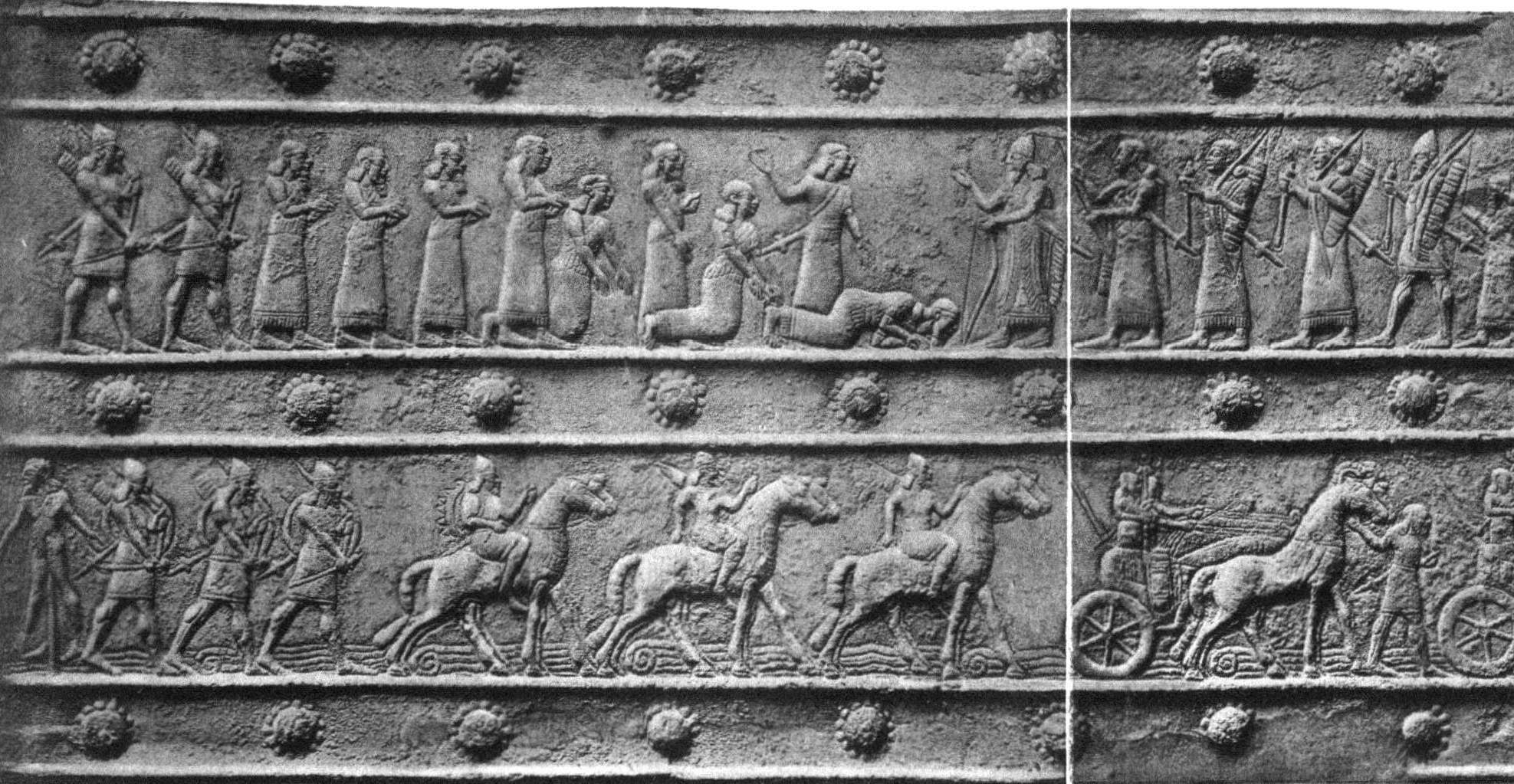
Scène d'hommage au roi (registre supérieur) et cavaliers assyriens (registre inférieur).
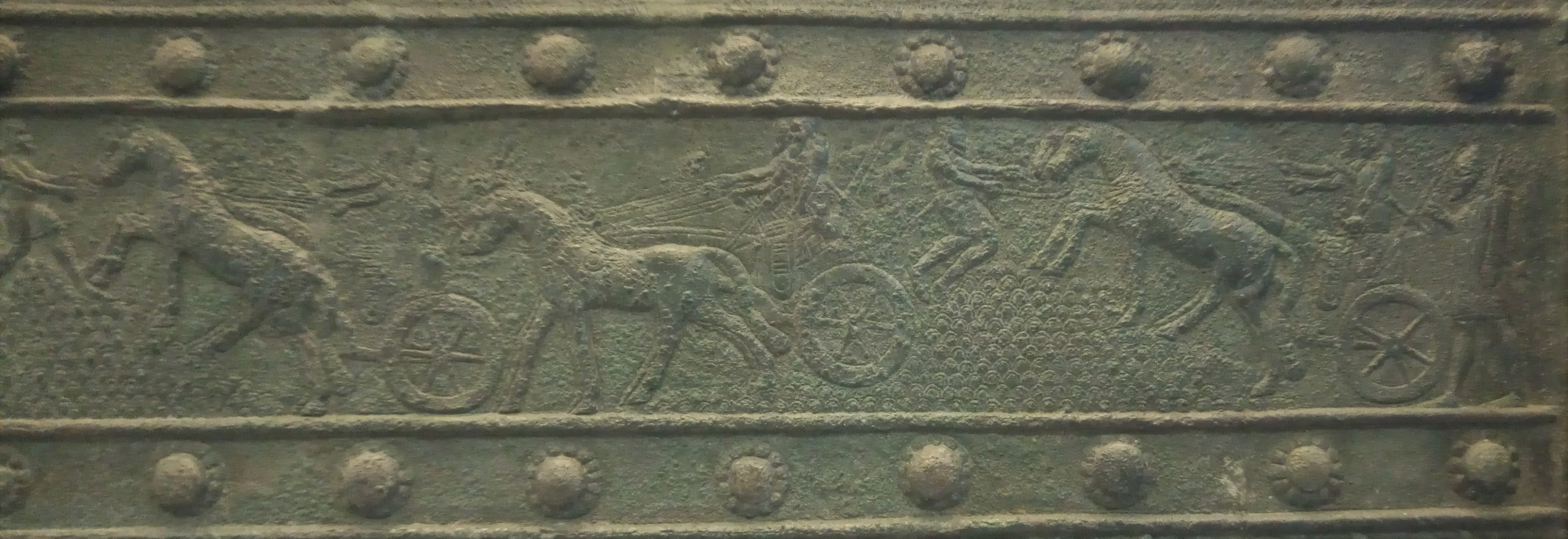
Chars franchissant des montagnes en Urartu, campagne de 858 av. J.-C.
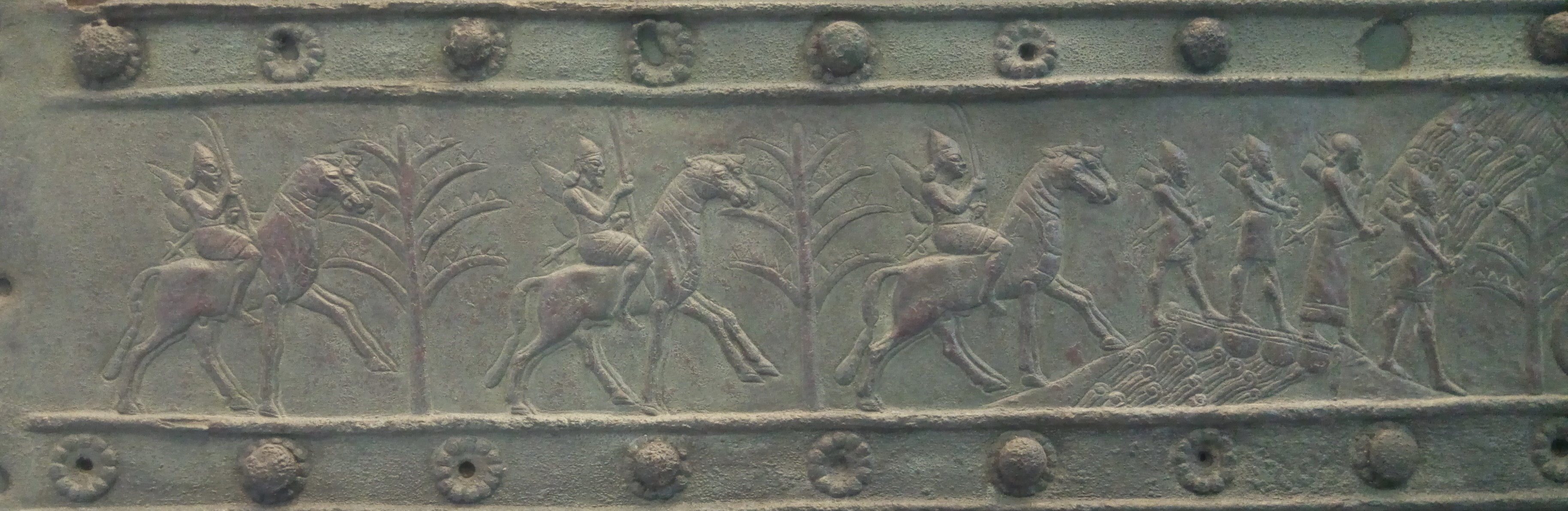
Cavaliers et fantassins, avec franchissement d'une rivière par un pont de bateaux, campagne en Babylonie.

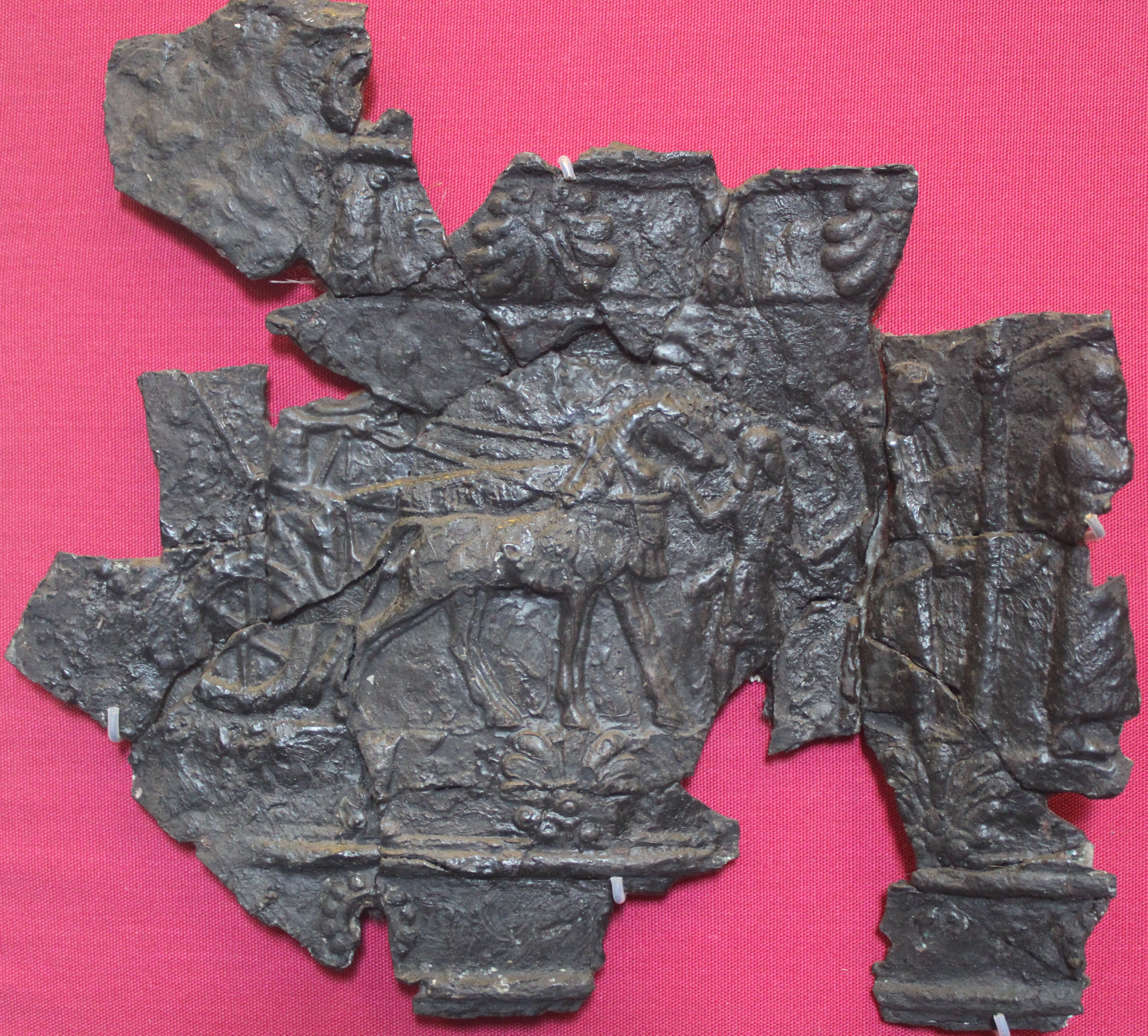
Fragment de bande sculptée ornant une porte du Palais nord-ouest de Nimroud. British Museum.
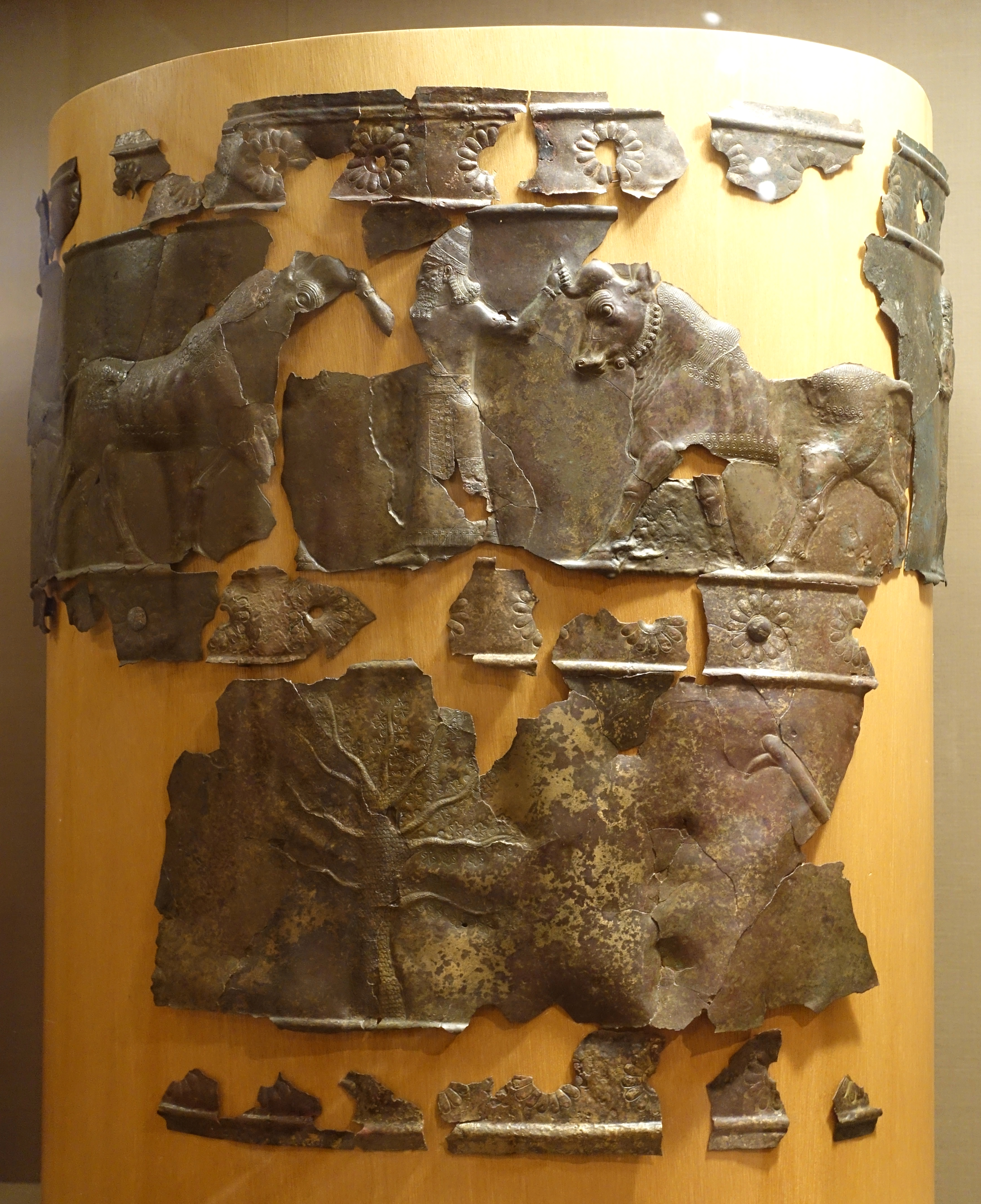
Fragments de plaques en bronze gravées provenant du temple de Shamash de Khorsabad. Musée de l'Oriental Institute de Chicago.

La majeure partie de ces réalisations en métal a manifestement été refondue dès l'Antiquité, ce qui explique qu'il n'en existe généralement plus que des fragments. Cela vaut encore plus pour les statues monumentales. Les textes de Sennachérib concernant la construction de son palais de Ninive relatent aussi la réalisation de sculptures en métal de taille colossale, réalisées avec une technique de type cire perdue : le palais était ainsi décoré d'un groupe de 8 lions de cuivre qui auraient pesé 11 400 talents chacun (soit environ 342 tonnes), et de 2 colonnes de bronze de 6 000 talents (180 tonnes),.

### Sceaux
Les Assyriens utilisent traditionnellement des sceaux-cylindres pour les scellement de tablettes et de bulles d'argile, mais l'époque néo-assyrienne voit un développement de l'usage des sceaux-cachets. Leur aspect est principalement connu par les impressions sur argile qui ont été retrouvées, mais des sceaux ont également été retrouvés. Le fait qu'ils soient rarement inscrits à cette période rend leur datation difficile. Les historiens de l'art les ont longtemps classés en fonction de la technique de gravure, dont le choix dépend de la dureté de la matière travaillée (cornaline, calcédoine, faïence, etc.) : sceaux linéaires taillés au ciseau, sceaux perforés où les figures sont faites de trous, sceaux coupés à la roulette, sceaux modelés. Si on s'en tient aux sujets représentés, qui présentent de nombreux points communs avec les bas-reliefs des palais, deux catégories principales se dégagent pour les sceaux-cylindres : les scènes rituelles où un personnage humain (souvent le roi) participe à une cérémonie (notamment d'offrandes) face à une divinité principale montée sur un animal, aux côtés d'autres divinités et de symboles (notamment des arbres stylisés, des soleils ailés) ; les scènes de combat et de chasse, mettant en général aux prises des héros et des animaux hybrides, ou bien des animaux entre eux. Les sceaux-cachets se développent dans le milieu de l'administration royale, le sceau royal étant un cachet depuis au moins le règne de Salmanazar III ; il représente un roi enfonçant une épée dans un lion bondissant. Durant le dernier siècle de l'époque néo-assyrienne le sceau-cachet semble être devenu la forme dominante. Les scènes rituelles, arbres stylisés et symboles divins, notamment astraux, ainsi que le roi sont souvent représentées sur ce support, les scènes de combat le sont beaucoup moins,.

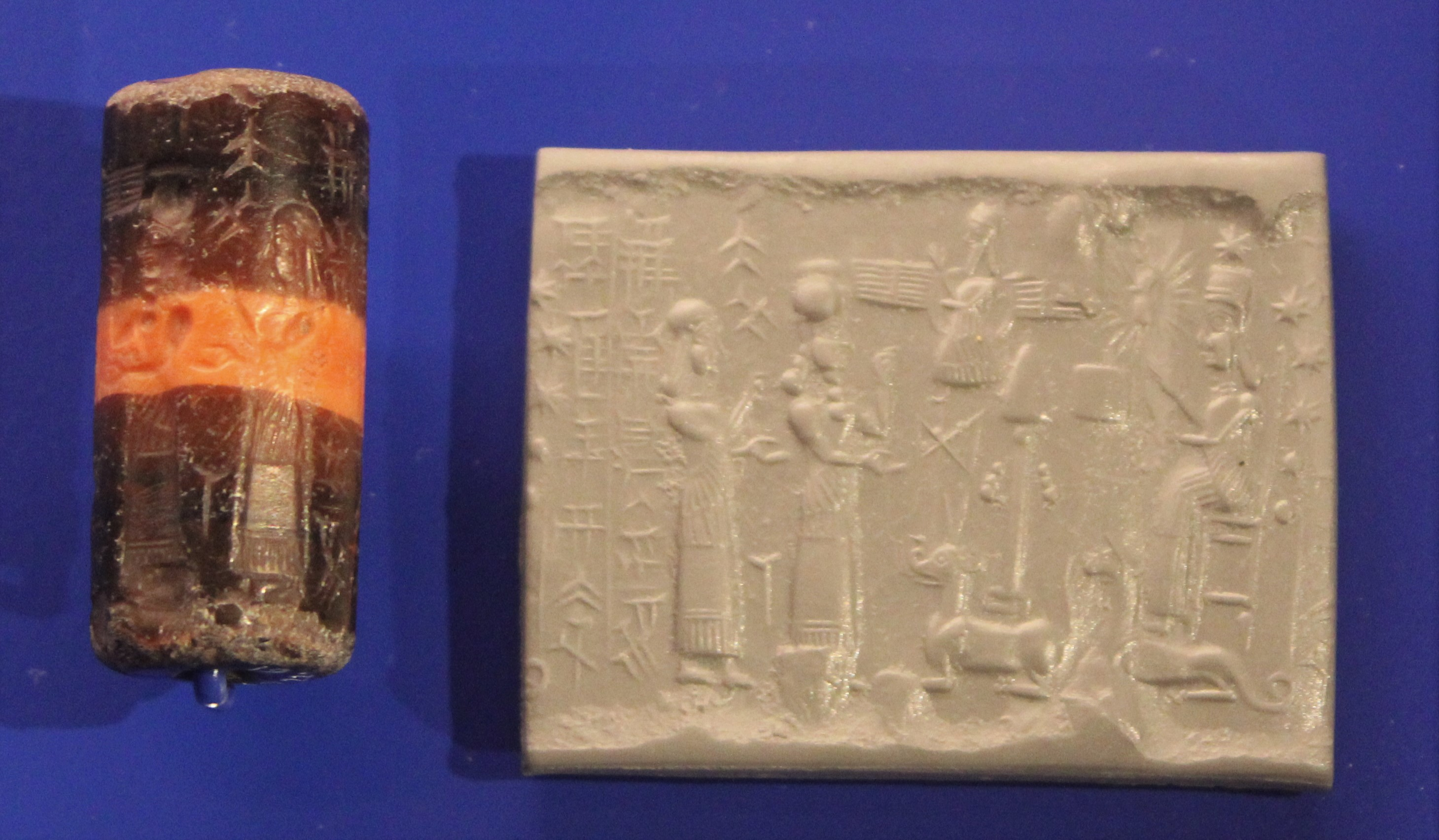
Sceau-cylindre avec impression moderne représentant une scène de vénération de la déesse Ishtar. Ashmolean Museum.
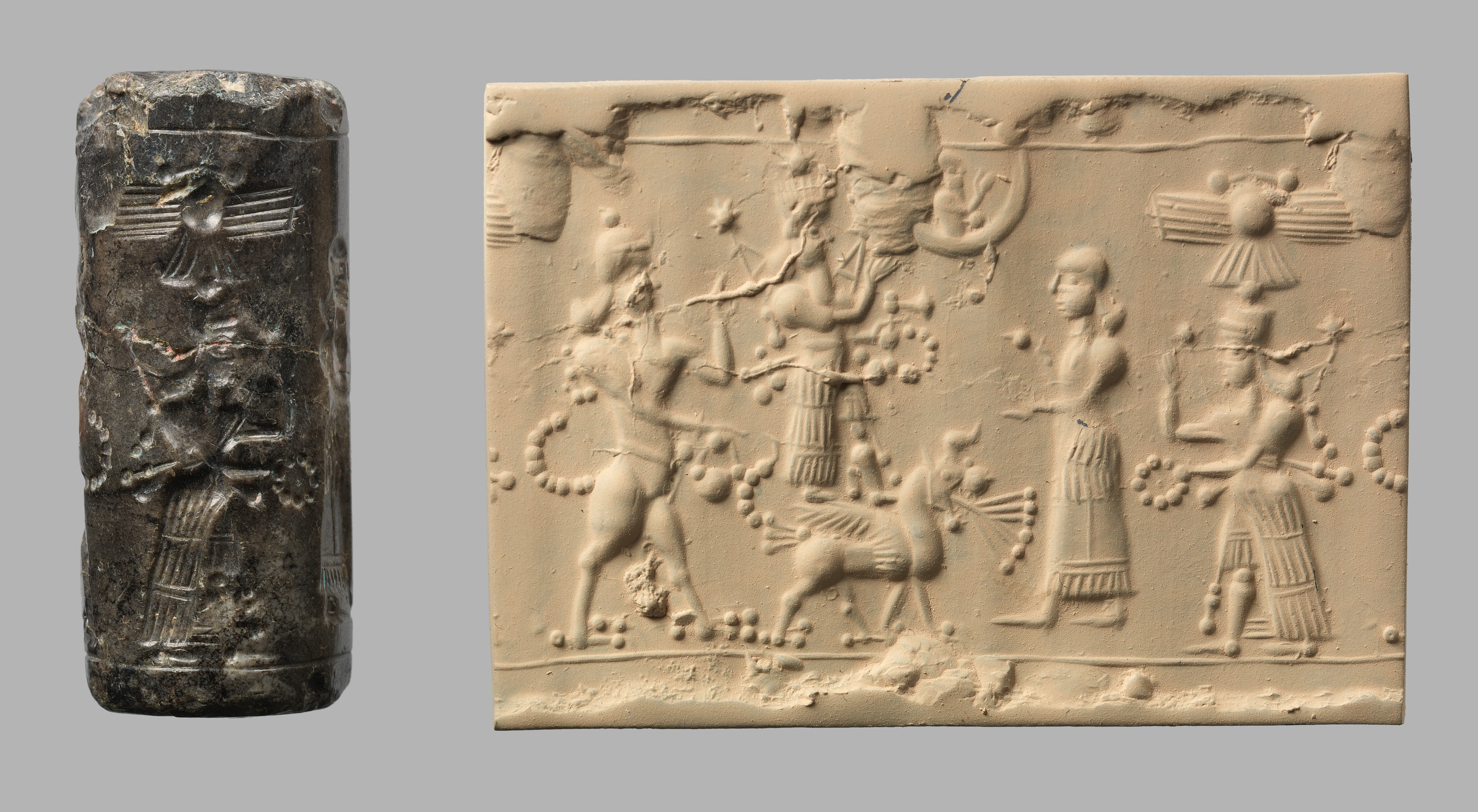
Sceau-cylindre avec impression moderne représentant une scène de culte. Metropolitan Museum.
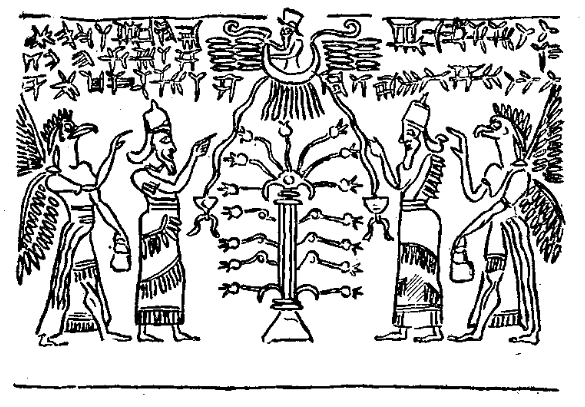
Copie de l'empreinte du sceau-cylindre du roi Mushezib-Ninurta de Shadikanni, vassal de l'Assyrie, reproduisant la scène du panneau central de la salle du trône du palais nord-ouest de Nimroud et contribuant ainsi à la diffusion de l'imagerie royale assyrienne[492].
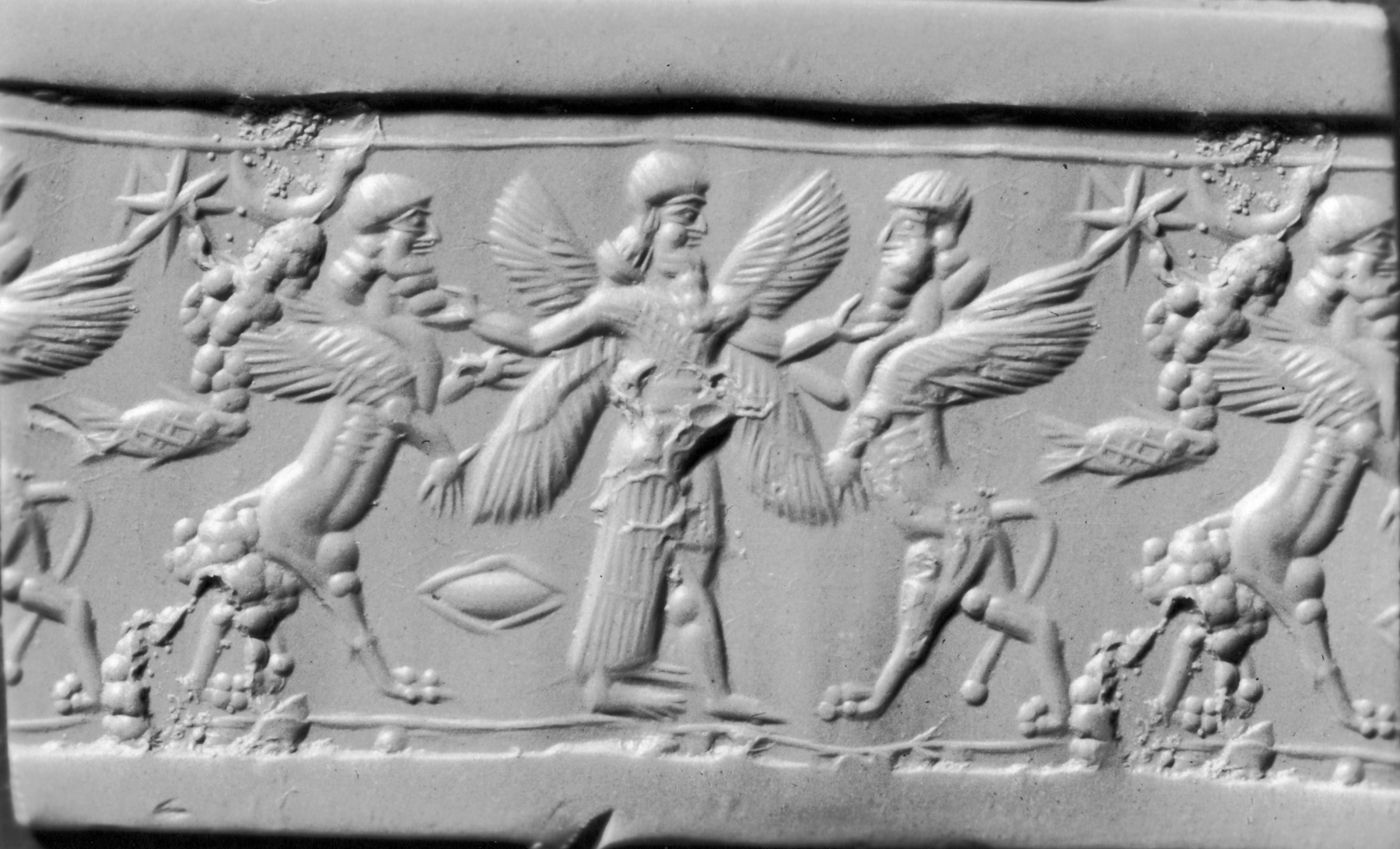
Impression moderne de sceau-cylindre représentant une scène de combat entre personnages mythologiques. Walters Art Museum.
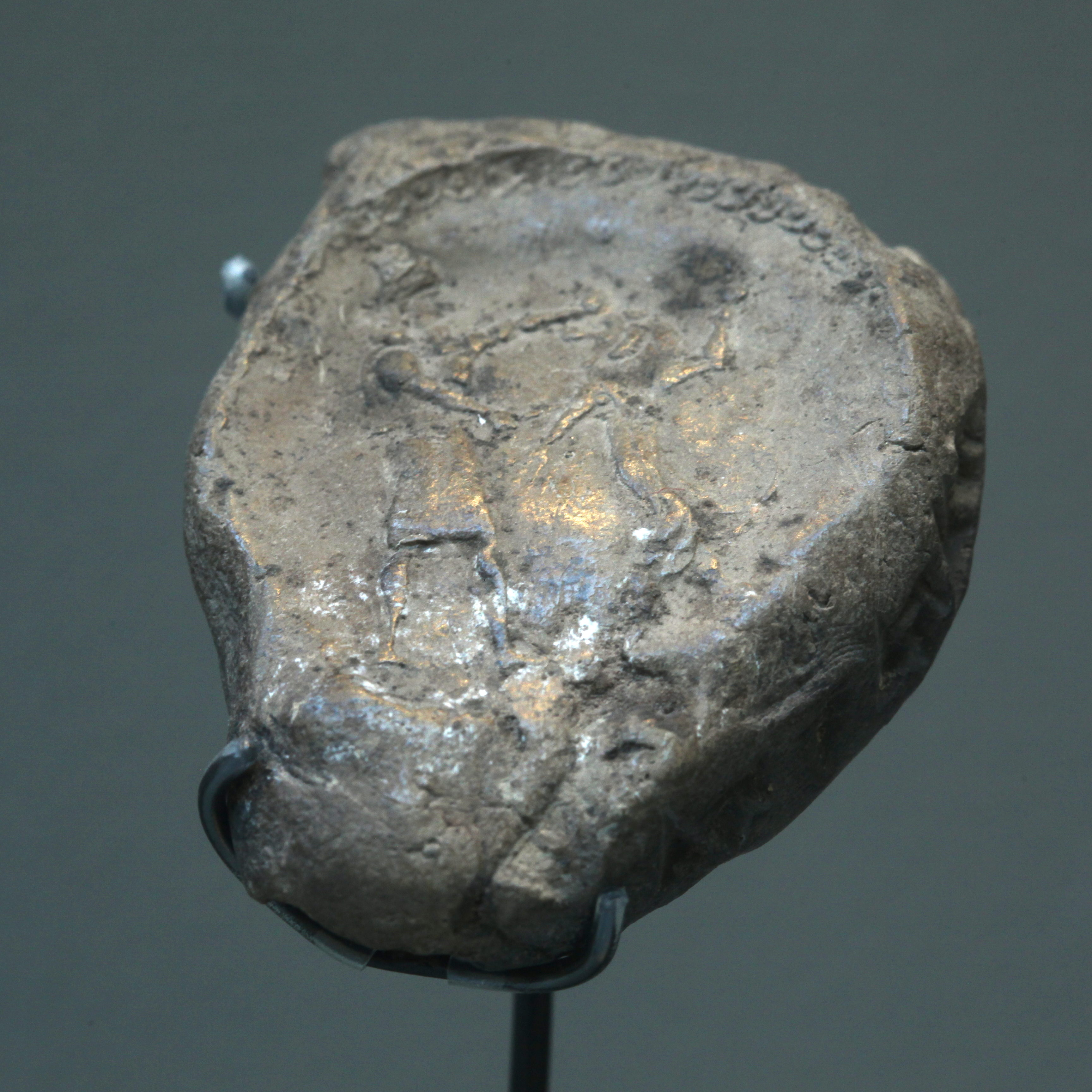
Empreinte du sceau royal provenant de Khorsabad, règne de Sargon II. Musée du Louvre.
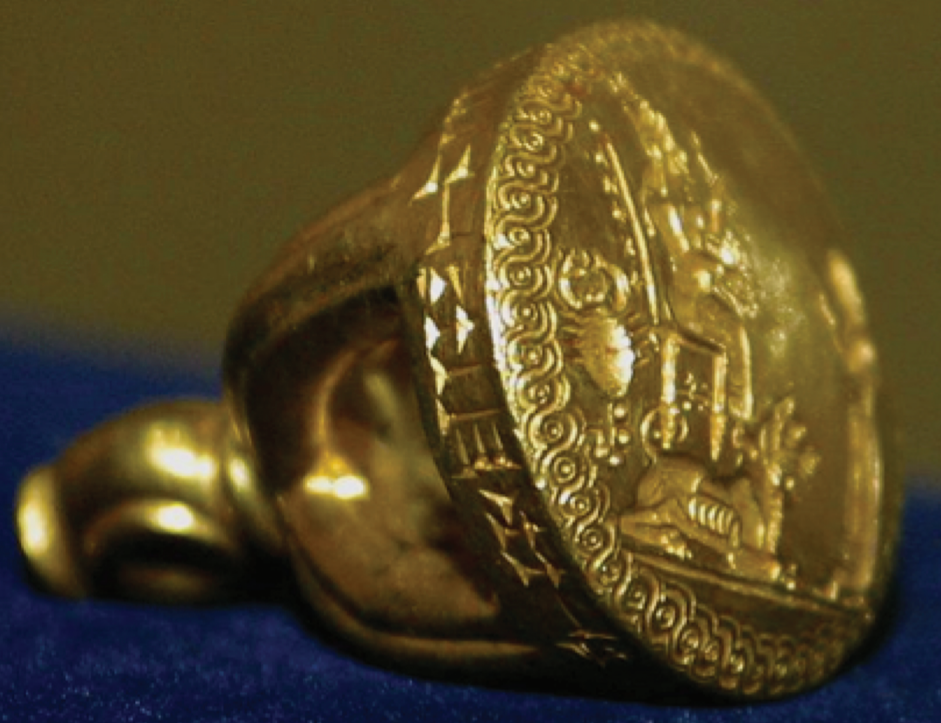
Sceau-cachet en or de la reine Hama. Tombes des reines de Nimroud, Musée national d'Irak.

### Les objets en ivoire
La grande majorité des objets en ivoires d'époque néo-assyrienne ont été mis au jour dans les palais de Nimroud et d'Arslan Tash, datés des IXe – VIIIe siècle av. J.-C.. L'ivoire était celui de dents d'hippopotame ou de défenses d'éléphant. On y distingue généralement par leur style deux groupes d'ivoires de provenance étrangère : un issu de la Syrie araméenne et néo-hittite (notamment du royaume de Damas), et un autre des cités côtières de Phénicie (plus « égyptisant ») ; mais il est fort possible que les lieux de production soient plus variés que cela. Ils sont probablement issus de tributs ou de pillages depuis les régions occidentales, même s'il est possible qu'une partie ait été réalisée sur place par des artisans levantins. Les objets en ivoire sont de divers types : éléments de mobilier avant tout, mais aussi des boîtes à fard et des plaquettes décoratives,,,. Le fait que ces objets aient été retrouvés dans des magasins où ils avaient été entassés pourrait indiquer qu'ils n'avaient pas une valeur significative aux yeux des Assyriens, qui auraient donc aussi collecté des choses qu'ils jugeaient sans importance ; d'autres considèrent en revanche qu'ils ont bien été appréciés par les élites assyriennes, qui manifestent ainsi des goûts exotiques et une volonté d'enrichir leur répertoire visuel,.

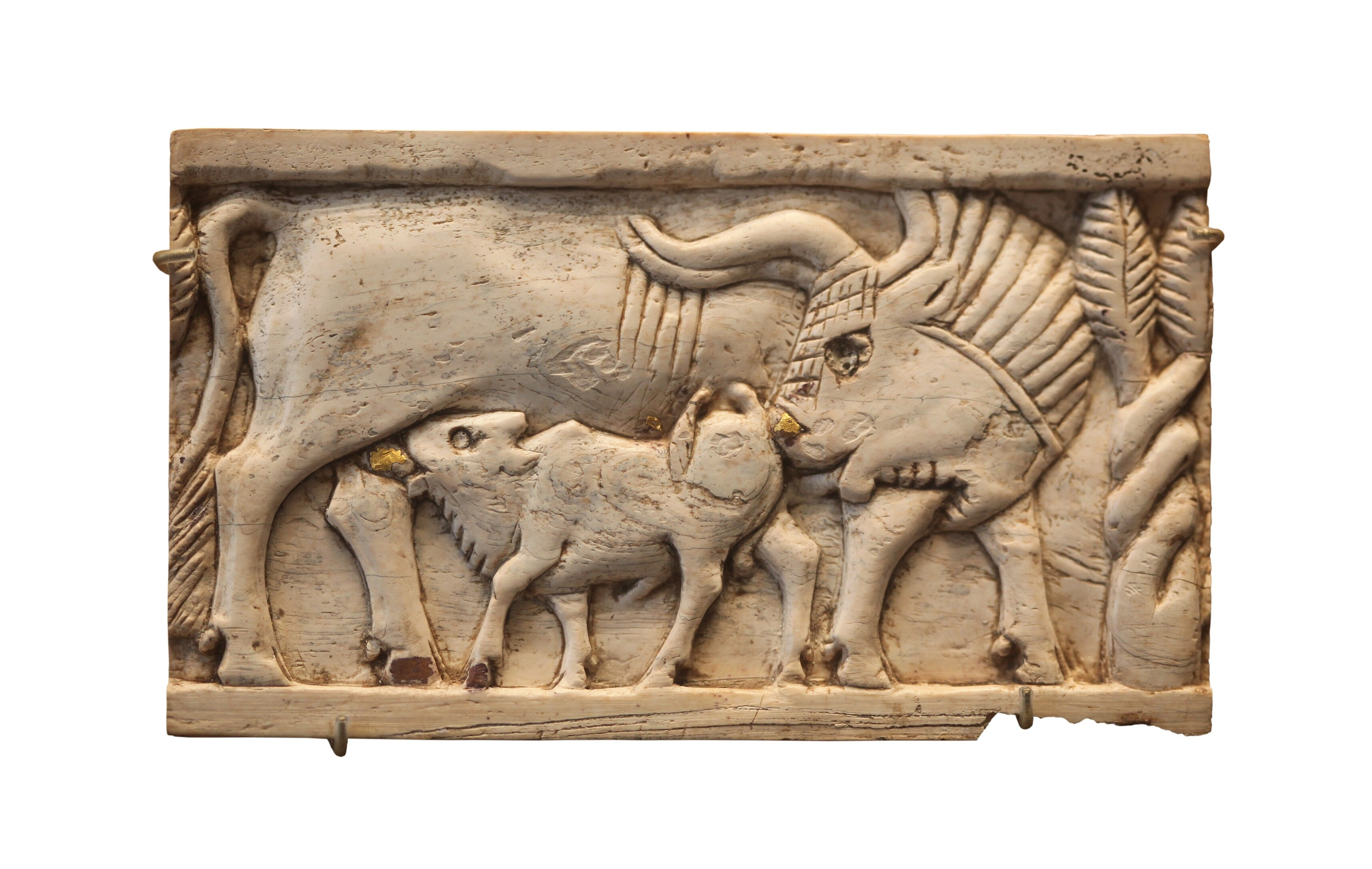
Vache allaitant un veau. Arslan Tash, musée du Louvre.
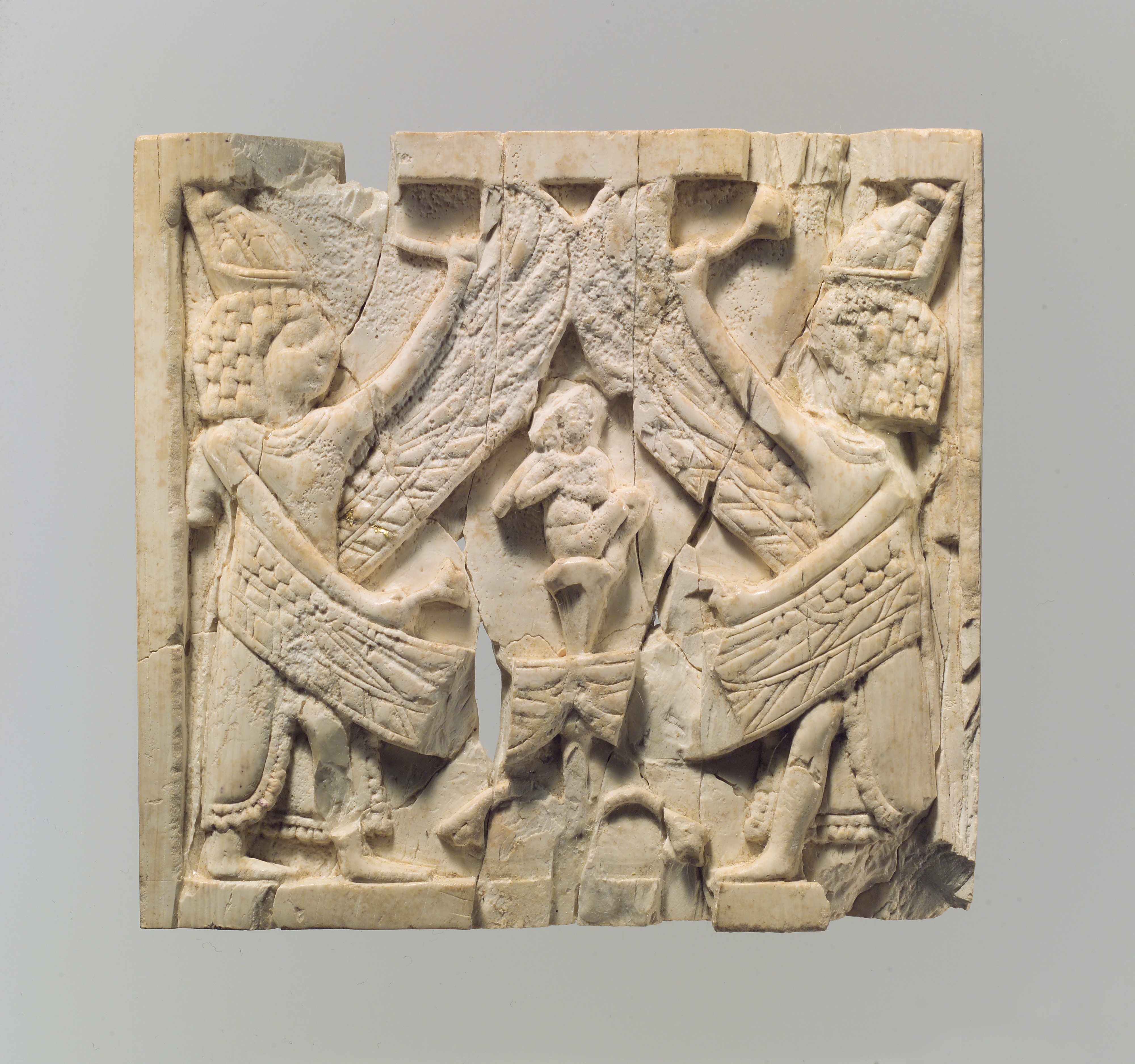
Deux personnages ailés encadrant un enfant dans un lotus. Arslan Tash, Metropolitan Museum of Art.
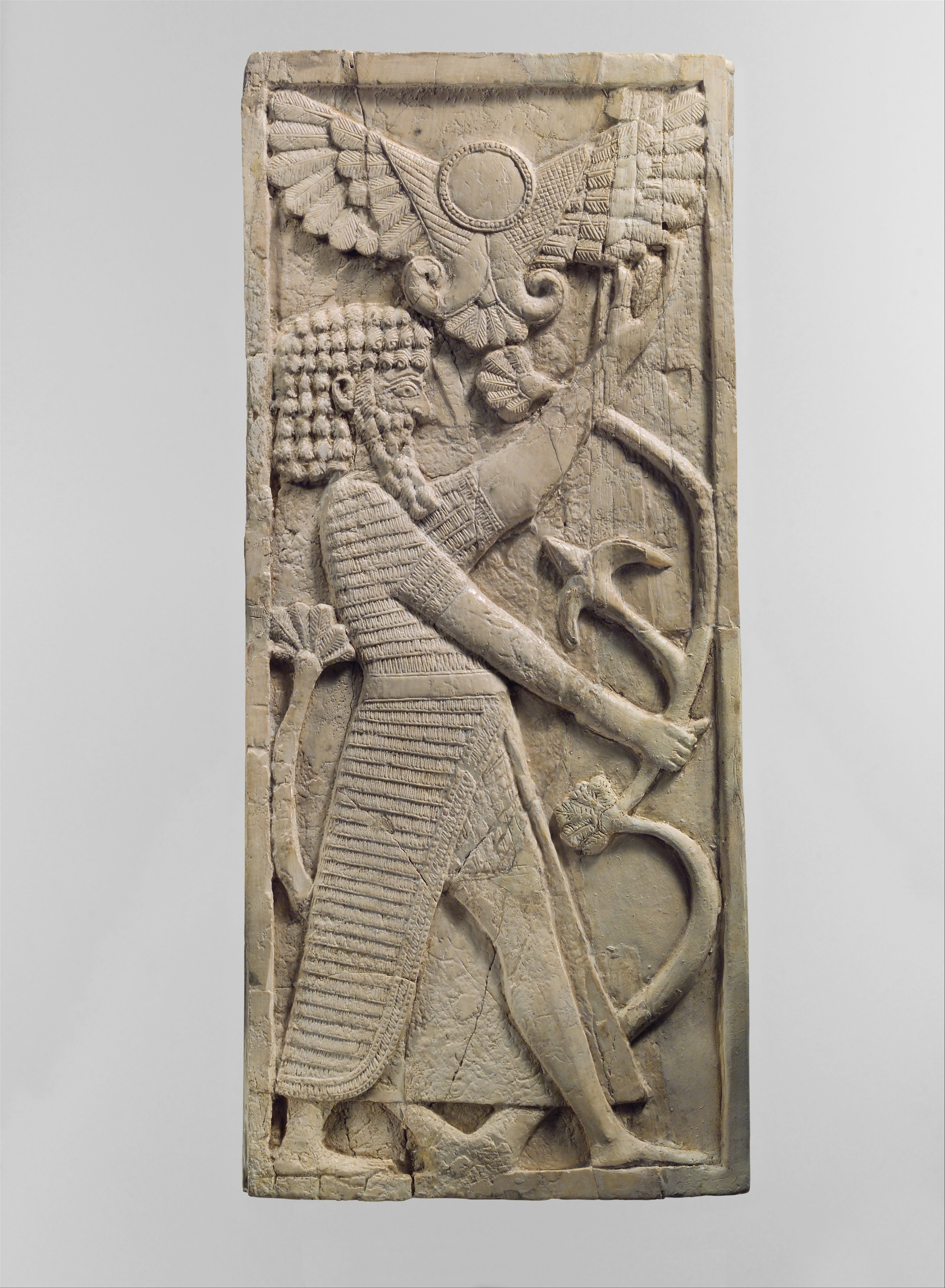
Personnage masculin attrapant un arbuste, sous un disque solaire ailé. Nimroud, Metropolitan Museum of Art.
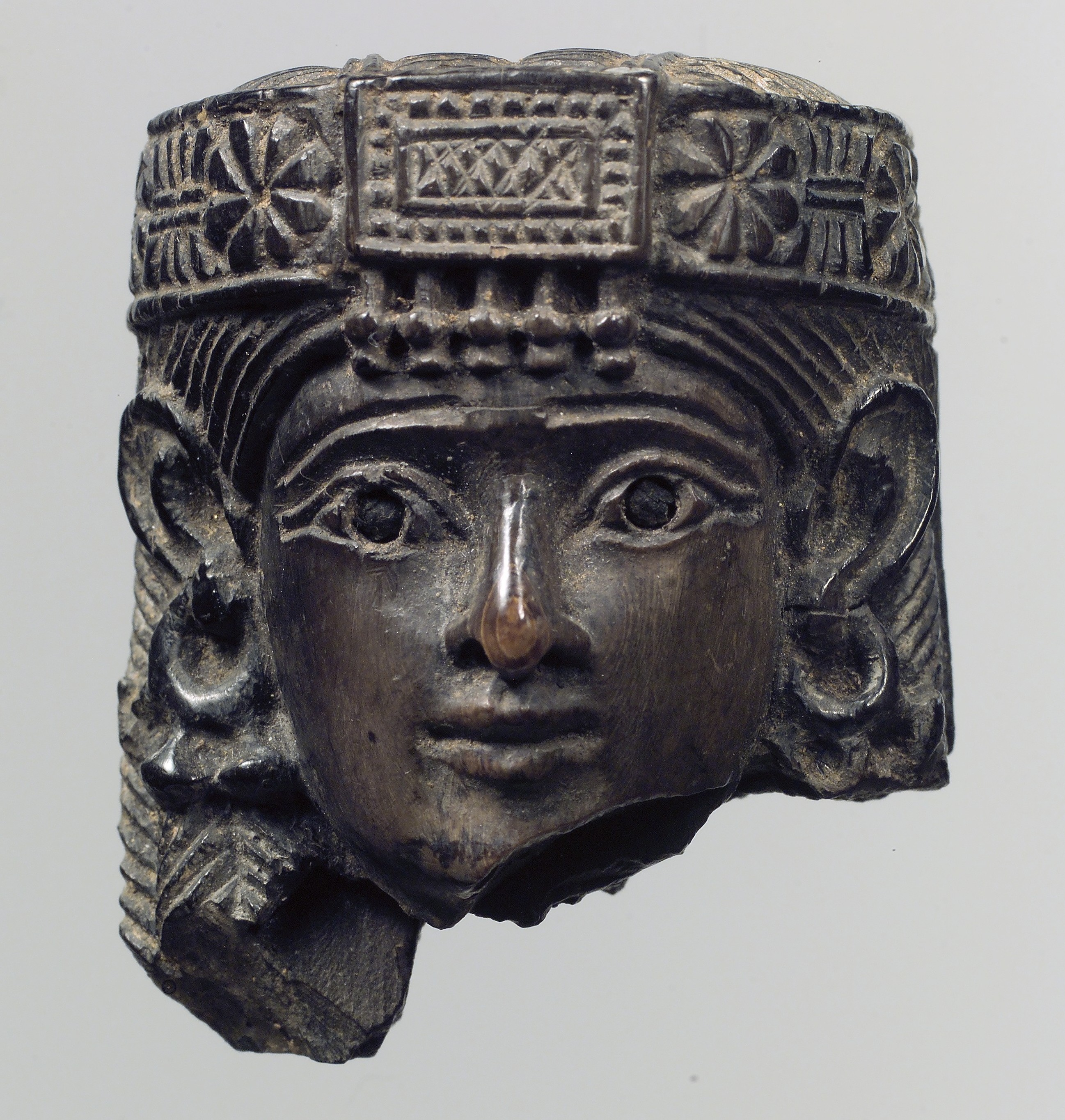
Tête de femme. Nimroud, Metropolitan Museum of Art.
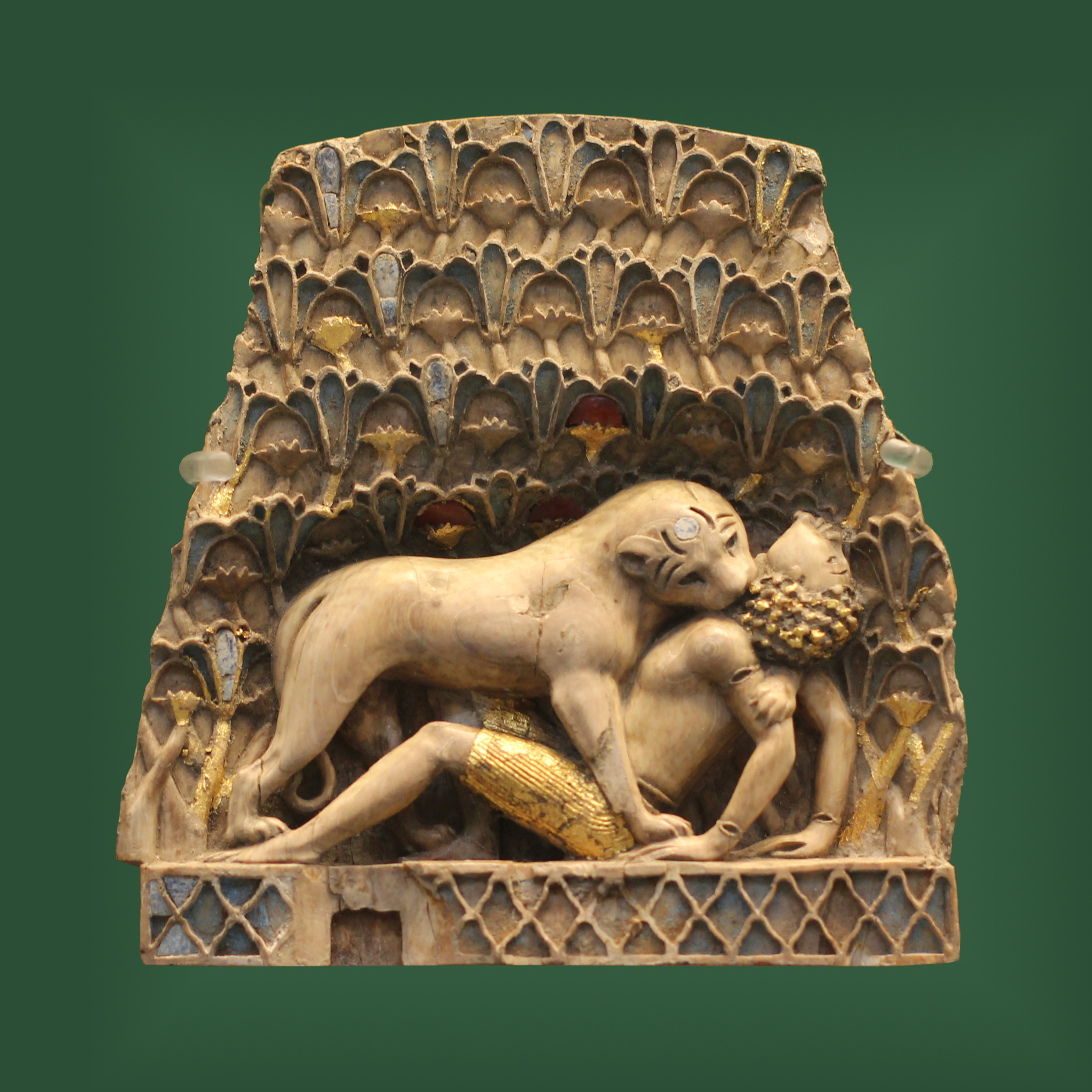
Lionne dévorant un homme. Nimroud, British Museum.
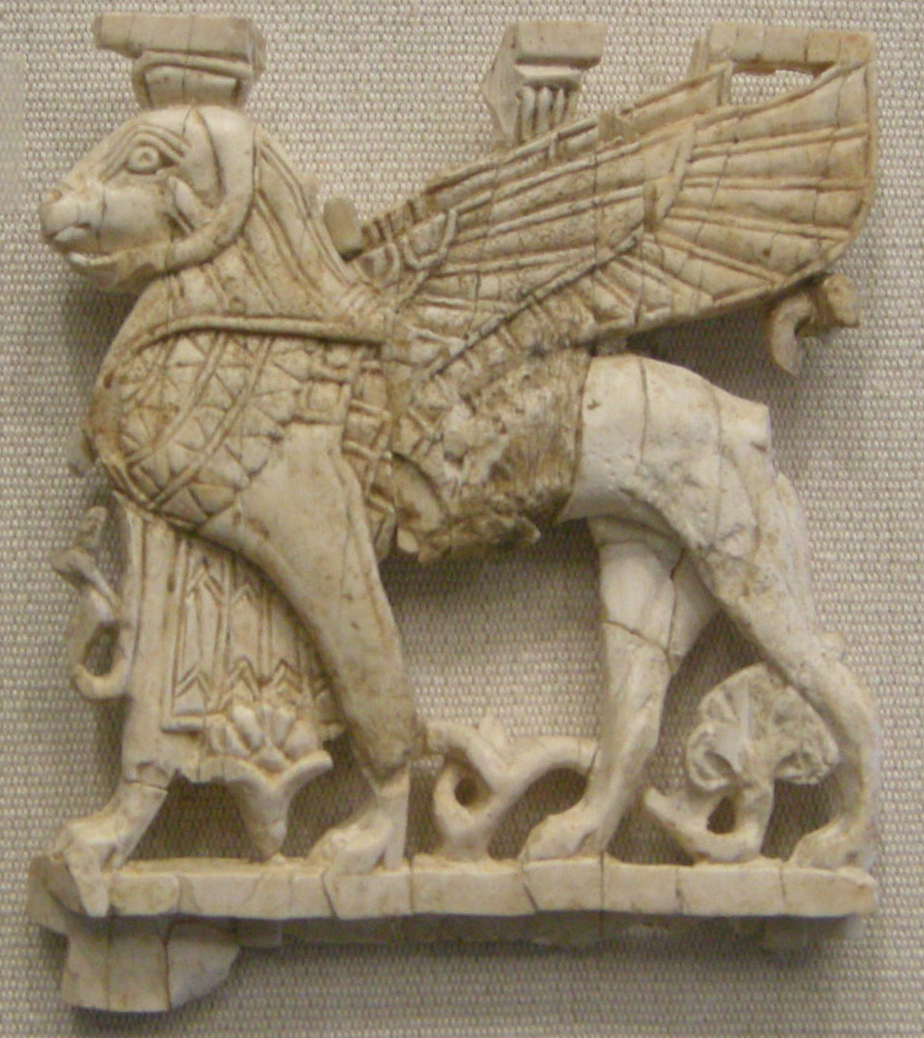
Sphinx. Nimroud, Legion of Honor.

Les sites assyriens (avant tout Nimroud) ont livré, certes en moindre quantité, un art de l'ivoire de style proprement assyrien. Son répertoire iconographique est similaire à ceux des bas-reliefs palatiaux ou de la glyptique : scènes de combats, de rituels, de banquets, des génies et animaux mythologiques. Il s'agirait de l'art de l'ivoire le plus apprécié par l'élite assyrienne.

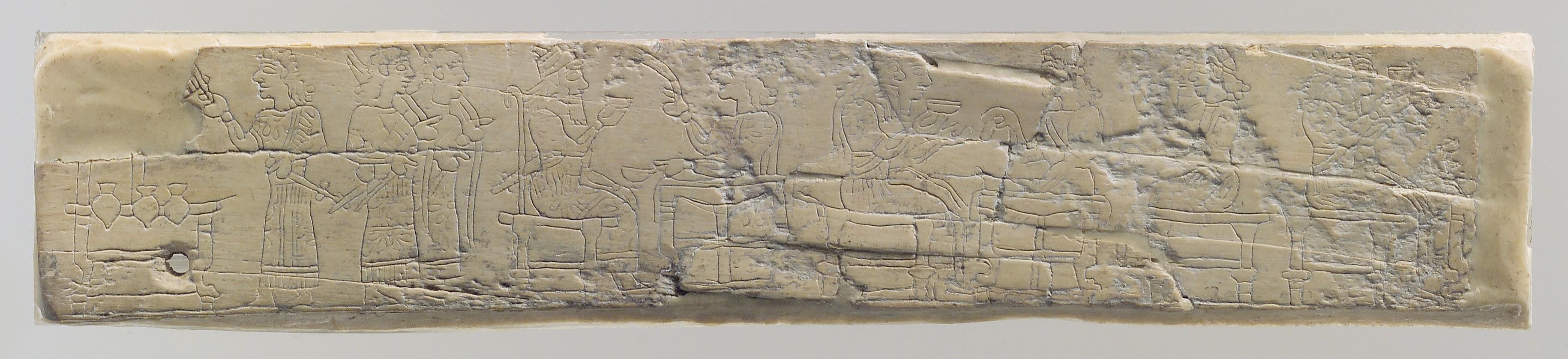
Scène de banquet. Metropolitan Museum.
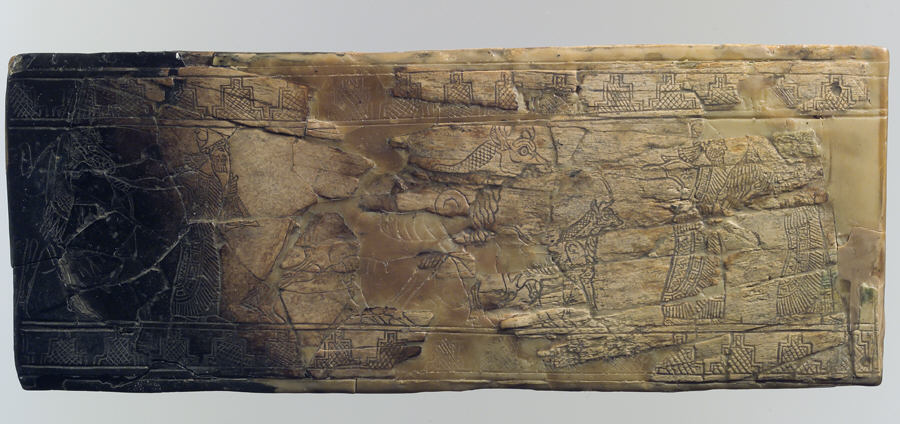
Prêtres conduisant des animaux. Metropolitan Museum.
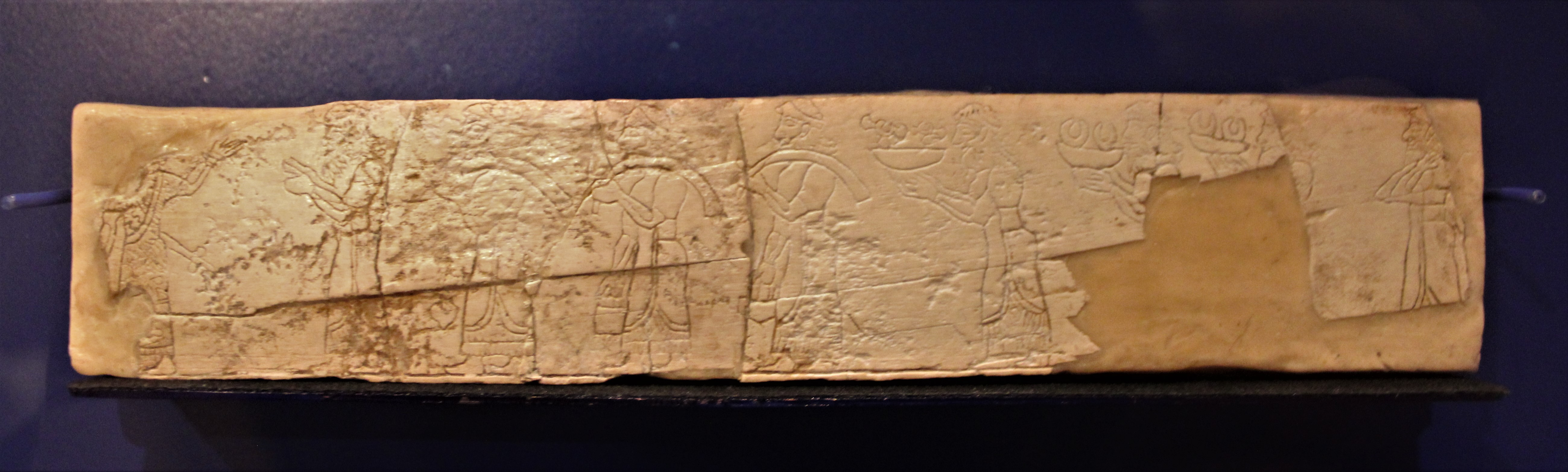
Porteurs de tribut. Ashmolean Museum.
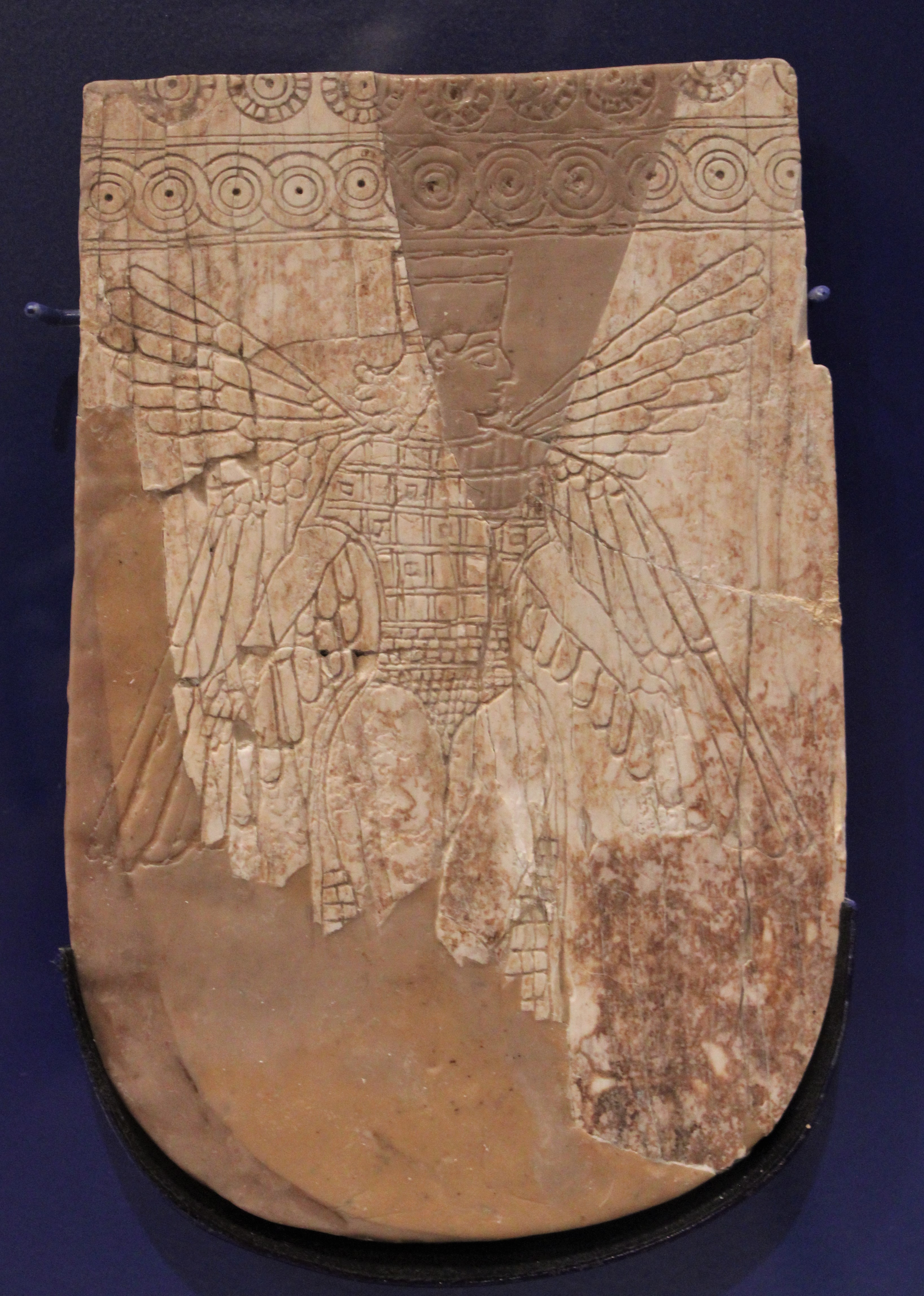
Génie ailé. Ashmolean Museum.

### Vaisselle de luxe
La vaisselle retrouvée sur les sites néo-assyriens est en métal (bronze, argent, or) et en surtout en céramique. La production assyrienne se caractérise par son absence de décor ou des décors modestes, même si certains objets sont zoomorphes (lion, bélier),. Les vases comprennent des gobelets à profil caréné et grands rebords plats, une forme typiquement assyrienne qui se retrouve également dans la céramique, ainsi que des jarres. Ces objets apparaissent surtout sur les scènes de banquet des bas-reliefs des palais. Les tombes royales ont livré des récipients en or : une splendide jarre en or sculptée de production assyrienne, ainsi que des bols de style levantin. En effet des productions étrangères sont aussi parvenues en Assyrie. Le Palais nord-ouest de Nimroud a livré un ensemble de vases en métal comprenant plus de 140 bols en métal dont l'iconographie indique qu'il s'agit d'une production levantine, désignée comme « phénicienne » même si son aire de production est probablement plus large que ne l'implique cette dénomination, car il s'agit d'objets caractéristiques de l'artisanat de la partie orientale de la Méditerranée de l'époque,. Ils étaient accompagnés d'autres récipients en métal, dont des chaudrons avec des fragments de tripodes les supportant.

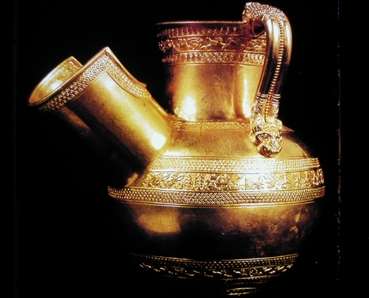
Aiguière en or de la reine Hama, tombes des reines. Musée national d'Irak.
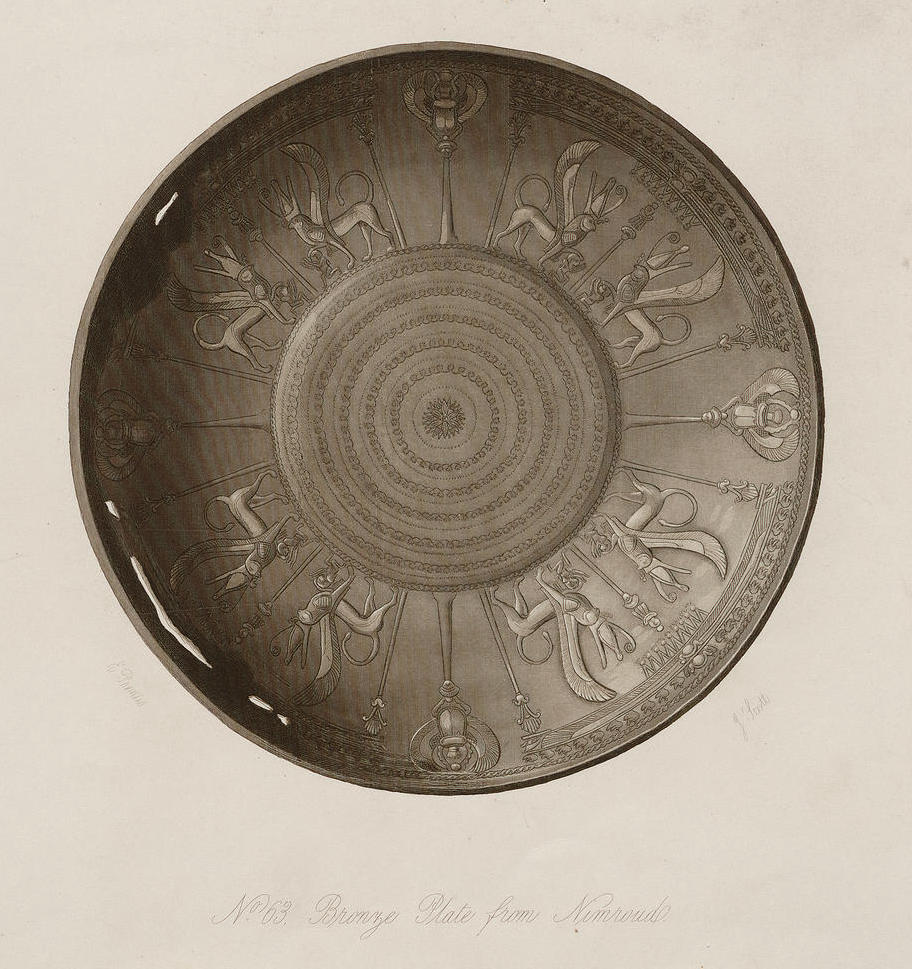
Un des bols en métal de Nimroud, reproduction dans A. H. Layard, A Second series of the monuments of Nineveh (1853).
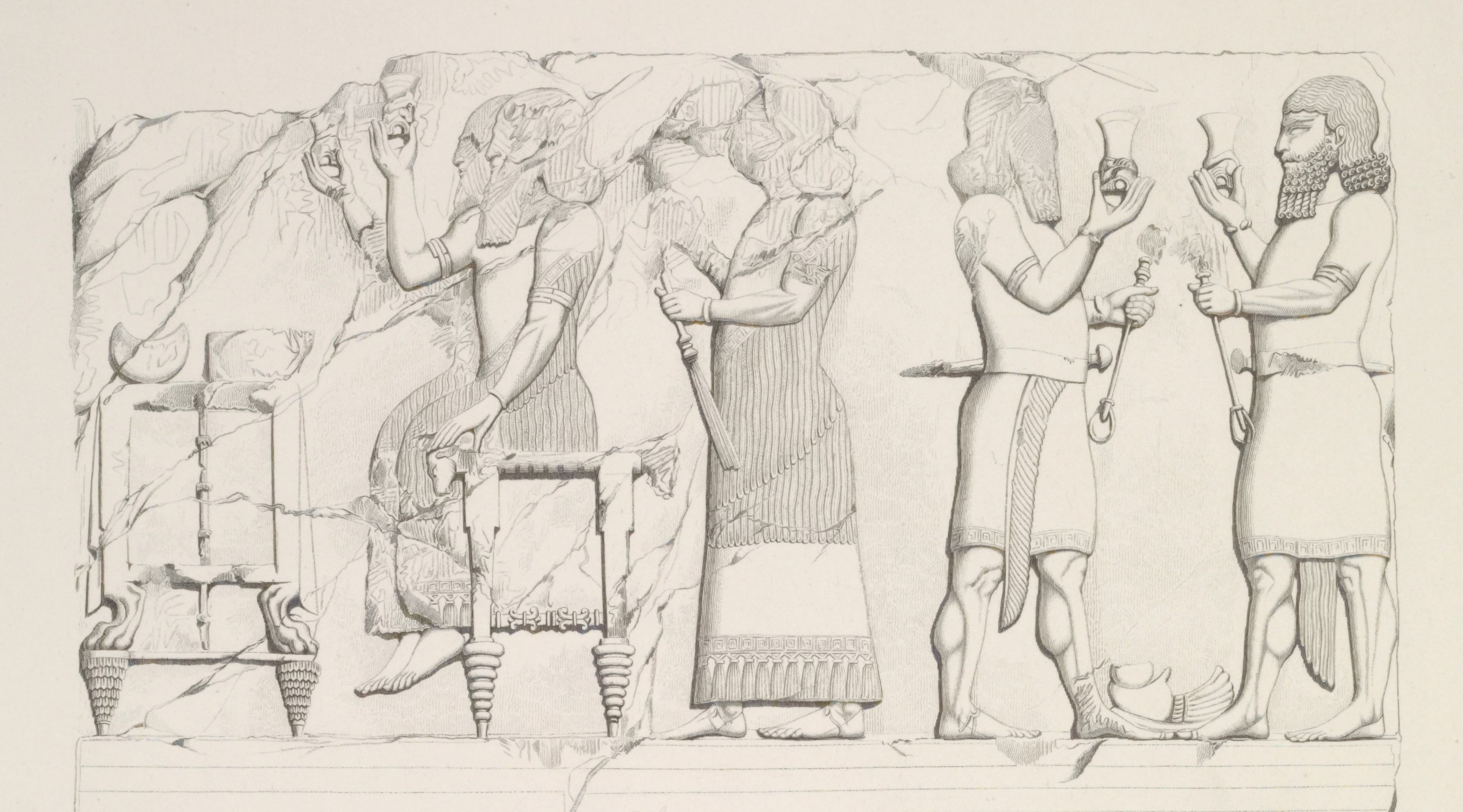
Bas-relief du palais de Khorsabad représentant un banquet à la cour, avec des coupes à boire en métal. Copie par Eugène Flandin.

Les lieux de pouvoirs assyriens ont également livré une céramique de qualité spécifique, surnommée « céramique de palais » (« Palace Ware »), parce qu'elle a surtout été identifiée dans un contexte palatial. Il s'agit de vases à boire, non décoré, cuits à haute température et caractérisés par le fait que leurs parois sont très fines. Ils reprennent les formes courantes de la céramique de facture assyrienne, comme le bol à fond plat et profil caréné à lèvres plates. Selon certains spécialistes ils ne sont employés dans des banquets que par défaut, les élites privilégiant la vaisselle en métal. Cette céramique est également produite avec de légères variantes dans des centres provinciaux, et imitée dans certaines périphéries de l'empire,,.
La glaçure est également employée pour décorer des vases, ainsi que la pâte de verre. La technique la plus répandue pour la réalisation de vases en verre est celle employant un moule autour duquel est réalisé l'objet. La cire perdue se développe aussi pour le travail de cette matière. Il s'agit pour l'essentiel de verre opaque coloré, mais des objets en verre translucide apparaissent. Cela participe d'un développement plus général des objets en verre au Moyen-Orient et dans le monde méditerranéen. On trouve aussi des vases en albâtre.

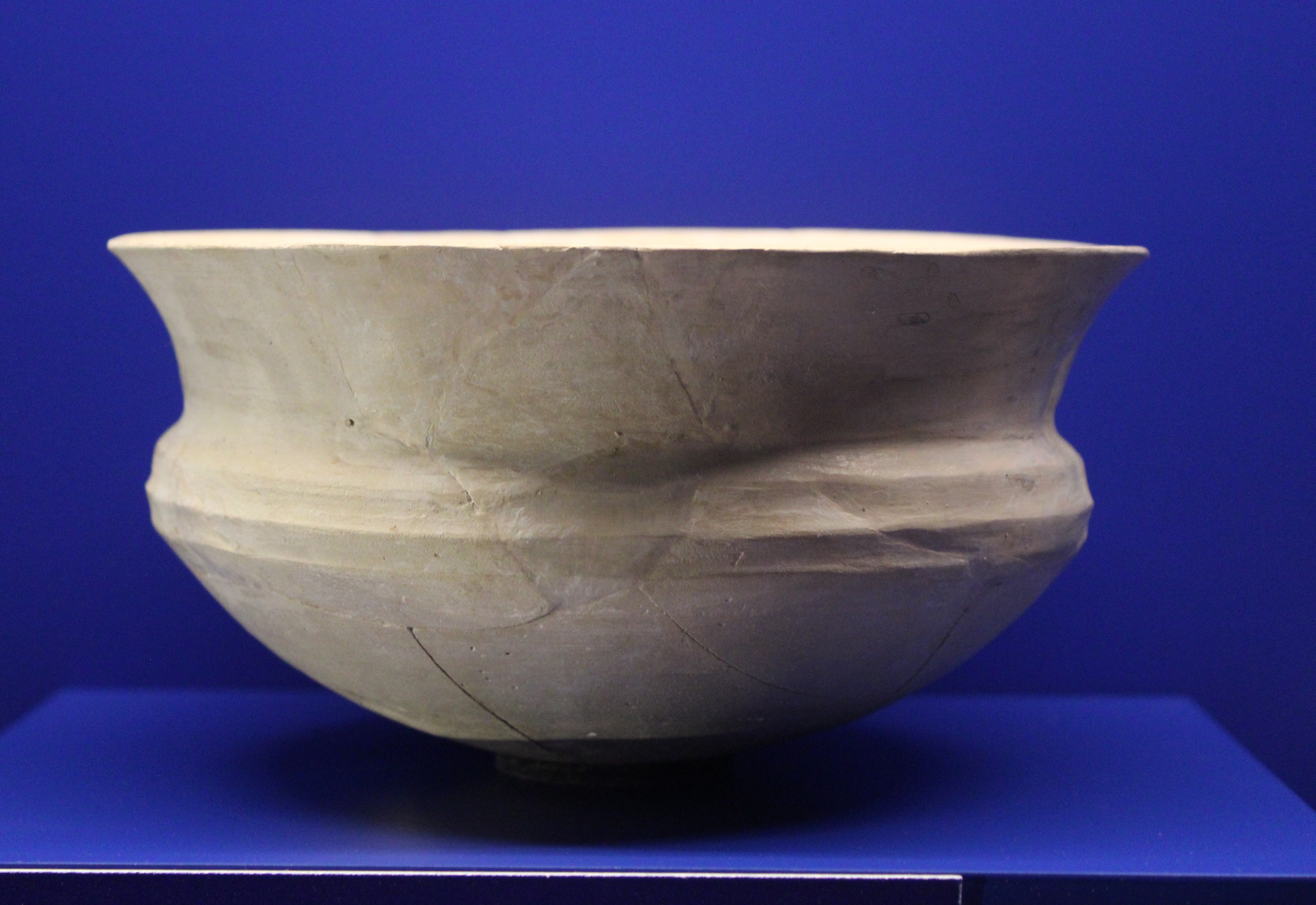
Bol de type « Palace Ware ». Nimroud, VIIIe – VIIe siècle av. J.-C. Ashmolean Museum.
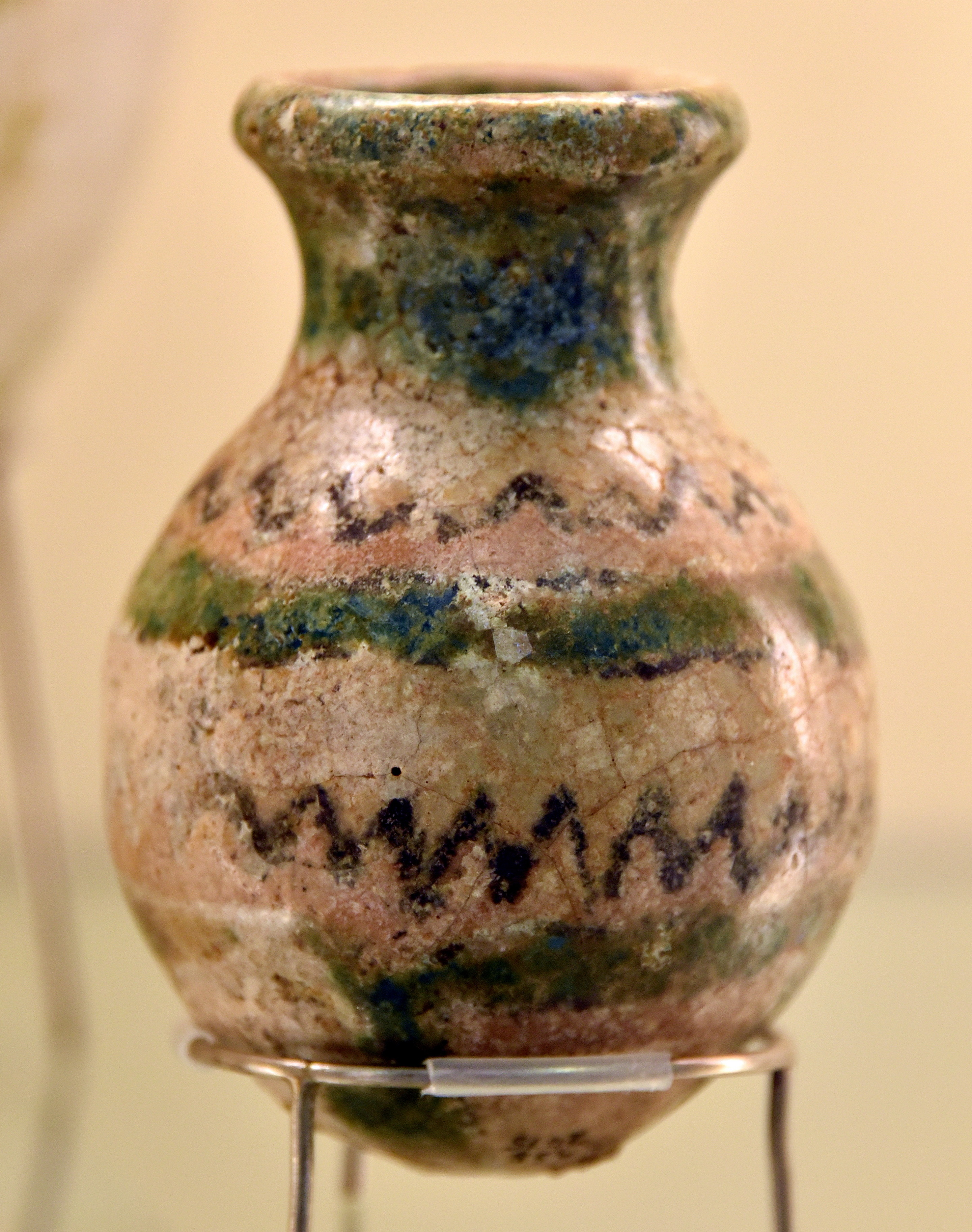
Fiole en céramique glaçurée, Assur, période néo-assyrienne. Pergamon Museum.
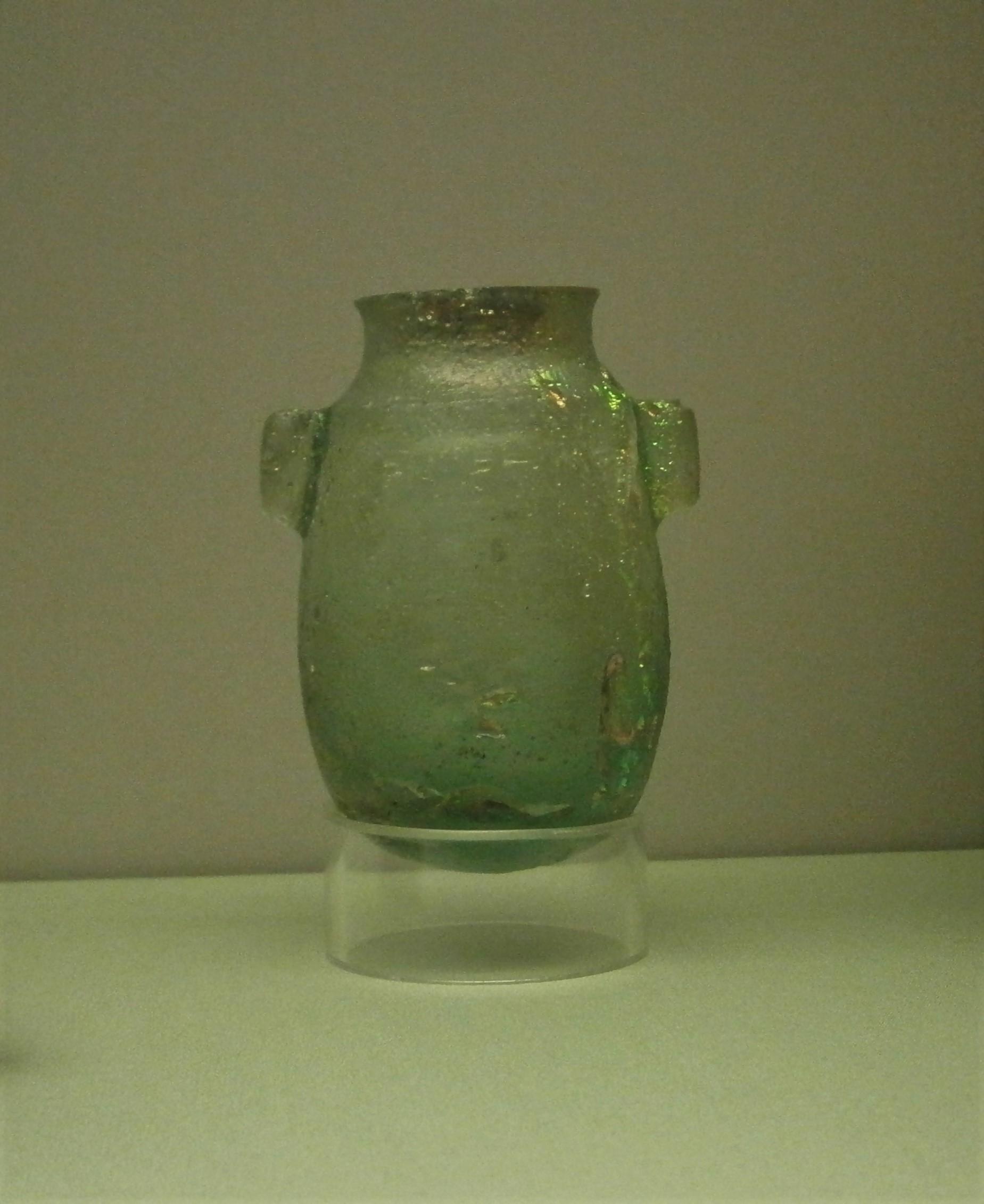
Petite jarre en verre translucide inscrite au nom de Sargon II, retrouvée dans le palais nord-ouest de Nimroud. British Museum.
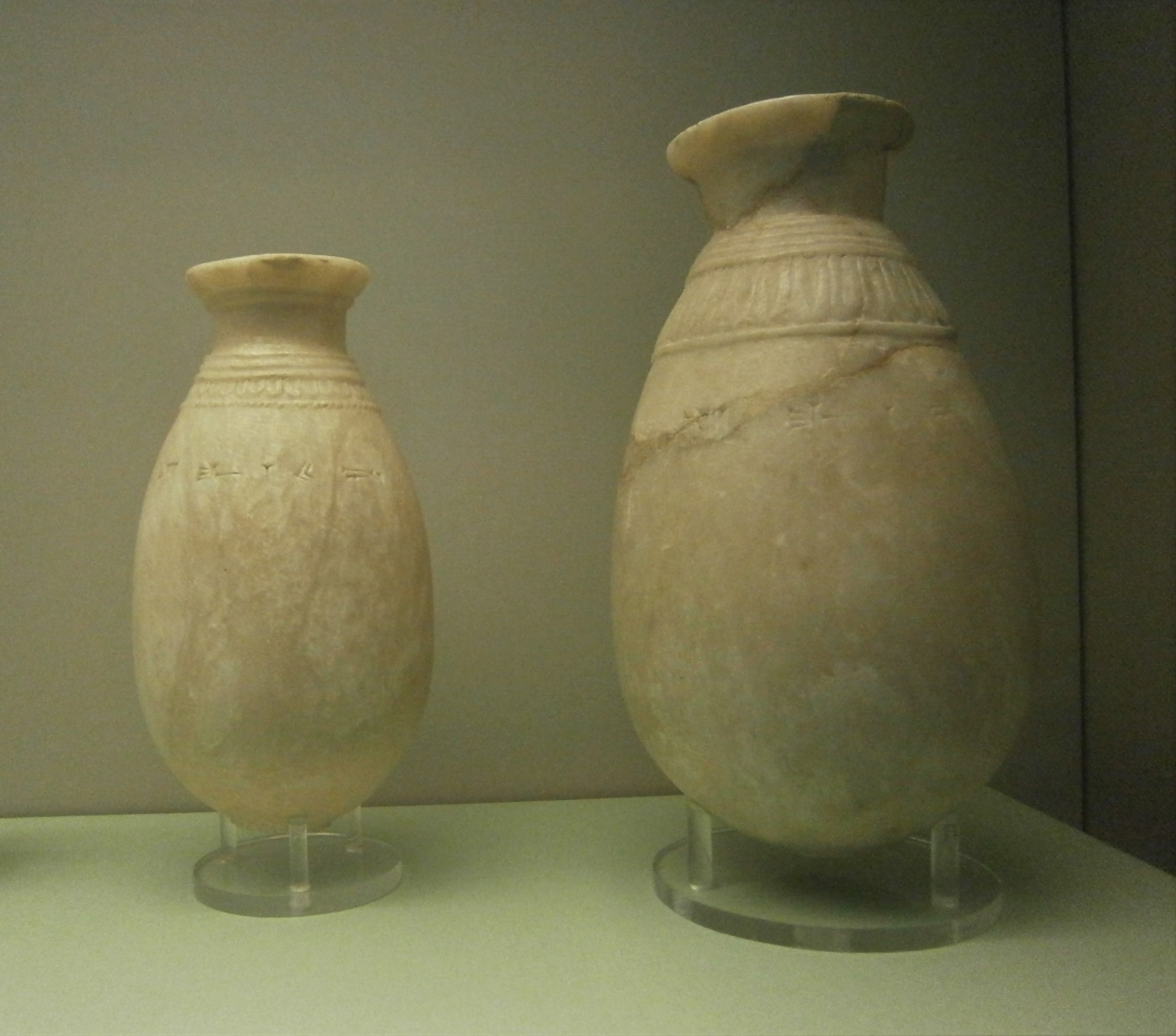
Deux jarres en albâtre au nom de Sargon II, palais nord-ouest de Nimroud. British Museum.

### Costumes et parures
La majeure partie de notre connaissance des bijoux et des vêtements portés par les anciens Assyriens provient des représentations de ceux-ci sur les bas-reliefs des palais ou sur des stèles et statues, car les objets en métal précieux ont généralement été recyclés depuis l'Antiquité, tandis que ceux en matières périssables, notamment les tissus, ont disparu ; on peut compléter par des sources textuelles, en sachant que les termes auxquels elles font référence pour les différents types de vêtements sont difficiles à mettre en rapport avec ceux des représentations figurées. Les vêtements et les parures les plus précieux étaient destinés au roi, à sa famille, aux courtisans ainsi qu'aux statues des dieux qui trônaient dans les temples. Les grandes cérémonies et fêtes religieuses étaient l'occasion de se vêtir de la façon la plus luxueuse possible.

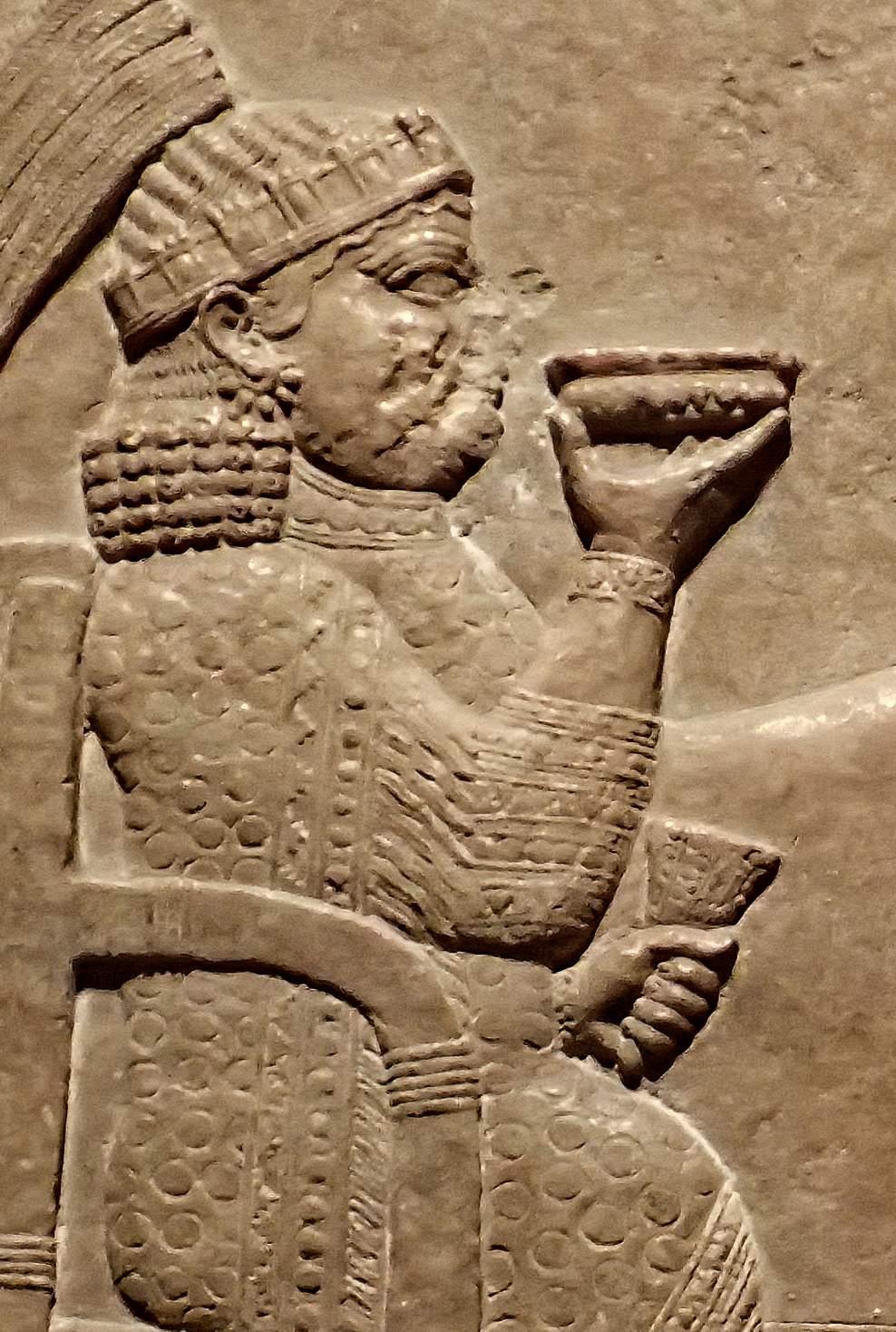
Exemple de représentation de vêtements et de parures : la reine Liballat-Sharrat sur le bas-relief du « banquet à la treille » : diadème et coiffure élaborée, tunique avec ornements, boucle d'oreille, bracelet ; aussi la chaise et la coupe à boire. British Museum.

Le type de matière textile le plus utilisé par les anciens Assyriens est de loin la laine de mouton, la plus aisément accessible, puis venaient les poils de chèvre, le lin, le coton qui est introduit sous les Sargonides et également le byssus fabriqué à partir de fibres sécrétées par des mollusques. Suivant la méthode de tissage, on obtenait une étoffe de plus ou moins bonne qualité, qui pouvait ensuite être blanchie ou teinte avec différents produits, notamment l'alun, et la pourpre tirée du murex pêché en Phénicie, qui connaît un grand succès à la cour assyrienne. L'habillement (généralement masculin) représenté sur les bas-reliefs des palais néo-assyriens est constitué de façon caractéristique par un vêtement de dessous qui est une sorte de tunique à manches courtes, recouvert par une sorte de manteau ou de châle à franges désigné par le terme générique de kusîtu. Les bas-reliefs montrent que les franges des vêtements faisaient l'objet de grandes attentions, en particulier chez les personnages de haut rang, donc surtout le roi : elles sont décorées par des bandes, des rosettes qui sont peut-être des symboles de la déesse Ishtar, ainsi que des scènes figurées similaires à celle des bas-reliefs et de la glyptique, notamment des représentations du roi associé à l'arbre sacré sur des tenues royales. Il est possible que certains de ces motifs soient faits en métal et cousus sur les vêtements, et que les vêtements les plus luxueux comprennent des fils d'or qui leur donnent de l'éclat. Des perles de couleur pourraient aussi avoir été disposées sur les franges. Les tenues sont complétées par des écharpes, des ceintures, des chaussures elles aussi finement exécutées,.
Le luxe des vêtements était rehaussé par des bijoux et autres parures tout aussi fastueux, en or, argent, pierres et tissus précieux colorés ou même en verre. Les personnages représentés sur les bas-reliefs portent souvent des bracelets, qui peuvent être ornés d'une rosette, de boucles d'oreilles ou de colliers portant parfois des symboles divins, ainsi que de tiares, de couronnes, de turbans décorés. Des armes et autres objets d'apparat pouvaient se joindre à ces parures. La mise au jour en 1988-1989 par des archéologues iraqiens d'un groupe de sépultures inviolées de reines de la seconde moitié du VIIIe siècle dans le Palais nord-ouest de Nimroud a permis d'offrir ainsi un aperçu concret de la vie matérielle de la cour néo-assyrienne et surtout des parures féminines. On y a retrouvé une quantité remarquable d'objets en or (plus de 50 kg au total) et en pierres précieuses (lapis-lazuli, cornaline, agate, améthyste), notamment des colliers, des boucles d'oreille, ainsi qu'une couronne en or,.

Parures mises au jour dans les tombes des reines de Nimroud.
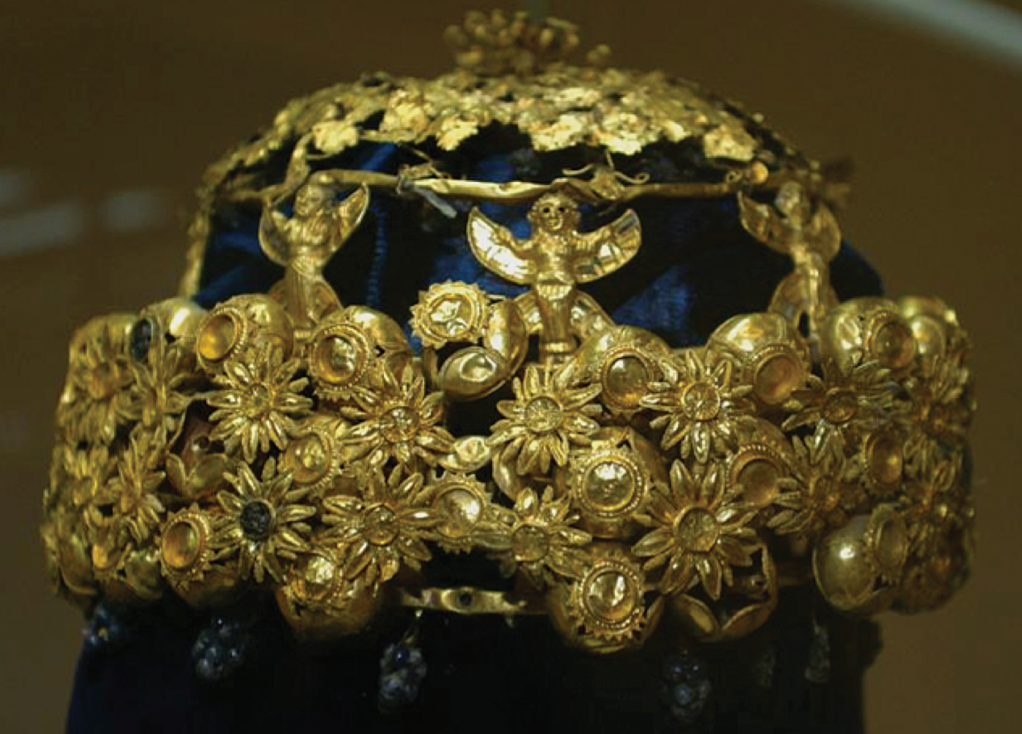
Couronne d'or de la reine Hama (antichambre de la tombe III, sarcophage n°2). Musée national d'Irak.
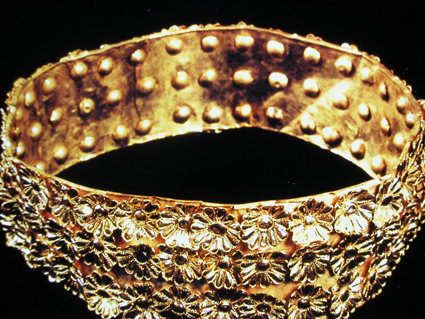
Couronne mise au jour dans la tombe II. Musée national d'Irak.

Enfin, une description de l'aspect des courtisans assyriens serait incomplète si l'on ne mentionnait pas l'usage dont ils faisaient de différents parfums tirés d'essences de diverses plantes (cèdre, cyprès, myrrhe), et de produits cosmétiques, le plus souvent cité dans les textes étant le gulḫu, le khôl, qui sert à farder le contour des yeux.

### Figurines protectrices
Les sites assyriens ont livré de nombreux exemplaires de figurines protectrices en terre cuite et en métal. Elles ont souvent été retrouvées enfouies sous des bâtiments, dans des boîtes déposées là lors de leur fondation, pour assurer leur protection magique et celle de leurs habitants. D'autres ont sans doute une fonction d'amulettes, puisqu'elles ont une boucle pour être portées ou suspendues. Les personnages représentés sont des divinités secondaires ou génies ayant une fonction protectrice : le personnage barbu aux cheveux bouclés appelé lahmu ; les personnages appelés apkallu, référence à des sages associés au dieu Ea, se présentant sous la forme de génies ailés à tête d'oiseaux ou d'hommes barbus portant un costume en forme de poisson ; le dieu/démon protecteur Pazuzu (souvent simplement représenté par sa tête). Des figurines de chiens, portant des inscriptions, ont également pour but de servir de gardiennes face aux forces malfaisantes,.

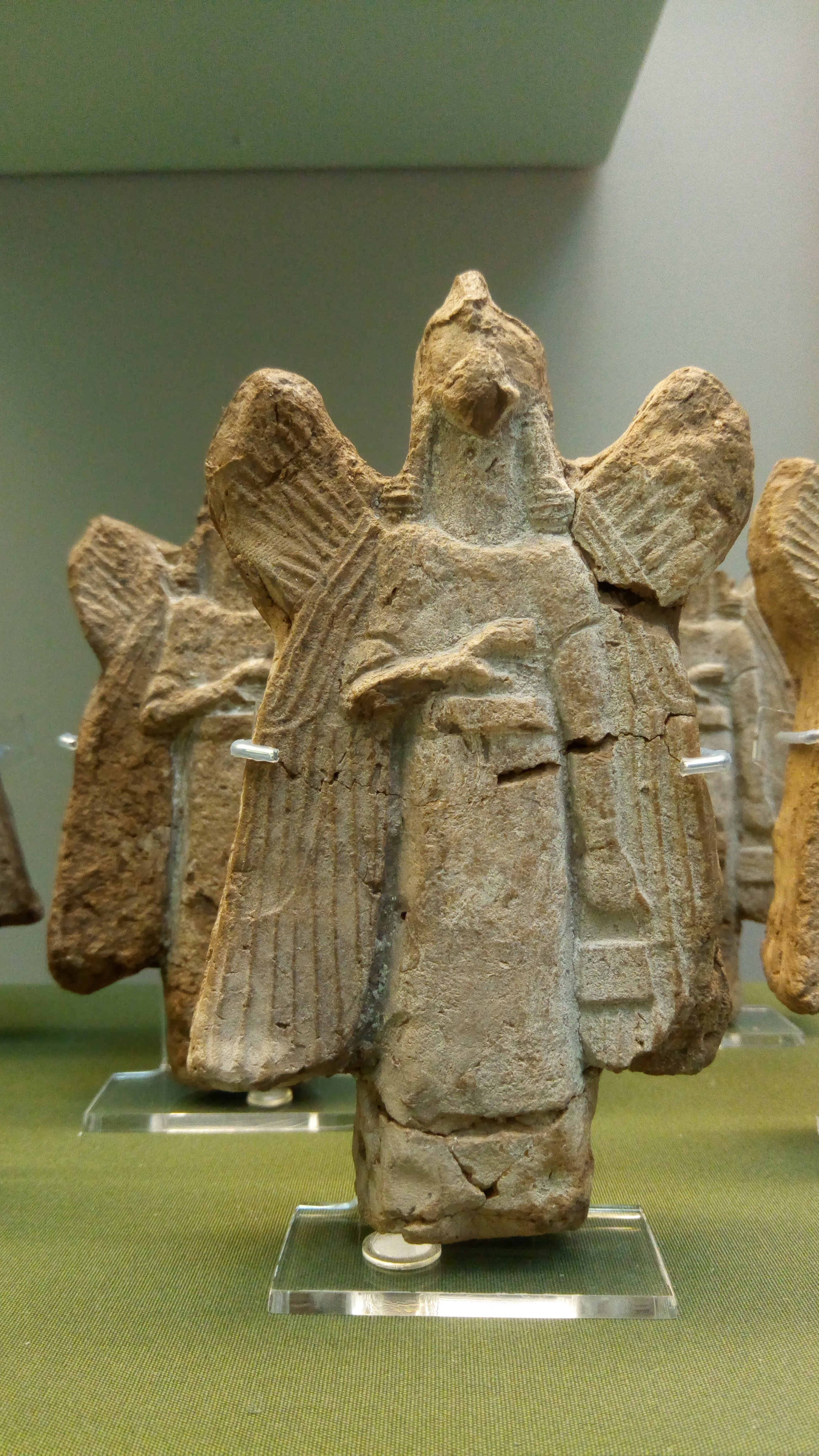
Statuettes protectrices en terre cuite représentant des génies à tête d'oiseau. British Museum.
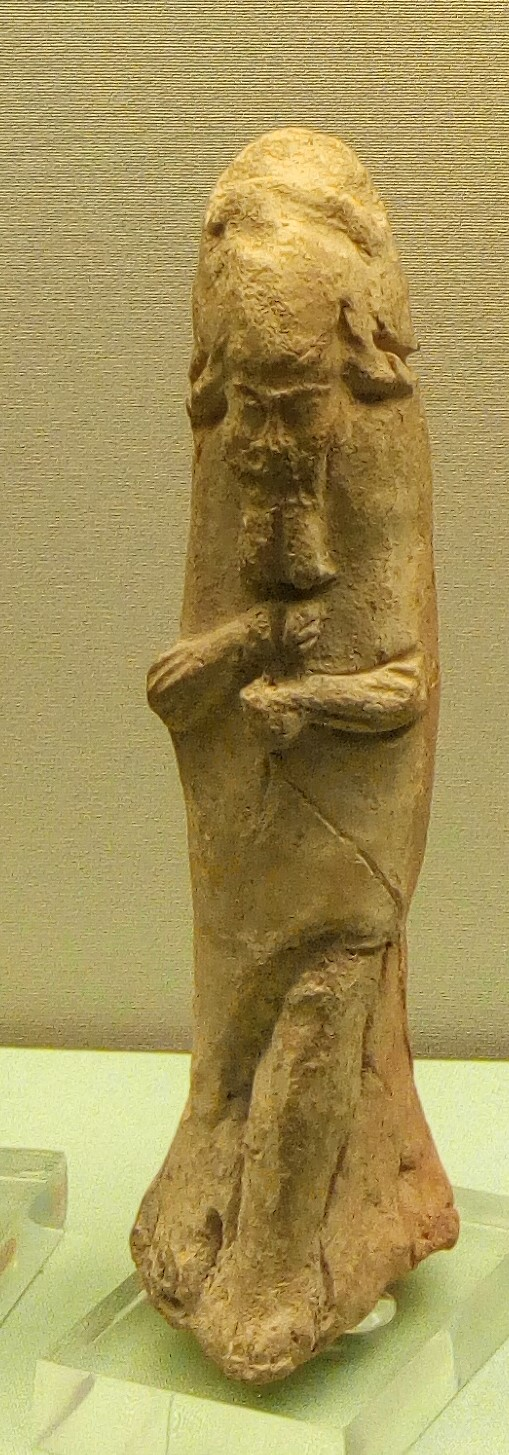
Statuette en terre cuite d'un apkallu. Nimroud ou Ninive, British Museum.
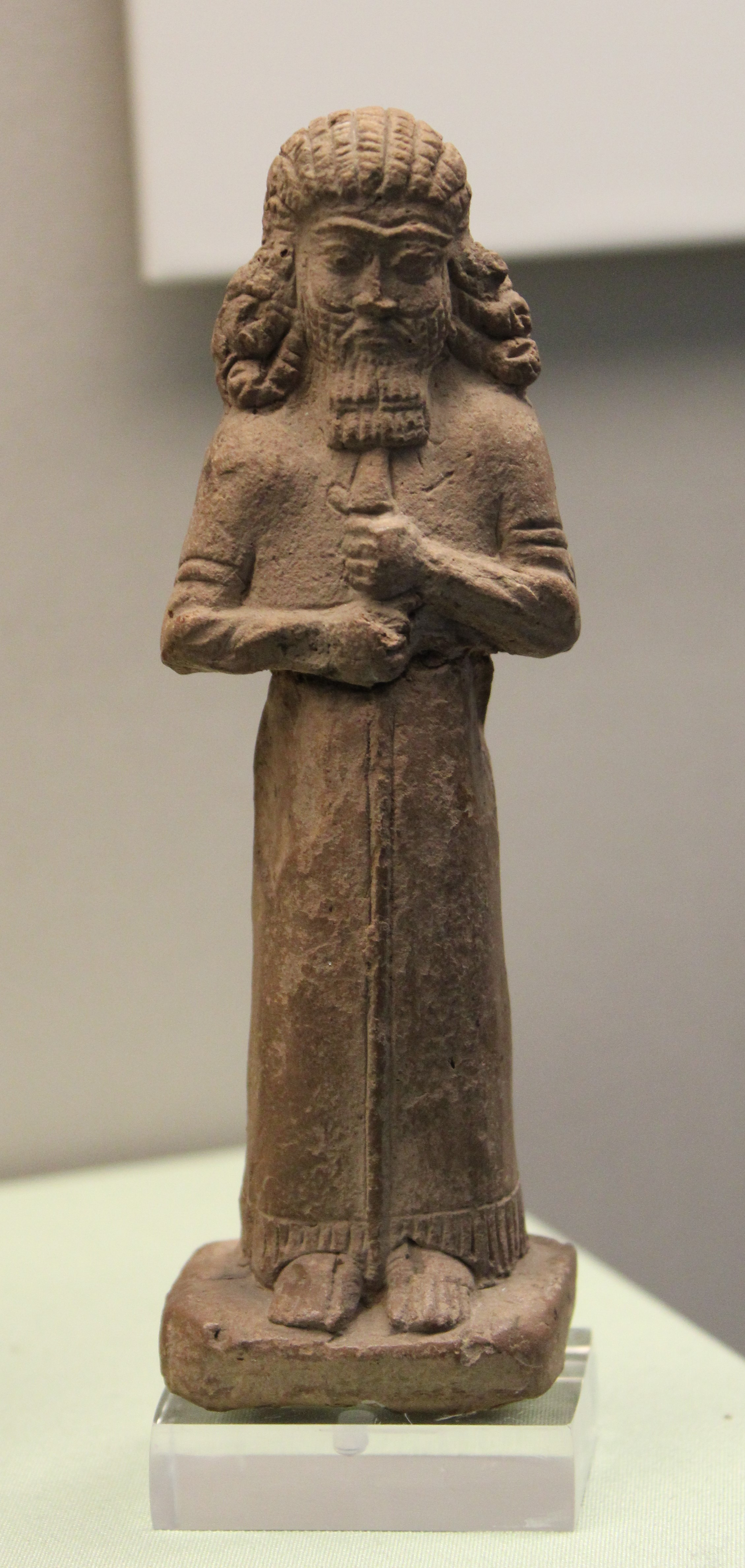
Statuette en terre cuite d'un lahmu. Ninive, British Museum.
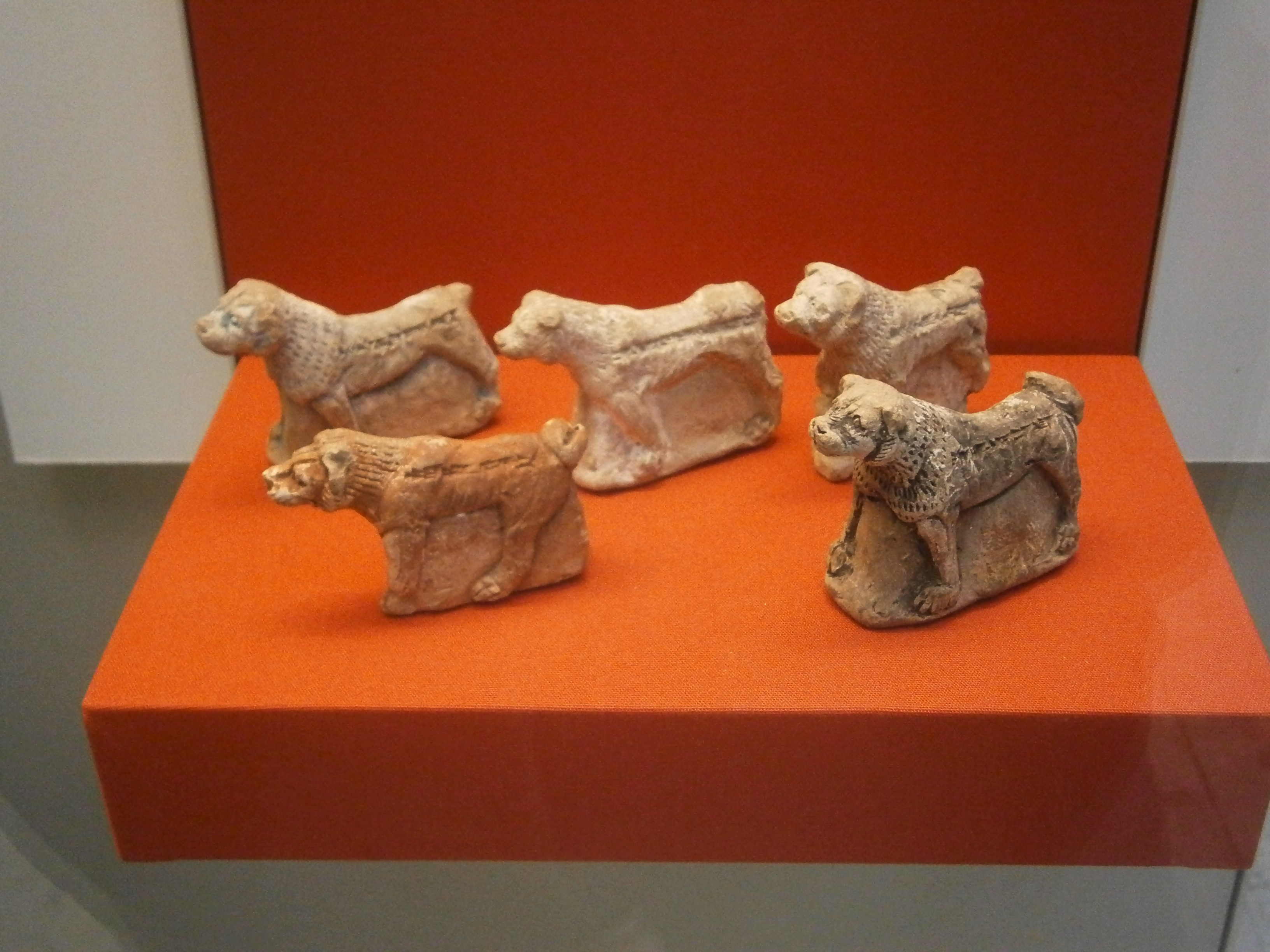
Statuettes protectrices en terre cuite représentant des chiens. Palais nord de Ninive, v. 645, British Museum.
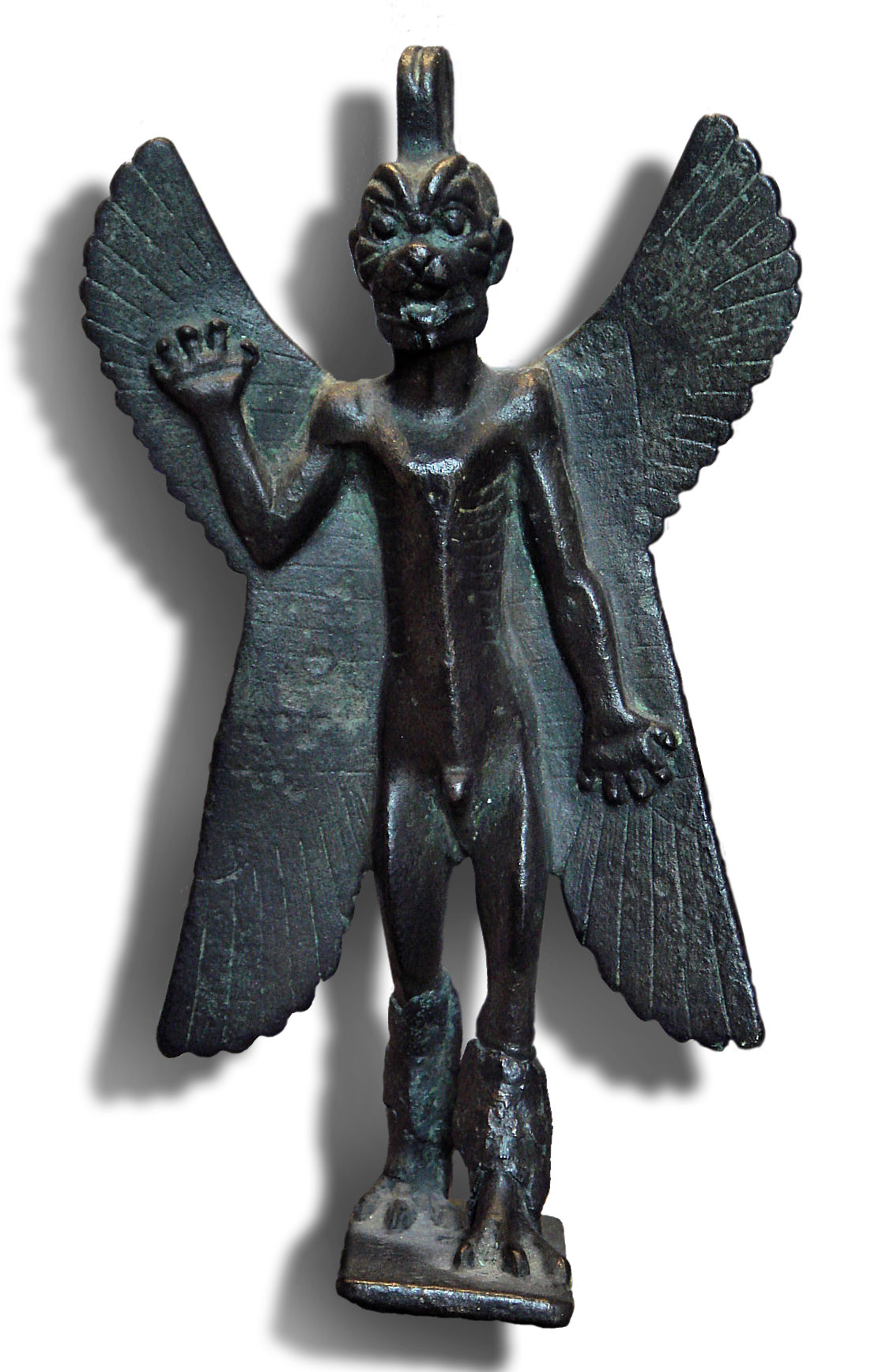
Statuette protectrice en bronze du démon Pazuzu, musée du Louvre.
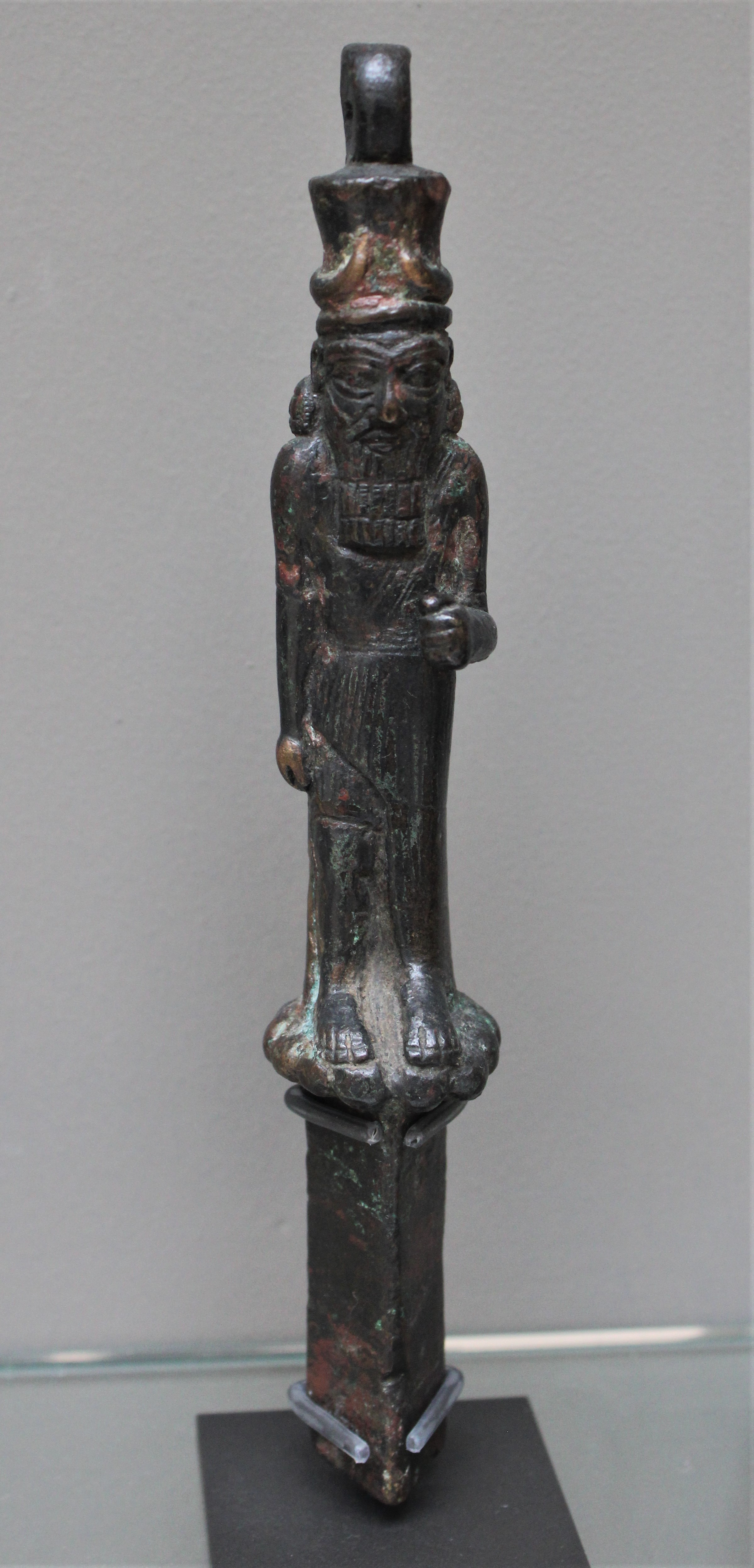
Figurine en bronze représentant une divinité (tiare à cornes, vêtement drapé). Région de Mossoul, v. 750-700. Musée du Louvre.

## La fin de l'empire assyrien (640-609)

### Une période mal connue
Les dernières années du règne d'Assurbanipal et les années de l'effondrement de l'empire assyrien sont très mal documentées. Les inscriptions royales assyriennes se font rares et ne documentent plus les événements militaires, alors que les rois Babyloniens ne se sont apparemment pas attardés à décrire les circonstances de leur victoire. Quelques chroniques historiques babyloniennes retracent année par année les événements militaires, mais elles sont fragmentaires et offrent peu de certitudes sur les années précédant 616. Les documents administratifs d'Assyrie et surtout de Babylonie fournissent quelques éléments de chronologie. Il est donc impossible de reconstituer précisément les événements ayant conduit à la chute de l'empire assyrien, et seul le déroulement des dernières campagnes (616-609) est à peu près connu dans les grandes lignes.
L'année même de la mort d'Assurbanipal n'est pas déterminée avec certitude : en 631 ou 630, voire 627. Il semble s'être retiré à Harran et avoir laissé les rênes du pouvoir à son héritier désigné, Assur-etil-ilani, assisté du chef des eunuques, Sin-shumu-lishir. La montée sur le trône du prince semble se faire dans un climat très troublé, grâce à l'appui du chef des eunuques, qui pourrait alors avoir exercé de facto le pouvoir. Quelques traces de l'activité pieuse d'Assur-etil-ilani sont documentées en Babylonie, mais on ne sait si elles datent de son règne effectif ou de celui de son père. Il meurt dès 627, peut-être assassiné par Sîn-shum-lishir. Quoi qu'il en soit c'est ce dernier qui prend alors personnellement le pouvoir, phénomène sans précédent,. Cette usurpation suscite la révolte d'un autre fils d'Assurbanipal, Sîn-shar-ishkun, qui semble alors être en Babylonie, et parvient à éliminer Sîn-shum-lishir. Il est encore en mesure d'entreprendre un projet de construction d'envergure à Assur, un temple dédié au dieu Nabû qui est accolé à celui dédié à la déesse Ishtar. Les listes d'éponymes de son règne (incomplètes) comprennent des fonctions palatiales qui n'avaient pas l'honneur d'y figurer auparavant, comme le scribe du palais, le chef cuisinier, le majordome du palais et le chambellan, ce qui semble indiquer que la tendance à la prise en importance du cercle direct du roi s'est poursuivie.

### La destruction de l'empire assyrien

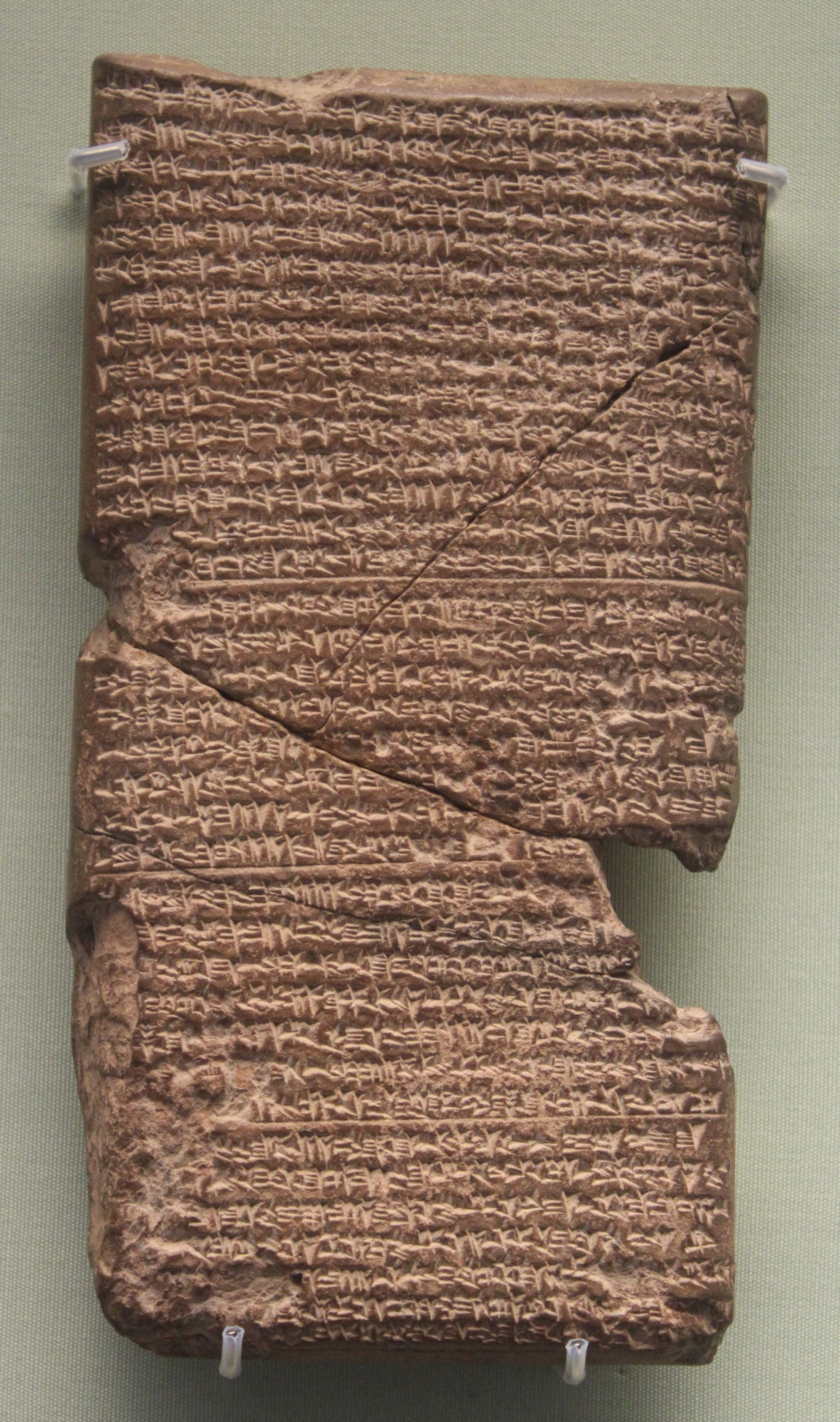
Tablette de la chronique babylonienne rapportant la chute de l'empire néo-assyrien (années 616/615 à 608/607). British Museum.

C'est en Babylonie que le sort de l'Assyrie bascule en 627-626. Le vice-roi Kandalanu meurt en 627, et un babylonien du nom de Nabopolassar, peut-être issu d'une famille de notables d'Uruk, profite de la confusion qui règne au sommet de l'empire pour avancer sur le devant de la scène. Faute de source claire, la reconstitution des événements est imprécise. Peut-être que le Babylonien s'allie avec Sîn-shar-ishkun contre Sin-shumu-lishir, précipitant la fin de ce dernier. Quoi qu'il en soit, Nabopolassar se fait proclamer roi de Babylone, et les armées assyriennes et babyloniennes s'affrontent dans les années suivantes. Les villes changent à plusieurs reprises d'allégeance, mais les troupes assyriennes sont finalement chassées du Sud, autour de 620,.
L'affrontement ne s'arrête pas là, la guerre se poursuit plus au nord, et amène d'autres intervenants : l'Égypte s'allie à l'Assyrie, et lui envoie des troupes en appui ; les Mèdes interviennent quant à eux du côté babylonien, vers 616. L'appui des seconds, dirigés par le roi Cyaxare, est décisif dans le sort du conflit, puisqu'en 615 ils s'emparent d'Arrapha, et s'ouvrent les portes du pays assyrien. Les Babyloniens ont alors progressé le long du Tigre jusqu'à Tikrit. Mèdes et Babyloniens s'allient formellement, et les troupes mèdes lancent une série de raids au cœur de l'Assyrie, rompant les communications entre ses centres principaux. En 614, ils s'emparent d'Assur, qui est détruite et pillée. En prenant le sanctuaire du dieu Assur, ils portent probablement un coup dévastateur au moral assyrien. Kalkhu est attaquée mais résiste. Le coup fatal est porté deux ans plus tard par les armées mèdes et babyloniennes réunies : Kalkhu et Ninive sont assiégées, prises et détruites. Sîn-shar-iskun est probablement tué lors de la prise de la seconde,.
Dans les années qui suivent, les restes de l'empire assyrien sont traqués et anéantis. La résistance assyrienne est menée par un certain Assur-uballit (un membre de la famille royale ?) tente de reprendre le flambeau depuis Harran. Mais une fois que les Babyloniens ont achevé de soumettre le triangle assyrien, ils se dirigent vers l'ouest en 610, accompagnés par les Mèdes. Ils prennent la ville et en chassent Assur-uballit. Celui-ci tente de revenir en 609, avec l'aide de troupes égyptiennes, mais il est définitivement vaincu et disparaît. Cet événement marque la fin définitive de l'empire néo-assyrien,.
Par la suite, les Babyloniens s'affirment comme les successeurs de l'empire néo-assyrien sur le plan politique, en prenant le contrôle du Levant et fondant l'empire « néo-babylonien ». Ils s'emparent de Kimuhu (Samsat) en 606, puis mettent en déroute les Égyptiens à Karkemish en 605, et prennent Hamath. L'Assyrie « post-impériale », une fois passées les destructions, pillages et déportations, donne quant à elle l'impression d'un vide. Très peu de sources littéraires la documentent. La plupart des sites semblent désertés, à l'écart des grands réseaux de communication, les campagnes bien moins exploitées qu'avant. Seuls les grands sites fortifiés ayant laissé des traces d'occupations, et encore assez limitées en dehors d'Assur. Les empires qui succèdent à l'Assyrie ne se préoccupent pas vraiment de la région. Il reste assez difficile d'estimer l'ampleur des changements, car les sources sont ténues et difficiles à exploiter. Mais tout semble confirmer un « effondrement ».

### À la recherche d'explications
Le fait qu'en quelques années l'Assyrie passe de la situation qui prévalait durant l'apogée du règne d'Assurbanipal à sa destruction totale a suscité diverses interprétations. Pour P. Garelli, c'était un « scandale historique » ; pour M. Dandamaev, le résultat « d'un concours de circonstances défavorables ».
Il est d'abord possible de replacer la chute de l'empire néo-assyrien dans le contexte des chutes des empires, qui ne manquent pas d'exemples. Selon P.-A. Beaulieu : « un rapide survol de l'histoire du monde, en particulier au Proche-Orient, démontrera que les empires ont généralement tendance à se désintégrer et à tomber rapidement. Cela est dû à leur nature même. Les empires souffrent souvent d'une extension excessive des ressources et d'une centralisation extrême de la prise de décision qui facilitent l'effondrement de toute la structure si le noyau est attaqué avec succès. L'Assyrie ne tomba assurément pas plus rapidement que les empires babylonien ou perse qui suivirent, qui disparurent de la scène mondiale encore plus vite qu'ils n'étaient apparus ».
Reste à essayer de dégager des spécificités du cas assyrien, notamment son « effondrement » et le fait qu'aucune « régénération » ne s'est produite.
La chute de l'empire résulte de la conjonction de problèmes chroniques auxquels il a été confronté à plusieurs reprises. D'abord les luttes de pouvoir au sommet de l’État, en particulier au sein de la famille royale, qui semblent continues depuis la guerre entre Assurbanipal et Shamash-shum-ukin qui marque un tournant, sans compter ses antécédents sous Assarhaddon. Ce sont autant de crises qui ont probablement affaibli la légitimité du pouvoir royal et provoqué la disparition d'une partie des hommes d’État expérimentés dans les purges qui ont eu lieu, tout en affaiblissant considérablement son armée. Il est donc souvent considéré que l'empire assyrien est dans une dynamique de déclin depuis le milieu du VIIe siècle av. J.-C., essentiellement à cause des luttes internes,.
La cause directe est la défaite militaire de l'Assyrie : manifestement, la fin du VIIe siècle a été une période catastrophique pour cette région et l'a profondément bouleversée. Un problème récurrent est l'insoumission de la Babylonie et sa capacité à faire face aux armées assyriennes. De la même manière, la Médie et la frontière nord-est de l'empire, pourtant très proche du centre, sont un point de faiblesse de l'empire. Du point de vue stratégique, il semblerait que l'Assyrie n'ait pas été préparée à une guerre défensive et n'ait en fin de compte pas été en mesure de faire face à une guerre dans laquelle elle joue sa survie.
Un autre aspect évoqué est l'importance de l'armée dans la domination assyrienne, qui incite à toujours pousser plus loin les conquêtes et capte beaucoup de ressources, qui auraient pu être employées ailleurs. Le fait que l'Assyrie et les régions voisines de la Djézireh connaissent une désurbanisation et un déclin démographique marqués après la conquête, puis deviennent des espaces marginaux dans les empires néo-babylonien et achéménide, semblerait confirmer le fait que ces régions sont déjà très fragilisées à la fin de l'empire assyrien,. Cela rejoint les arguments sur l'affaiblissement démographique et économique des populations rurales qui surviendrait dès avant la fin de l'empire, ainsi que le caractère artificiel des capitales constituées grâce aux ressources prises sur les autres régions de l'empire et surdimensionnées par rapport aux capacités réelles du pays assyrien,. Un assèchement durable du climat pourrait avoir aggravé la situation.
Plus généralement, l'ampleur de l'effondrement reflète la grande dépendance de la société, de l'économie et de la culture vis-à-vis de l'État et de son administration, ce qui explique par exemple pourquoi les temples n'ont pas été en mesure de jouer le rôle de continuateurs de la culture assyrienne. Cette absence de continuité est aussi est en grande partie liée au fait que les Babyloniens et les Mèdes ont essentiellement eu un rôle de destructeurs et ont manifestement ciblé ce qui représentait l'idéologie du pouvoir assyrien, y compris son élite intellectuelle, de façon à ne laisser aucune possibilité de reconstitution, et ne se sont jamais préoccupés remettre en valeur ce qu'ils avaient dévasté. De ce fait, même si quelques éléments de continuité administrative et religieuse se repèrent localement, il n'est pas excessif de considérer que c'est la civilisation assyrienne qui disparaît avec son État.

## Héritages et réceptions

L'extension approximative de l'empire néo-babylonien.

Après la chute de l'Assyrie, Babylone reprend la majeure partie de ses territoires : cet « empire néo-babylonien » peut donc être vu comme le successeur de l'empire assyrien, le principe d'une domination impériale sur les territoires de Mésopotamie, de Syrie et du Levant étant assuré sans discontinuité. Les rois babyloniens ont une culture politique et idéologique similaire à celle de l'Assyrie (qui avait beaucoup puisé dans le fonds culturel babylonien). Mais ils s'en démarquent par plusieurs traits : leurs discours officiels sont moins bellicistes et ne mettent pas en avant les châtiments infligés aux vaincus, ils mettent plus l'emphase sur l'aspect pieux des rois, leurs constructions religieuses. Néanmoins en pratique, comme l'atteste la Bible et le sort de Jérusalem, leurs conquêtes sont souvent violentes, et s'accompagnent de déportations. Par bien des aspects ils semblent donc avoir suivi le modèle assyrien,. Moins d'un siècle après la chute de l'Assyrie, en 539, l'empire néo-babylonien est incorporé dans l'empire des Perses Achéménides, qui dure plus de deux siècles. Là encore des similitudes avec le modèle impérial assyrien ont été identifiés : idéologie impériale, titulature royale, iconographie du pouvoir, mécanismes administratifs. D'autres éléments singularisent l'exercice du pouvoir achéménide : une classe dominante ethniquement homogène (perse), une absence de volonté de restructurer les provinces. Surtout l'empire a rapidement éliminé ses rivaux potentiels (Mèdes, Babyloniens, Lydiens, Égyptiens) et s'est assuré une domination plus stable, ce qui explique peut-être son usage moindre de la répression. On peut donc tracer une trajectoire historique qui part de l'empire néo-assyrien, se prolonge dans le néo-babylonien puis culmine dans l'empire achéménide, avant de se transmettre aux empires postérieurs : royaumes hellénistiques, empires romain, parthe et sassanide, puis empires musulmans au Moyen-Orient,.
Il ne s'agit pas forcément de faire de l'Assyrie un point de départ. Il y a en effet déjà des impérialismes et des structures politiques qualifiées d'« empires » à l'âge du bronze (empire d'Akkad, d'Ur III, Nouvel Empire égyptien, Empire hittite etc.), ce qui reflète une approche généralement large du concept d'« empire ». Mais l'Assyrie constitue et consolide un empire sans équivalent antérieur, ne serait-ce que par sa taille, qui est à son apogée au moins quatre fois supérieure à celle des entités précédentes. De plus, elle impose son principe. Selon P.-A. Beaulieu, « la structure qu'elle avait créée a finalement survécu parce qu'il n'y a eu aucune tentative sérieuse de retour à l'état antérieur de fragmentation politique. La contribution durable de l'Assyrie a été de créer le fait irréversible de l'empire et de l'inculquer si profondément dans la culture politique du Proche-Orient qu'aucun modèle alternatif n'a pu le contester avec succès, en fait presque jusqu'à l'ère moderne. C'est là que réside la rupture radicale par rapport aux premières formes de l'impérialisme proche-oriental. » Avec l'Assyrie se consolide et s'impose une manière de comprendre la mission impériale : dominer le monde, le transformer en un espace ordonné et civilisé, et donner des aspects universels à ce qui symbolise son mandat impérial. Liverani voit dans l'empire néo-assyrien un « prototype » des empires postérieurs, qui contient un stade embryonnaire des idéologies impériales qui se développent par la suite. Il retrouve des réminiscences de l'idéologie impériale assyrienne dans les hymnes royaux carolingiens (Laudes Regiae), transmis par le truchement de la Bible et réadaptés dans un nouveau contexte, celui d'un empire chrétien.
Le souvenir de l'empire néo-assyrien se transmet avant tout par le biais de la tradition biblique, dont les textes mentionnent plusieurs des souverains assyriens, leurs attaques contre Israël et Juda, les déportations qu'ils ont ordonnées, et aussi la chute de Ninive, événement qui a grandement marqué le monde antique. Des histoires sur les rois assyriens ont également circulé en araméen, quelques-unes étant connues par des papyrus mis au jour en Égypte, comme le Roman d'Ahiqar, récit sapiential dont le personnage principal est un ministre d'Assarhaddon et d'Assurbanipal. La tradition grecque est moins marquée par le souvenir de cet empire lointain, mais elle comprend des histoires à propos du légendaire roi Ninos, de la reine Sémiramis, de Sardanapale, avec souvent une confusion entre Babylone et l'Assyrie qui fait qu'il a pu être proposé de retrouver l'origine des Jardins suspendus de Babylone non pas dans cette dernière mais plutôt à Ninive, où il y aurait plus d'indices (aucun qui ne soit décisif toutefois) pour l'existence de ce type de monument.

### Mésopotamie et Proche-Orient ancien
- Paul Garelli et André Lemaire, Le Proche-Orient Asiatique, tome 2 : Les empires mésopotamiens, Israël, Paris, Presses Universitaires de France, coll. « La Nouvelle Clio », 2001
- Francis Joannès (dir.), Dictionnaire de la civilisation mésopotamienne, Paris, Robert Laffont, coll. « Bouquins », 2001
- (en) Mario Liverani, The Ancient Near East : History, society and economy, Londres et New York, Routledge, 2014
- Bertrand Lafont, Aline Tenu, Philippe Clancier et Francis Joannès, Mésopotamie : De Gilgamesh à Artaban (3300-120 av. J.-C.), Paris, Belin, coll. « Mondes anciens », 2017
- Martin Sauvage (dir.), Atlas historique du Proche-Orient ancien, Paris, Les Belles Lettres, 2020, 207 p. (ISBN 978-2-251-45113-8)
- (en) Karen Radner, Nadine Moeller et D. T. Potts (dir.), The Oxford History of the Ancient Near East : Volume IV: The Age of Assyria, Oxford, Oxford University Press, 2023
- (en) Olof Pedersén, Archives and Libraries in the Ancient Near East 1500-300 BC, Bethesda, CDL Press, 1998, p. 68-80

### Assyrie
- Fastes des palais assyriens : Au nouvel empire, Dijon, coll. « Les dossiers d'archéologie n° 171 », mai 1992
- (en) John Nicholas Postgate, The Land of Assur & The Yoke of Assur : Studies on Assyria 1971-2005, Oxford, Oxbow, 2007
- (en) Karen Radner, Ancient Assyria : A Very Short Introduction, Oxford, Oxford University Press, 2015
- (en) Eckart Frahm (dir.), A Companion to Assyria, Malden, Wiley-Blackwell, 2017
- (en) Mario Liverani, Assyria : The Imperial Mission, Winona Lake, Eisenbrauns, 2017

### Période néo-assyrienne
- (en) Karen Radner (éd.), Heather D. Baker (éd.) et al., Prosopography of the Neo-Assyrian empire, Helsinki, Helsinki University Press, 1998-2011
- Francis Joannès, La Mésopotamie au Ier millénaire avant J.-C., Paris, Armand Colin, coll. « U », 2000
- (it) Frederick Mario Fales, L'impero assiro, storia e amministrazione (IX-VII secolo A.C.), Rome, Laterza, 2001
- (en) Karen Radner, « Neo Assyrian Period », dans Raymond Westbrook (dir.), A History of Ancient Near Eastern Law, Brill, coll. « Handbuch der Orientalistik », 2003, p. 883-910
- Pierre Villard, « L'empire néo-assyrien », dans Frédéric Hurlet (dir.), Les empires : Antiquité et Moyen Âge. Analyse comparée, Rennes, Presses universitaires de Rennes, 2008
- Frederick Mario Fales, Guerre et paix en Assyrie : Religion et impérialisme, Paris, Le Cerf, 2010
- (en) Eckart Frahm, « The Neo‐Assyrian Period (ca. 1000–609 BCE) », dans Eckart Frahm (dir.), A Companion to Assyria, Malden, Wiley-Blackwell, 2017, p. 161-208
- (en) Karen Radner, « Economy, Society, and Daily Life in the Neo-Assyrian Period », dans Eckart Frahm (dir.), A Companion to Assyria, Malden, Wiley-Blackwell, 2017, p. 209-228
- (en) Stefan Zawadzki, « Finis Assyriae: The Fall of the Assyrian State, or the Fall of the Assyrian Civilisation? », dans O. Drewnowska et M. Sandowicz (dir.), Fortune and Misfortune in the Ancient Near East, Winona Lake, 2017
- Josette Elayi, L'Empire assyrien : Histoire d'une grande civilisation de l'Antiquité, Paris, Perrin, 2021, 352 p. (ISBN 978-2-262-07667-2) (non utilisé pour la rédaction de l'article)
- (en) Eckart Frahm, Assyria : The Rise and Fall of the World's First Empire, Londres, Bloomsbury Publishing, 2023 (non utilisé pour la rédaction de l'article)
- (en) Frederick Mario Fales, « The Assyrian Empire: Perspectives on Culture and Society », dans Karen Radner, Nadine Moeller et Daniel T. Potts (dir.), The Oxford History of the Ancient Near East, Volume 4: The Age of Assyria, New York, Oxford University Press, 2023, p. 425-519

### Recueils de textes
- (en) S. Parpola, The correspondance of Sargon II part I : Letters from Assyria and the West, Helsinki, Helsinki University Press, coll. « States Archives of Assyria » (no 1), 1987
- (en) A. Kirk Grayson, The Royal inscriptions of Mesopotamia. Assyrian periods Vol. 2 : Assyrian Rulers of the First Millennium B.C. (1114-859 B.C.), Toronto, Buffalo et Londres, University of Toronto Press, 1991
- (en) A. Kirk Grayson, The Royal inscriptions of Mesopotamia. Assyrian periods Vol. 3 : Assyrian Rulers of the Early First Millennium B.C. (858-745 B.C.), Toronto, Buffalo et Londres, University of Toronto Press, 1996
- Philippe Talon, Annales assyriennes : d'Assurnasirpal II à Assurbanipal, Fernelmont, E.M.E., coll. « Nouvelles Études Orientales », 2011 (2 vol.)
- (en) Eckart Frahm, Babylonian and Assyrian Text Commentaries : Origins of Interpretation, Münster, Ugarit-Verlag, 2011

### Art et archéologie
- (en) John E. Curtis et Julian Reade, Art and Empire : Treasures from Assyria in the British Museum, New York, Metropolitan Museum, 1995
- (de) Ursula Seidl, John M. Russell, Suzanne Herbordt et Arnulf Hausleiter, « Neuassyrische Kunstperiode », dans D. O. Edzard (dir.), Reallexicon der Assyriologie und Vorderasiatischen Archäologie, vol. IX (3/4) : Nanše-dNIN.NIM, Berlin et New York, Walter de Gruyter, 1999, p. 242-277
- Agnès Benoit, Art et archéologie : les civilisations du Proche-Orient ancien, Paris, RMN, coll. « Manuels de l'école du Louvre », 2003
- (en) Friedhelm Pedde, « The Assyrian Heartland », dans Daniel T. Potts (dir.), A Companion to the Archaeology of the Ancient Near East, Malden et Oxford, Blackwell Publishers, coll. « Blackwell companions to the ancient world », 2012, p. 851-866
- (en) Joan Aruz, Yelena Rakic et Sarah Graff (dir.), Assyria to Iberia : at the Dawn of the Classical Age, New York, The Metropolitan Museum of New York, 2014
- (en) David Kertai, The Architecture of Late Assyrian Royal Palaces, Oxford, Oxford University Press, 2015
- (en) John M. Russell, « Assyrian Cities and Architecture », dans Eckart Frahm (dir.), A Companion to Assyria, Malden, Wiley-Blackwell, 2017, p. 423-452
- (en) John M. Russell, « Assyrian Art », dans Eckart Frahm (dir.), A Companion to Assyria, Malden, Wiley-Blackwell, 2017, p. 453-510
- (en) Zainab Bahrani, Mesopotamia : Ancient Art and Architecture, Londres, Thames & Hudson, 2017